# تونس
تُونِس (رسميًّا: الجُمْهُورِيَّةُ التُّونِسِيَّة)، دولة عربية ذات سيادة، في أقصى شَمال إفريقيا. وهي من المغرب العربي، عن غربها وجَنوبها الغربي: الجزائر، وعن جَنوبها الشرقي: ليبيا، وعن الشَّمال والشرق: البحر الأبيض المتوسط. تُشاركها إيطاليا ومالِطة في الحدود البحرية شَمالَها وشرقَها. تتميز تونس بمواقع قرطاج الأثرية التي هي من القرن التاسع قبل الميلاد، وكذلك جامع الزيتونة في مدينة تونس، وجامع عُقْبةَ بْنِ نافع في القَيروان. تُعرف: بهندستها المعمارية القديمة، وأسواقها، وسواحلها الزرقاء، مِساحتها 163،610 كيلومترًا مربعًا (63،170 ميل مربع)، وسكانها 12.1 مليون نسَمة. فيها الطرف الشرقي لجبال الأطلس والأطراف الشمالية للصحراء الكبرى. كثير مما بقي من أراضيها صالحٌ للزراعة. يشمَل خطها الساحلي الذي طولُه 1300 كيلومتر (810 ميل) الاقتران الأفريقي للأجزاء الغربية والشرقية من حوض البحر الأبيض المتوسط. تونس هي موطن لأقصى نقطة في شمال إفريقيا وهي رأس أنجلة الموجودة في ولاية بنزرت. ومدينة تونس على الساحل الشمالي الشرقي، وهي عاصمتها وأكبر مدنها. اللغة الرسمية في تونس هي العربية الفصحى الحديثة. جُلُّ سكانها عربٌ ومسلمون. والدارجة التونسية أكثر لغاتها استعمالًا،  والفرنسية فيها لغةٌ غير رسمية، تُستعمل في الإدارة والتعليم في بعض السياقات. يشغل السيد قيس سعيد منصب رئيس الجمهورية منذ 23 أكتوبر 2019.
ابتداءً من العصور القديمة المبكرة، كان يسكن تونس السكان الأصليون الأمازيغ. بدأ الفينيقيون، وهم شعب سامي، في الوصول في القرن الثاني عشر قبل الميلاد، واستقروا على الساحل وأنشأوا عدة مستوطنات، فظهرت قرطاج بحلول القرن السابع قبل الميلاد. أصبح أحفاد المستوطنين الفينيقيين يعرفون باسم الشعب البونيقي. كانت قرطاج القديمة إمبراطورية تجارية كبرى ومنافسًا عسكريًا للجمهورية الرومانية حتى عام 146 قبل الميلاد عندما هُزمت على يد الرومان الذين احتلوا تونس لمعظم الـ800 سنة التالية. أدخل الرومان المسيحية وتركوا تراثًا معماريًا مثل المسرح الأثري بالجم. في القرن السابع الميلادي، غزا العرب المسلمون تونس بأكملها (نجحوا أخيرًا في عام 697 بعد عدة محاولات بدأت في عام 647) واستقروا مع قبائلهم وعائلاتهم، حاملين دين الإسلام والثقافة العربية إلى السكان المحليين. أدت الهجرة العربية الواسعة النطاق لقبائل بنو هلال وبنو سليم في القرنين الحادي عشر والثاني عشر إلى تسريع هذه العملية بسرعة. بحلول القرن الخامس عشر تقريبًا، كانت منطقة تونس الحديثة قد تم تعريبها بالكامل تقريبًا، مما جعل العرب يشكلون الأغلبية الديموغرافية للسكان. ثم، في عام 1546، فرضت الدولة العثمانية سيطرتها هناك، واستمرت في السيطرة لأكثر من 300 عام، حتى عام 1881، عندما غزا الفرنسيون تونس. وفي 20 مارس 1956، حصلت تونس على استقلالها بقيادة الحبيب بورقيبة بمساعدة نشطاء مثل الشاذلي قلالة، فرحات حشاد وصالح بن يوسف. وفي 25 يوليو 1957، تم إلغاء النظام الملكي وإعلان الجمهورية. اليوم، تتجذر ثقافة تونس وهويتها في هذا التقاطع الذي دام قرونًا بين الثقافات والأعراق المختلفة.
في عام 2011، أطاحت الثورة التونسية، التي اندلعت بسبب الافتقار إلى الحرية والديمقراطية في ظل حكم الرئيس زين العابدين بن علي الذي دام 24 عاما، بنظامه وحفزت حركة الربيع العربي التي توسعت في جميع أنحاء المنطقة. أُجريت انتخابات المجلس الوطني التأسيسي متعددة الأحزاب بعد ذلك بوقت قصير؛ صوتت البلاد مرة أخرى لانتخابات البرلمان في 26 أكتوبر 2014، ولرئيس الجمهورية في 23 نوفمبر 2014. ومن عام 2014 إلى عام 2020، اعتبرت الدولة الديمقراطية الوحيدة في العالم العربي، وفقًا لمؤشر الديمقراطية الإيكونوميست. تظل تونس دولة مركزية بحكم نظام رئاسي وديمقراطية تمثيلية وبرلمان من مجلسين. وهي الدولة الوحيدة في شمال إفريقيا المصنفة على أنها "حرة" حسب منظمة فريدم هاوس. بعد التراجع الديمقراطي، تم تصنيف تونس على أنها نظام هجين. إنها واحدة من الدول القليلة في إفريقيا التي تحتل مرتبة عالية في مؤشر التنمية البشرية، مع واحدة من أعلى دخل الفرد في القارة، حيث تحتل المرتبة 129 في الناتج المحلي الإجمالي لدخل الفرد. اندمجت تونس بشكل جيد في المجتمع الدولي. وهي عضو في الأمم المتحدة، المنظمة الدولية للناطقين بالفرنسية، جامعة الدول العربية، منظمة التعاون الإسلامي، الاتحاد الإفريقي، السوق المشتركة لشرق إفريقيا والجنوب الإفريقي، حركة عدم الانحياز، المحكمة الجنائية الدولية، مجموعة ال77 والكثير من المنظمات الأخرى. وتحتفظ بعلاقات اقتصادية وسياسية وثيقة مع بعض الدول الأوروبية، ولا سيما مع فرنسا وإيطاليا، بسبب قربها الجغرافي. لدى تونس أيضًا اتفاقية شراكة مع الاتحاد الأوروبي، وحصلت على مكانة حليف رئيسي خارج الناتو للولايات المتحدة.

## أصل التسمية
تأتي تسمية البلاد من تسمية عاصمتها التي تمتلك نفس الاسم، وتختلف الآراء في تسمية هذه المدينة. فيعتقد البعض أن اسم تونس يعود إلى الحقبة القرطاجية حيث سميت المدينة تونس على اسم الآلهة القرطاجية المحلية تانيت، ويرجع جذر هذه التسمية ٳلى اللغة الأمازيغية ويشير عادة ٳلى الخصوبة. أما بعض المدارس العربية فقد رجحت إرجاع أصل الكلمة إلى جذور عربية من خلال المدينة القديمة ترشيش. وضبط ياقوت الحمَوي اسمها: تُونِسُ بالضم ثم السكون، والنون تُضَم (تُوْنُس) وتُفتَح (تُوْنَس) وتُكسَر (تُوْنِس). ورجَّح آخرون أن تكون أصل الكلمة هي كلمة تينس التي وصفها ديودور الصقلي وبوليبيوس، وكلمة تينس مشتقة من الفعل الأمازيغي ٳينس والذي يعني قضاء الليلة، ومن ثَم تشير التسمية في صيغة المكان إلى مخيَّم ليلي، أو مكان للتوقف.
وأشار المؤرِّخ عبد الرحمن بن خلدون إلى أصل كلمة «تونس» التي أُطلقت على حاضرة شمال إفريقيّة، حيث أرجع أصلها إلى ما عُرف عن المدينة من ازدهار عُمراني وحيوية اقتصادية وحركية ثقافية واجتماعية فقد أشار إلى أن اسم «تونس» اشتُقّ من وصف سكانها والوافدين عليها لما عرفوا به من طيب المعاشرة وكرم الضيافة وحسن الوفادة. كما يوجد تفسير آخر يقول أن الكلمة من جذع فعل تؤنس وقيل أن العرب الفاتحين هم من أسموها تؤنس ونطقت فيما بعد تونس والذي يعني قضاء الليلة. مع تغير المعنى في الزمن والمكان، قد تكون كلمة تونس أخذت معنى مخيم ليلي، أو مخيم، أو مكان للتوقف. وهناك مراجع مكتوبة من الحضارة الرومانية القديمة تذكر مدن قريبة بأسماء مثل تونيزا (حاليًا القالة)، تونسودى (حاليًا سيدي مسكين)، تنسوت (حاليًا بئر بورقبة) وتونسي (حاليًا رأس الجبل).
لمَّا كانت هذه القرى قائمة على الطرقات الرومانية، فقد كانت بلا شك تستعمل محطةً للتوقف والاستراحة. تسمية البلاد في اللغات اللاتينية، التي تضيف إليها (ia) مثل الإنجليزية فتطورت من تسمية الجغرافيين والمؤرخين الفرنسيين الذين سموها Tunisie-ia  في أوائل القرن التاسع عشر كجزء من جهودهم الرامية إلى إعطاء أسماء للأراضي التي كانت تحتلها فرنسا. كلمة (Tunisie) المشتقة من الفرنسية تبنتها بعض اللغات الأوروبية مع بعض التعديلات الطفيفة، مما أنتج عن اسم مميز للبلاد. أما بعض اللغات الأخرى فلم تغير التسمية العربية كثيرا، مثال على ذلك التسمية الروسية لتونس (Тунис)، التسمية الإسبانية (Túnez) والتسمية الأمازيغية (ⵜⵓⵏⴻⵙ).

## الجغرافيا

### الجغرافيا الفيزيائية
تقع تونس على ساحل البحر الأبيض المتوسط بشمال إفريقيا، في منتصف الطريق بين المحيط الأطلسي ودلتا النيل. تحدها الجزائر من الغرب وليبيا من الجنوب الشرقي. تقع بين خطي عرض 30 درجة و 38 درجة شمالاً وخطّيْ طول 7 درجات و 12 درجة شرقاً. يعطي الانعطاف المفاجئ جنوبًا لساحل البحر الأبيض المتوسط في شمال تونس البلاد سواحل متوسطية مميزة، الغرب والشرق في الشمال والشمال والجنوب في الشرق.
تونس بحجم ولاية ويسكونسن الأمريكية. على الرغم من صغر حجمها نسبيًا، تتمتع تونس بتنوع بيئي كبير بسبب امتدادها بين الشمال والجنوب في حين مدى الشرق والغرب محدودٌ. الاختلافات في تونس، مثل باقي بلدان المغرب العربي، هي إلى حد كبير الاختلافات البيئية بين الشمال والجنوب والتي يحددها الانخفاض الحاد في هطول الأمطار جنوباً من أي نقطة.
تمتد جبال الظاهر، الامتداد الشرقي لجبال الأطلس الصحراوية، عبر تونس في اتجاه شمالي شرقي من الحدود الجزائرية في الغرب إلى شبه جزيرة الرأس الطيب في الشرق. تقع منطقة التل شمال جبال الظاهر، وهي منطقة تتميز بتلال وسهول منخفضة ومتعرّجة، وهي أيضًا امتداد للجبال إلى الغرب في الجزائر. في جبال خمير، الزاوية الشمالية الغربية للتل التونسي، تصل الارتفاعات إلى 1050 مترًا (3440 قدمًا) والثلوج تتساقط في الشتاء. يعد الساحل، وهو سهل ساحلي آخذ في الاتساع على طول الساحل الشرقي للبحر الأبيض المتوسط في تونس وهو من بين المناطق الأولى في العالم لزراعة الزيتون. في الداخل من الساحل، بين جبال الظاهر ومجموعة من التلال جنوب قفصة، هي السهوب. معظم المنطقة الجنوبية صحراء. يبلغ طول ساحل تونس 2290 كيلومترا (1422,94ميلا)
. من الناحية البحرية، تطالب الدولة بمنطقة مجاورة تبلغ 24 ميلًا بحريًا (44 كيلومترًا؛ 28 ميلًا)، وبحر إقليمي يبلغ 12 ميلًا بحريًا (22 كيلومترًا؛ 14 ميلًا).

### التضاريس

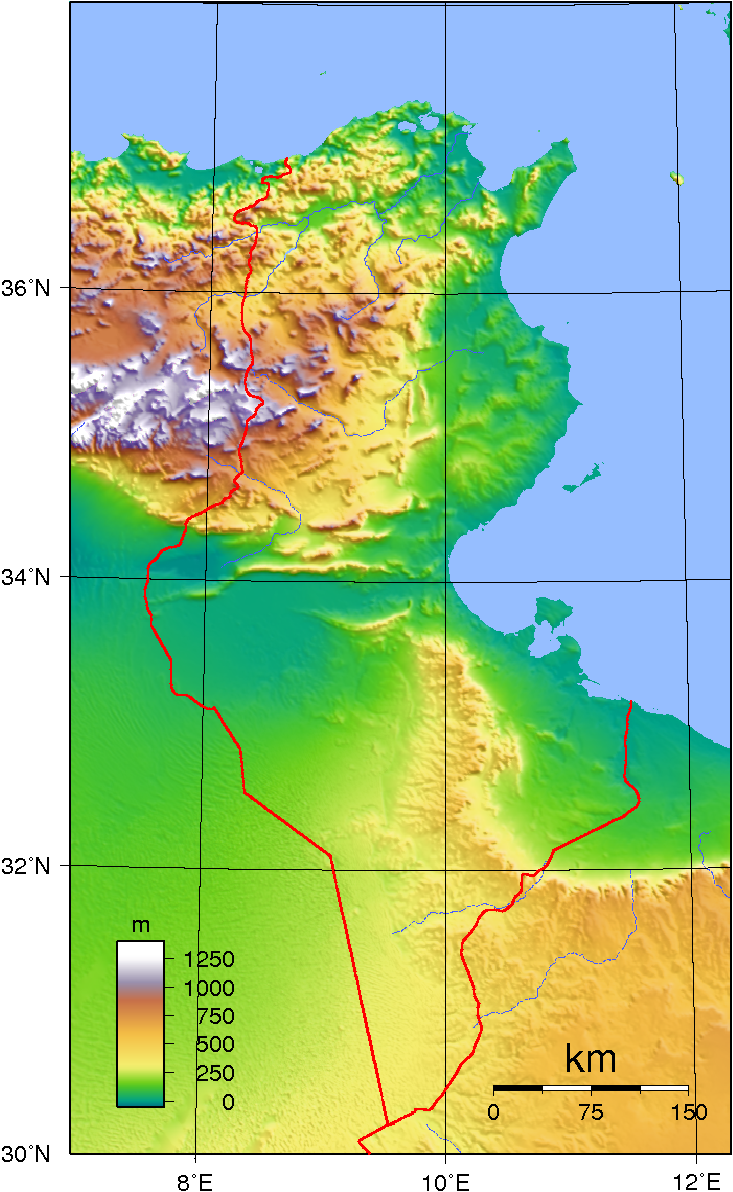
خريطة التضاريس التونسية.

تونس لديها تضاريس متناقضة مع الجزء الجبلي الشمالي والغربي، سلسلة الظهير التونسي، الواقعة في امتداد سلسلة جبال الأطلس. يقطعها سهل وادي مجردة، المجرى المائي الوحيد في البلاد الذي يتم تزويده باستمرار. أعلى نقطة في الإقليم هي جبل الشعانبي، وبلغت ذروتها عند 1544 مترًا. إلى الشرق يمتد سهل بين الحمامات وبنقردان عبر الساحل التونسي والجفارة. الجزء الجنوبي من البلاد، الصحراوي بشكل أساسي، مقسم بين سلسلة متعاقبة من الشطوط (شط الغرسة، شط الجريد وشط الفجاج)، الهضاب الصخرية والكثبان الرملية في العرق الشرقي الكبير. يمتد الخط الساحلي الذي تنتشر فيه التومبولو والبحيرات على طول 1566 كيلومترًا، بما في ذلك 575 من الشواطئ الرملية. عدد قليل من الجزر بما في ذلك قرقنة وجربة تنتشر على الساحل.
تنقسم التضاريس التونسية كالآتي:
- ساحل شمالي يتميز بأنه صخري مرتفع تجاوره أعماق بحرية متعرج فيه خلجان واسعة كخليج تونس ورؤوس كالرأس الطيب يليه الساحل وسهول ساحلية ضيقة لاقتراب الجبال من البحر أما الساحل الشرقي فهو ساحل رملي منخفض قليل التعاريج فيه خلجان واسعة كخليج الحمامات وخليج قابس وجزيرتي جربة وقرقنة.[44]
- الجبال وهي سلسلة واحدة من جبال الأطلس البحري أعلاها سلسلة جبال خمير.
- الهضاب امتداد لهضبة الشطوط في الجزائر تنتهي بسهول رملية فيها شط الجريد.

يتألف سطح تونس من سهول ساحلية التي تمتد على السواحل البحرية المطلة على البحر الأبيض المتوسط وتتسع في الوسط، المناطق الجنوبية هي امتداد للصحراء الجزائرية. تغطي الصحراء النصف الجنوبي من أراضي تونس. يعد وادي مجردة أكبر أنهار البلاد.
تنقسم البلاد التونسية إلى ثلاث مناطق كبرى:
- التل الأعلى الذي يغطي الشمال.
- الوسط التونسي، حيث الفيافي العليا والمنخفضة التي تنتهي عند الساحل الشرقي.
- المنطقة الداخلية التي يحدها شط الجريد شمالا، وتتميز تلك الربوع بمساحاتها الصحراوية الشاسعة وبواحاتها الغنّاء الملتفة حول عدد قليل من منابع الماء.

### المناخ
مناخ تونس هو مناخ البحر الأبيض المتوسط الحار في الصيف (تصنيف كوبن للمناخ) في الشمال، حيث يكون الشتاء معتدلًا مع هطول الأمطار المعتدلة والصيف حار وجاف. يمكن أن تتجاوز درجات الحرارة في شهري يوليو وأغسطس 40 درجة مئوية (104 درجة فهرنهايت) عندما تصل الكتلة الهوائية القارية الاستوائية للصحراء إلى تونس بأكملها. الشتاء معتدل مع درجات حرارة نادراً ما تتجاوز 20 درجة مئوية (68 درجة فهرنهايت) باستثناء جنوب غرب البلاد. جنوب البلاد صحراوية، التضاريس في الشمال جبلية، والتي تتحرك جنوبًا تفسح المجال لسهل مركزي جاف وحار . مع توجهنا إلى الجنوب، يصبح المناخ بطبيعة الحال أكثر حرا وجفافًا وأكثر إشراقًا. لذلك فإن الجزء الجنوبي يتمتع بمناخ صحراوي حار، مع فصل الصيف شديدة الحرارة والشتاء الدافئ وكمية الأمطار السنوية المنخفضة للغاية.

تتحول درجات الحرارة خلال النهار باستمرار حول 45 درجة مئوية (113 درجة فهرنهايت) خلال فصل الصيف. ومع ذلك، فإن دفء الشتاء يكون فقط خلال النهار لأن الليل يمكن أن يكون باردًا في الصحراء. تقع سلسلة من البحيرات المالحة، المعروفة باسم الشطوط، في خط شرقي غربي عند الحافة الشمالية للصحراء الكبرى، وتمتد من خليج قابس إلى الجزائر. أخفض نقطة هي شط الغرسة 17− متر (55.8 قدمًا)، وأعلى نقطة هي جبل الشعانبي بارتفاع 1544 مترًا (5066 قدمًا) . متوسط كمية الأمطار السنوية أقل من 500 ملم (19.68 بوصة) في كل مكان تقريبًا في تونس . لذلك فإن تونس بلد جاف وشبه جاف. المناطق ذات المناخ ما قبل الصحراء تتلقى أقل من 250 مم (9.84 بوصة) والمناطق ذات المناخ الصحراوي النموذجي تتلقى أقل من 100 مم (3.94 بوصة) من متوسط هطول الأمطار السنوي. يتلقى الجزء الجنوبي هطول أمطار منخفضة تصل إلى 50 مم (1,97 بوصة) في المناطق المحيطة بالبرمة، على طول الحدود الجزائرية.
| البيانات المناخية لـتونس          | البيانات المناخية لـتونس | البيانات المناخية لـتونس | البيانات المناخية لـتونس | البيانات المناخية لـتونس | البيانات المناخية لـتونس | البيانات المناخية لـتونس | البيانات المناخية لـتونس | البيانات المناخية لـتونس | البيانات المناخية لـتونس | البيانات المناخية لـتونس | البيانات المناخية لـتونس | البيانات المناخية لـتونس | البيانات المناخية لـتونس |
| الشهر                             | يناير                    | فبراير                   | مارس                     | أبريل                    | مايو                     | يونيو                    | يوليو                    | أغسطس                    | سبتمبر                   | أكتوبر                   | نوفمبر                   | ديسمبر                   | المعدل السنوي            |
| --------------------------------- | ------------------------ | ------------------------ | ------------------------ | ------------------------ | ------------------------ | ------------------------ | ------------------------ | ------------------------ | ------------------------ | ------------------------ | ------------------------ | ------------------------ | ------------------------ |
| متوسط درجة الحرارة الكبرى °م (°ف) | 14.7 (58.5)              | 15.7 (60.3)              | 17.6 (63.7)              | 20.3 (68.5)              | 24.4 (75.9)              | 28.9 (84.0)              | 32.4 (90.3)              | 32.3 (90.1)              | 29.2 (84.6)              | 24.6 (76.3)              | 19.6 (67.3)              | 15.8 (60.4)              | 23.0 (73.3)              |
| متوسط درجة الحرارة الصغرى °م (°ف) | 6.4 (43.5)               | 6.5 (43.7)               | 8.2 (46.8)               | 10.4 (50.7)              | 13.8 (56.8)              | 17.7 (63.9)              | 20.1 (68.2)              | 20.7 (69.3)              | 19 (66)                  | 15.2 (59.4)              | 10.7 (51.3)              | 7.5 (45.5)               | 13.0 (55.4)              |
| معدل هطول الأمطار مم (إنش)        | 50.5 (1.99)              | 45.3 (1.78)              | 43.4 (1.71)              | 35.5 (1.40)              | 21 (0.8)                 | 10.8 (0.43)              | 3.7 (0.15)               | 8.8 (0.35)               | 10.5 (0.41)              | 38.6 (1.52)              | 46.4 (1.83)              | 56.4 (2.22)              | 370.9 (14.59)            |
| المصدر: قاعدة الطقس               |                          |                          |                          |                          |                          |                          |                          |                          |                          |                          |                          |                          |                          |

### البيئة

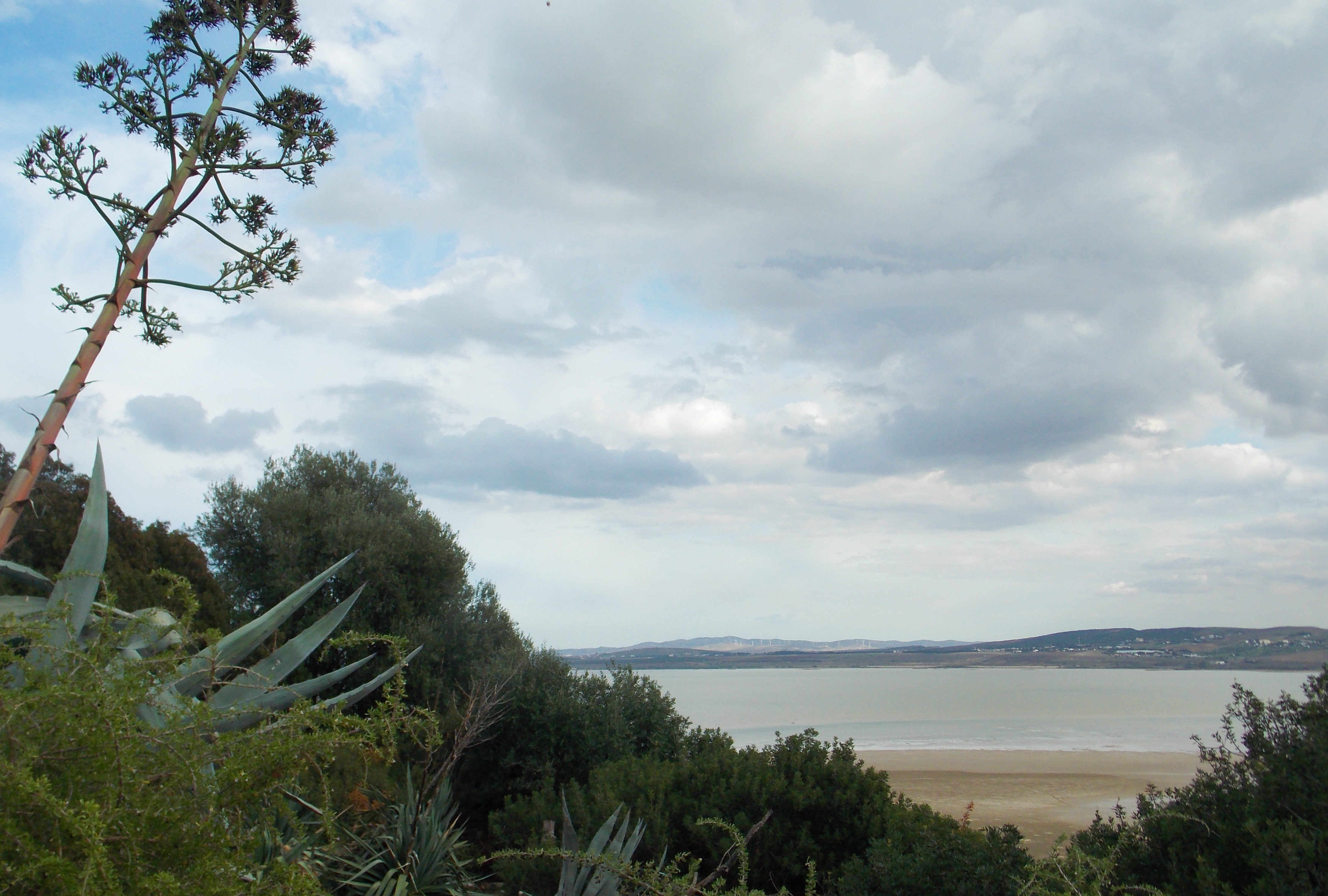
الحديقة الوطنية بإشكل تم إدراجها قائمة اليونسكو للتراث العالمي في 1980.

تختلف النباتات اختلافًا كبيرًا اعتمادًا على المنطقة: تشبه المناطق الساحلية تلك الموجودة في جنوب أوروبا وتشمل المروج، الأعشاب، أجمة متوسطية وغابات السنديان الفليني. إلى الجنوب، الغطاء النباتي هو نوع من السهوب مع هيمنة الحلفاء. في المناطق القاحلة في أقصى الجنوب، تزرع الواحات بأشجار النخيل. تم إنشاء خمسة عشر منطقة طبيعية كمتنزهات وطنية. تم إدراج الحديقة الوطنية بإشكل، الذي يغطي 12600 هكتار، في قائمة اليونسكو للتراث العالمي. هناك أيضًا ستة عشر محمية طبيعية تهدف إلى أن تكون موطنًا لأنواع ذات قيمة بيئية واقتصادية وضعيفة للنظام البيئي. وفقًا لدراسة أجراها برنامج البحر الأبيض المتوسط التابع للصندوق العالمي للطبيعة، فإن المنطقة الساحلية في الشمال الغربي التونسي هي واحدة من ثلاثة عشر موقعًا في البحر الأبيض المتوسط تتميز بثروتها الطبيعية، تنوعها الحيوي، أنواعها النباتية والحيوانية الفريدة.
في هذا السياق، تعد تونس البلد المتوسطي الأكثر تضررًا من تغير المناخ والذي يفضل نقص المياه وتآكل السواحل. منذ عدة سنوات، تعرضت الفلاحة في تونس لموجات قحط متكررة تساهم في الهجرة من الريف. إضافة إلى ذلك، للتعويض عن ندرة الأمطار، لا يزال المزارعون يستخدمون المزيد من الأسمدة والمبيدات. حسب منظمة الأغذية والزراعة، فقد انتقلت البلاد من خمسة كيلوغرامات من الأسمدة الكيماوية المستخدمة لكل هكتار في أوائل الستينيات إلى ما يقرب من 25 كيلوغرامًا في منتصف التسعينيات. التنمية المستدامة في البلاد.
تونس في حالة ندرة المياه وفقًا لمعايير الأمم المتحدة (أقل من 500 متر مكعب من المياه للفرد سنويًا). كما أن وادي مجردة أكبر مصدر مياه في البلاد مهدد بخطر التلوث. استمرت جودته في التدهور، وفقًا لدراسة أجرتها وزارة البيئة في عام 2018، يحتوي الوادي على 60 ألف طن من الملوثات.

### الجغرافيا البشرية
تبدو المنطقة التونسية غير متكافئة السكان ومتطورة اجتماعيًا واقتصاديًا وفقًا لمدرج داخلي ساحلي (غرب - شرق): وهكذا فإن الولايات الساحلية الثلاثة عشر يبلغ مجموع سكانها 65.3% من إجمالي السكان مع كثافة سكانية عالية (140 نسمة لكل كيلومتر مربع مقابل 65.6 للبلد بأكمله). بلغ معدل التحضر في تونس 65.6% في 2007 ويبلغ معدل التحضر السنوي 3.6%. تقع الشبكة الحضرية على الشريط الساحلي الشرقي، بين منطقتي بنزرت وقابس عبر مدينة تونس، الرأس الطيب، الساحل وصفاقس (وسط شرق البلاد)، والتي تمتلك أكبر بنية تحتية اقتصادية وتتركز أكثر من 80 % من سكان الحضر. في نهاية التعداد العام للسكان في 2014، كانت البلديات الرئيسية هي:
| صور                           | المرتبة | البلدية    | الولاية        | تعداد السكان (2014) | المرتبة | البلدية    | الولاية        | تعداد السكان (2014) | صور                     |
| ----------------------------- | ------- | ---------- | -------------- | ------------------- | ------- | ---------- | -------------- | ------------------- | ----------------------- |
| تونس صفاقس سوسة               | 1       | مدينة تونس | ولاية تونس     | 1٬056٬247           | 11      | المروج     | ولاية بن عروس  | 104٬538             | بن عروس المنستير المرسى |
| تونس صفاقس سوسة               | 2       | صفاقس      | ولاية صفاقس    | 272٬801             | 12      | قفصة       | ولاية قفصة     | 95٬242              | بن عروس المنستير المرسى |
| تونس صفاقس سوسة               | 3       | سوسة       | ولاية سوسة     | 221٬530             | 13      | رواد       | ولاية أريانة   | 94٬961              | بن عروس المنستير المرسى |
| تونس صفاقس سوسة               | 4       | حي التضامن | ولاية أريانة   | 142٬953             | 14      | المنستير   | ولاية المنستير | 93٬306              | بن عروس المنستير المرسى |
| تونس صفاقس سوسة               | 5       | القيروان   | ولاية القيروان | 139٬070             | 15      | المرسى     | ولاية تونس     | 92٬987              | بن عروس المنستير المرسى |
| تونس صفاقس سوسة               | 6       | بنزرت      | ولاية بنزرت    | 136٬917             | 16      | بن عروس    | ولاية بن عروس  | 88٬322              | بن عروس المنستير المرسى |
| تونس صفاقس سوسة               | 7       | قابس       | ولاية قابس     | 130٬914             | 17      | القصرين    | ولاية القصرين  | 83٬534              | بن عروس المنستير المرسى |
| تونس صفاقس سوسة               | 8       | سكرة       | ولاية أريانة   | 129٬693             | 18      | دوار هيشر  | ولاية منوبة    | 82٬532              | بن عروس المنستير المرسى |
| تونس صفاقس سوسة               | 9       | سيدي حسين  | ولاية تونس     | 109٬690             | 19      | حومة السوق | ولاية مدنين    | 75٬904              | بن عروس المنستير المرسى |
| تونس صفاقس سوسة               | 10      | المحمدية   | ولاية بن عروس  | 106٬167             | 20      | الكرم      | ولاية تونس     | 74٬132              | بن عروس المنستير المرسى |
| المصدر: المعهد الوطني للإحصاء |         |            |                |                     |         |            |                |                     |                         |

### الجغرافيا الإدارية
على رأسهم حكام يعينهم رئيس الجمهورية، وهم «الولاة» سلطة الدولة. ثلاث مؤسسات تساعدهم في إنجاز مهامهم: المجلس المحلي للتنمية، المجلس الريفي ولجنة الجوار. إلى جانب الولاة، هناك مجالس جهوية مسؤولة عن دراسة جميع المسائل التي تهم المحافظة في المجالات الاقتصادية والاجتماعية والثقافية.
وبذلك يبدون رأيهم في البرامج والمشاريع التي تخطط الدولة لتنفيذها في ولاياتهم، ويقررون ميزانية المحافظات والضرائب المحصلة لصالح المجتمع العام، ويقيمون علاقات تعاون مع الهيئات الأجنبية على المستوى الإقليمي بعد موافقة وزير الداخلية. تنقسم الولايات إلى 264 منطقة إدارية: معتمدية. منذ صدور مرسوم 26 مايو 2016، تم تقسيم المنطقة بأكملها أيضًا إلى 350 بلدية. أصغر تقسيم إداري هو القطاع أو العمادة وعددهم 2،073.

#### الولايات
تنقسم تونس إلى 24 ولاية تحمل أسماء عواصمها:
| الرقم | الولاية    | التأسيس       | المركز       | السكان    | المساحة (كم²) | المعتمديات | البلديات | العمادات |  |
| ----- | ---------- | ------------- | ------------ | --------- | ------------- | ---------- | -------- | -------- |  |
| 1     | جندوبة     | 21 يونيو 1956 | جندوبة       | 401٬477   | 3٬100         | 9          | 8        | 95       |  |
| 2     | باجة       | 21 يونيو 1956 | باجة         | 303٬032   | 3٬740         | 9          | 9        | 101      |  |
| 3     | بنزرت      | 21 يونيو 1956 | بنزرت        | 568٬219   | 3٬750         | 14         | 16       | 102      |  |
| 4     | منوبة      | 31 يوليو 2000 | منوبة        | 379٬518   | 1٬137         | 8          | 9        | 47       |  |
| 5     | أريانة     | 3 ديسمبر 1983 | أريانة       | 576٬088   | 482           | 7          | 6        | 48       |  |
| 6     | تونس       | 21 يونيو 1956 | تونس العاصمة | 1٬056٬247 | 288           | 21         | 8        | 161      |  |
| 7     | بن عروس    | 3 ديسمبر 1983 | بن عروس      | 631٬842   | 761           | 12         | 11       | 75       |  |
| 8     | نابل       | 21 يونيو 1956 | نابل         | 787٬920   | 2٬840         | 16         | 24       | 99       |  |
| 9     | الكاف      | 21 يونيو 1956 | الكاف        | 243٬156   | 5٬081         | 11         | 12       | 87       |  |
| 10    | سليانة     | 5 يونيو 1974  | سليانة       | 223٬087   | 4٬642         | 11         | 10       | 86       |  |
| 11    | زغوان      | 1976          | زغوان        | 176٬945   | 2٬820         | 6          | 7        | 48       |  |
| 12    | سوسة       | 21 يونيو 1956 | سوسة         | 674٬971   | 2٬669         | 16         | 16       | 104      |  |
| 13    | القصرين    | 21 يونيو 1956 | القصرين      | 439٬243   | 8٬260         | 13         | 12       | 106      |  |
| 14    | سيدي بوزيد | 1973          | سيدي بوزيد   | 429٬912   | 7٬400         | 12         | 12       | 113      |  |
| 15    | القيروان   | 21 يونيو 1956 | القيروان     | 570٬559   | 6٬712         | 11         | 12       | 114      |  |
| 16    | المهدية    | 5 يونيو 1974  | المهدية      | 410٬812   | 2٬878         | 11         | 15       | 99       |  |
| 17    | المنستير   | 5 يونيو 1974  | المنستير     | 548٬828   | 1٬024         | 13         | 31       | 77       |  |
| 18    | قفصة       | 21 يونيو 1956 | قفصة         | 337٬331   | 7٬807         | 11         | 10       | 76       |  |
| 19    | صفاقس      | 21 يونيو 1956 | صفاقس        | 955٬421   | 7٬545         | 16         | 16       | 126      |  |
| 20    | توزر       | 21 يونيو 1956 | توزر         | 107٬912   | 5٬593         | 5          | 6        | 36       |  |
| 21    | قبلي       | 1981          | قبلي         | 156٬961   | 22٬454        | 6          | 6        | 42       |  |
| 22    | قابس       | 21 يونيو 1956 | قابس         | 374٬300   | 7٬166         | 10         | 11       | 73       |  |
| 23    | مدنين      | 21 يونيو 1956 | مدنين        | 479٬520   | 9٬167         | 9          | 8        | 94       |  |
| 24    | تطاوين     | 2 مارس 1981   | تطاوين       | 149٬453   | 38٬889        | 7          | 6        | 64       |  |

### الجغرافيا الاقتصادية
تنقسم التراب التونسي إلى ثلاث مناطق متطورة بشكل غير متساوٍ على المستوى الاجتماعي والاقتصادي وفقًا للتدرج الساحلي الداخلي (الغرب – الشرق).
1. الساحل الشرقي المتطور: يتنوع اقتصاد الولايات الساحلية الثلاث عشرة الواقعة بين ولاية بنزرت في الشمال الشرقي وولاية مدنين في الجنوب الشرقي، وهي الصناعة الأكثر بروزاً بتركيز 85% المنشآت الصناعية في البلاد وحتى 87.5% من العمالة في هذا القطاع الاقتصادي.[56]
2. القطاع الزراعي الوسيط: تعتبر الزراعة النشاط الاقتصادي الرئيسي لولايات باجة، سليانة، زغوان، القيروان وسيدي بوزيد لأنها استفادت من استثمارات كبيرة خاصة في مجال الري. ومع ذلك، هناك مراكز صناعية محلية مهمة مثل ماطر أو زغوان مع التخفيف الصناعي للتكتل حضاري في مدينة تونس.
3. الشريط الغربي «منخفض»: في ولايات غرب البلاد، إذا جلب النشاط السياحي طفرة اقتصادية منذ السبعينيات في جنوب البلاد، فإن قطاع التعدين في أزمة كما في قفصة لاستغلال الفوسفات. وفي ولاية الكاف لمادة المعادن.[57]

## التاريخ
على مر القرون، كانت أراضي تونس الحالية تحت تأثير القرطاجيين والفنقيين، النومديين، الرومانيين، البيزنطيين، الوندال، الأمويين، الأغالبة، الفاطميين، النورمان، الموحدين، الحفصيين، العثمانيين والفرنسيين. لقد أثرت هذه الظروف على التنوع الثقافي للبلاد، بالإضافة إلى موقع تونس عند التقاطع بين حوض البحر الأبيض المتوسط، أوروبا وإفريقيا.

### تاريخ تونس القديم: عصور ما قبل التاريخ

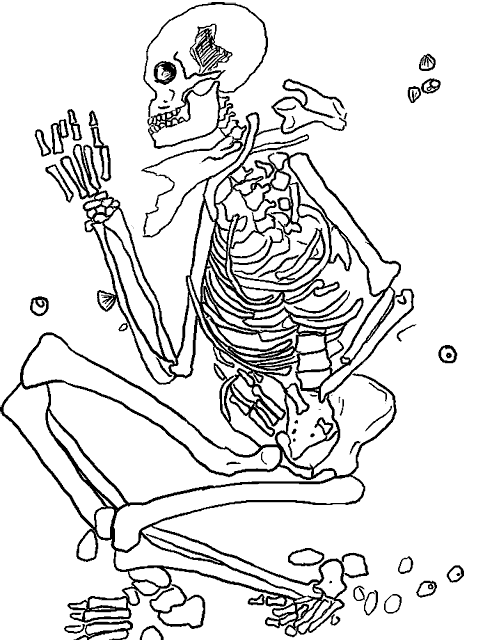
هيكل عظمي لأحد سكان الحضارة القبصية في وضع إنطواء.

تعود أولى آثار الوجود البشري في تونس إلى العصر الحجري القديم. على بعد عشرين كيلومترًا شرق قفصة، في واحة القطار، يتجمع عدد قليل من البدو الرحل من الصيادين الموستريين. يشير ميشيل جروت، عالم الآثار الذي اكتشف الموقع، إلى أنهم يستهلكون التمر، وحبوب اللقاح التي وجدها حول المنطقة، والتي جفت الآن.
بالنسبة للثقافة الأيبيرية، المنتشرة على الساحل والصغيرة نسبيًا في تونس، تأتي بعد فترة الحضارة القبصية، وهو الاسم الذي أنشأه جاك دي مورغان ومن اللاتينية كابسا، والتي أعطت هي نفسها اسم قفصة الحالية. يعرّف مورغان أن الحضارة القبصية ثقافة تمتد من العصر الحجري القديم العلوي إلى العصر الحجري الحديث، وبالتالي تغطي فترة تمتد من الألفية الثامنة إلى الخامسة قبل الميلاد. من وجهة نظر إثنولوجية وأثرية، يكتسب القبصيون أهمية أكبر حيث تم اكتشاف عظام وآثار نشاط بشري يعود تاريخها إلى أكثر من 15000 عام في المنطقة. بالإضافة إلى صنع الأدوات الحجرية والصوان، أنتج الالقبصيون أدوات مختلفة من العظام، بما في ذلك الإبر لخياطة الملابس من جلود الحيوانات.
في العصر الحجري الحديث (4500 إلى 2500 قبل الميلاد تقريبًا)، وصل متأخراً إلى هذه المنطقة، كان الوجود البشري مشروطًا بتكوين الصحراء الكبرى التي تكتسب مناخها الحالي. وبالمثل في هذا الوقت، تم إثراء سكان تونس من خلال مساهمة الأمازيغ، والتي نتجت على ما يبدو عن الهجرة إلى الشمال من السكان اللوبيون (مصطلح يوناني قديم يشير إلى السكان الأفارقة عمومًا). شهد العصر الحجري الحديث أيضًا إقامة اتصال بين الفينيقيين من صور، وحضارة قرطاجية الأمازيغ المستقبليين الذين أسسوا الحضارة القرطاجية. نلاحظ الانتقال من عصور ما قبل التاريخ إلى التاريخ بشكل رئيسي في مساهمة السكان الفينيقيين، حتى لو استمرت طريقة الحياة في العصر الحجري الحديث إلى جانب أسلوب حياة الوافدين الجدد. هذه المساهمة مؤهلة، خاصة في قرطاج (مركز الحضارة القرطاجية في الغرب)، من خلال التعايش بين الأقليات المختلفة ولكن السكان النشطون مثل الأمازيغ، الإغريق، الإيطاليين أو الإيبيريون في إسبانيا. تساهم الزيجات المختلطة العديدة في إنشاء الحضارة البونيقية.

### من قرطاج البونية إلى قرطاج الرومانية

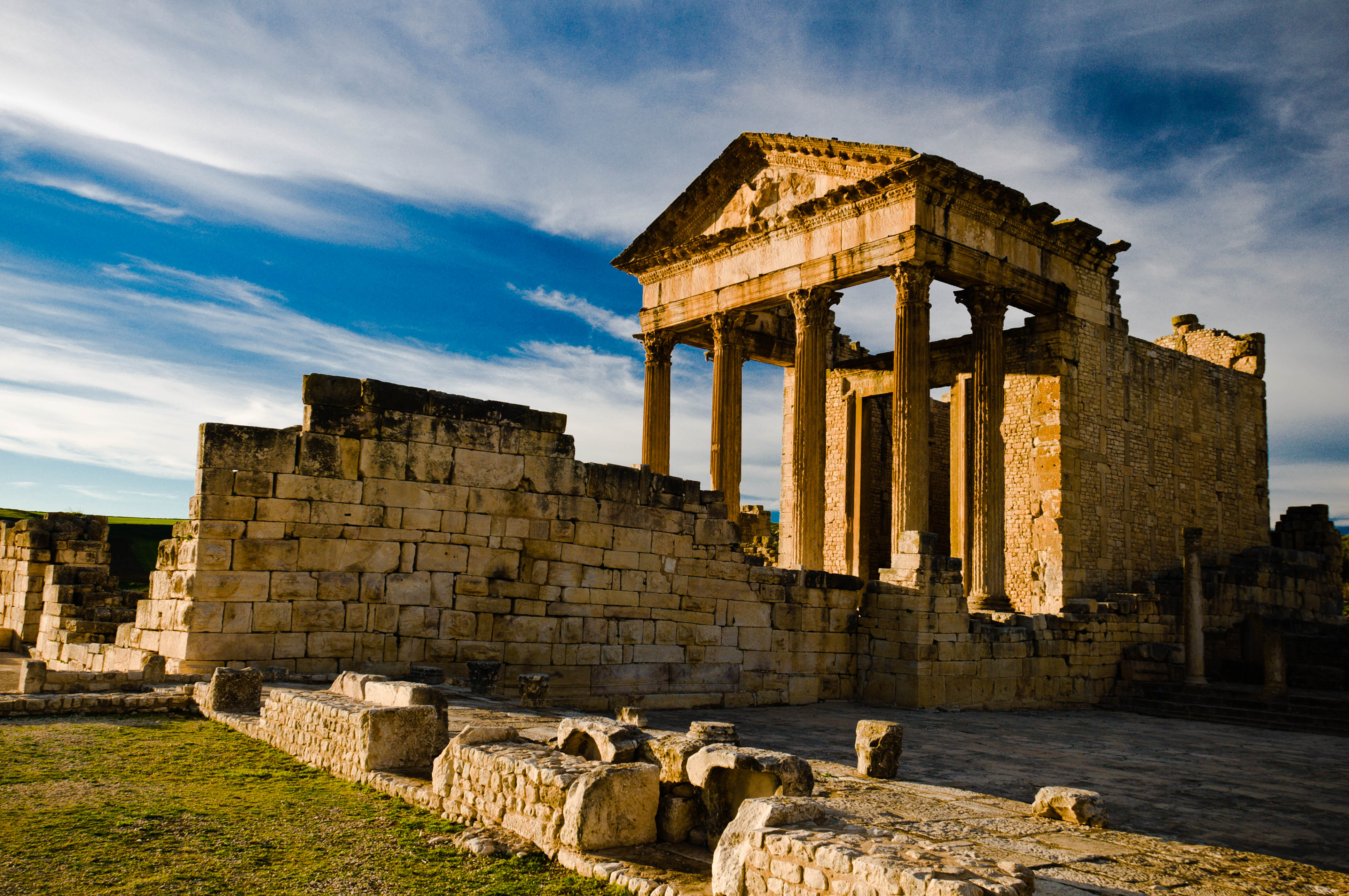
الكابيتول الأثري في دقة، 2012.

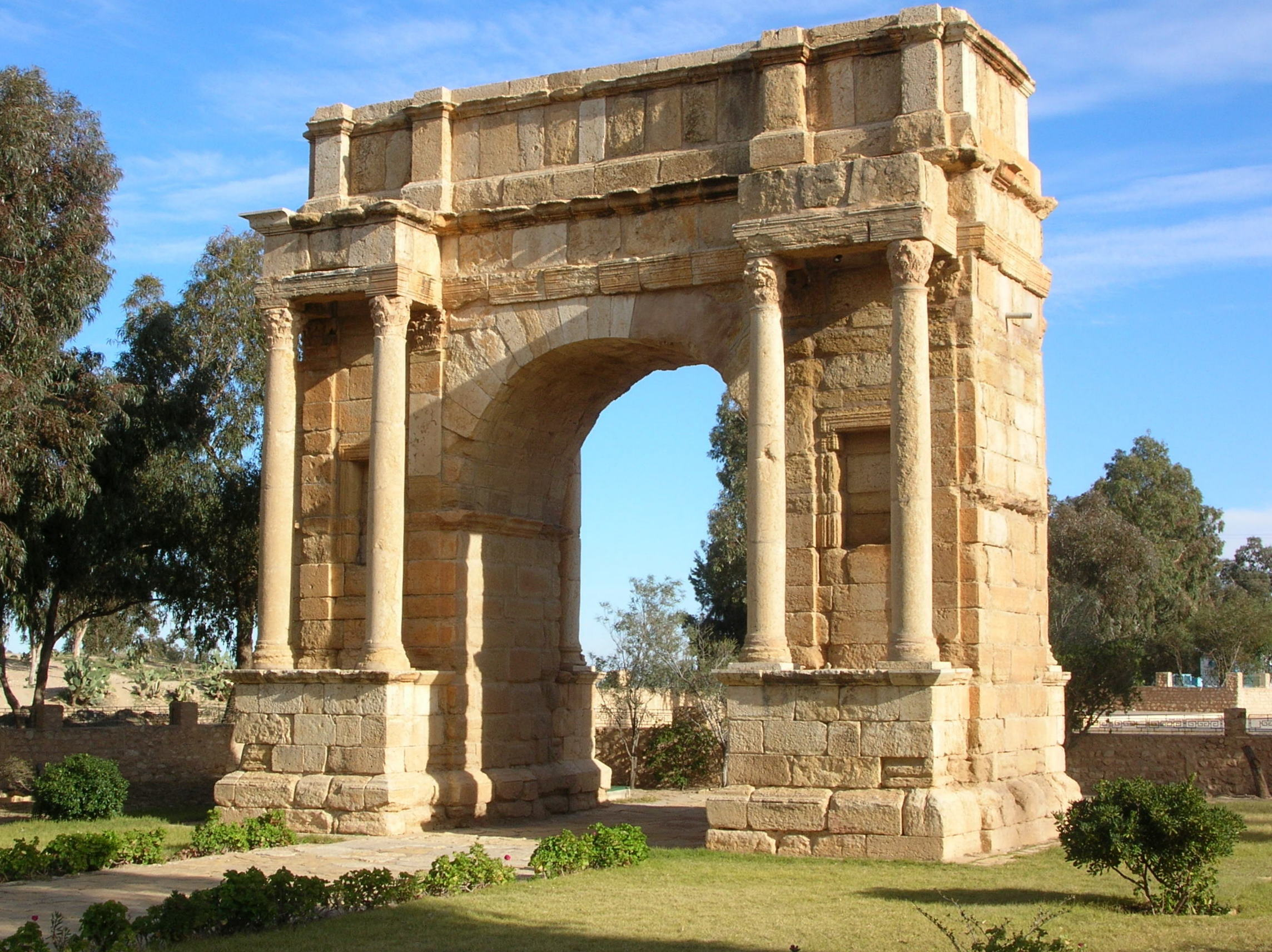
قوس دقلديانوس في سبيطلة، 2005.

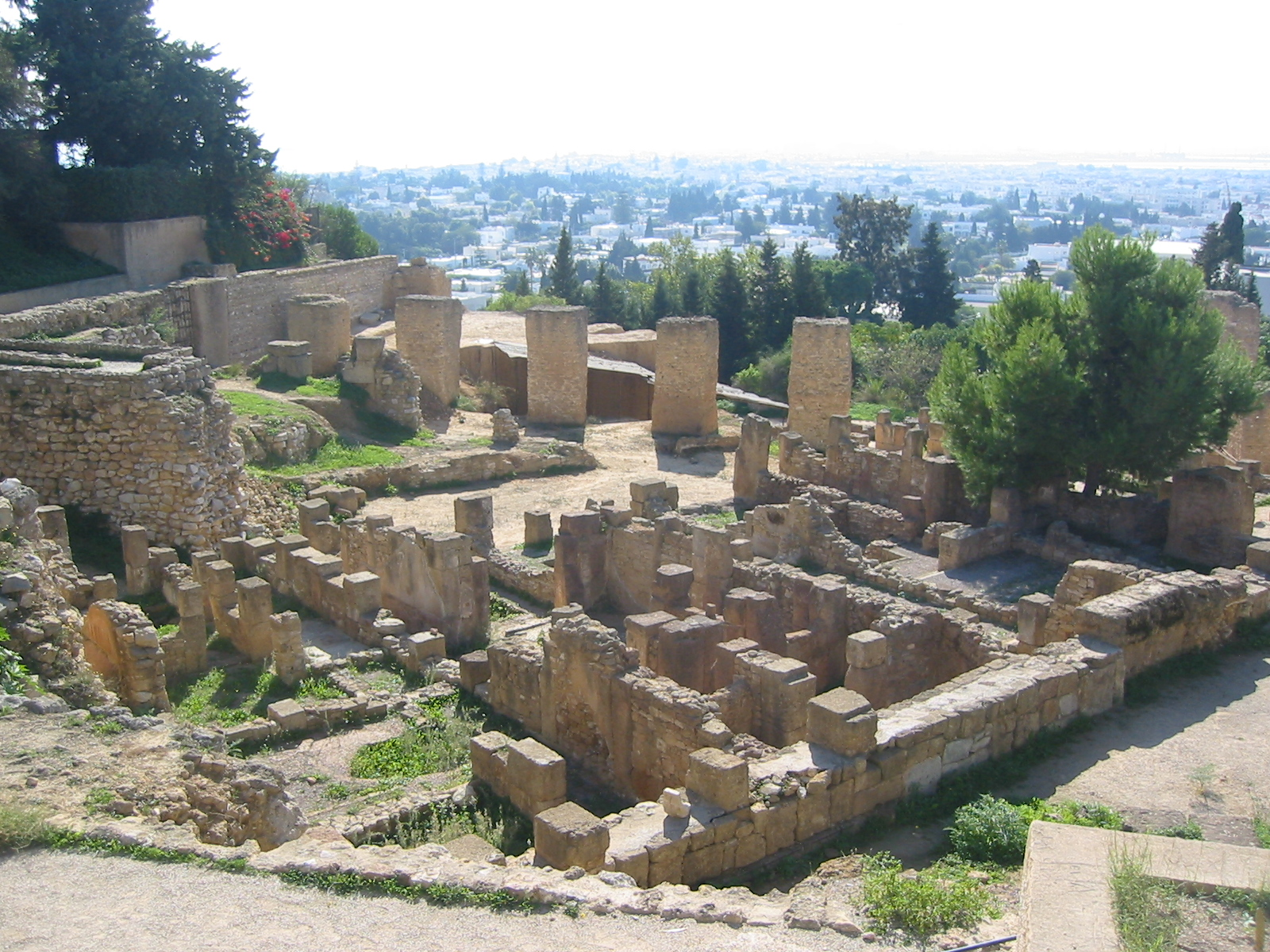
الموقع الأثري بقرطاج، 2005.

يتم دخول تونس في التاريخ من خلال توسع المدينة الناتج عن استعمار الشرق القريب. ترحب تونس تدريجياً بسلسلة من الفينيقيين مثل العديد من مناطق البحر الأبيض المتوسط الأخرى. أول مركز تجاري وفقًا للتقاليد هو مركز أوتيك، والذي يعود تاريخه إلى عام 1101 قبل الميلاد. في 814 قبل الميلاد، أسس المستوطنون الفينيقيون من صور مدينة قرطاج. وفقًا للأسطورة، فإن الملكة عليسة (ديدو للرومان)، أخت ملك صور بجماليون، هي مؤسسة المدينة. قرطاج مفتوحة على البحر، وهي أيضًا منفتحة من الناحية الهيكلية على الخارج. بعد قرن ونصف من تأسيس المدينة، بسط القرطاجيون سيطرتهم على الحوض الغربي للبحر الأبيض المتوسط.
يأخذ هذا الوجود أشكالًا مختلفة، بما في ذلك شكل الاستعمار، لكنه يظل تجاريًا بشكل أساسي (المراكز التجارية، توقيع المعاهدات، إلخ). جاءت الطفرة نحو إمبراطورية أكثر أرضية ضد الإغريق في صقلية ثم مع القوة الصاعدة لروما وحلفائها الكامبانيون. يتمتع القلب القرطاجي بقدرة إنتاجية زراعية أكبر من قدرة روما وحلفائها مجتمعين، واستغلالها يحظى بإعجاب الرومان. تصاعدت حدة القتال بين روما وقرطاج مع ظهور المدينتين: الحروب البونيقية الثلاثة، التي كادت أن تشهد الاستيلاء على روما لكنها انتهت بتدمير قرطاج عام 146 قبل الميلاد. بعد حصار دام ثلاث سنوات. في نهاية الحرب البونيقية الثالثة، استقرت روما على أنقاض المدينة. تشير نهاية الحروب البونيقية إلى إنشاء المقاطعة الرومانية في إفريقيا، والتي أصبحت أوتيك أول عاصمة لها، حتى لو تم فرض موقع قرطاج مرة أخرى بمزاياها وأصبح عاصمة مرة أخرى في عام 1447.
في سنة 44 قبل الميلاد، قرر يوليوس قيصر تأسيس مستعمرة رومانية هناك تدعى كولونيا جوليا قرتاغو، لكن الأمر استغرق بضعة عقود حتى يبدأ أغسطس قيصر العمل في المدينة. ثم شهدت المنطقة فترة ازدهار عندما أصبحت إفريقيا بالنسبة لروما موردًا أساسيًا للمنتجات الزراعية، مثل القمح وزيت الزيتون، وذلك بفضل بساتين الزيتون العزيزة على القرطاجيين. المقاطعة مغطاة بشبكة كثيفة من المدن الرومانية التي لا تزال بقاياها مرئية حتى اليوم: يكفي ذكر مواقع دقة (ثوجا القديمة)، سبيطلة (سوفيتولا)، بولا ريجيا، الجم (ثيسدروس) أو توبربو ماجوس.
أصبحت تونس، التي كانت جزءًا لا يتجزأ من الجمهورية الرومانية ثم من الإمبراطورية الرومانية مع نوميديا، على مدى ستة قرون مقرًا للحضارة الرومانية الأفريقية الغنية بشكل استثنائي، وفية لدعوتها المتمثلة في «مفترق طرق العالم القديم». تونس إذن هي بوتقة فن الفسيفساء التي تتميز بأصالتها وابتكاراتها. يظهر منافسو الآلهة الرومانية ضد الآلهة الأصلية من فترة الإمبراطورية الرومانية وعبادة بعض الآلهة، ساتورن وجونو، هي استمرار للعبادة التي كرّسها البانيكيون لبعل آمون وتانيت. كما شهدت «مفترق طرق العالم القديم» التنصيب المبكر للجماعات اليهودية، وفي أعقابها، المجتمعات المسيحية الأولى. لم تسر ذروة القرن الثاني وبداية القرن الثالث بسلاسة، ومع ذلك، شهدت المقاطعة بعض الأزمات في القرن الثالث قبل الميلاد: لقد صُدم بقمع جورديان الأول عام 238؛ كما تعرضت لاشتباكات بين المغتصبين في بداية القرن الرابع.
المقاطعة هي واحدة من أقل المقاطعات تأثراً بالصعوبات التي واجهتها الإمبراطورية الرومانية بين 235 وبداية القرن الرابع. مع نظام الحكم الرباعي، تستعيد المقاطعة ازدهارًا كشفت عنه البقايا الأثرية القادمة من المباني العامة والمساكن الخاصة. هذه الفترة هي أيضًا القرن الأول للمسيحية الرسمية، التي أصبحت ديانة مشروعة عام 313 والدين الشخصي للإمبراطور قسطنطين العظيم.

### الإمبراطورية البيزنطية والحِقبة المسيحية

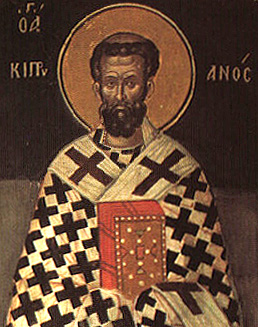
قبريانوس القرطاجي.

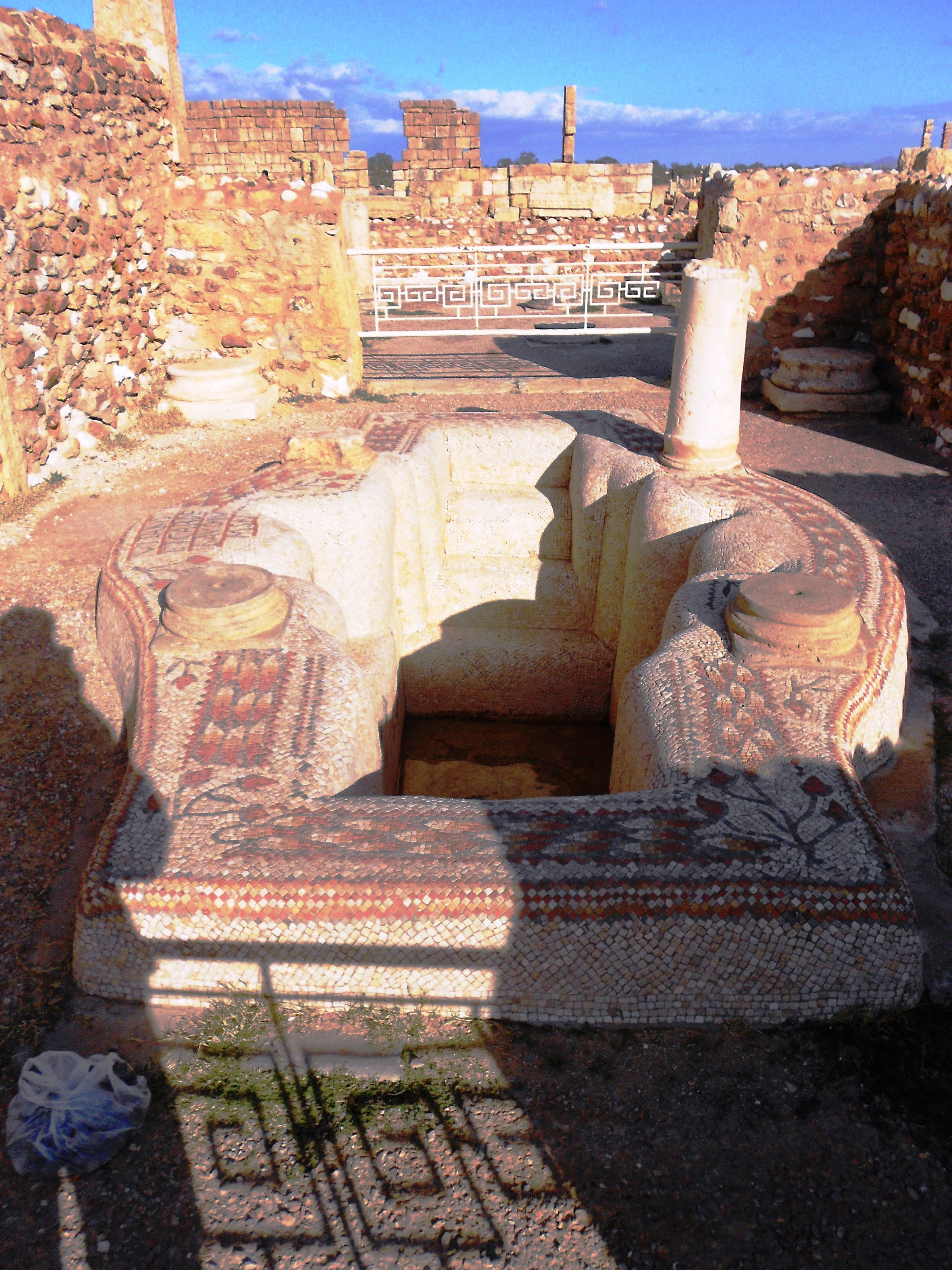
معمودية كنيسة فيتاليس الواقعة في الموقع الأثري بسبيطلة، 2013.

في فضاء مفتوح للخارج مثل مقاطعة إفريقيا في ذلك الوقت، تطورت المسيحية مبكرًا بفضل المستوطنين، التجار والجنود، وأصبحت المنطقة واحدة من المراكز الأساسية لنشر الديانة. منذ القرن الثاني، طبقت المقاطعة أيضًا عقوبات إمبراطورية، حيث تم توثيق الشهداء الأوائل من 17 يوليو 180: أولئك الذين يرفضون الانضمام إلى الديانة الرسمية يمكن تعذيبهم، أو نفيهم إلى الجزر، قطع رؤوسهم، تسليمهم إلى الوحوش الشرسة أو حرقهم حتى صلبهم.
في نهاية القرن الثاني، تقدم الدين الجديد في المقاطعة لأنه على الرغم من الوضع الصعب، تم تأسيس الإيمان الجديد بسرعة أكبر من أوروبا، خاصة بسبب الدور الاجتماعي الذي لعبته كنيسة قرطاج التي ظهرت في النصف الثاني من القرن الثالث، بفضل الكثافة الحضرية العالية جدًا. بالإضافة إلى ذلك، بمجرد نشر مرسوم ثيسالونيكي من قبل الإمبراطور ثيودوسيوس الأول في عام 381، أصبح التنصير تلقائيًا، حيث لا يُسمح بالعبادة الأخرى في الإمبراطورية. وهكذا، خلال القرن الخامس وتحت النشاط الديناميكي لأوغسطينوس ودفع قلة من الأساقفة، احتشد كبار ملاك الأراضي والأرستقراطية الحضرية إلى المسيحية، حيث رأوا اهتمامهم، وبالتالي دمجت الكنيسة الطبقات الاجتماعية المختلفة. سرعان ما اعتبرت مقاطعة إفريقيا منارة للمسيحية الغربية اللاتينية. ومع ذلك، واجه هذا التوسع عقبات، لا سيما أثناء الانقسام الدوناتي الذي تمت إدانته بشكل قاطع في مجلس قرطاج. هذا الأخير يتهم المنشقين بقطع الروابط بين الكنيسة الأفريقية والكنائس الشرقية الأصلية. على الرغم من هذا الصراع الديني، كان الوضع الاقتصادي والاجتماعي والثقافي مواتًا نسبيًا في وقت انتصار المسيحية، كما يتضح من العديد من الآثار، لا سيما البازيليكا في قرطاج والعديد من الكنائس التي بنيت في المعابد الوثنية القديمة (كما في سبيطلة) أو حتى بعض الكنائس الريفية التي تم اكتشافها مؤخرًا. في 19 أكتوبر 439، بعد أن جعلوا أنفسهم سادة هيبون، دخل الوندال والألان قرطاج، حيث استقرت مملكتهم لمدة قرن تقريبًا.
الوندال هم من أتباع الآريوسية، هرطقة معلنة في مجمع نيقية الأول والتي لا تسهل العلاقات بينهم وبين الأعيان المحليين، وخاصة الخلقيدونيين. لكن الوندال يطالبون السكان بالولاء الكامل لسلطتهم وإيمانهم. نتيجة لذلك، يتعرض الذين يحاولون معارضة الوندال أو الآريوسية للاضطهاد: استشهد أو سجن أو نفي العديد من رجال الكنيسة في معسكرات جنوب قفصة. في المجال الاقتصادي، يطبق الوندال على الكنيسة سياسة المصادرة التي يجب أن يعاني منها كبار ملاك الأراضي. ومع ذلك، لا تزال الثقافة اللاتينية محفوظة إلى حد كبير وتزدهر المسيحية طالما أنها لا تعارض الحاكم الحاكم. في هذا السياق، تعرضت المنطقة المحاطة بالإمارات الأمازيغية للهجوم من قبل قبائل سائقي الجمال الرحل: الهزيمة، في ديسمبر 533 في معركة تريكاميرون، أكدت إبادة القوة العسكرية التخريبية. استولى البيزنطيون بقيادة الجنرال بيليساريوس على قرطاج بسهولة، وأرسله جستينيان الأول للملك الوندالي جيلمار، واستسلم عام 534. على الرغم من مقاومة الأمازيغ، أعاد البيزنطيون العبودية وفرضوا ضرائب باهظة. بالإضافة إلى ذلك، تم استعادة الإدارة الرومانية. تم إحباط كنيسة قرطاج، ثم جعل جستينيان الأول قرطاج مقرًا لأبرشيته في إفريقيا. في نهاية القرن السادس، تم وضع المنطقة تحت سلطة الإكسرخسية الذي يجمع بين القوى المدنية والعسكرية، مع درجة كبيرة من الاستقلالية تجاه الإمبراطور. بدعوى فرض مسيحية الدولة، طارد البيزنطيون الوثنية واليهودية والبدع المسيحيين. ومع ذلك، في أعقاب أزمة المونوثليست، ابتعد الأباطرة البيزنطيون، المعارضون للكنيسة المحلية، عن المدينة.
ومع ذلك، مع انجراف إفريقيا البيزنطية إلى حالة ركود، تزعزع الحالة الذهنية المتمردة اتحادات القبائل المستقرة وتشكلت في الإمارات. هذه القبائل الأمازيغية هي أكثر معادية للإمبراطورية البيزنطية لأنها تدرك قوتها. حتى قبل استيلاء العرب عليها عام 698، تم إخلاء العاصمة، وإلى حد ما إقليم إفريقيا من سكانها البيزنطيين. منذ بداية القرن السابع، يشهد علم الآثار بالفعل على تدهور، وهذا واضح خصوصًا في قرطاج.

### إفريقية في العصور الوسطى العربية الإسلامية

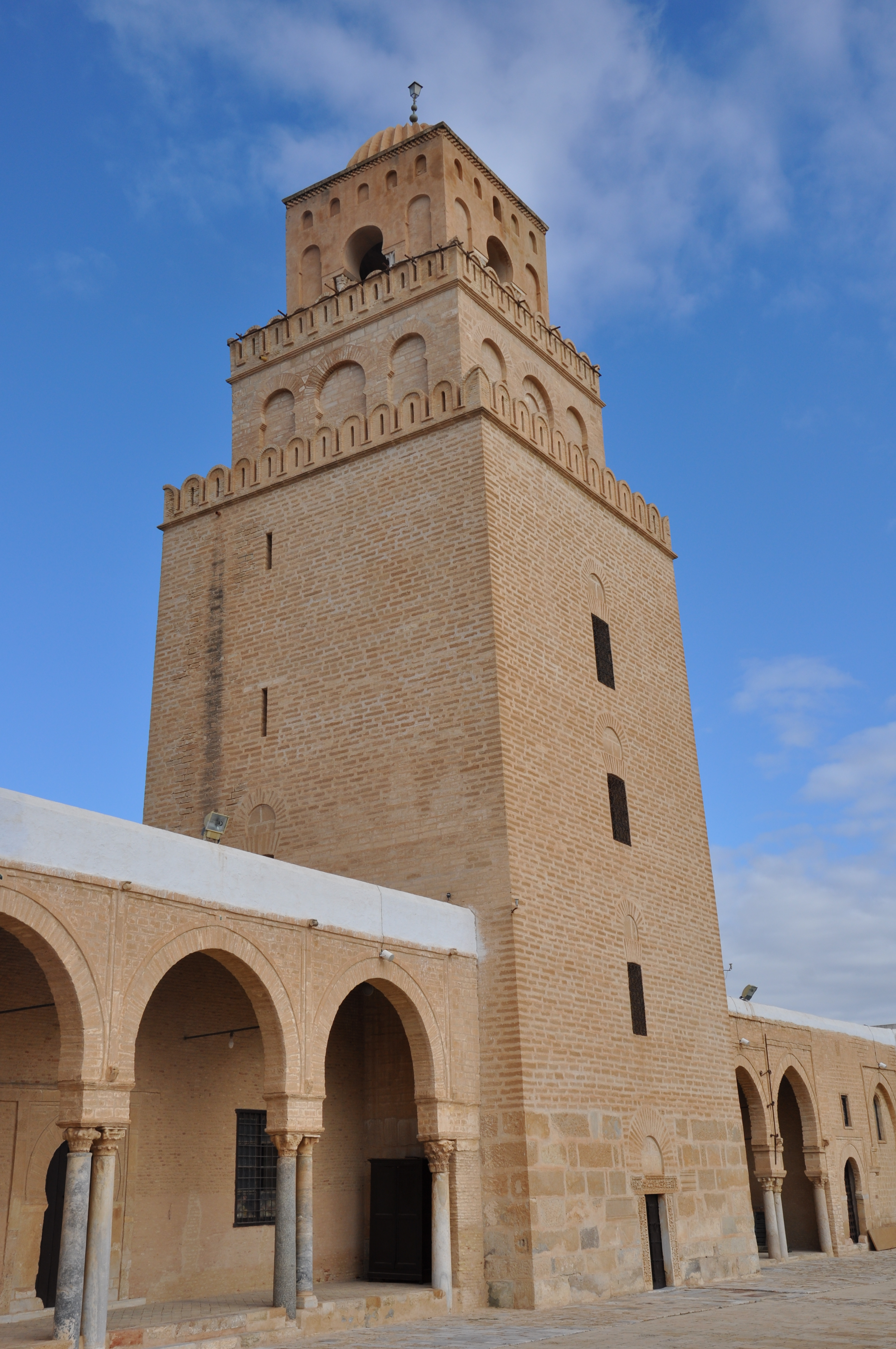
مئذنة جامع عقبة بن نافع في القيروان، أقدم مكان عبادة للمسلمين في المغرب العربي، 2017.

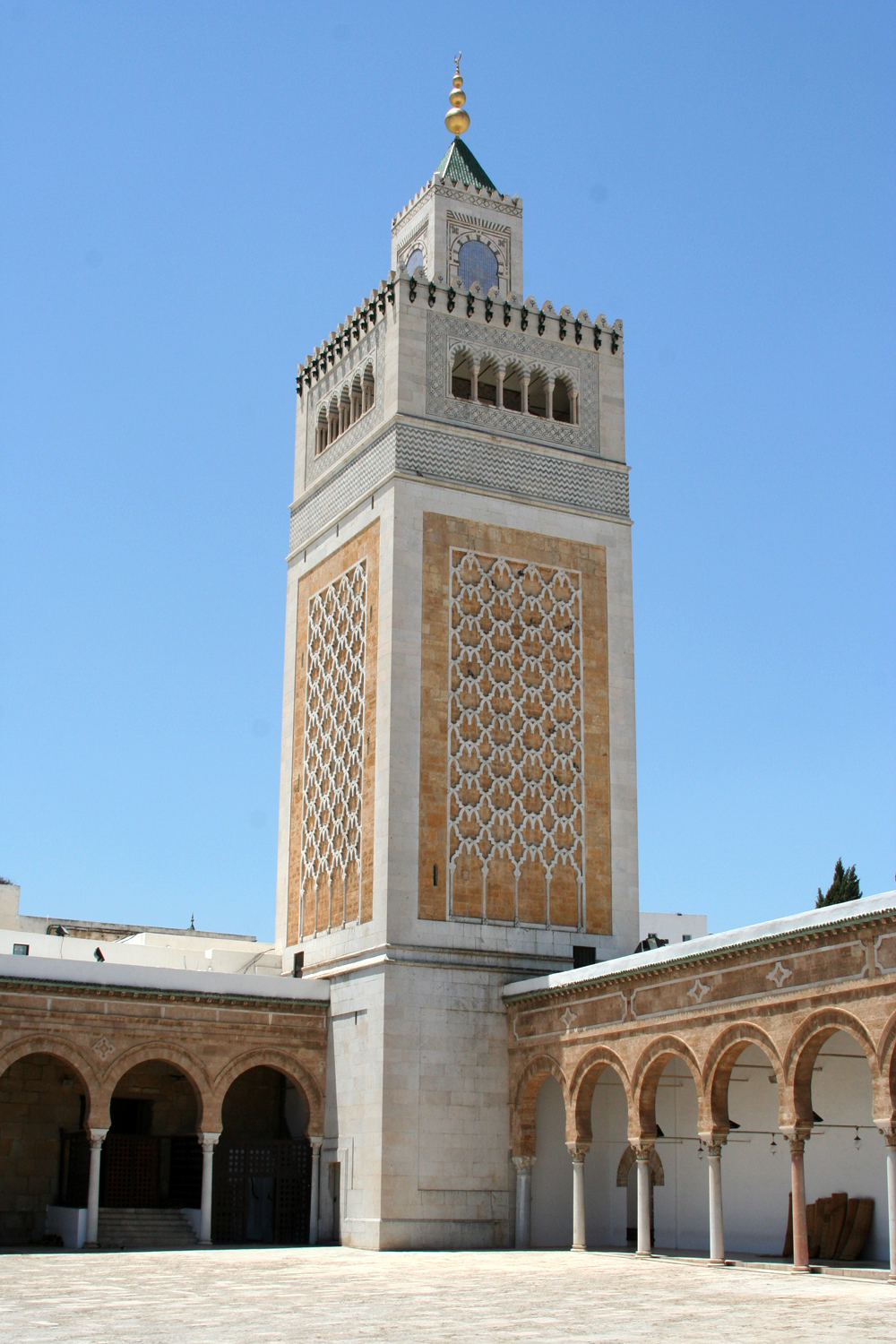
مئذنة جامع الزيتونة على طراز العمارة الموحد، 2007.

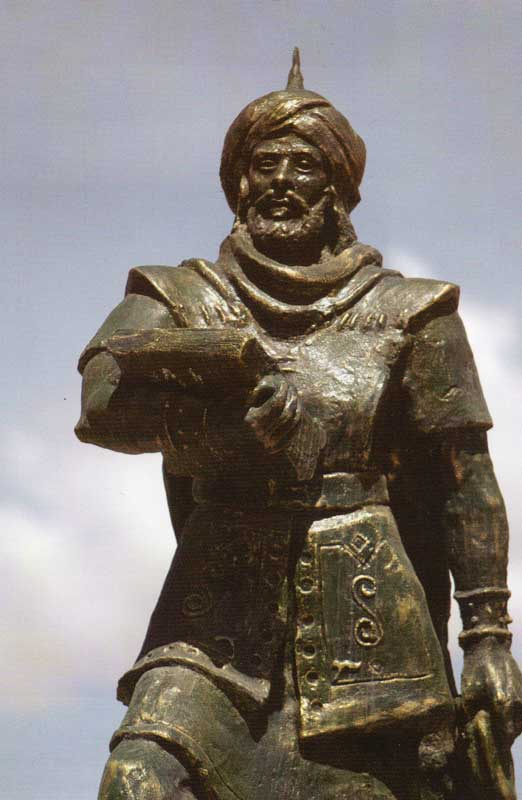
عقبة بن نافع قائد الفتح الإسلامي الأموي لتونس.

انطلقت أول بعثة عربية إلى تونس عام 650، في زمن الخليفة عثمان بن عفان. بقيادة عبد الله بن سعد بن أبي السرح، الجيش العربي يسحق الجيش البيزنطي بالقرب من سبيطلة. في عام 666، انتهى الهجوم الثاني بقيادة معاوية بن حديج في عهد الخليفة الأموي معاوية بن أبي سفيان بفتح عدة مدن بما في ذلك سوسة وبنزرت. تم الاستيلاء على جزيرة جربة عام 667، وكانت الحملة الثالثة التي قادها عقبة بن نافع عام 670 حاسمة: فقد أسس الأخير مدينة القيروان في نفس العام وأصبحت هذه المدينة قاعدة الحملات ضد الشمال. وغرب المغرب العربي. فشل الفتح الكامل بوفاة عقبة بن نافع في 683، بعد كمين نصبه الزعيم الأمازيغي كسيلة جنوب جبال الأوراس. بعد وفاة بن نافع، أخلى المسلمون القيروان، حيث يستقر كسيلة الذي أصبح سيدًا لإفريقية. تم إرساله عام 693 بجيش عربي قوي، نجح الجنرال الغساني حسان بن النعمان في هزيمة إكسارخ والاستيلاء على قرطاج عام 695. لم يقاوم سوى بعض الأمازيغ بقيادة الكاهنة ديهيا.
استغل البيزنطيون تفوقهم البحري، وأقاموا جيشًا استولى على قرطاج عام 696 بينما انتصرت الكاهنة ديهيا في معركة ضد المسلمين عام 697. هذا الأخير، على حساب جهد جديد، انتهى باستعادة قرطاج نهائياً عام 698 وهزيمة الكاهنة وقتلها. على عكس الفينيقيين، لم يفتح المسلمين الساحل فقط وانطلقوا لغزو المناطق الداخلية من البلاد. بعد المقاومة، اعتنق الأمازيغ ديانة المنتصرين، وذلك بشكل رئيسي من خلال تجنيدهم في صفوف الجيش المنتصر. ثم نُظمت مراكز التكوين الديني، كما في القيروان، داخل الرباط الجديدة. ومع ذلك، لا يمكن تقدير مدى هذه الحركة للانضمام إلى الإسلام. علاوة على ذلك، فإن العديد من الرافضين للاستيعاب يرفضون الدين السائد ويلتزمون بالخوارج، وهي تيار ديني مسلم ولد في الشرق ويعلن خصوصًا المساواة بين جميع المسلمين دون تمييز على أساس العرق أو الطبقة. ظلت المنطقة محافظة أموية حتى عام 750، عندما شهد الصراع بين الأمويين والعباسيين فوز الأخير. من 767 إلى 776، استولى الخرجيون الأمازيغ بقيادة أبو قرة اليفرني على كل الأراضي، لكنهم انسحبوا أخيرًا في مملكة تلمسان، بعد أن قتلوا عمر بن حفصون حاكم تونس في ذلك الوقت.
في عام 800، فوض الخليفة العباسي هارون الرشيد سلطته في إفريقية إلى الأمير إبراهيم بن الأغلب ومنحه الحق في نقل وظائفه بوسائل وراثية. أسس الأغلب سلالة الأغالبة التي سادت لقرن من الزمن على وسط وشرق المغرب العربي. تتمتع المنطقة باستقلال رسمي مع الاعتراف بالسيادة العباسية. أصبحت تونس مركزًا ثقافيًا مهمًا بتأثير القيروان وجامع عقبة بن نافع، مركزًا فكريًا ذا شهرة عالية. في نهاية عهد زيادة الله الأول (817−838)، أصبحت تونس عاصمة الإمارة حتى عام 909. بدعم من قبائل كتامة التي شكلت جيشًا متعصبًا، عمل عليه المبشر الإسماعيلي أبو عبد الله الشيعي. تسببت في اختفاء الإمارة في حوالي خمسة عشر عاماً (893−909). في ديسمبر 909، أعلن عبيد الله المهدي نفسه الخليفة وأسس الدولة الفاطمية، التي أعلنت هزم بنو العباس وبنو أمية واقتيادهم إلى أهل السنة والجماعة. فرضت الدولة الفاطمية نفسها تدريجياً على شمال إفريقيا بالكامل من خلال السيطرة على طرق القوافل والتجارة مع إفريقيا جنوب الصحراء. في عام 945، قام أبو يزيد، من قبيلة إيفرينيدس العظيمة، بتنظيم ثورة أمازيغية كبيرة لطرد الفاطميين لكن دون جدوى. ثم نقل الخليفة الثالث المنصور بنصر الله العاصمة إلى القيروان واستولى على صقلية عام 948. عندما نقلت الدولة الفاطمية قاعدتها إلى الشرق عام 972، بعد ثلاث سنوات من الفتح الأخير للمنطقة، ودون أن تتخلى عن حكمه. سلطته على إفريقية، كلف الخليفة المعز لدين الله بلقين بن زيري مؤسس السلالة الزيرية بمهمة حكم الإقليم باسمه. أخذ الزيريون تدريجياً استقلالهم عن الخليفة الفاطمي، والذي بلغ ذروته في الانفصال عن هذا الحاكم البعيد الآن ويفتتح حقبة التحرر الأمازيغي.
يمثل إرسال القبائل العربية البدوية من مصر إلى إفريقية استجابة الفاطميين لهذه الخيانة. الهلاليون يليهم بنو سليم (الذين يقدر عددهم الإجمالي بـ 50000 محارب و 200000 بدوي) بعد توزيع صكوك الملكية الحقيقية عليهم باسم الخليفة الفاطمي. قاومت القيروان لمدة خمس سنوات قبل أن يتم احتلالها ونهبها. ثم لجأ الملك إلى المهدية عام 1057 بينما استمر البدو في الانتشار نحو الجزائر، وظل وادي مجردة هو الطريق الوحيد الذي يرتاده التجار. بعد أن فشلت في محاولتها للاستقرار في صقلية التي استولى عليها النورمانديون، حاولت الأسرة الزيرية دون جدوى لمدة 90 عامًا استعادة جزء من أراضيها لتنظيم حملات القراصنة وإثراء أنفسهم من خلال التجارة البحرية.
منذ الثلث الأول من القرن الثاني عشر، تعرضت تونس بانتظام للهجوم من قبل نورمان مملكة صقلية وجنوب إيطاليا، المتمركزين في المملكة النورماندية الصقلية، الذين انتهى بهم الأمر بغزو الساحل التونسي بأكمله وأسسوا مملكة إفريقيا. هذا امتداد لحدود النورمان الإيطاليون في مقاطعة أفريكا الرومانية السابقة (التي كانت تسمى آنذاك إفريقية)، والتي تتوافق اليوم مع تونس وجزء من الجزائر وليبيا. المصادر الأولية المتعلقة بالمملكة باللغة العربية، بينما المصادر اللاتينية (المسيحية) نادرة. وفقًا لهوبير هوبن، نظرًا لأن «إفريقيا» لم تتم إضافتها رسميًا إلى الألقاب الملكية لملوك صقلية، «لا ينبغي للمرء أن يتحدث عن مملكة إفريقيا النورماندية بالمعنى الدقيق للكلمة». بدلا من ذلك، «نورمان إفريقيا» هي كوكبة من المدن التي يحكمها النورمانديون على ساحل إفريقية.
بدأ الفتح الصقلي لإفريقية في عهد روجر الثاني ملك صقلية في 1146−1148. يتكون الحكم الصقلي من حاميات عسكرية في المدن الرئيسية، وانتهاكات ضد السكان المسلمين، وحماية المسيحيين وسك العملات المعدنية. يتم الاحتفاظ بالأرستقراطية المحلية إلى حد كبير ويهتم الأمراء المسلمون بالشؤون المدنية تحت إشراف نورمان. تم تعزيز العلاقات الاقتصادية بين صقلية وإفريقية والتي كانت قوية بالفعل قبل الفتح، بينما تم توسيع التبادلات بين إفريقية وشمال إيطاليا. في عهد ويليام الأول ملك صقلية، سقطت مقاطعة أفريكا في أيدي الموحدين (1158−1160). إن إرثها الأكثر ديمومة هو إعادة تنظيم قوى البحر الأبيض المتوسط بسبب اختفائها وانتهاء عملية السلام بين الصقلي والموحدين في عام 1180. ينتهي الأمر باحتلال كامل أراضي إفريقية من قبل جيش الدولة الموحدية للسلطان عبد المؤمن بن علي خلال حملته من شمال المغرب عام 1159. ازدهر الاقتصاد وأقيمت العلاقات التجارية مع المدن الرئيسية حول البحر الأبيض المتوسط (بيزا، جنوة، مرسيليا، البندقية وبعض المدن في إسبانيا).
كما أثرت الطفرة على المجال الثقافي مع أعمال المؤرخ الكبير ووالد علم الاجتماع ابن خلدون. يعتبر القرن الموحد «العصر الذهبي» للمغرب العربي. تطورت المدن الكبيرة وأقيمت أجمل المساجد في هذا الوقت. عهد الموحدون بتونس إلى أبي محمد عبد الواحد بن أبي حفص لكن ابنه أبو زكرياء الأول انفصل عنهم عام 1228 وأسس سلالة البربر الجديدة للحفصيين. حصلت على استقلالها عام 1236 وحكمت تونس حتى عام 1574، مما يجعلها أول سلالة تونسية بمدتها. أسست عاصمة البلاد في تونس، وتطورت المدينة بفضل التجارة مع الفينيسيين، الجنويين، الأراغونيين والصقليين.

### إيالة تونس العثمانية

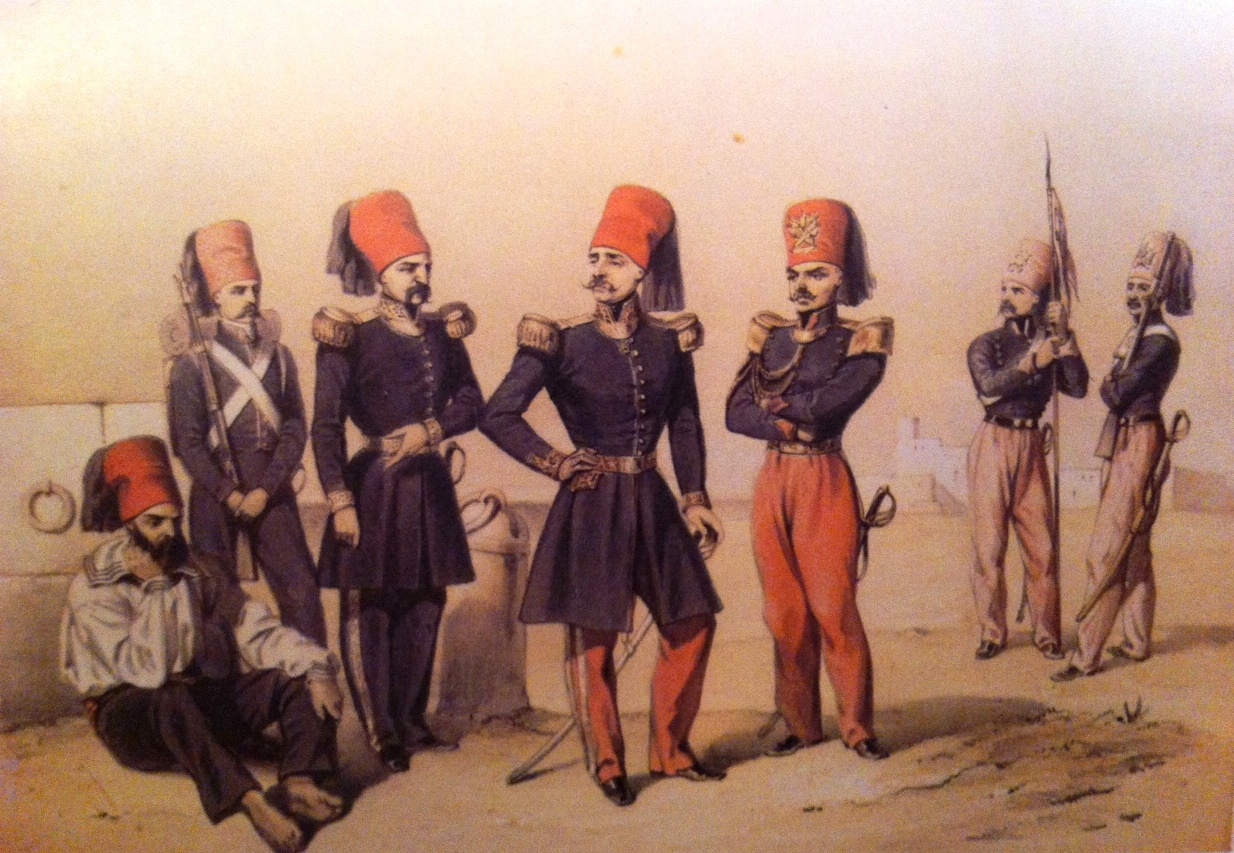
ضباط مشاة جيش الباي التونسي حوالي عام 1840.

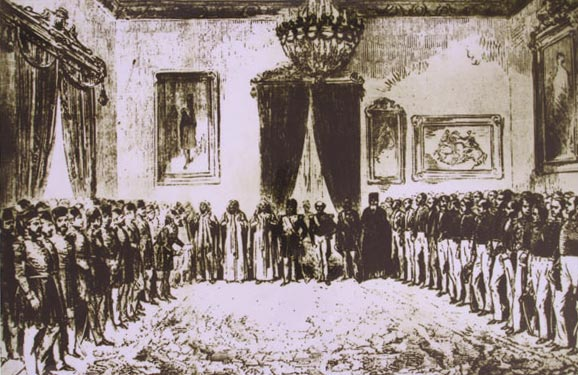
إعلان عهد الأمان عام 1857، تمهيدًا لإعلان دستور تونس 1861.

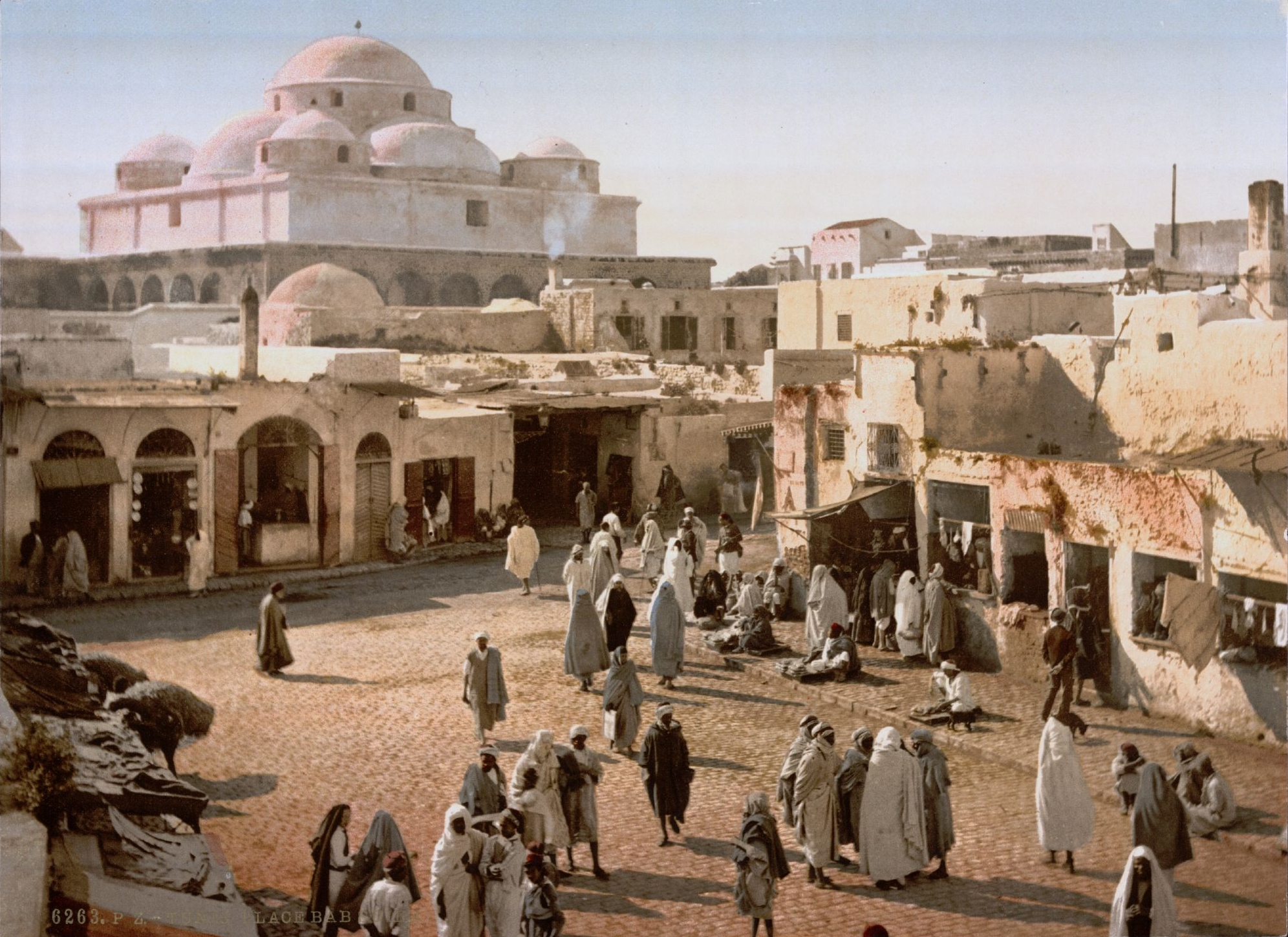
جامع سيدي محرز أو جامع محمد باي المرادي الواقع في منطقة باب السويقة داخل تونس العاصمة تم بنائه في الفترة ما بين 1692 و1697 على الطراز العثماني.

نفد زخمه الحفصيون وخسروا بعد معركة القيروان عام 1348 وسيطر المرينيون التابعون لأبي عنان فارس على أراضيهم، بينما تضررت بشدة من وباء عام 1384، وما زالت إفريقية تعاني من الطاعون. في ذلك الوقت بدأ المسلمون واليهود الأندلسيون في الوصول هربًا من سقوط مملكة غرناطة عام 1492 وتسببوا في مشاكل اندماج. في غضون عشر سنوات أو نحو ذلك، استولى الحكام الإسبان فرناندو الثاني وإيزابيلا الأولى ملكة قشتالة على مدن المرسى الكبير، وهران، بجاية، طرابلس والجزيرة المقابلة للجزائر. للتحرر من ذلك، طلبت سلطات المدينة مساعدة اثنين من أشهر القراصنة من أصل يوناني الأخوين عروج بربروس وخير الدين بربروس.
تقدم تونس بيئة مواتية، ويظهر الأخوان بربروس هناك: يتلقى عروج بالفعل من الملك الحفصي في الخليج الإذن باستخدام ميناء حلق الوادي ثم جزيرة جربة كقاعدة. بعد وفاة عروج، وضع شقيقه خير الدين نفسه في إقطاعية سلطان إسطنبول. عين أدميرالًا للإمبراطورية العثمانية، واستولى على تونس عام 1534 لكنه اضطر إلى الانسحاب بعد الاستيلاء على المدينة من قبل الأسطول الذي قاده شارلكان عام 1535. في عام 1560، وصل درغوث رئيس إلى جربة، وفي عام 1574، استولى العثمانيون على تونس، مما جعل تونس ولاية تابعة لإمبراطوريتهم في عام 1575. ومع ذلك، على الرغم من انتصاراتهم، لم يقم العثمانيون بالكاد في تونس.
خلال القرن السابع عشر، استمر دورهم في التناقص لصالح القادة المحليين الذين حرروا أنفسهم تدريجياً من وصاية سلطان إسطنبول بينما كان يتمركز 4000 فقط من الإنكشاريين في تونس. بعد بضع سنوات من الإدارة التركية، وبالتحديد في عام 1590، انتفض هؤلاء الإنكشاريون، ووضعوا على رأس الدولة دايًا، وتحت أوامره، كان الباي مسؤولاً عن السيطرة على الإقليم وتحصيل الضرائب. لم يستغرق الأخير وقتًا طويلاً ليصبح الشخصية الأساسية للوصاية إلى جانب الباشا، الذي ظل محصورًا في الدور الفخري لممثل السلطان العثماني، لدرجة أن سلالة الباي أسست على يد مراد باي الأول في عام 1613.
في 15 يوليو 1705، أسس حسين باي الأول سلالة الحسينيين. في 13 مايو 1752، حمل علي متزان السلاح ضد والده العجوز، الذي أجبره على تكليفه بتوجيهات الدولة. اندلعت الاضطرابات بين السكان ووقعت مشاهد من النهب والعنف في الحي اليهودي في تونس العاصمة. على الرغم من أن تونس كانت لا تزال رسميًا إحدى مقاطعات الدولة العثمانية، إلا أنها حصلت على قدر كبير من الحكم الذاتي في القرن التاسع عشر، ولا سيما مع أحمد باي بن مصطفى، الذي حكم من عام 1837 إلى عام 1855، مما أدى إلى بدء عملية التحديث. تحت الضغط الفرنسي الإنجليزي بعد قضية سفيز عام 1857، تدخلت التنظيمات العثمانية تحت قيادة محمد باي بن حسين الذي أصدر الميثاق الأساسي المعروف باسم عهد الأمان في 10 سبتمبر 1857، وهي وثيقة تم التوقيع عليها. جزء من تراث المثل العليا للثورة الفرنسية عام 1789. في ذلك الوقت، شهدت البلاد إصلاحات عميقة، مثل إلغاء العبودية واتباع الميثاق الأساسي، واعتماد دستور حقيقي في عام 1861، سلمه محمد الصادق باي في عام 1860 إلى الإمبراطور نابليون الثالث وحتى تفشل في أن تصبح جمهورية مستقلة. حدثت هذه الاضطرابات في سياق اقتصادي غير مستقر، وهاجم المسلمون جسديًا جيرانهم اليهود المتهمين بالربح من الإصلاحات وممتلكاتهم والمعابد اليهودية، حتى عام 1869 عندما قُتل العديد منهم.

#### التأثير المعماري
من الصعب قياس أهمية التأثيرات التركية المتبقية في تونس. تظهر بعض الآثار سلالتها العثمانية مثل جامع سيدي محرز في باب السويقة، الذي بني بين عامي 1692 و1697. وفي منطقة أخرى، يشهد فن السجاد، الذي كان موجودًا لدى البعض قبل وصول العثمانيين، إنتاجات القيروان في القرن الثامن عشر. زخارف الأناضول البحتة. على الرغم من هذه التأثيرات الملموسة في ظهور الأشياء المصنعة، إلا أن بصمة إيطاليا المجاورة أصبحت أكثر وضوحًا خلال القرن الثامن عشر، سواء في الهندسة المعمارية أو في الديكور، مما يشير إلى انفتاح البلاد على أوروبا.

### تاريخ تونس المعاصر: الحماية الفرنسية والنضال الوطني

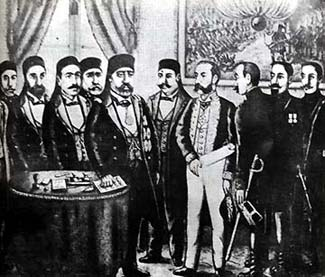
توقيع معاهدة باردو في قصر السعيد يوم 12 مايو 1881.

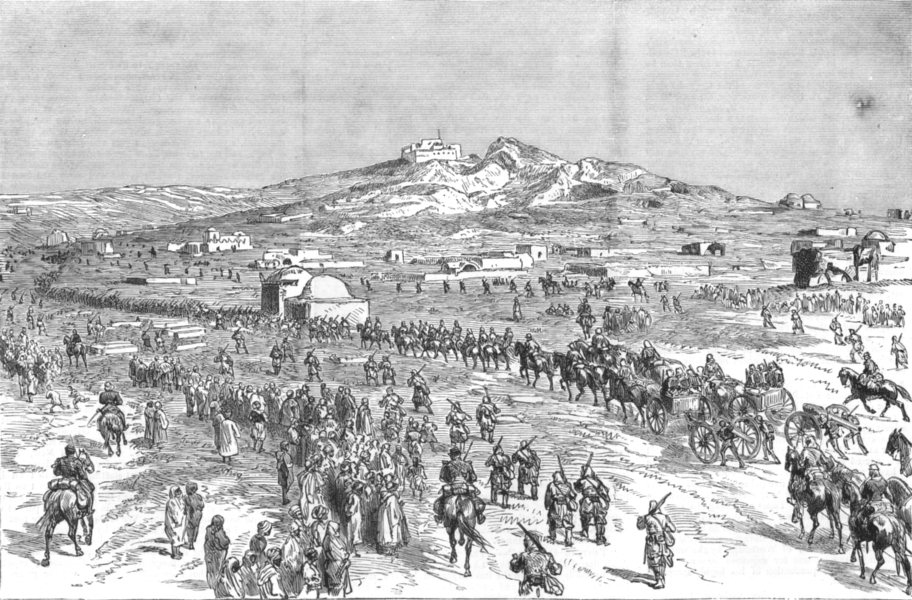
الجيش الفرنسي يحتل قلعة سيدي بلحسن على مشارف مدينة تونس عام 1881.

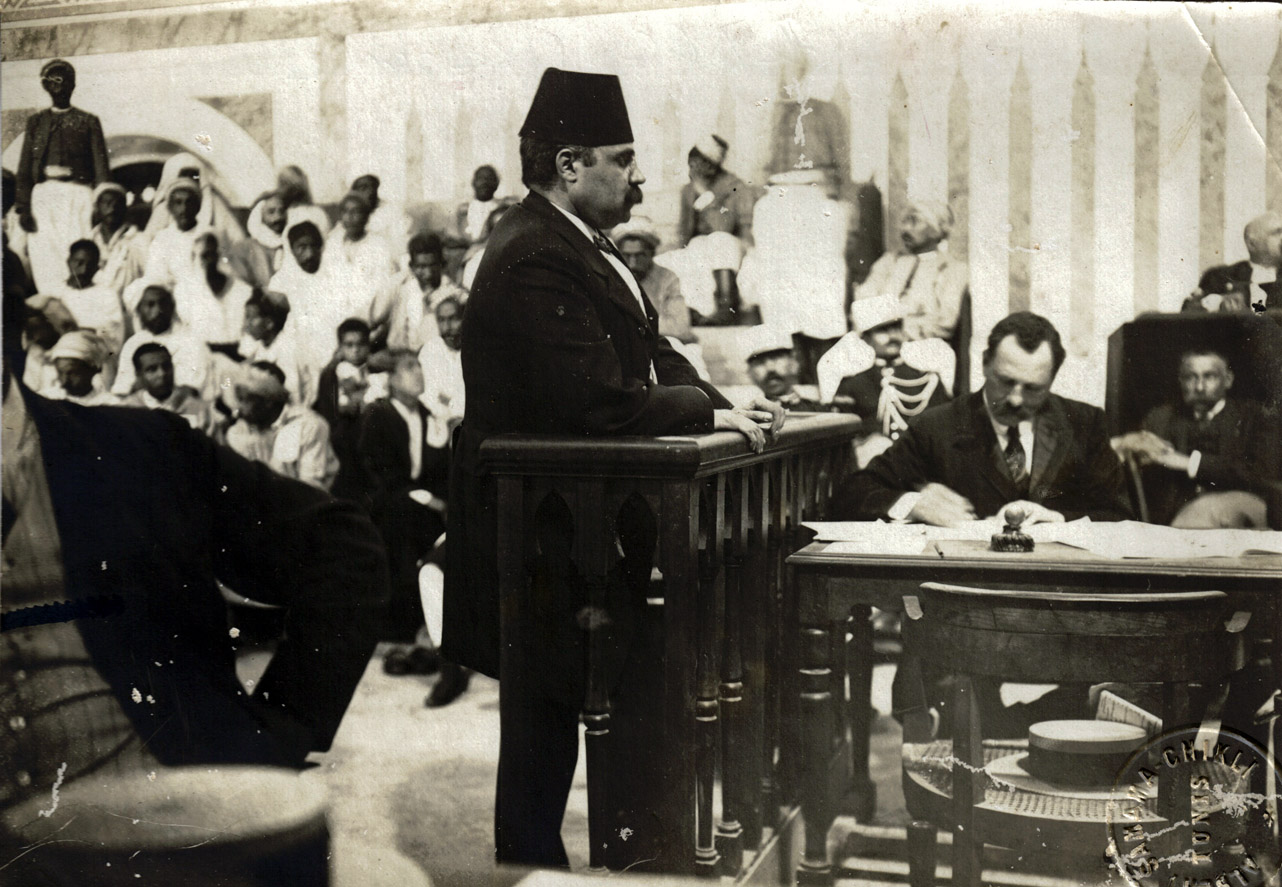
محاكمة أحداث الجلاز عام 1911.

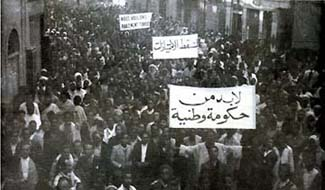
مشهد المتظاهرين أثناء أحداث 9 أبريل 1938 في مدينة تونس.

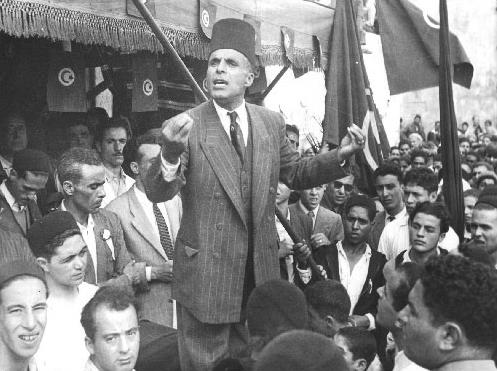
الحبيب بورقيبة يخاطب عامة الناس في بنزرت عام 1952.

ومع ذلك، تعاني البلاد تدريجياً من صعوبات مالية خطيرة، بسبب سياسة الباي المدمرة، وارتفاع الضرائب والتدخل الأجنبي في الاقتصاد. أجبرت كل هذه العوامل الحكومة على إعلان إفلاسها عام 1869 وإنشاء لجنة مالية دولية إنجليزية - فرنسية - إيطالية. تظهر الوصاية بسرعة باعتبارها حصة إستراتيجية ذات أهمية قصوى بسبب الموقع الجغرافي للبلد، على مفصل الأحواض الغربية والشرقية للبحر الأبيض المتوسط. لذلك فإن تونس موضع أطماع من فرنسا وإيطاليا. يحاول القناصلين الفرنسي والإيطالي الاستفادة من الصعوبات المالية التي يواجهها الباي، وتعول فرنسا على حياد إنجلترا (غير راغبة في رؤية إيطاليا تسيطر على طريق قناة السويس) وتستفيد من حسابات أوتو فون بسمارك، الذي يرغب في تحويلها عن مسألة الألزاس واللورين. تقدم المعارك بين القبائل الجزائرية وقبائل جبال خمير في الأراضي الجزائرية ذريعة لجول فيري للتأكيد على ضرورة الاستيلاء على تونس. في أبريل 1881، دخلتها القوات الفرنسية دون مقاومة كبيرة ووصلت إلى ضواحي تونس العاصمة في ثلاثة أسابيع دون قتال. في 12 مايو 1881، تم إضفاء الطابع الرسمي على الحماية عندما هدد محمد الصادق باي بالفصل واستبداله بشقيقه الطيب باي، وقّع معاهدة باردو في قصر السعيد. ولم يمنع ذلك القوات الفرنسية بعد أشهر قليلة من مواجهة الثورات التي تم خنقها بسرعة في منطقتي القيروان وصفاقس. تعزز نظام الحماية من خلال اتفاقية المرسى المؤرخة في 8 يونيو 1883 والتي تمنح فرنسا حق التدخل في الشؤون الداخلية لتونس. لذلك فإن فرنسا تمثل تونس على الساحة الدولية، ولا تستغرق وقتًا طويلاً لتنتهك حقوقها وامتيازاتها كحامية لاستغلال البلاد كمستعمرة، من خلال إجبار الباي على التنازل عن جميع سلطاته تقريبًا للمقيم العام. ومع ذلك، يتم إحراز تقدم اقتصادي، لا سيما من خلال البنوك والشركات، فضلاً عن تطوير العديد من البنى التحتية (الطرق، الموانئ، السكك الحديدية، السدود، المدارس وما إلى ذلك). سمح الاستعمار بالتوسع في محاصيل الحبوب وإنتاج زيت الزيتون وكذلك استغلال مناجم الفوسفات من قبل شركة الفوسفات والسكك الحديدية بقفصة، وكذلك الحديد من قبل شركة جبل جريصة. تم بناء ميناء عسكري مهم في بنزرت. بالإضافة إلى ذلك، أنشأ الفرنسيون نظامًا ثنائي بالعربية والفرنسية يسمح للنخبة التونسية التعلم بكلتا اللغتين. بدأت المعركة ضد الاحتلال الفرنسي في بداية القرن العشرين مع حركة الشباب التونسي التي أسسها البشير صفر، علي باش حانبة، عبد الجليل الزاوش عام 1907. يتجلى هذا التيار القومي في أحداث الجلاز عام 1911 ومقاطعة ترامواي تونس عام 1912. من عام 1914 إلى عام 1921، تعيش البلاد في حالة طوارئ وتم حظر الصحافة المناهضة للاستعمار. رغم كل شيء، فإن الحركة الوطنية لا تزال قائمة. في نهاية الحرب العالمية الأولى، قام جيل جديد منظم حول عبد العزيز الثعالبي بإعداد ولادة الحزب الحر الدستوري. بعد أن دخل الحزب في صراع مع نظام الحماية، شرع، بمجرد إعلانه رسميًا في 4 يونيو 1920، في برنامج من ثماني نقاط. بعد انتقاد نظام الحماية في صحف مثل الصوت التونسي والمعيار التونسي، أسس المحامي الحبيب بورقيبة عام 1932، مع الطاهر صفر، محمود الماطري والبحري قيقة، صحيفة العمل التونسي، التي تدافع عن العلمانية بالإضافة إلى ذلك تدعو إلى الاستقلال. أدى هذا الموقف الأصلي في 2 مارس 1934، أثناء مؤتمر قصر هلال، إلى تقسيم الحزب إلى فرعين، أحدهما إسلامي يحتفظ باسم الدستور، والآخر حداثي وعلماني يدعى الحزب الحر الدستوري الجديد. سياسة مبنية على نماذج الأحزاب الاشتراكية والشيوعية الأوروبية، ومصممة على قهر السلطة من أجل تغيير المجتمع.
بعد فشل المفاوضات التي بدأتها حكومة ليون بلوم، اندلعت أحداث دموية في عام 1937 وتم قمع أحداث 9 أبريل 1938 بشدة. أدّى هذا القمع إلى سرية الحزب الحر الدستوري الجديد، مما شجع القادة الجدد على عدم استبعاد إمكانية نشوب صراع أكثر نشاطًا. في عام 1942، سلم النظام الفيشي الحبيب بورقيبة إلى إيطاليا، بناءً على طلب بينيتو موسوليني، الذي كان يأمل في استخدامه لإضعاف المقاومة الفرنسية في شمال إفريقيا. ومع ذلك، لم يرغب بورقيبة في تأييد الأنظمة الفاشية وأطلق في 8 أغسطس 1942 نداء لدعم حلفاء الحرب العالمية الثانية. في هذه الأثناء، كانت تونس مسرحًا لعمليات عسكرية مهمة عرفت باسم حملة تونس بعد عدة أشهر من القتال والهجوم المضاد الألماني المدرع في منطقة القصرين وسيدي بوزيد في بداية عام 1943، أجبرت قوات ألمانيا النازية على الاستسلام في 11 مايو في الرأس الطيب، بعد أربعة أيام من وصول قوات الحلفاء إلى تونس. بعد الحرب العالمية الثانية، أدخل القادة القوميون المقاومة المسلحة في إستراتيجية التحرر الوطني. جرت المفاوضات بعد الحرب مع الحكومة الفرنسية لدرجة أن روبرت شومان ذكر في عام 1950 إمكانية استقلال تونس على عدة مراحل. لكن الحكومة الفرنسية أوقفت المفاوضات مع الحكومة التونسية بمذكرة 15 ديسمبر 1951 تؤكد «الطابع النهائي للرابطة التي توحد فرنسا بتونس». يطلب بورقيبة من تشنيك عرض النزاع الفرنسي التونسي على الأمم المتحدة من أجل تدويل القضية. تم التوقيع على الطلب في 11 يناير و13 يناير، يغادر صالح بن يوسف وحمادي بدرة إلى باريس، حيث يعتزمان تسجيل الشكوى. ومع ذلك، في 17 يناير أعلنت الحكومة الفرنسية أنه لا يمكن فحصها من قبل مجلس الأمن التابع للأمم المتحدة لأن المذكرة موقعة من قبل التونسيين الذين ليس لديهم الحق في القيام بذلك دون موافقة الباي، الوديع الوحيد للسيادة التونسية. فرنسا مسؤولة عن الشؤون الخارجية لتونس. يجب تسليم هذا المستند إلى المقيم الذي هو الوحيد المخول بنقله. مع وصول الجنرال المقيم الجديد، جان دي أوتكلوك في 13 يناير 1952، واعتقال 150 شخصًا في 18 يناير، بما في ذلك الحبيب بورقيبة، بدأ التمرد المسلح، والقمع العسكري الفرنسي. في 26 مارس، في مواجهة رفض محمد الأمين باي القاطع لإقالة الحكومة التي رفعت هذه الشكوى إلى الأمم المتحدة، اعتقل أوتكلوك محمود الماطري، محمد الصالح مزالي ومحمد بن سالم، ووضعوا تحت الإقامة القسرية في قبلي بجنوب البلاد. بينما تم نقل بورقيبة إلى رمادة. إنه انقلاب 26 مارس 1952.
في 5 ديسمبر، اغتيل النقابي فرحات حشاد على يد منظمة اليد الحمراء الاستعمارية المتطرفة، مما أدى إلى إضرابات ومظاهرات، ثم قمعهم وأعمال شغب وإضرابات ومحاولات تخريب وإلقاء قنابل محلية الصنع. شجع تطور القمع، المصحوب بظهور مكافحة الإرهاب، القوميين على استهداف المستوطنين والمزارع والشركات الفرنسية والهياكل الحكومية بشكل أكثر تحديدًا. لهذا السبب تميزت سنتا 1953 و1954 بتزايد الهجمات ضد النظام الاستعماري. ردا على ذلك، تم حشد ما يقرب من 70 ألف جندي فرنسي لوقف متمردي الجماعات التونسية في الريف. تهدئة هذا الوضع الصعب من خلال الاعتراف بالاستقلال الذاتي الداخلي لتونس، الذي منحه بيير منديس فرانس في خطاب قرطاج يوم 31 يوليو 1954. تم أخيرًا في 3 يونيو 1955 توقيع الاتفاقيات الفرنسية التونسية بين رئيس الوزراء التونسي الطاهر بن عمار ونظيره الفرنسي إدغار فور. وعلى الرغم من معارضة صالح بن يوسف، الذي سيستبعد من الحزب، إلا أن المواثيق تمت الموافقة عليها من قبل مؤتمر الحزب الحر الدستوري الجديد الذي عقد في صفاقس في 15 نوفمبر من العام نفسه.

### ما بعد الاستقلال: مملكة تونس وإعلان الجمهورية

#### مملكة تونس

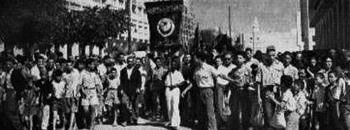
مواطنون يحتفلون بالاستقلال في تونس العاصمة يوم 20 مارس 1956.

بعد مفاوضات جديدة، انتهى الأمر بفرنسا بالاعتراف رسميًا باستقلال تونس في 20 مارس 1956، مع الإبقاء على القاعدة العسكرية في بنزرت. كانت فرنسا تصور تونس المستقلة كملكية يقودها باي تونس محمد الأمين باي (المعروف أيضًا باسم محمد الثامن الأمين). كان الباي السابق، محمد المنصف باي قوميًا شعبيًا، على العكس من ذلك، اعتبر البعض محمد الأمين باي مرتبطًا جدًا بفرنسا، بينما اعتبره البعض الآخر مناصرًا لليهود. وقد أجريت الانتخابات المقررة بالفعل في 25 مارس 1956. بسبب الاتفاقات السرية التي تفاوض عليها بورقيبة مع الباي، كان بإمكان الناخبين اختيار القوائم الحزبية فقط، وليس المرشحين. سهّلت هذه الأحكام على الحزب الحر الدستوري الجديد تنفير الشباب والمعارضين الآخرين، والحفاظ على الانضباط الحزبي. شهدت الانتخابات المطالبة بميزة الحزب، وأصبح الحبيب بورقيبة رئيسًا للوزراء. في 12 نوفمبر 1956 انضمت تونس إلى الأمم المتحدة. في 25 مارس 1956، تم انتخاب المجلس القومي التأسيسي التونسي، فاز الحزب الحر الدستوري الجديد بجميع المقاعد وعُين بورقيبة على رأسه في 8 أبريل من نفس العام. في 11 أبريل 1956، أصبح رئيس وزراء لمحمد الأمين باي. تم الإعلان عن مجلة الأحوال الشخصية التقدمية في 13 أغسطس.

#### رئاسة الحبيب بورقيبة

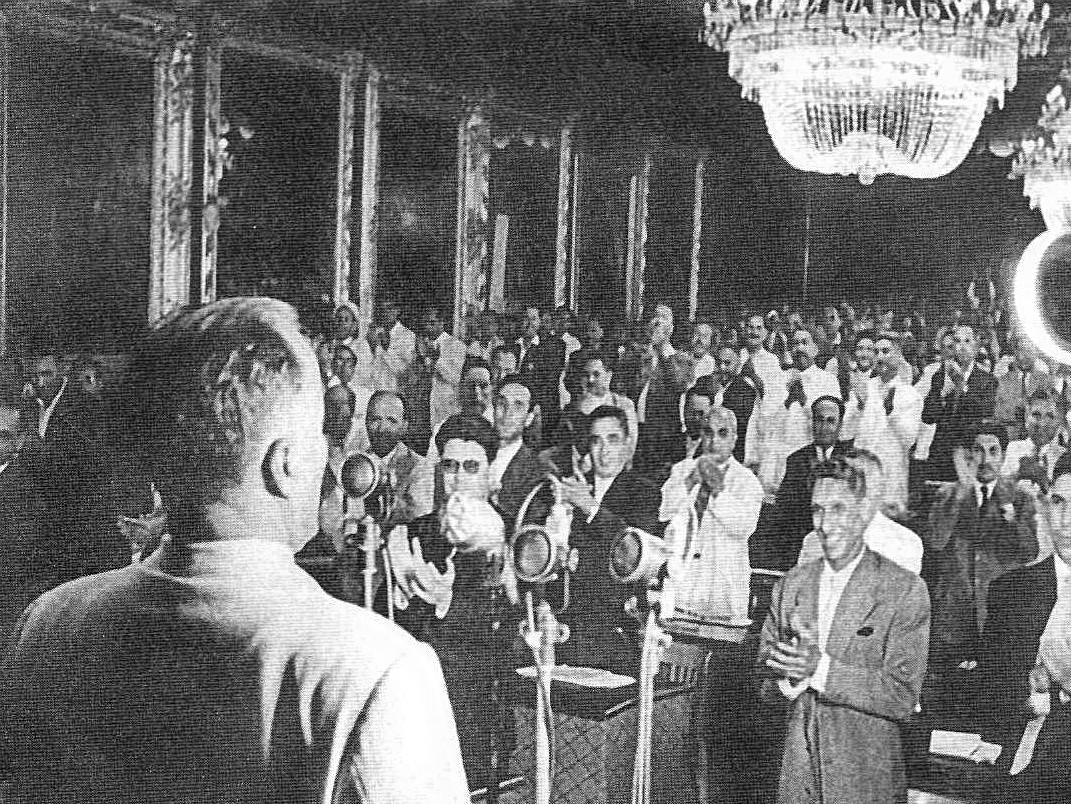
بيان إعلان الجمهورية التونسية خلال الجمعية التأسيسية عام 1957.

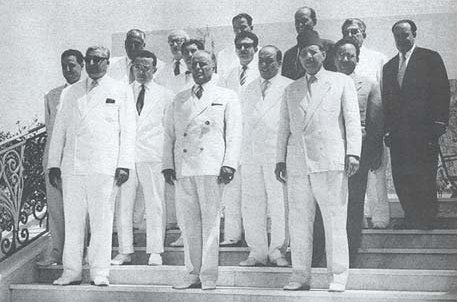
حكومة الحبيب بورقيبة الثانية بعد إعلان الجمهورية عام 1957.

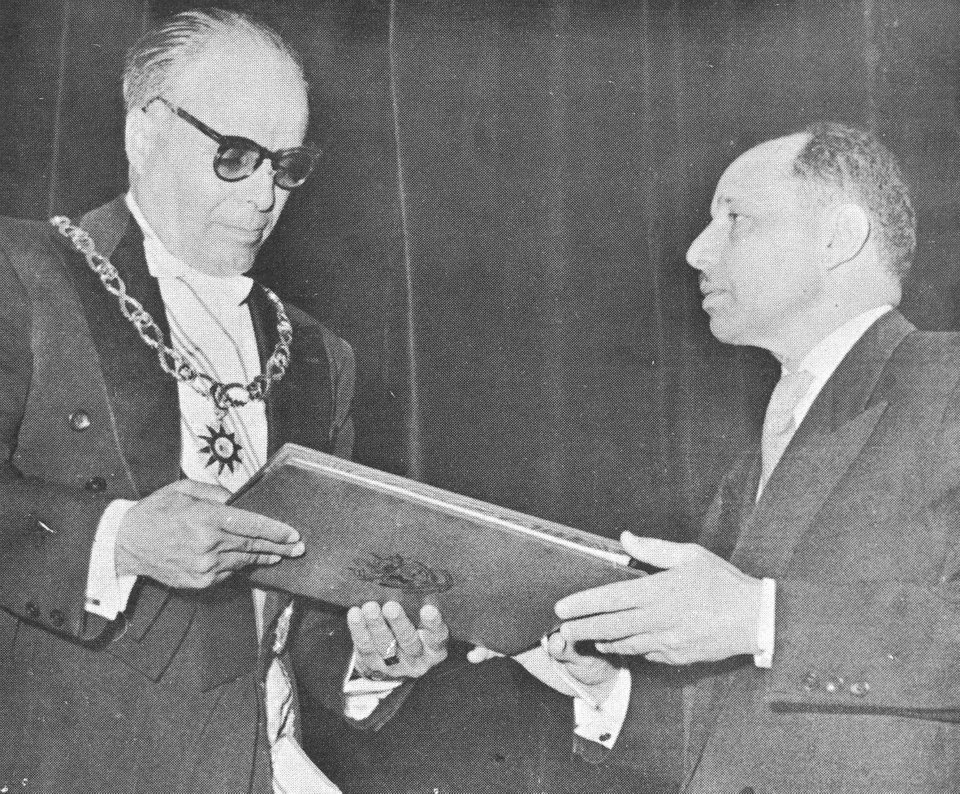
الجلولي فارس يسلم أول نسخة من دستور تونس لرئيس الجمهورية الحبيب بورقيبة عند صدوره يوم 1 يونيو 1959.

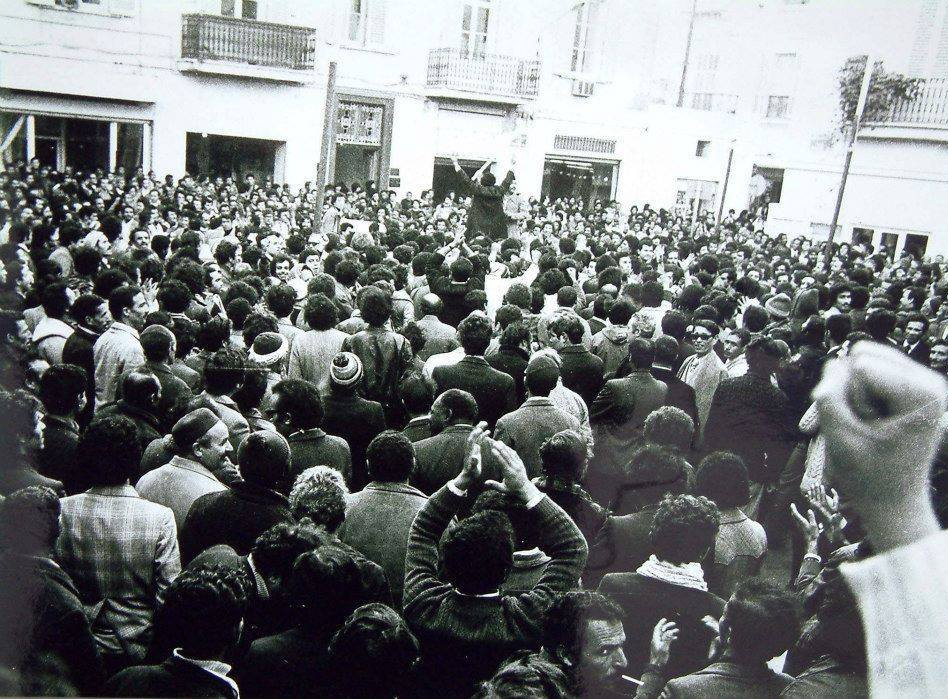
حشد من المتظاهرين أمام مقر الاتحاد العام التونسي للشغل اثناء احداث الخميس الأسود يوم 26 يناير 1978.

أخيرًا، في 25 يوليو 1957، تم إلغاء النظام الملكي وإعلان الجمهورية. وفي نفس يوم إعلان الجمهورية، تم تكليف وفد من عدة شخصيات لإبلاغ الباي المخلوع بمتطلبات قرار المجلس القومي التأسيسي ودعوته للانصياع له. وضم الوفد علي البلهوان (أمين عام المجلس القومي التأسيسي)، الطيب المهيري (وزير الداخلية)، أحمد المستيري (وزير العدل)، إدريس قيقة (مدير الأمن الوطني)، عبد المجيد شاكر (عضو المكتب السياسي للوزراء)، أحمد الزاوش (عمدة مدينة تونس)، التيجاني القطاري (قائد الحرس الوطني).
| تونس                                          | بسم الله الرحمان الرحيم نحن نواب الأمة التونسية أعضاء المجلس القومي التأسيسي، بمقتضى ما لنا من نفوذ كامل مستمد من الشعب، وتدعيما لأركان استقلال الدولة وسيادة الشعب، وسيرا في طريق النظام الديمقراطي الذي هو وجهة المجلس في تسطير الدستور، نتخذ باسم الشعب القرار التالي النافذ المفعول حالا: أولا نلغي النظام الملكي إلغاء تاما، ثانيا نعلن أن تونس دولة جمهورية، ثالثا نكلف رئيس الحكومة السيد الحبيب بورقيبة بمهام رئاسة الدولة على حالها الحاضر ريثما يدخل الدستور في حيز التطبيق ونطلق عليه لقب رئيس الجمهورية التونسية، رابعا نكلف الحكومة بتنفيذ هذا القرار وباتخاذ التدابير اللازمة لصيانة النظام الجمهوري كما نكلف كلا من رئيس المجلس، والأمين العام لمكتب المجلس والحكومة بإبلاغ هذا القرار إلى الخاص والعام. أصدرناه في قصر المجلس بباردو يوم الخميس على الساعة السادسة مساء في 26 ذو الحجة 1376 وفي 25 يوليو 1957 | تونس |
| — خطاب إعلان الجمهورية كما أعلنه الجلولي فارس | |      |

انتخب الحبيب بورقيبة رئيساً للجمهورية في 8 نوفمبر 1959. في 8 فبراير 1958، في خضم ثورة التحرير الجزائرية، عبرت طائرات عسكرية فرنسية الحدود الجزائرية التونسية وقصفت قرية ساقية سيدي يوسف. في عام 1961، في سياق النهاية المتوقعة للحرب، طالبت تونس بتسليم القاعدة الموجودة في بنزرت. تسببت أحداث بنزرت التي أعقبت ذلك في مقتل ما يقرب من ألف شخص، معظمهم من التونسيين، وفي مواجهة الخوف من اندلاع العنف ضد مجتمعهم، دفعت 4500 يهودي إلى مغادرة البلاد في عام 1962. سياسياً، انتهى أمر فرنسا بتسليم القاعدة للدولة التونسية في 15 أكتوبر 1963. مع اغتيال صالح بن يوسف، الخصم الرئيسي لبورقيبة منذ عام 1955 في فرانكفورت، وفرض حظر على الحزب الشيوعي التونسي في 8 يناير 1963، أصبحت الجمهورية التونسية بنظام الحزب الواحد بقيادة الحزب الحر الدستوري الجديد. في مارس 1963، بدأ أحمد بن صالح سياسة اشتراكية تقوم عملياً على سيطرة الدولة الكاملة على الاقتصاد. خلال حرب الأيام الستة في يونيو 1967، دمر آلاف المتظاهرين المتاجر اليهودية وأضرموا النار في كنيس تونس وكتبه المقدسة، مما دفع ما يقرب من 10،000 يهودي تونسي إلى مغادرة البلاد.
أدت أعمال الشغب ضد تجميع الأراضي في الساحل التونسي في 26 يناير 1969 إلى إقالة بن صالح في 8 سبتمبر مع انتهاء التجربة الاشتراكية. ومع ذلك، فإن معدل النمو السنوي للناتج المحلي الإجمالي يرتفع من 3.6% في الخمسينيات إلى 5.7% في الستينيات، ونمو نصيب الفرد من النمو إلى 2.9% مقابل 1.2% في الخمسينيات. مع ضعف الاقتصاد جراء هذه الحادثة والعروبة التي دافع عنها معمر القذافي، انطلق مشروع سياسي من شأنه أن يوحد تونس والجماهيرية العربية الليبية الشعبية الاشتراكية العظمى تحت اسم الجمهورية العربية الإسلامية في عام 1974 لكنه فشل بسرعة كبيرة بسبب التوترات الوطنية والدولية. بعد الحكم الصادر على أحمد بن صالح بالسجن المؤبد، والذي جعله مسؤولاً عن فشل السياسة الاشتراكية، يأتي تطهير الجناح الليبرالي لمديرية الأمن العام بقيادة أحمد المستيري، ثم إعلان بورقيبة رئيساً مدى الحياة عام 1975. هذه الشروط، التي تميزت بفك طفيف في قبضة مديرية الأمن العام في ظل حكومة الهادي نويرة، حيث حصل الاتحاد العام التونسي للشغل على حكم ذاتي عندما ولدت الرابطة التونسية للدفاع عن حقوق الإنسان عام 1976 وهي المنظمة الأولى من نوعها في إفريقيا والوطن العربي. إضراب الخميس الأسود التي قادها الاتحاد العام التونسي للشغل في يناير 1978، ثم الهجوم على مدينة التعدين قفصة في يناير 1980 لم يكونا كافيين لإسكات المجتمع المدني الناشئ.
منذ بداية الثمانينيات، مرت البلاد بأزمة سياسية واجتماعية نشأت فيها تنامي المحسوبية والفساد، وشلل الدولة في مواجهة تدهور صحة بورقيبة، والنضال من أجل الخلافة وتصلب النظام الغذائي. في عام 1981، بعث الاستعادة الجزئية للتعددية السياسية، مع رفع الحظر المفروض على الحزب الشيوعي التونسي، الآمال التي تحطمت بسبب تزوير نتائج الانتخابات التشريعية في نوفمبر. بعد ذلك، ساهم القمع الدموي في أحداث الخبز في ديسمبر 1983، وزعزعة استقرار الاتحاد العام التونسي للشغل واعتقال زعيمه الحبيب عاشور، في تسريع سقوط الرئيس المسن. يؤيد الوضع صعود الإسلاموية وانتهت فترة حكم بورقيبة الطويلة في قتال ضد هذه الحركة السياسية، وهي معركة قادها زين العابدين بن علي المعين وزير الداخلية ثم الوزير الأول في أكتوبر 1987. خلال الثمانينيات، استهدفت عدة حوادث الجالية اليهودية أو معابدها، مثل خلال يوم الغفران عام 1982 في عدة مدن من البلاد، كنيس جرجيس في أكتوبر 1983، كنيس الغريبة عام 1985، مما دفع الحكومة إلى اتخاذ إجراءات لضمان حمايتها.

#### رئاسة زين العابدين بن علي

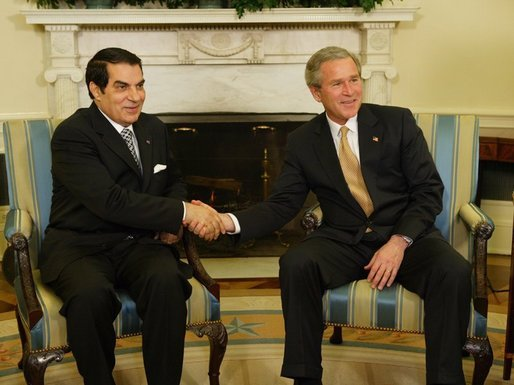
بن علي وجورج بوش الابن في البيت الأبيض في 18 فبراير 2004.

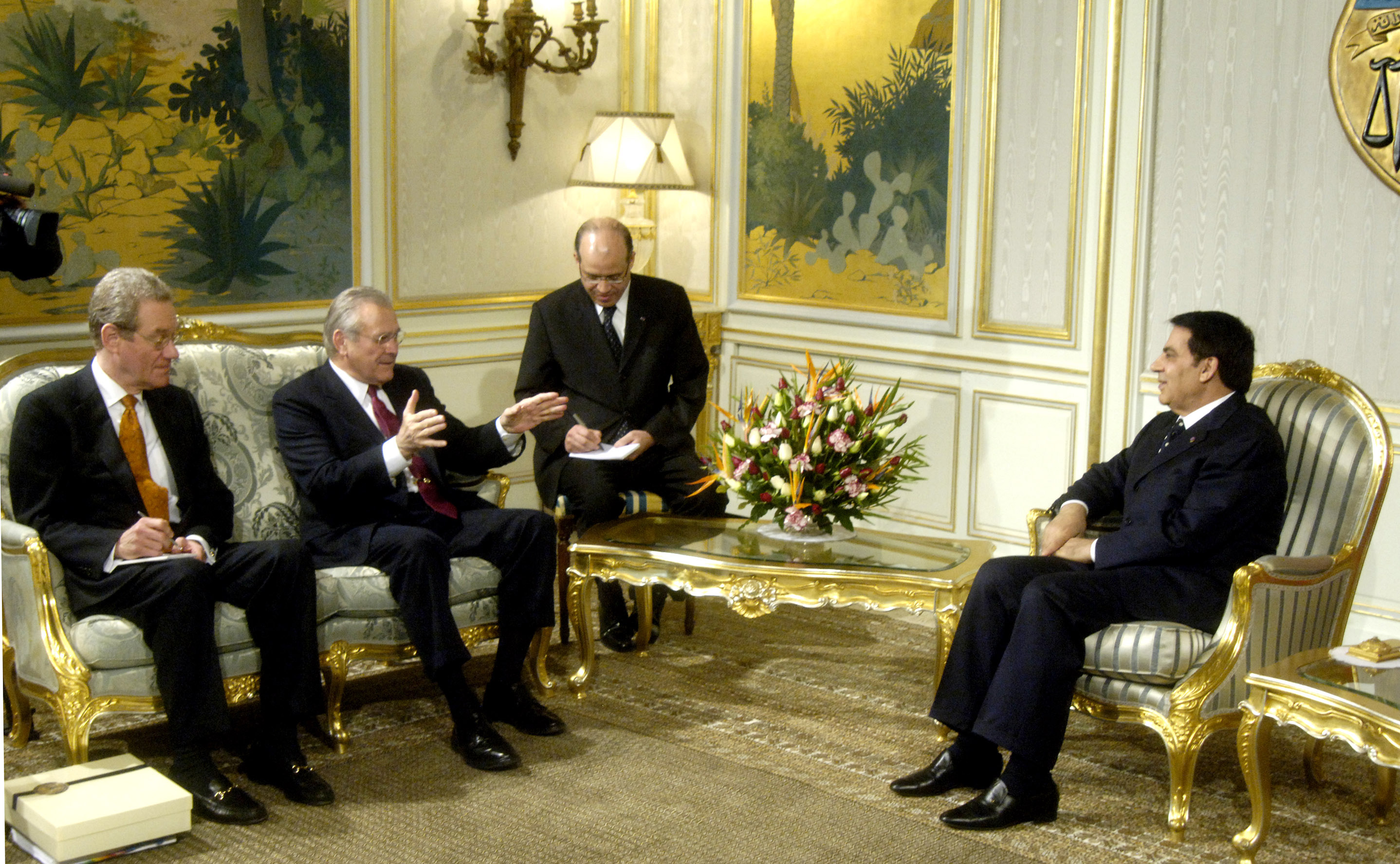
بن علي مع وزير الدفاع الأمريكي دونالد رامسفيلد وبيتر رودمان في 11 فبراير 2006.

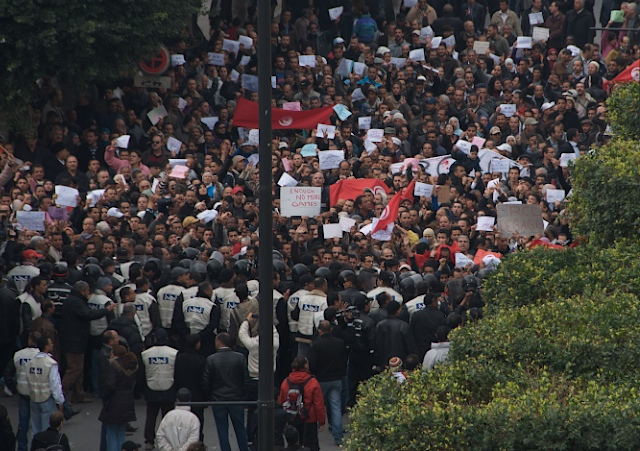
مظاهرات حاشدة في شارع الحبيب بورقيبة أثناء الثورة التونسية التي أطاحت بالنظام في 14 يناير 2011.

في 7 نوفمبر 1987، أطاح زين العابدين بن علي بالرئيس الحبيب بورقيبة بسبب شيخوخته، وهو انقلاب أبيض لقي إستحسانًا من جانب جزء كبير من المشهد السياسي.
| تونس                             | أيها المواطنون، أيتها المواطنات، إنّه عهد جديد نفتحه معا على بركة الله، بجدّ، وعزم، وهو عهد الكدّ والبذل يمليهما علينا حبّ الوطن ونداء الواجب. لتحيا تونس، لتحيا الجمهورية. وقل اعملوا فسيرى الله عملكم ورسوله والمؤمنون، صدق الله العظيم. | تونس |
| — مقتطف من بيان السابع من نوفمبر | |      |

أُنتخب بن علي في 2 أبريل 1989 بنسبة 99.27% من الأصوات. نجح الرئيس الجديد بن علي في إنعاش الاقتصاد، من ناحية الأمن كان النظام فخوراً بتجنب البلاد الإضطرابات الإسلامية التي دمرت البلاد وذلك بتحييد حزب الإتجاه الإسلامي وإعتقال عشرات الآلاف من النشطاء والمحاكمات المتعددة في أوائل التسعينيات. وقّع المعارضون العلمانيون على الميثاق الوطني في عام 1988، وهو برنامج يهدف إلى دمقرطة النظام. ومع ذلك، فإن المعارضة والعديد من المنظمات غير الحكومية المعنية بحقوق الإنسان إتهمت النظام تدريجياً بتقويض الحريات العامة من خلال توسيع نطاق القمع من ناحية السياسين. في عام 1994، أعيد إنتخاب الرئيس بن علي بنسبة 99.91% من الأصوات. في العام التالي، تم توقيع اتفاقية التجارة الحرة مع الاتحاد الأوروبي. كانت الانتخابات الرئاسية التي أقيمت في 24 نوفمبر 1999، على الرغم من أنها أول انتخابات رئاسية تعددية بثلاثة مرشحين، إلا أن الرئيس بن علي أعيد إنتخابه بنتيجة مماثلة للاستطلاعات السابقة.
إن تعديل الدستور الذي تمت الموافقة عليه في استفتاء 26 مايو 2002 يزيد من صلاحيات الرئيس، ويرفع الحد الأدنى لسن المرشحين، ويزيل حد الثلاث فترات الذي أعيد تقديمه في عام 1988 ويسمح للرئيس بالسعي للحصول على فترات جديدة بعد الموعد النهائي لعام 2004 مع التمتع بالحصانة القضائية مدى الحياة. في 11 أبريل 2002، إستهدف هجوم بشاحنة مفخخة مرة أخرى كنيس الغريبة وتسبب في مقتل 19 شخصًا، من بينهم 14 سائحًا ألمانيًا. خلال النصف الأول من عام 2008، هزت أحداث الحوض المنجمي الخطيرة منطقة التعدين في قفصة، التي تضررت بشدة من البطالة والفقر. في 25 أكتوبر 2009، أعيد انتخاب الرئيس بن علي لولاية خامسة على التوالي بنسبة 89.62% من الأصوات، وهو ما انخفض للمرة الأولى إلى أقل من 90%. تميزت الحملة بزيادة ظهور زوجته ليلى بن علي وعين أحد اصهار الزوجين محمد صخر الماطري نائبا لهذه المناسبة.
في 17 ديسمبر 2010، اندلع مناخ عصيان، إثر أضرم بائع الفواكه والخضروات محمد البوعزيزي النار في نفسه في منطقة سيدي بوزيد، التي أصبحت مسرحا لأعمال شغب واشتباكات دامية بين السكان والشرطة. هذه بداية الحركة التي سنطلق عليها الربيع العربي. هذه الأحداث، التي امتدت بعد ذلك إلى مناطق أخرى من البلاد، تحدث في سياق ارتفاع معدل بطالة الخريجين الشباب خصوصًا بينما وصل الوزن الديموغرافي النسبي للأجيال الشابة من العمال إلى ذروته التاريخية. الأسباب سياسية أيضًا: فالرئيس زين العابدين بن علي وعائلته، ولا سيما زوجته الثانية ليلى بن علي، المصنفين وفقًا للمراقبين على أنهم «عشيرة شبه مافيا»، متورطون بشكل مباشر في قضايا الفساد أو الاختلاس أو السرقة، وهي الآفات التي اكتسبت زخما خصوصًا في ظل رئاسته. في 13 يناير 2011، أعلن بن علي اتخاذ إجراءات استثنائية خلال مداخلة تلفزيونية: الوعد بالحرية الكاملة للصحافة والتعبير السياسي وكذلك رفضه الترشح لإعادة انتخابه في الانتخابات المقرر إجراؤها في 2014. ومع ذلك، هذا الخطاب لا يساعد على تهدئة غضب السكان، مما يجبر الرئيس على التنازل عن السلطة في نهاية المطاف لرئيس وزرائه محمد الغنوشي في اليوم التالي غادر البلاد نحو المملكة العربية السعودية. وفقًا لدستور 1959، أعلن رئيس مجلس النواب فؤاد المبزع أخيرًا رئيسًا مؤقتًا للبلاد في 15 يناير 2011.

### تونس ما بعد الثورة، دستورين جديدين والانتقال الديمقراطي

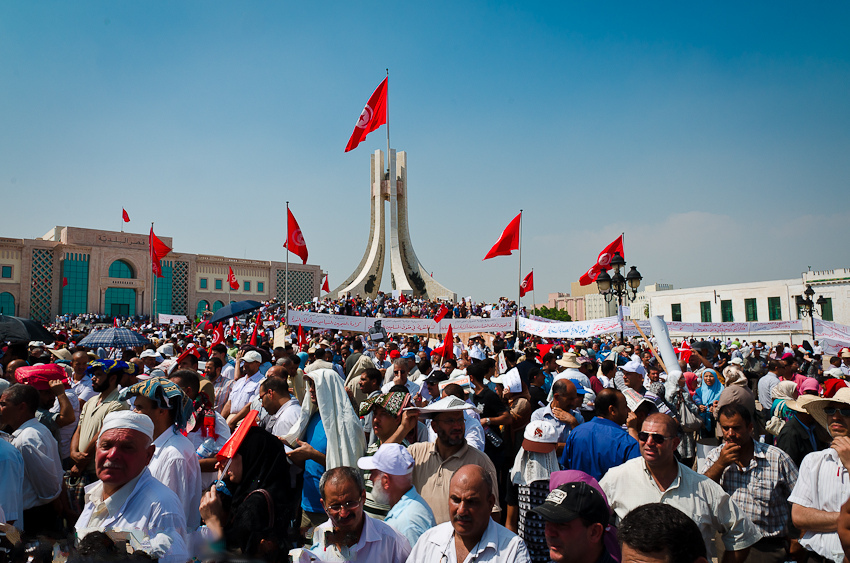
مظاهرات أمام قصر بلدية تونس في ساحة القصبة يوم 7 سبتمبر 2012.

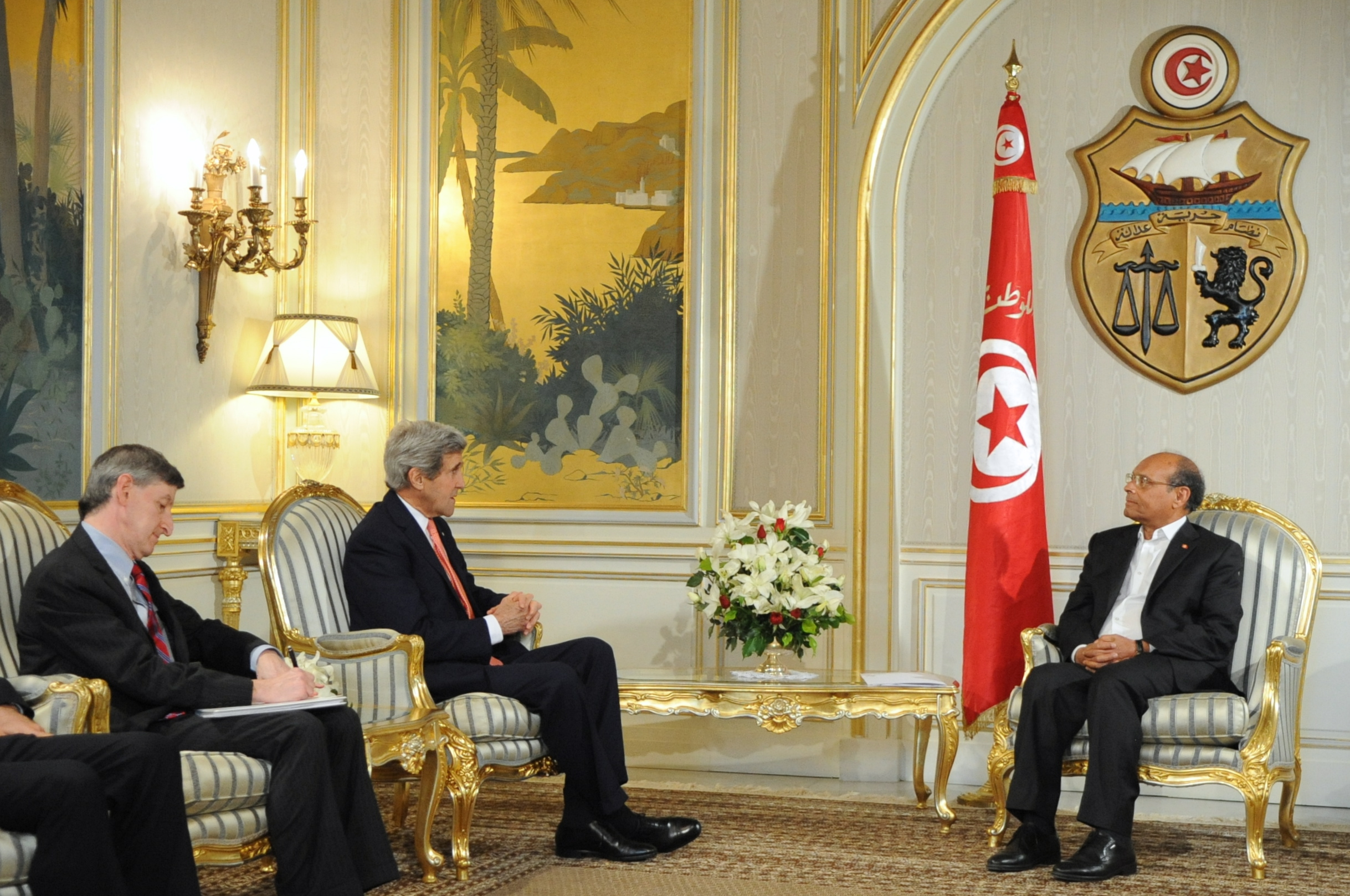
المنصف المرزوقي مع جون كيري في قصر قرطاج يوم 18 فبراير 2014.

رئيس الجمهورية المؤقت مسؤول عن تنظيم الانتخابات الرئاسية في غضون ستين يومًا. في 17 يناير، تم تشكيل حكومة وحدة وطنية من 24 عضوًا بينهم معارضون للنظام السابق (بما في ذلك ثلاثة من قادة المعارضة القانونية). في اليوم نفسه، تم الإعلان عن الإفراج عن جميع معتقلي الرأي ورفع الحظر عن نشاط الرابطة التونسية للدفاع عن حقوق الإنسان، فضلًا عن تقنين جميع الأحزاب والجمعيات السياسية التي تطلب ذلك. ومع ذلك، فإن وجود أعضاء التجمع الدستوري الديمقراطي في مناصب رئيسية أثار حفيظة البعض، في أقل من 24 ساعة، غضب السكان واستقالة العديد من وزراء المعارضة، مما زاد من إضعاف هذه الحكومة. إن رحيل العديد من الشخصيات البارزة أو عزلها من التجمع الدستوري الديمقراطي لا يؤثر على شكوك الرأي العام بالحزب الرئاسي السابق، حيث طالب العديد من المتظاهرين بحله.
ومع ذلك، في 20 يناير، أعلن الوزراء الذين ما زالوا ينتمون إلى هذا التشكيل أنهم تركوه أيضًا. في مواجهة ضغوط الشوارع للمطالبة برحيلهم، تم إجراء تعديل وزاري في 27 يناير، مما أدى بشكل نهائي (باستثناء محمد الغنوشي) إلى إزالة الأعضاء السابقين في التجمع من جميع المسؤوليات الحكومية. في 6 فبراير، قام وزير الداخلية فرحات الراجحي بتجميد أنشطة التجمع في انتظار حله القانوني، بينما منح البرلمان الرئيس المؤقت سلطات إضافية، مثل سلطة حل البرلمان. ومع ذلك، أُجبر محمد الغنوشي على الاستقالة بدوره، في 27 فبراير بعد عدة أيام من المظاهرات التي اتسمت بالعنف. تم استبداله في نفس اليوم بالوزير السابق لبورقيبة، الباجي قائد السبسي. تم الإبقاء على حالة الطوارئ، السارية اعتبارًا من يناير 2011.
في 15 سبتمبر 2012، اندلعت أعمال شغب عنيفة في تونس العاصمة بعد عرض فيلم براءة المسلمين. بينما لا يزال تطبيق القانون سلبيا، قامت بعض الجماعات السلفية باقتحام السفارة الأمريكية وإضرام النار فيها، مما أدى إلى تدمير العديد من المركبات والمباني. بضغط من الولايات المتحدة، قررت الحكومة الرد وترسل الجيش والحرس الوطني لصد المتظاهرين. وأسفرت الاشتباكات عن مقتل شخصين وعدة جرحى. في الأشهر التالية، تولى الجيش والحرس الوطني زمام الأمور لمحاربة الجماعات السلفية والجهادية الصغيرة الناشطة في المنطقة. تم تمديد حالة الطوارئ لمدة ثلاثة أشهر في نوفمبر 2012، ليتم رفعها أخيرًا في مارس 2014.

#### رئاسة الباجي قائد السبسي

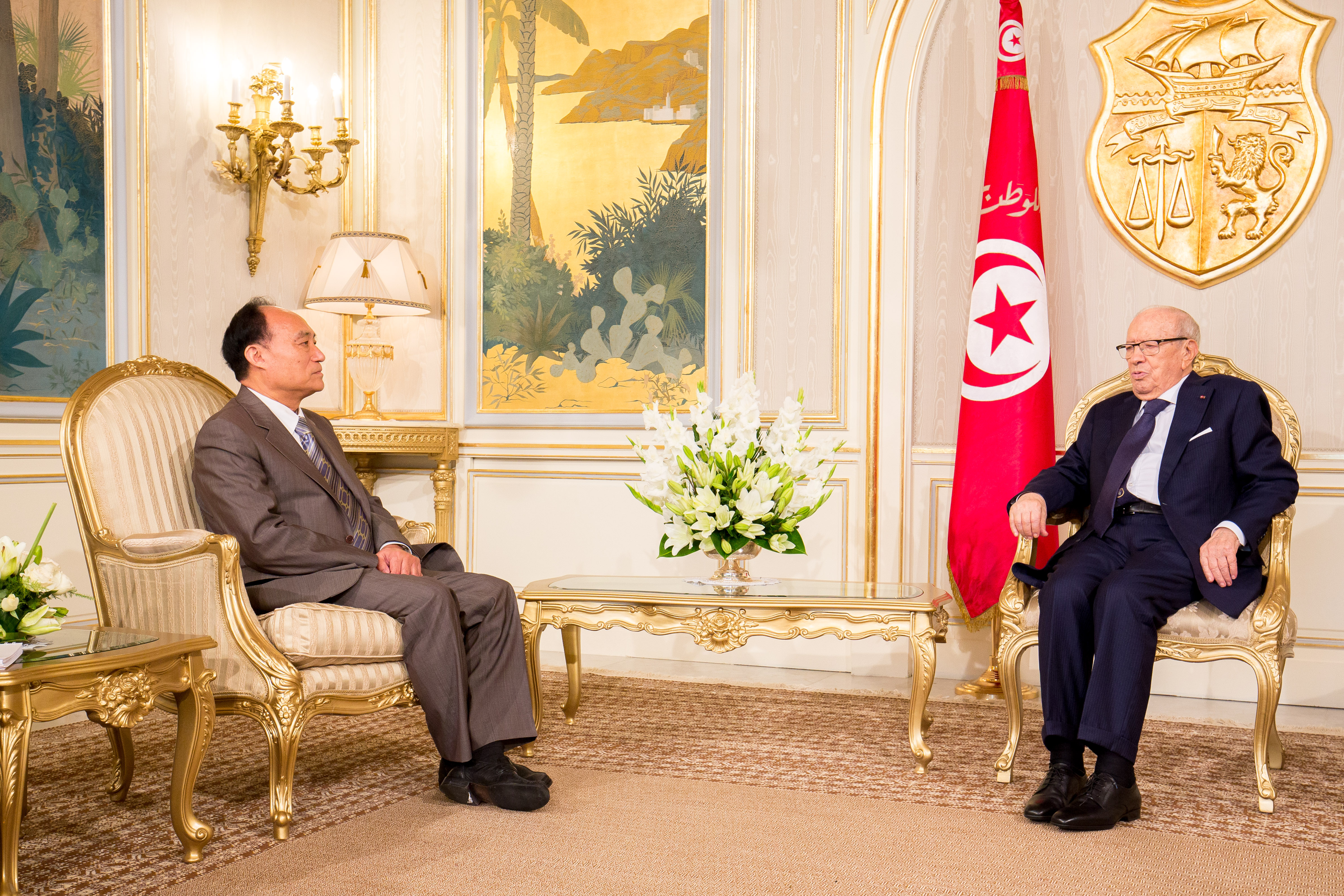
الباجي قائد السبسي مع هولين تشاو، الأمين العام للاتحاد الدولي للاتصالات في القصر الرئاسي بقرطاج في 26 أكتوبر 2016.

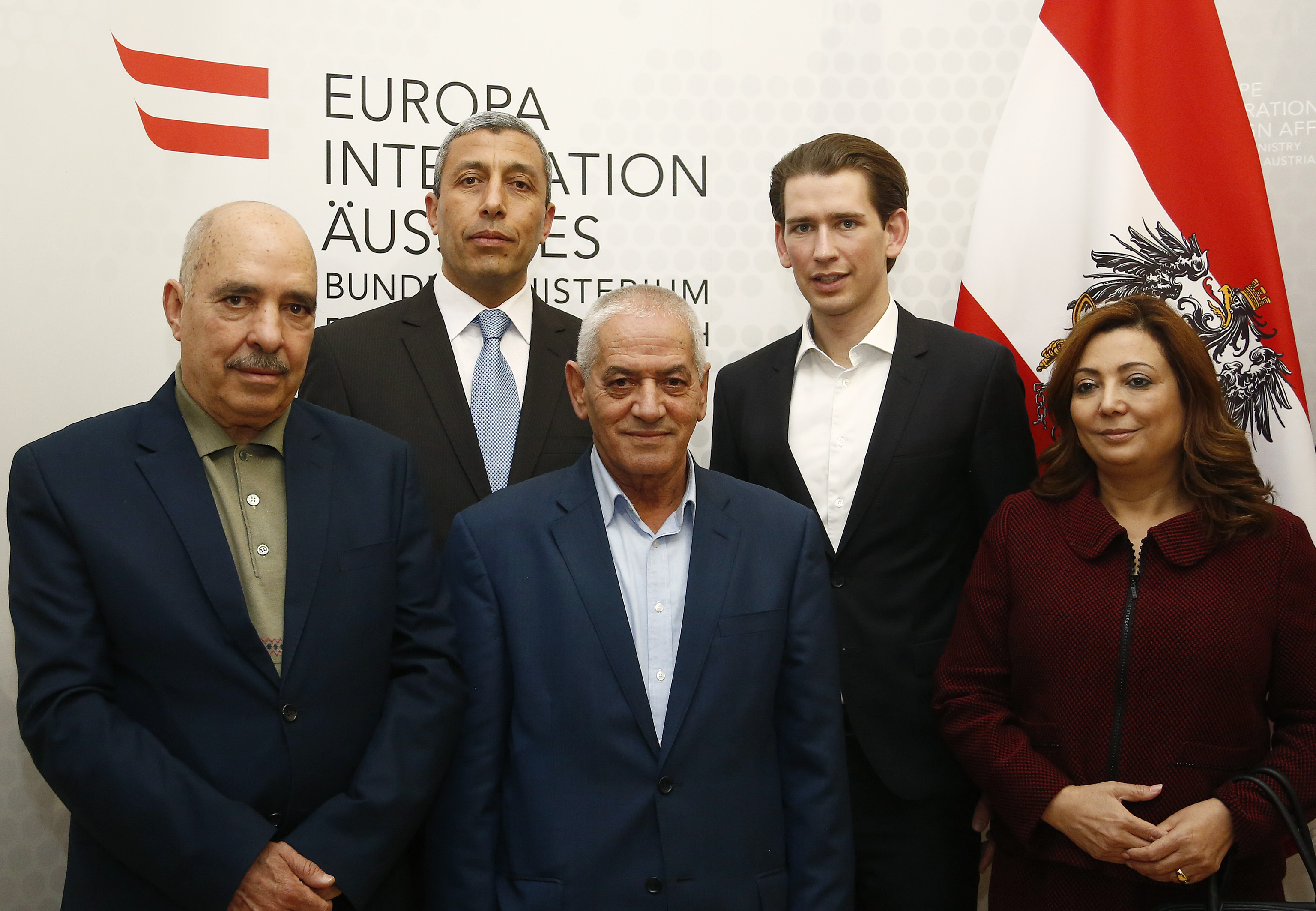
أعضاء الحوار الوطني الحاصلون على جائزة نوبل للسلام لسنة 2015 وذلك وذلك لدورهم في دعم مسار الانتقال الديمقراطي في تونس.

بعد الانتخابات التشريعية التي جرت في 26 أكتوبر 2014، والتي شهدت تولي حزب نداء تونس زمام المبادرة، حل مجلس نواب الشعب محل المجلس الوطني التأسيسي. تجري الجولة الأولى من الانتخابات الرئاسية يوم 23 نوفمبر ويشهد تنافس 27 مرشحًا بينهم اثنان، عن طريق الباجي قائد السبسي (نداء تونس) بنسبة 39.46% والمنصف المرزوقي (مستقل) بنسبة 33.43% من الأصوات. تأهلوا للجولة الثانية التي تنظم في 21 ديسمبر والتي تسمح لقائد السبسي بالفوز في الاقتراع بنسبة 55.68% من الأصوات مقابل 44.32% من أصوات المرزوقي، بذلك يصبح أول رئيس ناتج عن انتخابات ديمقراطية وشفافة. فازت لجنة الرباعي الراعي للحوار الوطني وهي جمعية من أربع منظمات حددت لنفسها هدف تنظيم مفاوضات بين الأحزاب السياسية التونسية لضمان الانتقال إلى نظام ديمقراطي دائم، بجائزة نوبل للسلام 2015. هذه الجائزة هي أول جائزة نوبل تُمنح لمواطن أو مواطن من تونس بعد استقلالها. بان كي مون، الأمين العام للأمم المتحدة، يعرب عن سعادته ويهنئ الرباعي الراعي، مؤكدا أن هذه الجائزة مخصصة لجميع التونسيين الذين بدأوا الربيع العربي. وقال رئيس الجمهورية الفرنسية فرانسوا أولاند في بيان إن الجائزة تثبت نجاح الانتقال الديمقراطي في تونس، وأن هذا البلد يسير على الطريق الصحيح، وهو الوحيد من بين دول الربيع العربي الذي ينجح. في تطورها الانتقالي نحو الديمقراطية.
في عامي 2017 و2018، تأثرت البلاد بموجات احتجاج من الشباب التونسي الذين تظاهروا في عدة مدن من البلاد. في الواقع، منذ بداية الشهر، في تونس العاصمة، قابس، تالة، جلمة، القصرين، سيدي بوزيد أو حتى قفصة، أعرب التونسيون عن سئمهم من ارتفاع تكاليف المعيشة والتضخم (6.4% في 2017) وتفشي البطالة (15% من السكان العاملين و 30% من شباب خريجي التعليم العالي). هذه الموجة الاحتجاجية ضد سياسة التقشف الاقتصادي ستنظمها الجبهة الشعبية. أسفرت الاشتباكات مع الشرطة وأجهزة إنفاذ القانون عن سقوط ضحية وعدة جرحى واعتقال مئات المتظاهرين. سجل المرصد الاجتماعي التونسي 5000 حركة احتجاجية في 2015، وأكثر من 11000 في 2017 و 4500 في الأشهر الأربعة الأولى من 2018. منذ عام 2011، دعت الحكومات المتعاقبة صندوق النقد الدولي لمحاولة تصحيح الوضع الاقتصادي للبلاد. تم منح قرض بقيمة 1.74 مليار دولار في يونيو 2013، ثم منح قرض ثان بقيمة 2.9 مليار دولار في عام 2016. ومع ذلك، فإن صندوق النقد الدولي يمنح هذه القروض فقط مقابل خطة إصلاحات ليبرالية، مثل زيادة بعض الضرائب، وخفض فاتورة الأجور في الخدمة العامة، أو تخفيض الدعم على أسعار الوقود، أو حتى تعديل نظام المعاشات. في أبريل 2016، قبلت الحكومة مبدأ استقلال البنك المركزي، وأعطت الأولوية للسيطرة على التضخم على دعم التنمية الاقتصادية. منذ ربيع عام 2017، نزلت قيمة الدينار التونسي وانخفضت قيمته مقابل اليورو بمقدار النصف تقريبًا. وأمام ثقل الدين، يجب على الدولة أن تخصص أكثر من 20% من ميزانيتها لتسديد الديون لدائنيها، الأمر الذي يحيد قدراتها الاستثمارية. توفي الباجي قائد السبسي في 25 يوليو 2019 يوم ذكرى إعلان الجمهورية، عن عمر يناهز 92 عامًا، قبل 3 أشهر من نهاية عهدته، وتولى رئيس مجلس نواب الشعب محمد الناصر منصب رئيس الجمهورية مؤقتا.

#### رئاسة قيس سعيّد

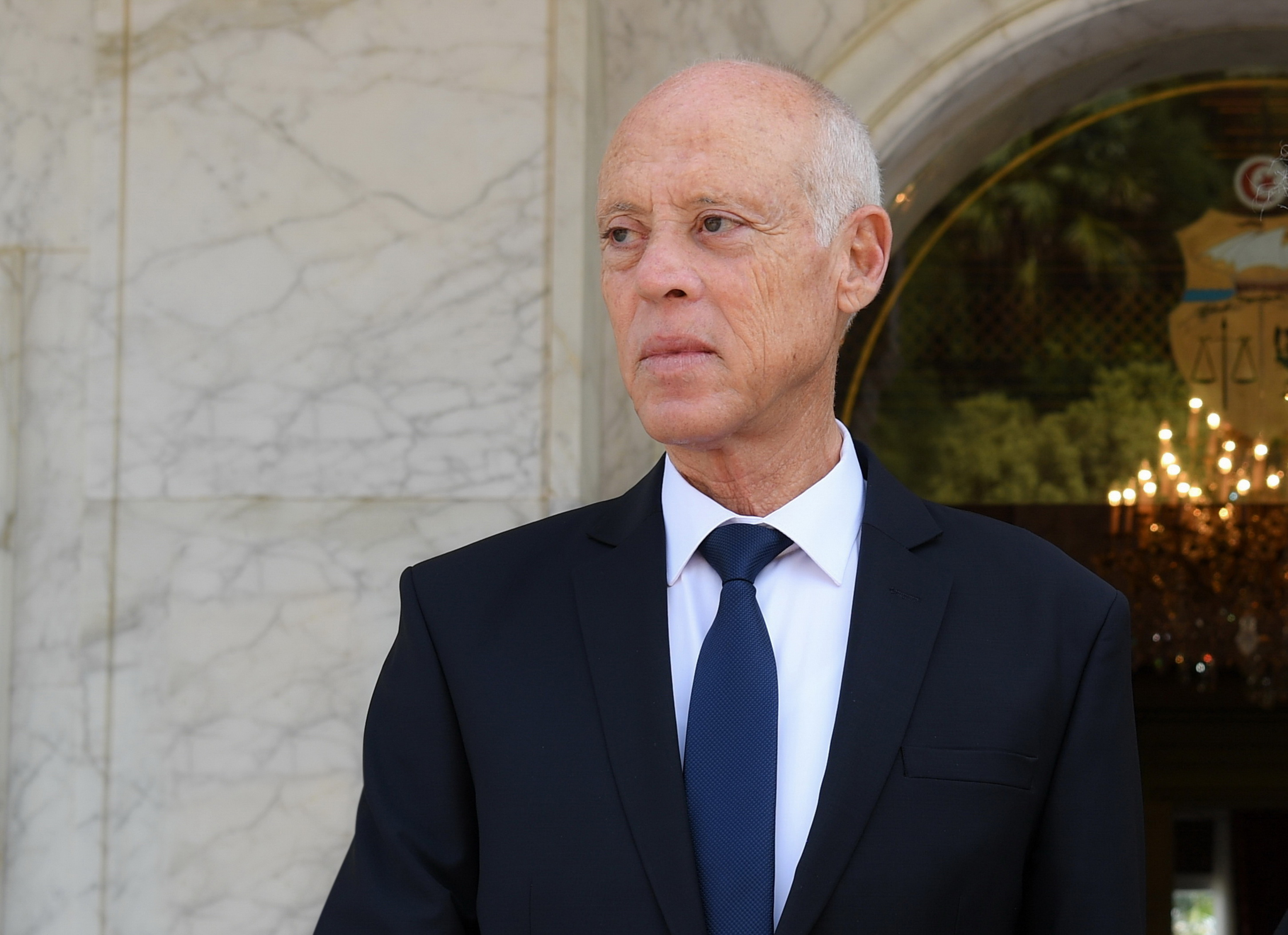
سعيّد في القصر الرئاسي بقرطاج يوم 23 أكتوبر 2019، أول يوم في فترة تولية منصب رئيس الجمهورية.

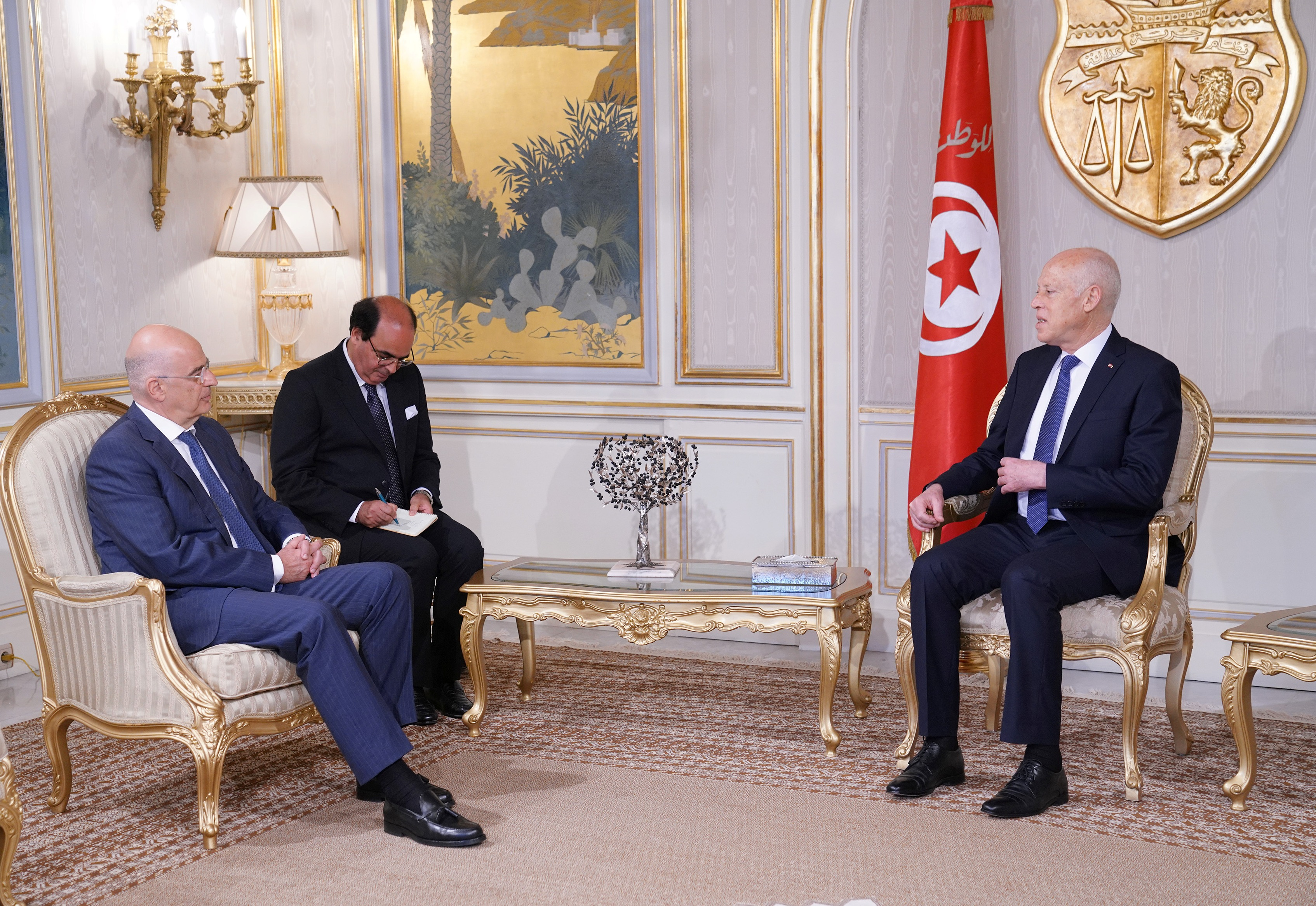
سعيّد مع وزير الخارجية اليوناني نيكوس ديندياس يوم 29 يونيو 2020 في القصر الرئاسي بقرطاج، قرطاج، تونس.

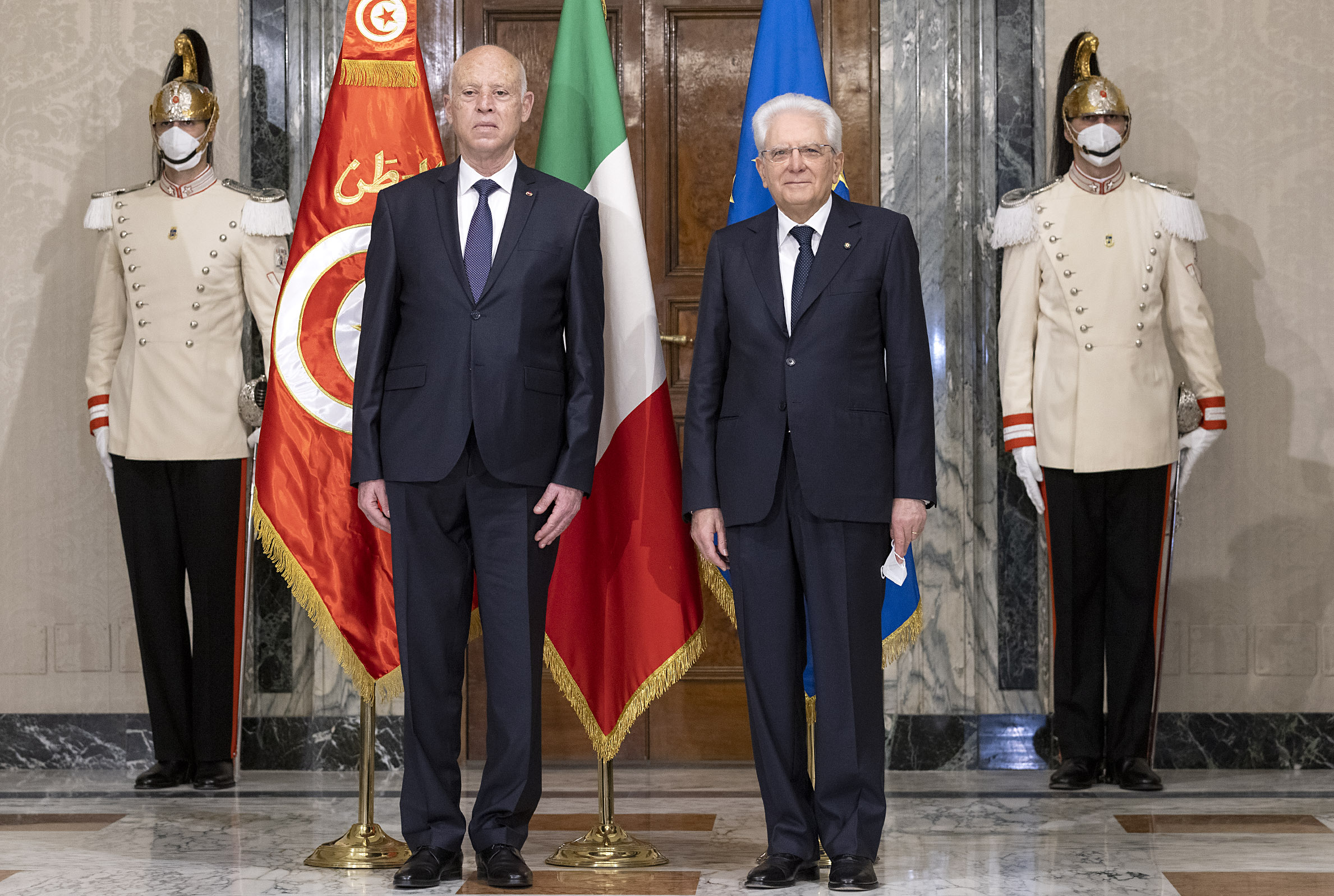
سعيّد مع الرئيس الإيطالي سيرجيو ماتاريلا يوم 16 يونيو 2021 في قصر كيرينالي، روما، إيطاليا.

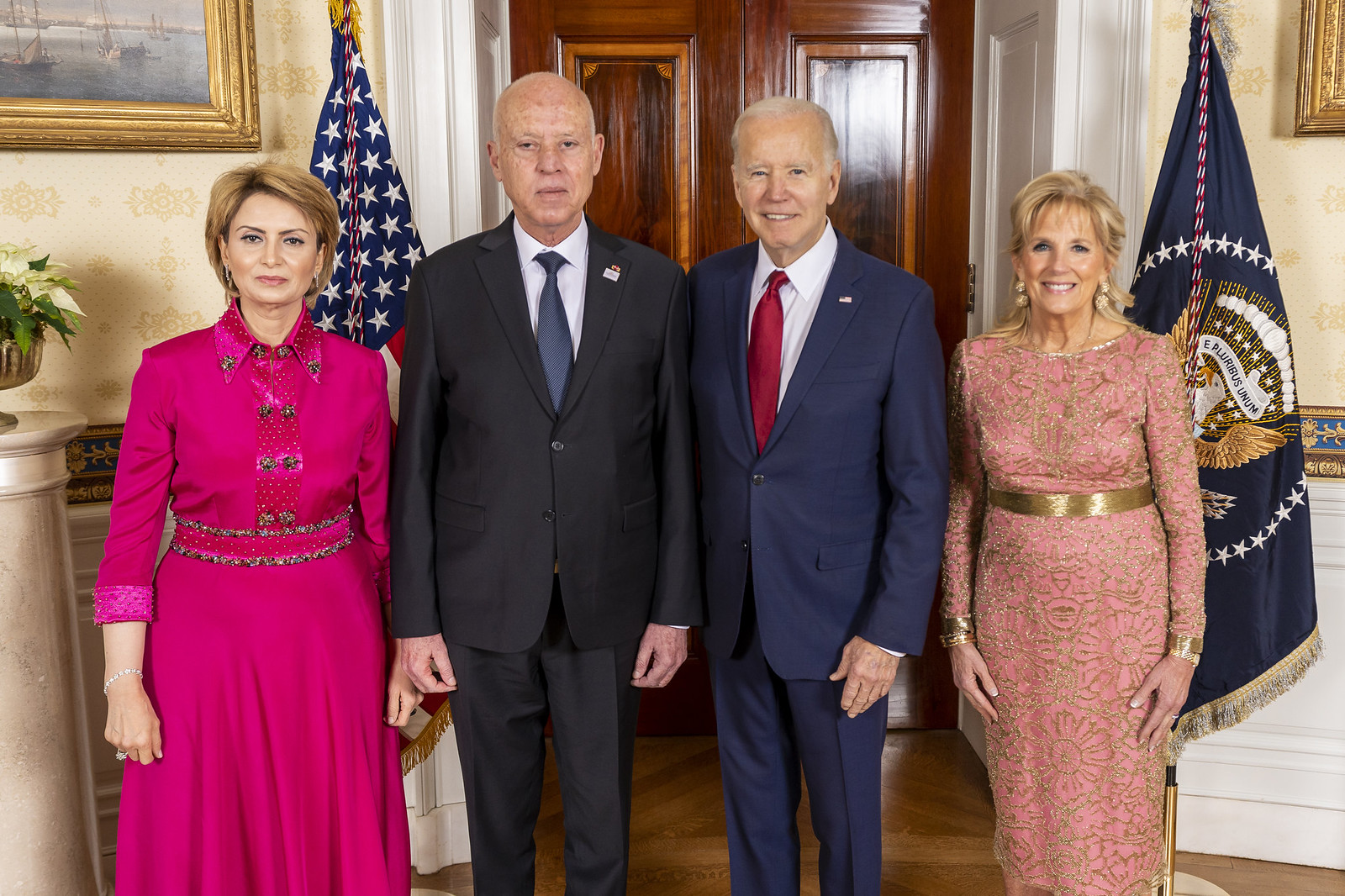
سعيّد وزوجته إشراف سعيّد مع الرئيس الأمريكي جو بايدن وزوجته جيل بايدن في الغرفة الديبلوماسية للبيت الأبيض يوم 14 ديسمبر 2022.

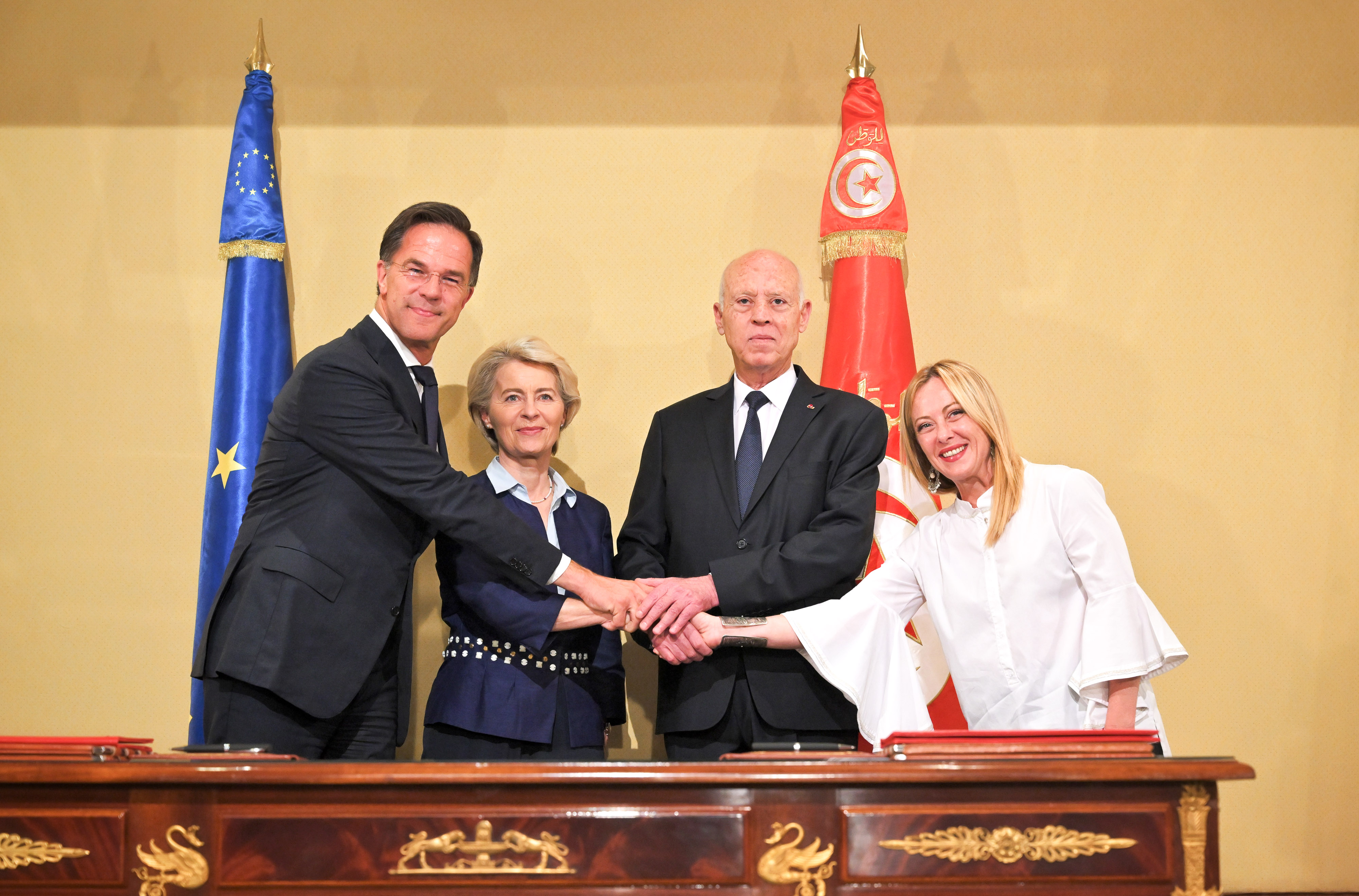
سعيّد مع رئيسة المفوضية الأوروبية أورسولا فون دير لاين ورئيسة الوزراء الإيطالية جورجا ملوني ورئيس الوزراء الهولندي مارك روته، 16 يوليو 2023.

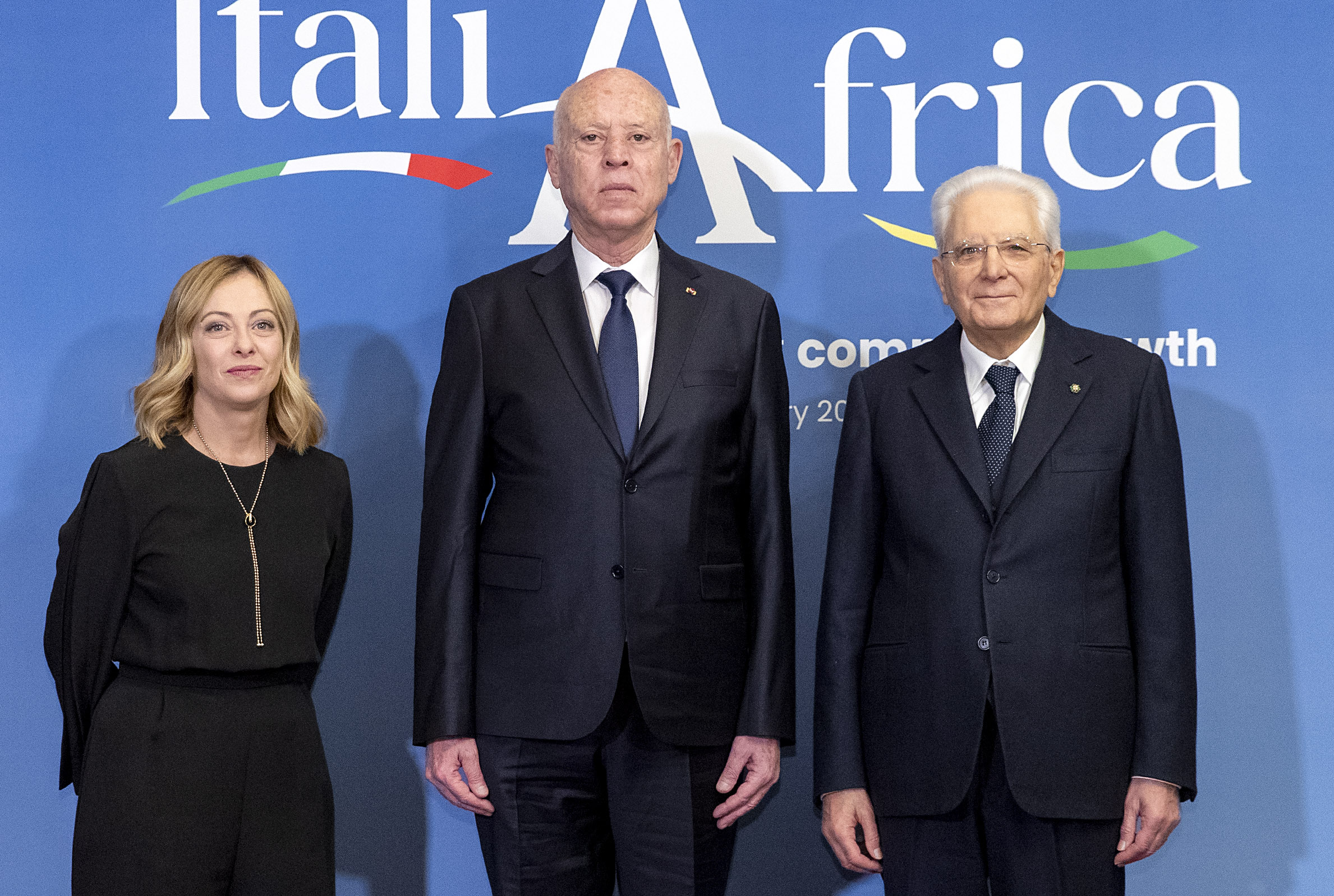
سعيّد مع الرئيس الإيطالي سيرجيو ماتاريلا ورئيسة الوزراء الإيطالية جورجا ملوني يوم 28 يناير 2024.

في نهاية عام 2019، سارت سلسة انتخابات مزدوجة، التشريعية في 6 أكتوبر والرئاسية بجولة أولى في سبتمبر والجولة الثانية في 13 أكتوبر، مما يدل على نضج معين للديمقراطية الانتخابية في تونس. لكن الانتخابات التشريعية أدت إلى انقسام المجلس بين مختلف الأحزاب. تدفع الانتخابات الرئاسية لرئيس الدولة الوافد الجديد إلى عالم السياسة يبلغ من العمر 61 عامًا محام وأكاديمي متخصص في القانون الدستوري قيس سعيّد، تم انتخابه بتقدم مريح أمام رجل الأعمال نبيل القروي في الجولة الثانية. أُعلن في 14 أكتوبر رئيساً جديداً لتونس، بحصوله على 2،777،931 صوتاً أي ما يعادل 72.71% من الأصوات. يقترح قيس سعيّد خلال حملته رؤية تربط بين نزعة محافظة أخلاقية ودينية معينة وسيادة ونمط ديمقراطي للعمل على عكس التنظيم البورقيبي المركزي.
في 15 نوفمبر 2019، تم تكليف الحبيب الجملي لتشكيل حكومة من قبل الرئيس قيس سعيّد، وقد قدم قائمة وزرائه في 2 يناير 2020. وعلى الرغم من كونهم مستقلين، إلا أن بعض الوزراء كانوا مقربين من حركة النهضة وحزب قلب تونس، وفي 10 يناير، فشل في كسب ثقة مجلس نواب الشعب. بعد أيام تم تقديم إلياس الفخفاخ للمنصب، وكلفه سعيّد في 20 يناير برئاسة الحكومة وتشكيل أعضائها، وحصلت الحكومة على ثقة البرلمان في 27 فبراير. في 2 مارس 2020، أعلن وزير الصحة عبد اللطيف المكي عن تسجيل أول حالة إصابة بفيروس كورونا في تونس، من شخص تونسي يبلغ من العمر 40 سنة قادما من إيطاليا، دون أن تظهر عليه أعراض الإصابة بالوباء. بعد ذلك دخلت البلاد في حجر صحي شامل إستمر لأشهر بسبب تفشي الوباء. في 16 مارس، أعلن الفخفاخ رئيس الحكومة إجراءات إضافية ستطبق ابتداءً من 18 مارس، ومنها غلق الحدود البرية والجوية ومنع كل التجمعات وغلق الأسواق والحمامات، إلى جانب العمل بنظام الحصة الواحدة. في 15 يوليو، قدم الفخفاخ إستقالته من رئاسة الحكومة بعد خمسة أشهر على توليه المنصب، إثر إعلان حركة النهضة سحب ثقتها منه على خلفية اتهامات في ملف تضارب مصالح.
في 25 يوليو 2020، وفي خضم أزمة سياسية، عين سعيّد هشام المشيشي رئيسًا للحكومة، مكلفًا بتشكيل الحكومة والحصول على ثقة مجلس نواب الشعب في شهر واحد. وفي وقت لاحق، تولى منصبه يوم 2 سبتمبر، حيث شكل حكومة تكنوقراط مستقلة عن الأحزاب في خطوة تهدف إلى النأي عن الصراعات السياسية وإنعاش الاقتصاد المتعثر، وسبق أن عرض قائمة الوزراء على الهيئة الوطنية لمكافحة الفساد للتثبت من خلو سجلاتهم من أية شبهات فساد أو تضارب مصالح. في يناير 2021، أعلن المشيشي عن تعديل وزاري شمل أحد عشر حقيبة وزارية وتغييرًا في العديد من الوظائف الحكومية. الوزراء الجدد يحصلون على ثقة مجلس نواب الشعب لكن الرئيس قيس سعيّد يرفض استقبالهم لأداء اليمين متذرعا بشبهة فساد فيما يتعلق بالوزراء وعدم احترام الدستور في مداولات مجلس الوزراء على التعديل الوزاري. في أبريل 2021، رفض قيس سعيّد إصدار قانون أساسي يتعلق بإنشاء محكمة دستورية، بحجة أنه تم تجاوز المواعيد النهائية. كما ترفض أي تعديل دستوري يتعلق بهذا الموضوع، بحجة أنه لا يمكن تعديل القانون الأساسي دون موافقة المحكمة الدستورية. وهو يدعو إلى اعتماد نص جديد يؤسس لنظام رئاسي وديمقراطية مباشرة للبرلمان، أو العودة إلى دستور 1959.
في 25 يوليو 2021 الموافق لذكرى إعلان الجمهورية، طالب آلاف المتظاهرين من جميع أنحاء بحل مجلس نواب الشعب وتغيير النظام، وذلك خلال مظاهرات عارمة جابهت البلاد، بالإضافة إلى الاعتداء على مقرات حركة النهضة. تأتي هذه التجمعات مع تفاقم الأزمة الصحية المرتبطة بجائحة فيروس كورونا في تونس. في نفس المساء، واستناداً إلى الفصل 80 من الدستور، أقال قيس سعيّد حكومة هشام المشيشي بأمر فوري ولا سيما هشام المشيشي من مهامه كرئيس للحكومة ووزير الداخلية المؤقت، وأعلن تجميد مجلس نواب الشعب الذي يضمن حصانة النواب التي تم رفعها، كما دعى لتشكيل حكومة جديدة تكون مسؤولة أمامه وقراره بالحكم بمراسيم؛ كما أشار إلى أنه سيرأس النيابة. حركة النهضة تدين على الفور الانقلاب حسب تعبيرها، يشارك محللون سياسيون وخبراء قانونيون هذا الوصف للانقلاب، لا سيما فيما يتعلق بتعليق الإجراءات البرلمانية. في اليوم التالي يقيل قيس سعيّد وزير الدفاع الوطني إبراهيم البرتاجي ووزيرة العدل المؤقتة حسناء بن سليمان. في 1 أغسطس، اعتُقل نائبان من ائتلاف الكرامة احتجّا على إجراءات الرئيس سعيّد في إطار تحقيق القضاء العسكري. في ليلة 23 أغسطس، أعلنت رئاسة الجمهورية تمديد تعليق عمل البرلمان إلى أجل غير مسمى.
في 24 أغسطس، مدد قيس سعيّد تعليق عمل البرلمان على الرغم من أن الدستور ينص على أنه لا يمكن تعليق عمل البرلمان إلا لمدة مجلس نواب الشعب، مما أثار مخاوف في بعض الأوساط حول مستقبل الديمقراطية في البلاد بالرغم من تأييد عامة الناس لهذه التدابير. في 29 سبتمبر قام قيس سعيّد بتعيين نجلاء بودن في منصب رئيسة الحكومة، لتصبح أول امرأة في تونس والوطن العربي تكون على رأس الحكومة. لاحقا، خرجت مظاهرات مؤيدة ومعارضة لهذه التدابير ودخل قيس سعيّد صراعا مع المجلس الأعلى للقضاء. وفي 13 ديسمبر 2021، أعلن قيس سعيّد عن تنظيم استفتاء دستوري (لم يعلن عن مضمونه) يوم 25 يوليو 2022، وانتخابات تشريعية جديدة يوم 17 ديسمبر من نفس العام. في 3 فبراير 2022 صوّتت تونس، لعضوية مجلس السلام والأمن التابع للاتحاد الأفريقي للفترة 2022–2024، بحسب وزارة الشؤون الخارجية. وقالت الوزارة إن الاستطلاع جرى على هامش الدورة العادية الأربعين للمجلس التنفيذي للاتحاد الأفريقي التي عقدت في العاصمة الإثيوبية أديس أبابا. لا تزال الحكومة وصندوق النقد الدولي يجرون مفاوضات أولية على أمل تأمين خطة إنقاذ بمليارات الدولارات لاقتصاد يعاني من الركود، الدين العام، التضخم والبطالة. بعد أكثر من 8 أشهر من تعليق اختصاصاته، أعلن رئيس الجمهورية قيس سعيّد في 30 مارس 2022 عن حل مجلس نواب الشعب نهائيا، استنادا للفصل 72 من الدستور، وذلك كرد فعل على الجلسة البرلمانية التي ٱقيمت عن بعد في نفس اليوم، والتي ٱلغي بموجبها العمل بالاجراءات الاستثنائية، الأمر الذي اعتبره رئيس الجمهورية محاولة انقلابية فاشلة.
جرى الاستفتاء الدستوري يوم 25 يوليو 2022، للسماح للتونسيين باتخاذ قرار بشأن دستور جديد للجمهورية التونسية، اقترح الاستفتاء دستورا يوسع الصلاحيات الممنوحة لرئيس الجمهورية وجعل تونس ذات نظام رئاسي بدلاً من نظام شبه رئاسي. تم الإعلان عن النتائج في مساء يوم 26 يوليو 2022، كان عدد الناخبين الإجمالي 2،830،094 صوت، حيث حصل الناخبون الموافقون على الأغلبية الساحقة بعدد قدره 2،607،884 بنسبة 94،60%، بينما قدر عدد الناخبين الرافضين 148،723 بنسبة ضئيلة جدا قدرت بـ5،40% وبذلك تمت الموافقة على مشروع الدستور الجديد، والذي دخل حيز التنفيذ يوم 16 أغسطس. عُقد مؤتمر طوكيو الدولي للتنمية الأفريقية الثامن في تونس، وهو الأول منذ جائحة فيروس كورونا، في الفترة من 27 إلى 28 أغسطس 2022. وانضم رئيس الوزراء الياباني فوميو كيشيدا إلى الاجتماع عبر الفيديو بعد أن ثبتت إصابته بالوباء. وقد تمت دعوة ممثل الجمهورية الصحراوية بناء على رغبة الجانب التونسي. رفض المغرب المشاركة في المؤتمر معارضا لتونس، مما أدى إلى استدعاء سفراء البلدين بشكل متبادل. في سبتمبر 2022، وقع قيس سعيّد على المرسوم بقانون رقم 54 الذي يهدف إلى مكافحة المعلومات والشائعات الكاذبة على الإنترنت. وتنص المادة 24 من المرسوم على السجن لمدة تصل إلى خمس سنوات وغرامة تصل إلى 50 ألف دينار لكل من ينشر مثل هذه المعلومات، ويتضاعف هذا إذا صدرت الأقوال المسيئة عن أحد موظفي الدولة. أقيمت بعد ذلك الانتخابات التشريعية المبكرة، أُجريت الجولة الأولى يوم 17 ديسمبر 2022 وأُقيمت الجولة الثانية يوم 29 يناير 2023. بلغت نسبة إقبال الناخبين في هذه الانتخابات أدنى مستوى إذ كانت 11.2% في الجولة الأولى وزادت إلى 11.4% في الجولة الثانية.
في فبراير 2023، أدلى سعيّد بتعليقات حول الهجرة الأفريقية إلى تونس، قائلاً إنهم يغيرون التركيبة الديموغرافية للبلاد من أجل جعلها دولة إفريقية بحتة. وفي عام 2023، ارتفع عدد المهاجرين من إفريقيا الذين يحاولون العبور من تونس إلى أوروبا. ربما كان أحد الأسباب هو تزايد المشاعر المناهضة للهجرة والتمييز العنصري ضد الأفارقة السود في تونس. وحاولت رئيسة الوزراء الإيطالية جورجا ملوني ورئيسة المفوضية الأوروبية أورسولا فون دير لاين التوصل إلى اتفاق مع سعيّد يهدف إلى وقف الهجرة غير الشرعية من تونس إلى الاتحاد الأوروبي. في 1 أغسطس، أعلن قيس سعيّد عن إقالة رئيسة الحكومة نجلاء بودن دون توضيحات، لتكون بذلك نهاية مهمتها التي تميزت بتراكم الأزمات الإقتصادية والإجتماعية ونقص ملحوظ ومتكرر في المواد الأساسية، فتم تعيين أحمد الحشاني خلفا لها في نفس اليوم. في سبتمبر 2023، طلب سعيّد تأجيل زيارة لوفد من المفوضية الأوروبية لبحث مسائل الهجرة، بحسب وزير الداخلية كمال الفقي. في هذه الأثناء، انتقدت منظمات حقوق الإنسان اتفاق الهجرة الذي تم التوصل إليه في يوليو. وقال الفقي إن تونس لا يمكنها أن تكون بمثابة حارس حدود لدول أخرى. وهي واحدة من أهم دول العبور للأشخاص في طريقهم إلى أوروبا. في أوائل أكتوبر 2023، رفض سعيّد 127 مليون دولار من مساعدات الاتحاد الأوروبي قائلاً إن المبلغ صغير ولا يتوافق مع الاتفاق الموقع قبل ثلاثة أشهر. وهذا بدوره أحدث مفاجأة في بروكسل. في 6 أكتوبر 2024، فاز سعيّد بولاية ثانية بنسبة 90.69% من الأصوات التي بلغت 2،438،954 في الانتخابات الرئاسية. وكانت خمسة أحزاب سياسية قد حثت الناس على مقاطعة الانتخابات.

## السياسة

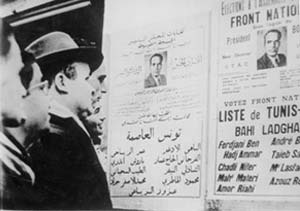
ملصقات الحملات الإنتخابية لإنتخابات المجلس القومي التأسيسي التونسي 1956.

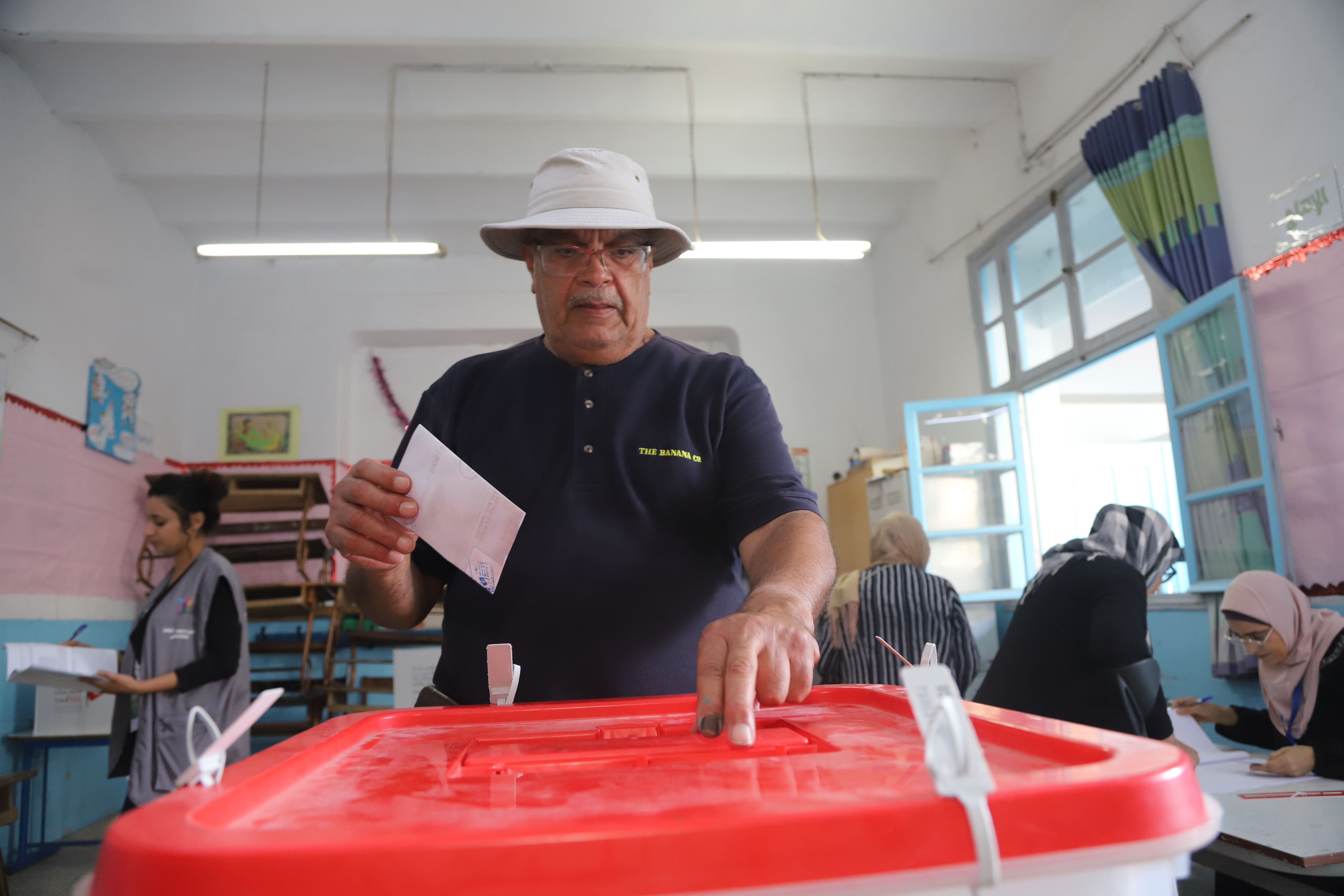
مواطن يدلي بصوته خلال الانتخابات الرئاسية التونسية 2019.

تونس دولة ديمقراطية نيابية نظامها الجمهورية الرئاسية مع رئيس يعمل كرأس للدولة، رئيس وزراء، برلمان من مجلسين ونظام قضائي مدني. يكفل الدستور التونسي، المعتمد في 25 يوليو 2022، الحقوق للمرأة وينص على أن تونس جزء من الأمة الاسلامية. في أكتوبر 2014، أجرت تونس أول انتخابات لها بموجب الدستور الجديد بعد ثورات الربيع العربي. تونس هي الدولة الديمقراطية الوحيدة في شمال إفريقيا. نما عدد الأحزاب السياسية الشرعية في تونس كثيرًا منذ الثورة. يوجد الآن أكثر من 100 حزب قانوني، بما في ذلك العديد من الأحزاب التي كانت موجودة في ظل النظام السابق. أثناء حكم زين العابدين بن علي، عملت ثلاثة فقط كأحزاب معارضة مستقلة: الحزب الديمقراطي التقدمي، التكتل الديمقراطي من أجل العمل والحريات وحركة التجديد. في حين أن بعض الأحزاب القديمة لا تزال راسخة ويمكنها الاعتماد على الهياكل الحزبية السابقة، إلا أن العديد من الأحزاب التي يزيد عددها عن 100 حزب موجودة اعتبارًا من فبراير 2012.
نادرًا ما شغلت النساء في الوطن العربي أكثر من 20% من المقاعد في البرلمان المكون من مجلسين قبل الثورة. في المجلس الوطني التأسيسي لفترة 2011–2014، شغلت النساء ما بين 24% و 31% من جميع المقاعد. تونس مدرجة في سياسة الجوار الأوروبي التابعة للاتحاد الأوروبي، والتي تهدف إلى تقريب الاتحاد الأوروبي وجيرانه. في 23 نوفمبر 2014، أجرت تونس أول انتخابات رئاسية بعد ثورات الربيع العربي. يتأثر النظام القانوني التونسي بشدة بالقانون المدني الفرنسي، بينما يعتمد قانون الأحوال الشخصية على الشريعة الإسلامية. ألغيت المحاكم الشرعية في عام 1956.
تم اعتماد مجلة الأحوال الشخصية بعد فترة وجيزة من الاستقلال في عام 1956، والذي من بين أمور أخرى، منح المرأة الوضع القانوني الكامل (السماح لها بإدارة الأعمال التجارية وامتلاكها، وامتلاك حسابات مصرفية، وطلب جوازات سفر تحت سلطتها الخاصة). يحظر القانون ممارسات تعدد الزوجات والطلاق وحق الزوج في تطليق زوجته من جانب واحد. تضمنت الإصلاحات الإضافية في 1993 حكماً يسمح للمرأة التونسية بنقل الجنسية حتى لو كانت متزوجة من أجنبي وتعيش في الخارج. قانون الأحوال الشخصية مطبق على جميع التونسيين بغض النظر عن دينهم. يظل قانون الأحوال الشخصية أحد أكثر القوانين المدنية تقدمًا في شمال إفريقيا والعالم الإسلامي. في 29 سبتمبر 2021، تم تعيين نجلاء بودن في منصب رئيسة حكومة تونس، وهي المرة الأولى في التاريخ التي يتم فيها تعيين امرأة في هذا المنصب في تونس والوطن العربي وقامت بتأدية اليمين الدستورية في 11 أكتوبر 2021. في 25 مايو 2022، أصدر الرئيس قيس سعيد مرسومًا بتغيير الدستور بحلول 25 يوليو. تم إجراء استفتاء دستوري في ذلك اليوم وسط مشاركة منخفضة بلغت 30% من الناخبين، وقبلت الغالبية العظمى منهم الدستور الجديد، مما أدى إلى تعزيز السلطات الرئاسية كثيرًا. قد شددت بلدان المغرب العربي لهجتها تجاه أوروبا في الآونة الأخيرة.

### السياسة الداخلية

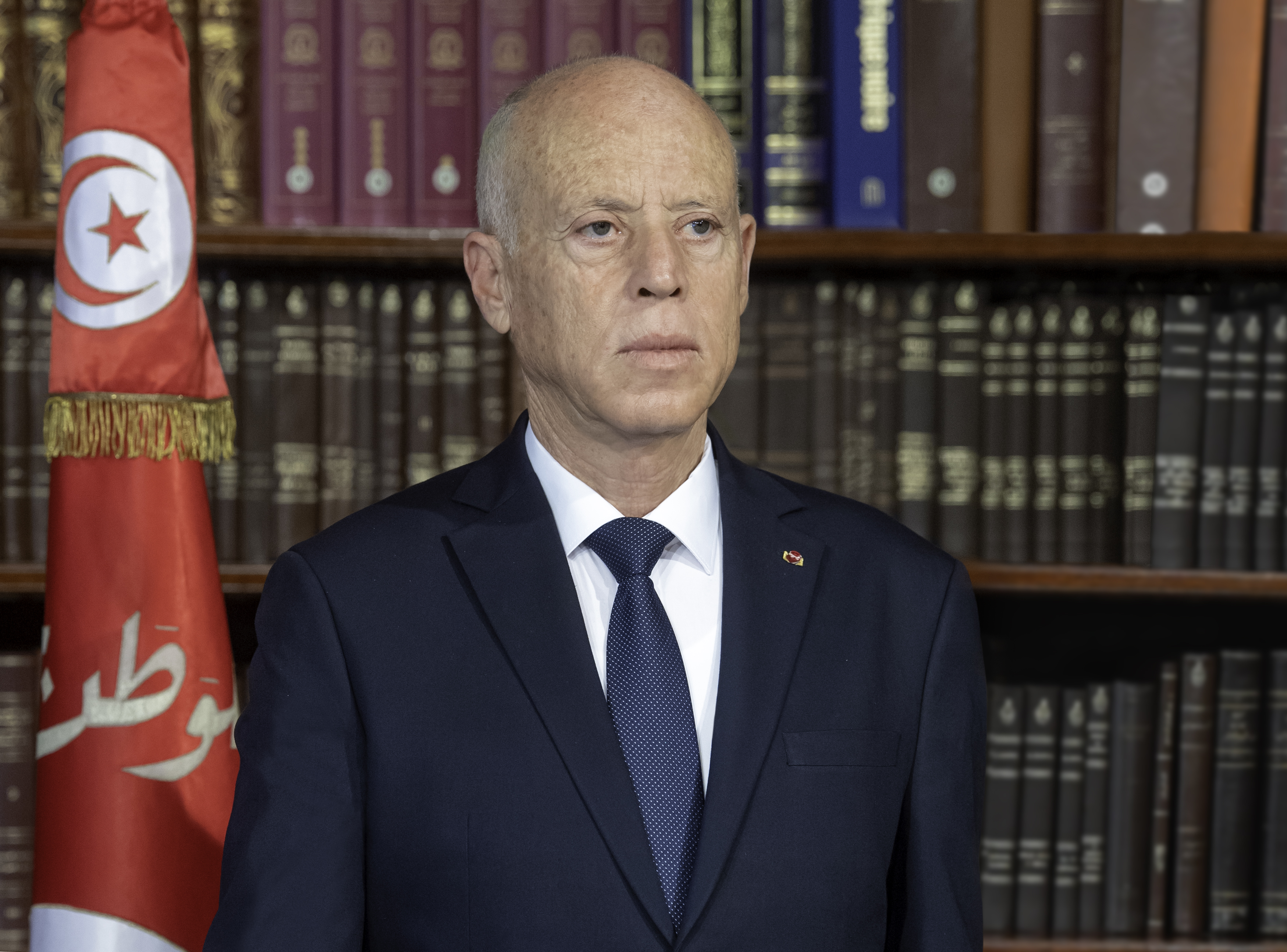
قيس سعيد، رئيس الجمهورية منذ 23 أكتوبر 2019.

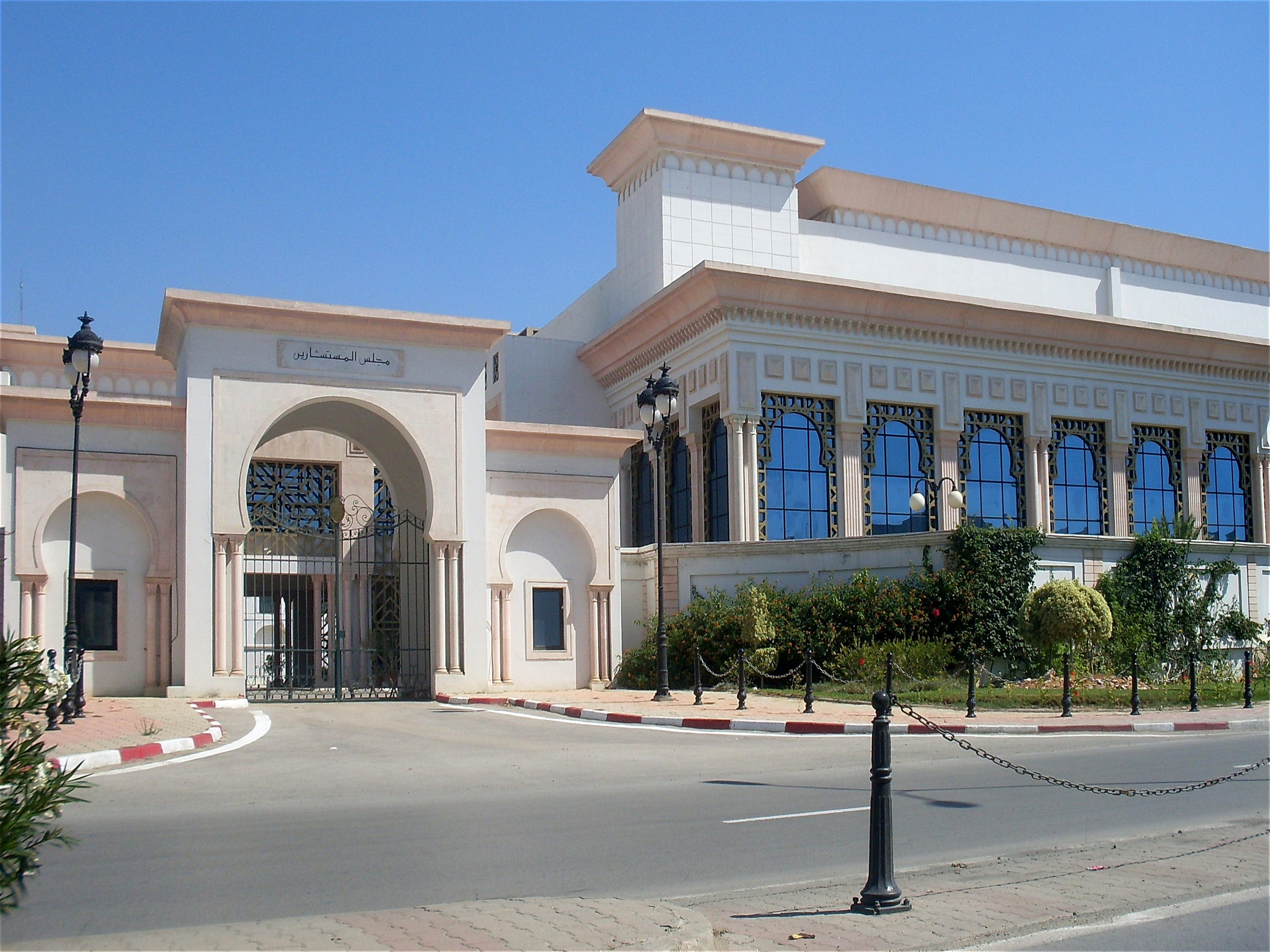
المجلس الوطني للجهات والأقاليم، المجلس الأعلى للبرلمان في تونس.

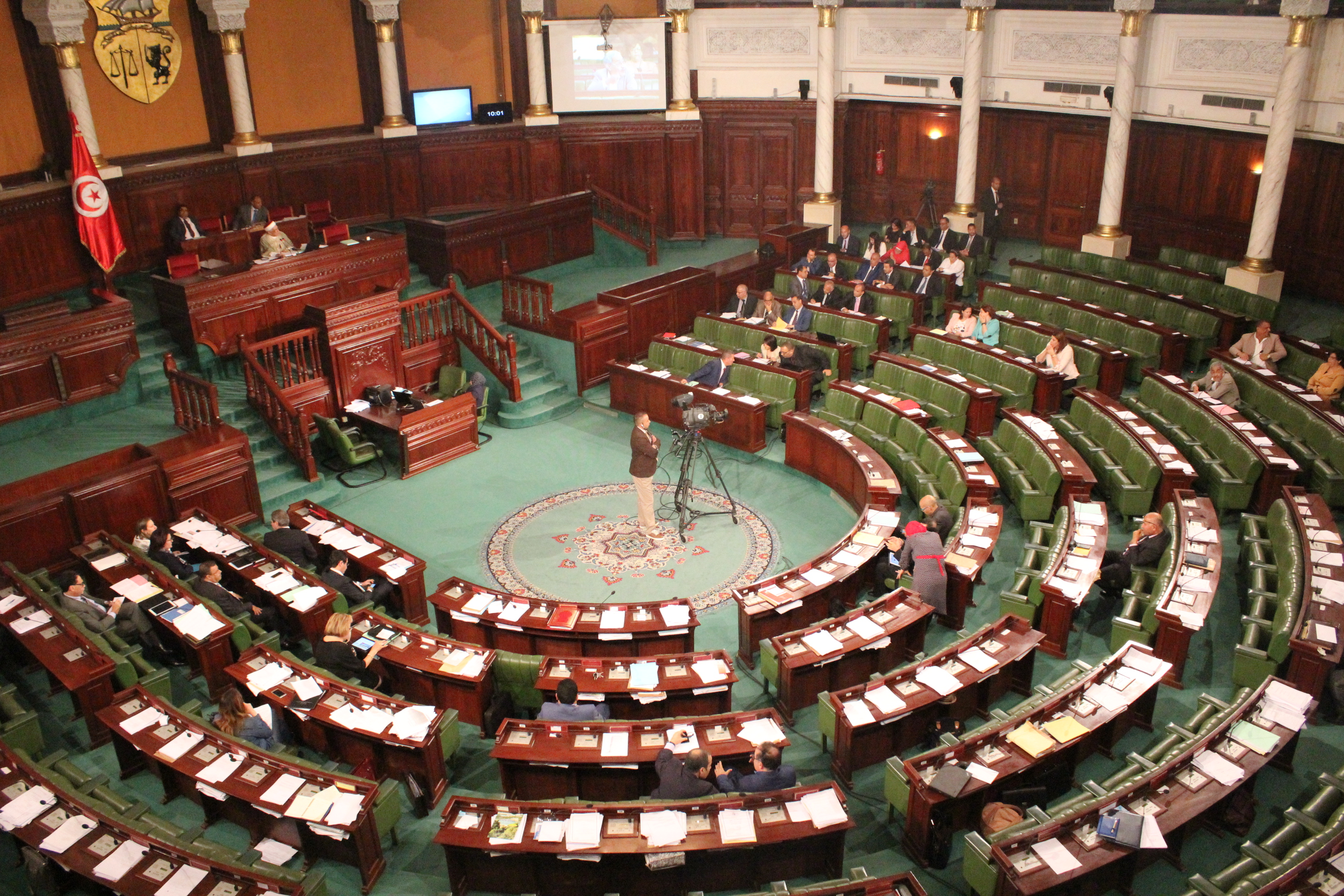
مجلس نواب الشعب، المجلس الأدنى للبرلمان في تونس.

قامت جمعية تأسيسية بصياغة دستور أُعلن في 1 يونيو 1959، بعد ثلاث سنوات من الاستقلال. كان خاضعًا لعدة تعديلات، بما في ذلك التعديل الصادر في 12 يوليو 1988 للحد من عدد فترات الرئاسة إلى ثلاث و 1 يونيو 2002 بعد الاستفتاء الدستوري الذي أجري في 26 مايو من نفس العام، مما يسمح على وجه الخصوص بإزالة تحديد عدد فترات الرئاسة، وتمديد الحد الأدنى لسن الترشح لرئاسة الجمهورية، وإنشاء حصانة قضائية للرئيس أثناء وبعد ممارسة مهامه، وإنشاء برلمان من مجلسين. إن الافتقار إلى الشفافية السياسية وتدني حرية التعبير والرقابة، خاصة الصحافة والعديد من المواقع الإلكترونية، جعلت من الصعب منذ فترة طويلة تحديد الوضع السياسي الدقيق في تونس. ومع ذلك، أشارت العديد من المنظمات غير الحكومية الدولية إلى انتهاكات حقوق الإنسان، لا سيما فيما يتعلق بالاعتداءات على حرية التعبير، والسجناء السياسيين وسجناء الرأي، واستغلال السلطة التنفيذية للعدالة كأداة والتعذيب والوضع في السجون، وكذلك كمضايقة لأي معارضة سياسية. من جانبها، جادلت السلطات في ذلك الوقت بأن جهودها في مجال حقوق الإنسان المعترف بها رسميًا من قبل الهيئات الدولية مثل مجلس حقوق الإنسان التابع للأمم المتحدة، الذي أكد أعضاؤه، مع بعض التحفظات لدى البعض، على التقدم الذي أحرزته الدولة في هذا المجال.
عرفت تونس رئيسين فقط للجمهورية خلال خمسة عقود: الحبيب بورقيبة من 25 يوليو 1957 إلى 7 نوفمبر 1987 ثم زين العابدين بن علي من 7 نوفمبر 1987 إلى 14 يناير 2011. على مستوى الأحزاب، الحزب الحر الدستوري الجديد ثم هيمن حزبان دستوريان الحزب الاشتراكي الدستوري والتجمع الدستوري الديمقراطي على الحياة السياسية بعد الاستقلال، حيث كان الحزب السياسي القانوني الوحيد لمدة 20 عامًا، مع أكثر من مليوني عضو. غيرت ثورة 14 يناير 2011 وسقوط نظام زين العابدين بن علي قواعد اللعبة. تم حل التجمع الدستوري الديمقراطي وسرعان ما ضمت الساحة السياسية مائة حزب سياسي جديد. يعمل فؤاد المبزع كرئيس مؤقت للجمهورية من 15 يناير إلى 13 ديسمبر 2011، قبل أن يتم استبداله بالمنصف المرزوقي اعتبارًا من 13 ديسمبر 2011. وقد تم تعيين محمد الغنوشي، بعد أن عمل كرئيس مؤقت لمدة 24 ساعة بعد فرار بن علي، على رأس الحكومة الانتقالية قبل أن يحل محله الباجي قائد السبسي. حل مجلسا النواب والمستشارين وتولت السلطة العليا صلاحياتهما بحكم الأمر الواقع لتحقيق أهداف الثورة، وبعد انتخابات 23 أكتوبر 2011، أول اقتراع تعددي وشفاف تنظمه الهيئة العليا المستقلة للانتخابات وهي هيئة مستقلة للانتخابات تعمل لحساب وزارة الداخلية من قبل المجلس التأسيسي. تم تعليق الدستور واستبداله بمرسوم في 23 مارس 2011 ثم بالقانون التأسيسي الصادر في 16 ديسمبر 2011. ثم شكل حمادي الجبالي حكومة ائتلافية تهيمن عليها حركة النهضة، جددها علي العريض من 13 مارس 2013.
في عام 2014، تم التصويت على دستور جديد من قبل المجلس التأسيسي الذي أنشأ نظامًا شبه رئاسي يحتفظ فيه رئيس الجمهورية بصلاحيات في شؤون السياسة الخارجية والدفاع والأمن الداخلي. يتم انتخابه كل خمس سنوات بالاقتراع العام ويمكنه فقط المطالبة بفترتين رئاسيتين. رئيس الحكومة المسؤول عن عمل الحكومة هو مرشح الحزب أو الائتلاف الحاصل على أغلبية مقاعد مجلس نواب الشعب. يعينه رئيس الجمهورية ويحدد السياسة العامة للدولة. تمارس السلطة التشريعية ذات مجلس واحد من قبل مجلس مكون من 217 نائبًا. مهدي جمعة يشكل حكومة تكنوقراط في 29 يناير 2014 بعد اعتماد الدستور الجديد. بعد الانتخابات التشريعية في 26 أكتوبر 2014، والتي شهدت حصول نداء تونس على المركز الأول، شهدت الانتخابات الرئاسية التي نُظمت على جولتين، انتخاب الباجي قائد السبسي زعيم نداء تونس بنسبة 55.68% من الأصوات مقابل 44.32% من الأصوات للمنصف المرزوقي. شكل الحبيب الصيد على الفور حكومة جديدة، استبدلت في صيف 2016 بحكومة يوسف الشاهد. في عام 2018، صنفت منظمة الشفافية الدولية تونس في المرتبة 73 من أصل 180 دولة تم أخذها في الاعتبار في ترتيبها وفقًا لمؤشر إدراك الفساد.

### السياسة الخارجية

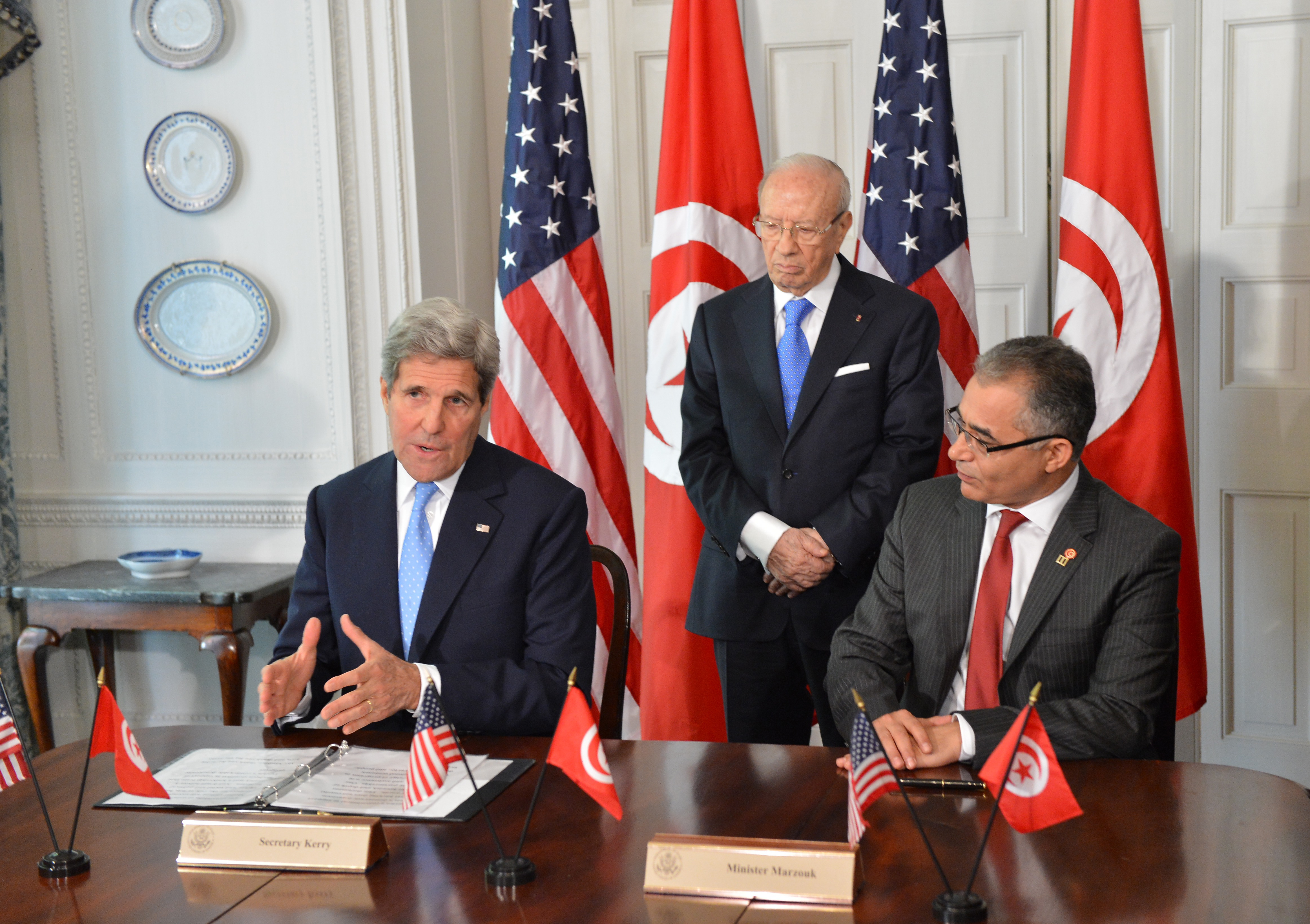
وزير الخارجية الأمريكي جون كيري يوقع مذكرة تفاهم مع المستشار السياسي لمجلس الوزراء محسن مرزوق صحبة الرئيس التونسي الباجي قائد السبسي في واشنطن العاصمة يوم 20 مايو 2015.

اختار الرئيس الأول الحبيب بورقيبة، عدم الانحياز خلال الحرب الباردة بينما كانت تربطه علاقات وثيقة مع أوروبا والولايات المتحدة. يحافظ خليفته، زين العابدين بن علي على التقليد التونسي للعلاقات الطيبة مع الغرب بينما يلعب دورًا نشطًا في الهيئات الإقليمية العربية والأفريقية: في مايو 2004، استضافت البلاد الدورة العادية السادسة عشرة لقمة جامعة الدول العربية (التي انضمت إليها تونس منذ عام 1958) والتي تم خلالها اعتماد الميثاق العربي لحقوق الإنسان وإرسال المساعدات الإنسانية بانتظام إلى الفلسطينيين والدول التي تمر بأزمات. كما أن البلاد عضو مؤسس في منظمة الوحدة الأفريقية، التي تولت رئاستها في 1994–1995، قبل المشاركة في تأسيس الاتحاد الأفريقي في يوليو 2002. كما دعمت تونس تنمية اتحاد المغرب العربي الذي يضم الجزائر، المغرب، موريتانيا وليبيا. ومع ذلك، لا يزال تقدمها محدودًا بسبب التوترات بين الجزائر والمغرب حول حرب الصحراء الغربية. في فبراير 2001، انضمت تونس إلى تجمع دول الساحل والصحراء واستضافت المقر الرئيسي لبنك التنمية الأفريقي في عام 2003.

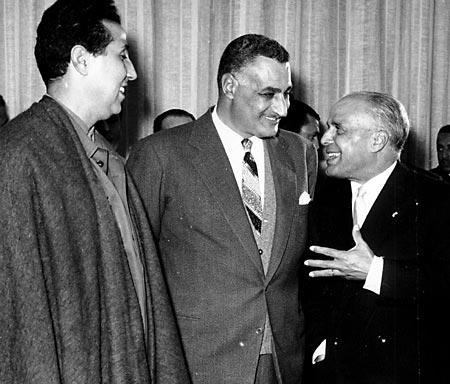
الرئيس الأول لتونس الحبيب بورقيبة مع الرئيس المصري جمال عبد الناصر والرئيس الجزائري أحمد بن بلة في 1963.

لطالما كانت البلاد صوتًا معتدلًا في مسألة الشرق الأوسط: لذا فإن بورقيبة هو أول زعيم دعا الدول العربية للاعتراف بإسرائيل في خطاب ألقاه في أريحا في 3 مارس 1965. كانت البلاد موطنًا لمقر جامعة الدول العربية من 1979 إلى 1990 وكذلك مقر منظمة التحرير الفلسطينية من 1982 إلى 1993، حتى انتقلت لجنتها التنفيذية إلى الأراضي المحتلة، على الرغم من بقاء دائرتها السياسية في تونس. كما تلعب الدولة دورًا معتدلاً في مفاوضات السلام في الشرق الأوسط: تونس هي الدولة العربية الأولى التي استقبلت وفدًا إسرائيليًا في عام 1993، كجزء من عملية السلام، وتحافظ على تمثيلها في إسرائيل حتى بداية الانتفاضة الثانية عام 2000. سعت تونس، المحصنة بين الجزائر وليبيا، دائمًا إلى الحفاظ على علاقات جيدة مع جيرانها على الرغم من التوترات بين الحين والآخر. قامت تونس والجزائر بحل نزاع حدودي طويل في عام 1993 وتعاونا في بناء خط أنابيب الغاز عبر البحر الأبيض المتوسط المؤدي إلى إيطاليا. كما وقعت تونس مؤخرا اتفاقية مع الجزائر لترسيم الحدود البحرية بين البلدين.
أما بالنسبة لجارتها الأخرى، فقد أصبحت العلاقات أكثر صعوبة بعد أن ألغت تونس اتفاقًا يهدف إلى تشكيل الجمهورية العربية الإسلامية مع ليبيا عام 1974. وانقطعت العلاقات الدبلوماسية بين عامي 1976 و1977 ثم تدهورت مرة أخرى في عام 1980 عندما حاول المتمردون المدعومون من ليبيا السيطرة على بلدة قفصة. في عام 1982، قضت محكمة العدل الدولية في النزاع المتعلق بتقسيم الجرف القاري الحدودي (الغني بالنفط) لصالح ليبيا. أدى طرد ليبيا للعديد من العمال التونسيين في عام 1985 والتهديدات العسكرية الأمريكية بتونس إلى تقييد علاقاتهم التي تم تطبيعها مرة أخرى في عام 1987. وبينما تدعم تونس عقوبات الأمم المتحدة المفروضة على ليبيا في أعقاب القصف الجوي الأمريكي، تحرص تونس على الحفاظ على علاقات جيدة مع ليبيا ولذلك فهي تؤيد رفع هذه العقوبات في عام 2003، وبذلك أصبحت ليبيا مرة أخرى أحد شركائها التجاريين الرئيسيين. ومع ذلك، لا يزال هناك نزاع بحري بين البلدين حول حدودهما المشتركة وتطالب تونس أيضًا ببعدها المتوسطي. وبذلك تشارك في منتدى البحر الأبيض المتوسط، الذي تنظم نسخة 2005 منه، وتصبح أول دولة في حوض البحر الأبيض المتوسط توقع في 17 يوليو 1995، اتفاقية شراكة مع الاتحاد الأوروبي بهدف تعزيز علاقاتها مع أوروبا. وتناقش تونس مع جارتها الأوروبية الأقرب مالطا، حاليًا استغلال النفط في الجرف القاري الذي يقع بين البلدين. ومع ذلك، فإن العمل السياسي التونسي يتجاوز الحدود الإقليمية. خلال خطاب ألقاه أمام الجمعية العامة للأمم المتحدة في عام 1999، دعا الرئيس زين العابدين بن علي إلى إنشاء صندوق تضامن عالمي (مستوحى من الصندوق الوطني للتضامن) يهدف إلى المساهمة في مكافحة الفقر في أفقر مناطق العالم. في 20 ديسمبر 2002، تبنت الجمعية العامة بالإجماع قرارًا بإنشاء هذا الصندوق ووضع الترتيبات العملية اللازمة لتأسيسه.

## القوات المسلحة
تأسس الجيش الوطني التونسي في 30 يونيو 1956، ويبلغ عدد موظفيه الدائمين 35،500 شخص، بما في ذلك 27،000 في الجيش ويشارك بشكل رئيسي في أنشطة التنمية المدنية ومكافحة الكوارث الطبيعية وفي عمليات حفظ السلام العسكرية تحت غطاء الأمم المتحدة. لعب الجيش تاريخيًا دورًا مهنيًا غير سياسي في الدفاع عن البلاد من التهديدات الخارجية. منذ يناير 2011 وبتوجيه من السلطة التنفيذية، أخذ الجيش على عاتقه مسؤولية متزايدة عن الأمن الداخلي والاستجابة للأزمات الإنسانية خاصة في الحرب على الإرهاب وتمرد داعش في تونس (أحداث جبل الشعانبي، هجوم متحف باردو، عملية سيدي عيش، هجوم جبل مغيلة، هجوم سوسة وهجوم بنقردان).
اعتبارًا من عام 2008، كان لدى تونس جيش قوامه 27،000 فرد مجهز بـ 84 دبابة قتال رئيسية و 48 دبابة خفيفة. كان لدى البحرية 4،800 فرد يقومون بتشغيل 25 زورق دورية و 6 زوارق أخرى. القوات الجوية التونسية لديها 154 طائرة و 4 طائرات بدون طيار. تتألف القوات شبه العسكرية من 12،000 فرد من الحرس الوطني. بلغ الإنفاق العسكري لتونس 1.6% من الناتج المحلي الإجمالي اعتبارًا من عام 2006. الجيش مسؤول عن الدفاع الوطني وكذلك الأمن الداخلي. شاركت تونس في قوات حفظ السلام في جمهورية الكونغو الديمقراطية، إثيوبيا وإريتريا. تم نشر قوات حفظ السلام التابعة للأمم المتحدة للقوات المسلحة التونسية في كمبوديا (سلطة الأمم المتحدة الانتقالية في كمبوديا)، ناميبيا (فريق الأمم المتحدة للمساعدة في فترة الانتقال)، الصومال، رواندا، بوروندي، الصحراء الغربية (بعثة الأمم المتحدة لتنظيم استفتاء في الصحراء الغربية) وبعثة الستينيات في جمهورية الكونغو الديمقراطية (عملية الأمم المتحدة في الكونغو). في 2024، احتلت تونس المرتبة 73 بين الدول الأكثر سلاما في العالم، وفقا لمؤشر السلام العالمي.

## الرموز الوطنية

### العلم
علم الجمهورية التونسية، هو علم أحمر تتوسطه دائرة بيضاء بها نجم ذو خمسة أشعة يحيط به هلال أحمر، واللذان يعتبران رمزاً إسلامياً. في 20 أكتوبر 1827، قرر حسين باي الثاني إنشاءه وقد تم تفعيله سنة 1831. وقد بقي علماً وطنياً خلال الاحتلال الفرنسي وأكد كذلك دستور 1959 وظيفته كعلم وطني للجمهورية التونسية. وفي 30 يونيو 1999 تم تحديد أبعاده وميزاته بوضوح في قانون. القانون العضوي رقم 99-56 المؤرخ في 30 يونيو 1999، المعتمد يوم 3 يوليو من قبل مجلس النواب، أضفى الرسمية لأول مرة على العلم التونسي، وينص في المادة 4 من الدستور أن للعلم شكلا مستطيلا بلون أحمر وأن عرضه يساوي ثلثي طوله. في منتصف العلم دائرة بيضاء على أن قطرها يساوي ثلث طول المستطيل ومركزها نقطة تقاطع أقطار المستطيل. في الدائرة نجمة حمراء خماسية على أن مركزها في الموسط العمودي على يمين مركز الدائرة وعلى مسافة تساوي واحد على ثلاثين من طول العلم في الاتجاه المعاكس إلى الجانب المعلق بالسارية يتم تحديد نهايات فروع النجم باعتماد دائرة وهمية مركزها مطابق لمركز النجمة، قطرها يساوي 15% من طول العلم. وجميع نهايات النجمة متابعدة نفس المسافة، وتقع نهاية واحدة منهاعلى الموسط العمودي للعلم، وإلى اليسار من مركز الدائرة. والنجمة محاطة من الجانب المعلق بالسارية بهلال أحمر مكون من تقاطع قوسين، قوس خارجي مركزه مركز الدائرة وقطره يساوي ربع طول العلم، وقوس داخلي مركزه مركز النجمة وقطره يساوي خمس طول العلم. وعلاوة على ذلك، في الجزء العلوي من علم رئيس الجمهورية وباللون الذهبي كتبت عبارة للوطن. وتنص المادة (4) على وجود ملف تقني يحتوي على نموذج من العلم، أقيسته المختلفة، طريقة رسمه فضلا عن المواصفات الفنية للونه.

أول علم لتونس منذ اعتماده في 20 أكتوبر 1827 حتى 1831
علم تونس من 1831 إلى 30 يونيو 1999
علم تونس الحالي بعد التعديلات التي حصلت في 30 يونيو 1999
علم رئيس الجمهورية التونسية

### شعار النبالة والشعار المكتوب
شعار النبالة الأول لتونس المستقلة هو شعار باي تونس المستخدم في الفترة من 1861 إلى 21 يونيو 1956، وهو تاريخ اعتماد شعار النبالة للمملكة التونسية بموجب مرسوم بيلي منذ 20 مارس من نفس العام. على الرغم من اعتمادها رسميًا في عام 1861، إلا أنها كانت قيد الاستخدام قبل ذلك التاريخ بفترة طويلة. تظهر خصوصًا على غلاف الكتاب الذي كتبه جان هنري دونانت ونُشر عام 1858. بعد الثورة التونسية في 2011، تم إقرار دستور جديد للبلاد في 10 فبراير 2014. الفصل الرابع من هذا الدستور غير الشعار المكتوب للبلاد الذي أصبح حرية، كرامة، عدالة، نظام. في يونيو 2014، أعلنت وزارة الثقافة عن فتح مناظرة وطنية لاختيار أفضل عمل فني يجسم الشعار الجديد للجمهورية التونسية، وحددت جائزة قدرها 15 ألف دينار تونسي للعمل الفائز. في فبراير 2016، أعلنت الوزارة أنه لم يتم التوصل لنموذج مناسب وشكلت لجنة جديدة تشرف على هذه المهمة. إلى حدود مايو 2018، لم يتم تقديم تصميم جديد. تم تغيير الشعار مرة أخرى إلى حرية، نظام، عدالة بموجب المادة 9 من دستور تونس الصادر في 25 يوليو 2022.

شعار باي تونس في القرن 19
شعار الدولة الحسينية سنة 1900
شعار مملكة تونس والجمهورية 1956–1963
شعار الجمهورية 1963–1989
شعار الجمهورية منذ 1989

### النشيد الوطني
كان أول نشيد لتونس هو سلام الباي تم اعتماده سنة 1846 في عهد إيالة تونس، الحماية الفرنسية في تونس ومملكة تونس، الكلمات العربية كتبها شاعر غير معروف والكلمات الفرنسية تتكيف مع لحن الترنيمة. وفقًا للمؤرخ عثمان الكعاك (نقلاً عن صالح المهدي)، فإن الموسيقى من تأليف جوزيبي فيردي، لكن صالح المهدي نفسه يشكك في هذه المعلومة. تم استبدال النشيد مؤقتًا بالنشيد الوطني بألا خلدي بعد نهاية النظام الملكي وإعلان الجمهورية في 25 يوليو 1957.
في 1958 قامت وزارة التربية بمسابقة لاختيار النشيد الوطني شارك فيها 53 شاعرا و 23 موسيقيا. تم فرز المشاركات من قبل لجنة من الوزارة التي اختارت عمل الشاعر جلال الدين النقاش والملحن صالح المهدي (الذي كان يشغل منصب مدير المعهد الموسيقي بتونس). ثم عرضت الأعمال دون الإفصاح عن النشيد المختار على الرئيس الحبيب بورقيبة الذي وافق على الاختيار. أصبح النشيد رسميا في 20 مارس 1958. ولكن كان هذا النشيد يشير إلى شخص الرئيس الحبيب بورقيبة في البيت «نخوض اللهيب بروح الحبيب زعيم الوطن» لذلك بعد الإطاحة ببورقيبة في 7 نوفمبر 1987، عوض ألا خلّدي بحماة الحمى في 12 نوفمبر 1987. تم استخدام حماة الحمى مؤقتًا كنشيد وطني بين نهاية النظام الملكي في 25 يوليو 1957 وتبني ألا خلدي النشيد الوطني الرسمي في 20 مارس 1958، عندما حلت محل سلام الباي. تم استبدال حماة الحمى لاحقًا بألا خلدي لكنه عاد مرة أخرى بعد الانقلاب الذي أوصل الرئيس زين العابدين بن علي إلى السلطة في 7 نوفمبر 1987.

## القانون

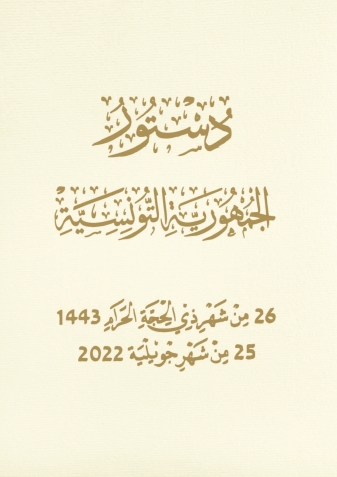
الغلاف الخارجي لدستور الجمهورية التونسية الصادر يوم 25 يوليو 2022.

لا يزال القانون التونسي مستوحى إلى حد كبير من القانون الفرنسي، سواء في محتواه أو في أقسامه الرئيسية (العامة والخاصة) وهياكله. يكفل الدستور المبادئ الأساسية التالية: استقلال القضاء (الفصل 117 من الدستور)، الحق في محاكمة عادلة والدفاع (الفصل 124 من الدستور) والمساواة بين المواطنين أمام القانون وضمان الحقوق والحريات الفردية والجماعية.
في ظل نظامي الحبيب بورقيبة وزين العابدين بن علي، ظلت العدالة التونسية متأثرة بالسلطة التنفيذية. وهكذا، كرئيس للمجلس الأعلى للقضاء، يعين الرئيس القضاة بمرسوم أو يقيلهم أو ينقلهم بناء على اقتراح المجلس المذكور. بعض المبادئ الأساسية للقانون، مثل قرينة البراءة (الفصل 12 من دستور 1959) وعدم رجعية القانون (الفصل 13 من دستور 1959) في حين أن مثل حرمة المسكن، حرية التنقل، حرية الرأي والتعبير والنشر والتجمع وتكوين الجمعيات، ولكن هذه الحقوق قد تكون مقيدة بأحكام قانونية أو بأمن الدولة (الفصل 8-10). ثم يتم تحديد نظام الاختصاص بموجب قانون التنظيم القضائي لعام 1967، وقواعد الاختصاص (الإسناد والولاية القضائية الإقليمية والولاية القضائية الاستثنائية) يتم وضعها في نصوص أخرى بما في ذلك قانون الإجراءات الجنائية الصادر في 24 يوليو 1968.
يتكون النظام القضائي من ثلاث مجموعات رئيسية: السلطات القضائية المكونة من محكمة النقض والمحاكم الثانوية والمحاكم الابتدائية، المحاكم الإدارية المكونة من المحكمة الإدارية العليا ومحاكم الاستئناف الإدارية والمحاكم الإدارية الابتدائية والاختصاصات المالية المكونة من دائرة المحاسبات بأجهزته المختلفة.المحاكم العسكرية لها اختصاص على الجرائم العسكرية. أما المجلس الأعلى للقضاء، فيتألف ثلثاه من قضاة ينتخبون غالبيتهم وينتخبون رئيسًا من بين أعضائهم. تراجع المحكمة الدستورية، عند الطلب، دستورية القوانين والمعاهدات الدولية والنظام الداخلي لمجلس نواب الشعب. في فبراير 2011، كان عدد المحكوم عليهم بالإعدام أربع نساء. كانت آخر مرة تم فيها تنفيذ عقوبة الإعدام في 17 نوفمبر 1990 في حق الناصر الدامرجي. وفي 24 يوليو 2015، أصدر البرلمان قانونًا بإعادة العمل بعقوبة الإعدام ضد الأعمال الإرهابية.

## الإقتصاد

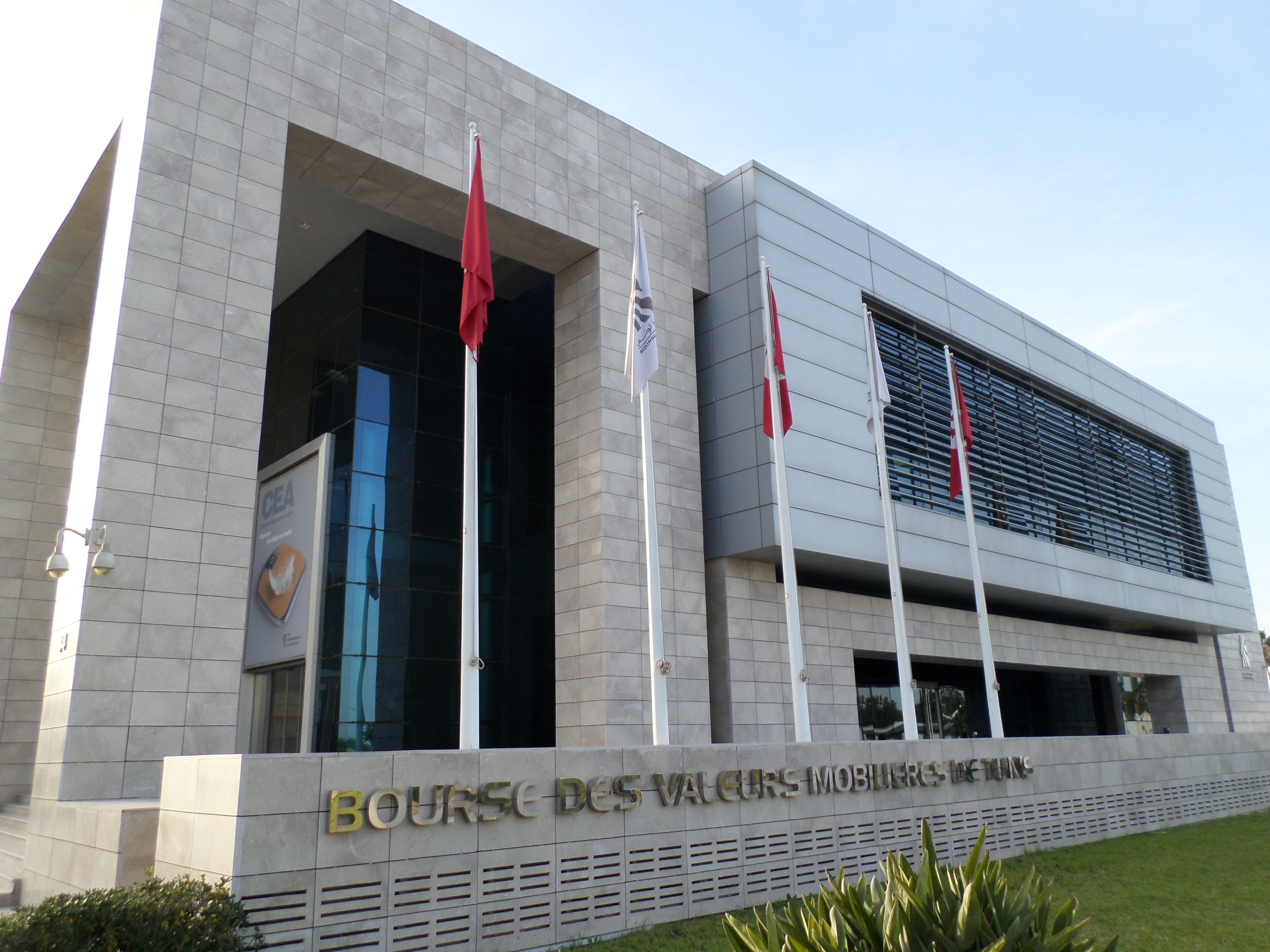
مقر بورصة تونس.

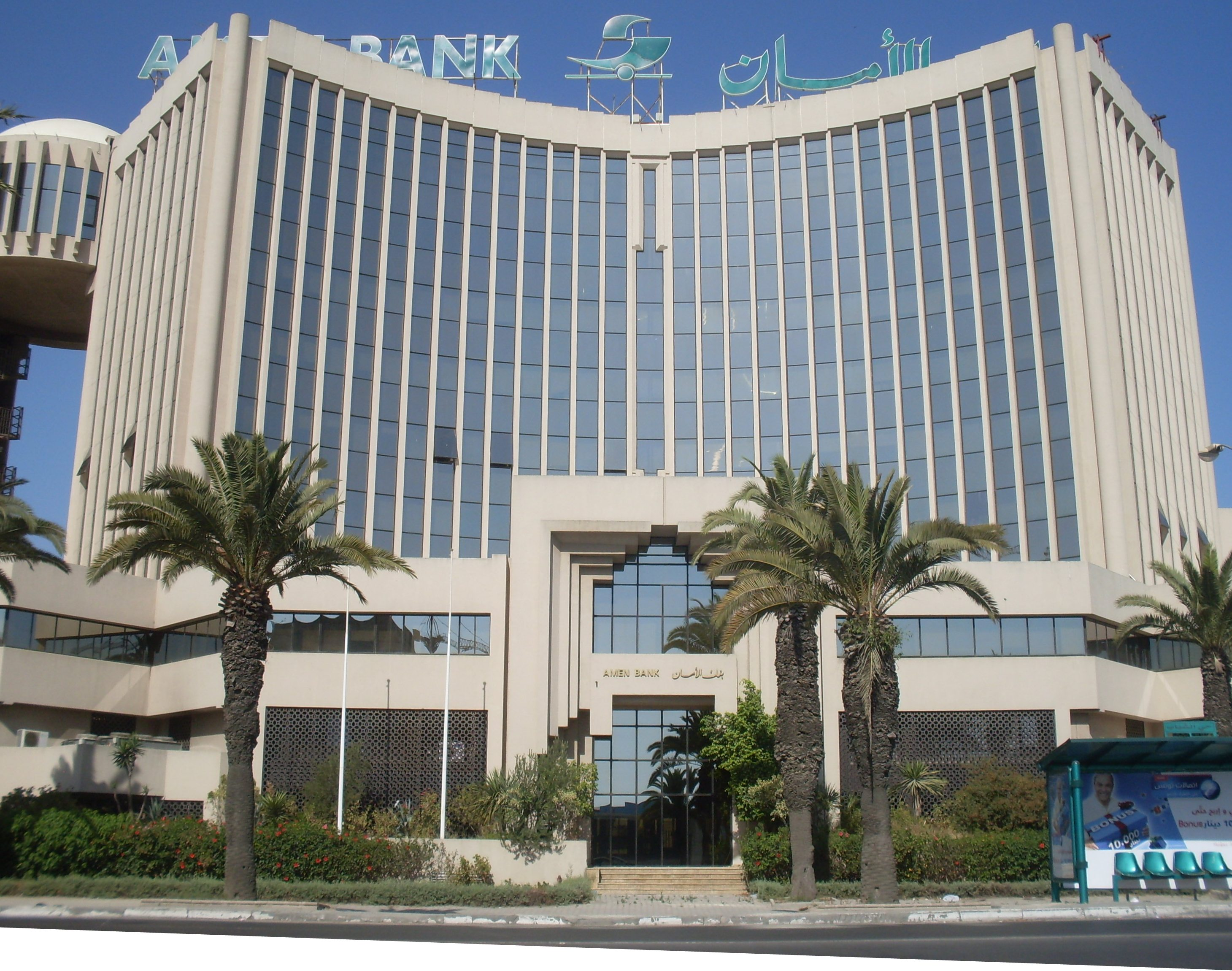
مقر بنك الأمان.

في عام 2009، صنف المنتدى الاقتصادي العالمي تونس باعتبارها الاقتصاد الأكثر تنافسية في أفريقيا، وهي دولة موجهة نحو التصدير في عملية تحرير وخصخصة اقتصاد عانى من الفساد الذي استفاد منه النخب المرتبطة سياسياً، على الرغم من نموه بنسبة 5% في الناتج المحلي الإجمالي منذ أوائل التسعينيات. يجرم قانون العقوبات التونسي عدة أشكال من الفساد، بما في ذلك الرشوة النشطة والسلبية، وإساءة استخدام السلطة، والابتزاز، والصراع على المصالح، لكن إطار مكافحة الفساد لا يتم تطبيقه بشكل فعال. ومع ذلك، وفقًا لمؤشر مدركات الفساد الذي تنشره منظمة الشفافية الدولية سنويًا، احتلت تونس المرتبة الأقل فسادًا في شمال إفريقيا في عام 2016، بنتيجة 41. تتمتع تونس باقتصاد متنوع، يتراوح من الزراعة والتعدين والتصنيع ومنتجات البترول، إلى السياحة، التي شكلت 7% من الناتج المحلي الإجمالي و370 ألف وظيفة في عام 2009. في عام 2008، بلغ اقتصادها 41 مليار دولار أمريكي بالقيمة الاسمية، و82 مليار دولار في تعادل القدرة الشرائية. يمثل القطاع الزراعي 11.6% من الناتج المحلي الإجمالي، والصناعة 25.7%، والخدمات 62.8%. يتكون القطاع الصناعي بشكل أساسي من تصنيع الملابس والأحذية، وإنتاج قطع غيار السيارات، والآلات الكهربائية. على الرغم من أن تونس تمكنت من تحقيق نمو متوسط بنسبة 5% على مدى العقد الماضي، إلا أنها لا تزال تعاني من ارتفاع معدل البطالة، وخاصة بين الشباب.
يظل الاتحاد الأوروبي الشريك التجاري الأول لتونس، حيث يمثل حاليًا 72.5% من الواردات التونسية و75% من الصادرات التونسية. تونس هي واحدة من أكثر الشركاء التجاريين رسوخًا للاتحاد الأوروبي في حوض البحر الأبيض المتوسط وتحتل المرتبة الثلاثين من حيث أكبر الشركاء التجاريين للاتحاد الأوروبي. كانت تونس أول دولة متوسطية توقع اتفاقية شراكة مع الاتحاد الأوروبي في يوليو 1995، على الرغم من أنه حتى قبل تاريخ دخول الاتفاقية حيز التنفيذ، بدأت تونس في تفكيك التعريفات الجمركية على التجارة الثنائية مع الاتحاد الأوروبي. أنهت تونس تفكيك التعريفات الجمركية على المنتجات الصناعية في عام 2008 وبالتالي كانت أول دولة متوسطية غير تابعة للاتحاد الأوروبي تدخل منطقة التجارة الحرة مع الاتحاد الأوروبي. إن عواقب الغزو الروسي لأوكرانيا على الأمن الغذائي العالمية محسوسة بقوة خاصة في تونس. في يونيو 2023، أقرضت مجموعة البنك الدولي تونس 268.4 مليون دولار لتمويل  مشروع ربط كهربائي مع إيطاليا لاستيراد الكهرباء المولدة من مصادر الطاقة المتجددة إلى صقلية والاتحاد الأوروبي عبر كابل بحري بقوة 600 ميغاواط. حلّت تونس في المرتبة 79 في مؤشر الابتكار العالمي عام 2023، وتراجعت للمركز 81 في مؤشر عام 2024.

### التاريخ الإقتصادي

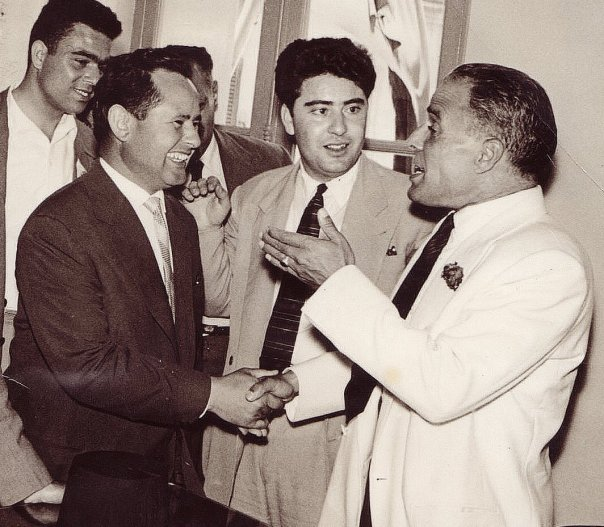
الحبيب بورقيبة بصحبة أحمد بن صالح الأمين العام للاتحاد العام التونسي للشغل.

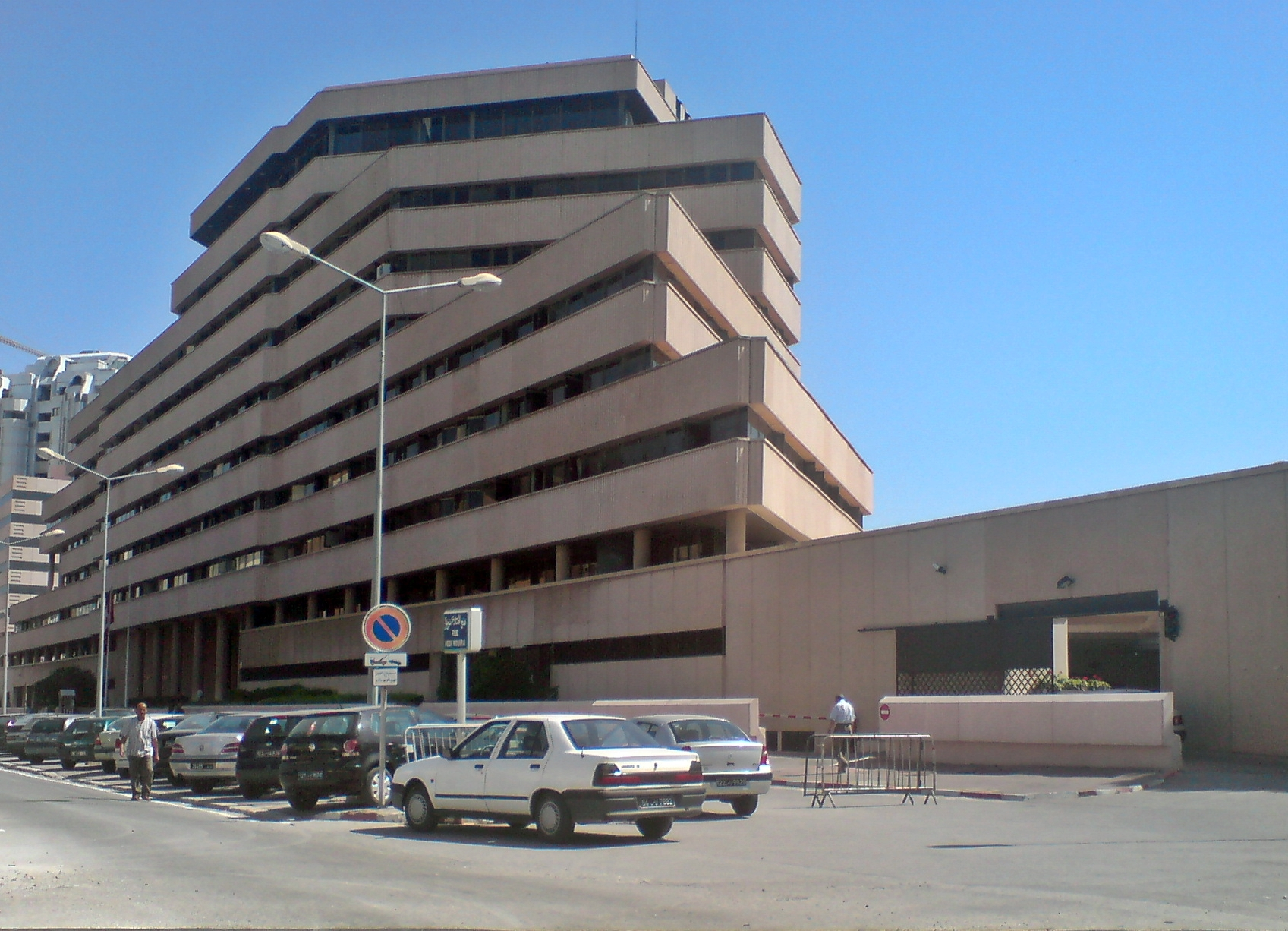
مقر البنك المركزي التونسي الواقع في شارع محمد الخامس في تونس العاصمة.

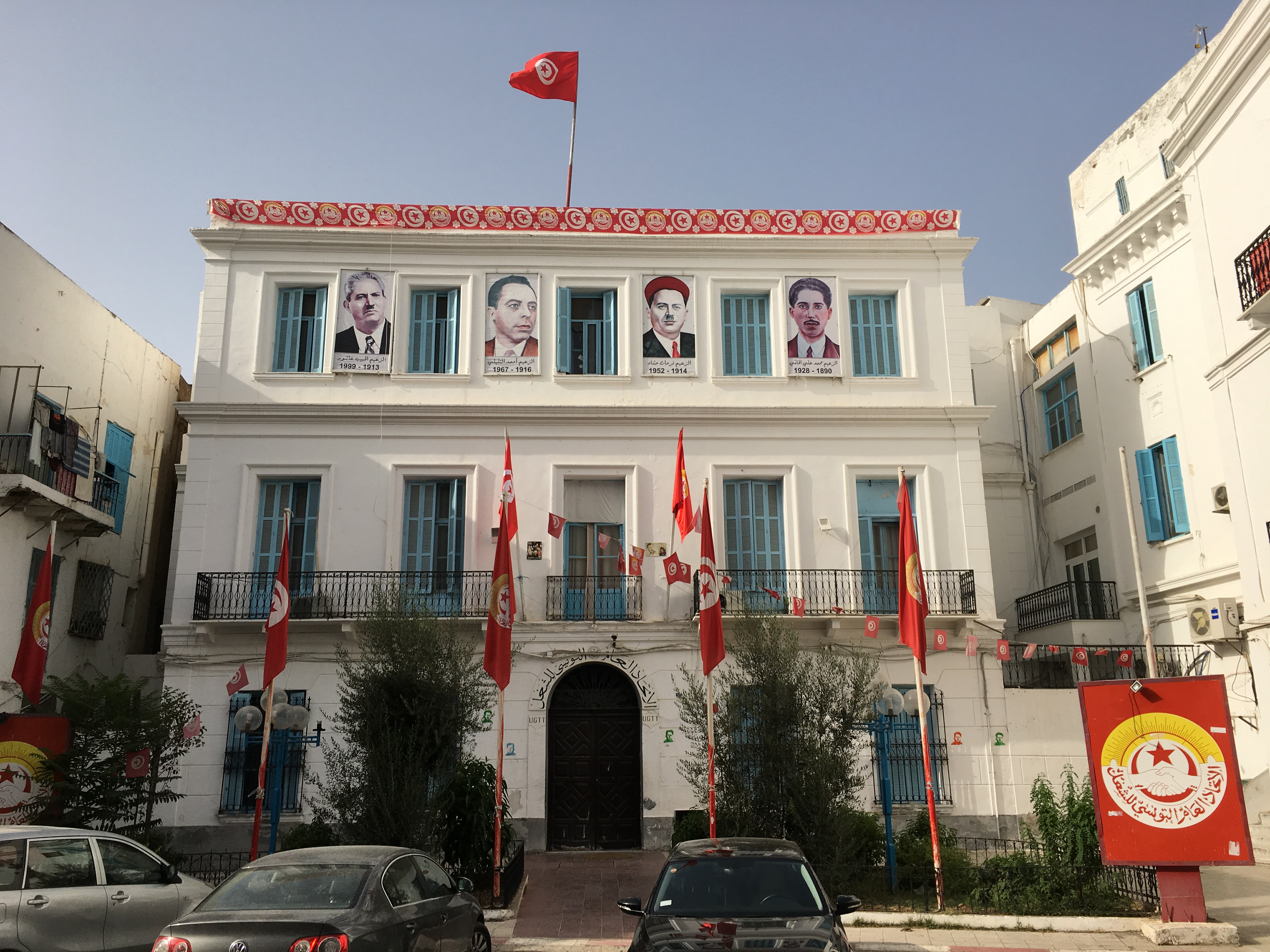
مقر الاتحاد العام التونسي للشغل في ساحة محمد علي في تونس العاصمة أعرق صرح نقابي للعمال في تونس.

عندما تم إعلان الاستقلال في عام 1956، لم تكن البلاد تتمتع بنقاط القوة التي يتمتع بها جيرانها المغاربيون: أراضي زراعية أقل إنتاجية، بنية تحتية وموانئ أقل تطورًا، سوق محلية ضيقة، مدخرات منخفضة وتقلص بسبب هجرة السكان من أصل أوروبي، انخفاض دوائر الأعمال الفرنسية وارتفاع معدلات البطالة. كانت الأولوية التي حددها الرئيس الجديد الحبيب بورقيبة آنذاك هي تحرير الاقتصاد الوطني من السيطرة الفرنسية التي فضلت الفلاحة واستخراج المعادن، لكنها أهملت الصناعة إلى حد كبير، حيث كانت تونس آنذاك الدولة الأقل تصنيعًا في المغرب العربي. في هذا السياق، فإن الأهمية المتزايدة للاتحاد العام التونسي للشغل في الخيارات الاقتصادية من خلال عمل أمينه العام، أحمد بن صالح، يقود البلاد نحو اعتماد تدابير جماعية في الاقتصاد. استمرت التجربة الاشتراكية حتى سبتمبر 1969 عندما أعفى بورقيبة بن صالح من منصبه بعد نشر تقرير سري للبنك الدولي عن عجز المؤسسات العامة وضغوط من الجناح البراغماتي للحزب. مع وصول الهادي نويرة، محافظ البنك المركزي التونسي، إلى وزارة الاقتصاد ثم لرئاسة الوزراء، تعيد تونس توجيه نفسها نحو اقتصاد السوق والملكية الخاصة. خلال السبعينيات، شهدت تونس توسعًا في القطاع الخاص وتطورًا سريعًا في العمالة الصناعية. يسمح هذا الانفتاح الخجول بخلق وظائف جديدة، وبالتالي، تطوير حراك اجتماعي أفضل للشباب المتعلمين حديثًا ونمو طبقة وسطى.
لكن في عام 1986، شهدت تونس عامها الأول من النمو السلبي منذ استقلالها. ازدادت الاضطرابات الاجتماعية كثيرًا خلال هذه الفترة، وينظم الاتحاد العام التونسي للشغل، الذي ينتقد صراحة السياسة الاقتصادية التي تتبناها الحكومة، إضرابات ومظاهرات ضد ارتفاع البطالة وسياسة الأجور. ثم اتفقت الحكومة مع صندوق النقد الدولي على إنشاء برنامج تعافي اقتصادي مدته 18 شهرًا. الهدف الرئيسي للخطة هو زيادة الكفاءة وتعزيز آليات السوق. في الوقت نفسه، تم تصميمه للتغلب على العواقب الاجتماعية والسياسية لإجراءاته. يتركز الإنفاق العام في قطاعات الصحة، التعليم، الإسكان والخدمات. ومع ذلك، لم تطلق الحكومة أي برامج حقيقية حتى عام 1987.
تؤدي الخصخصة في المقام الأول إلى بيع الشركات الصغيرة والمتوسطة ذات التاريخ المصرفي الجيد إلى مشترين تونسيين تم اختيارهم مسبقًا. منذ إطلاق برنامج الخصخصة الجديد عام 1987، قامت الحكومة بخصخصة 203 شركة كليًا أو جزئيًا، بما في ذلك المؤسسات العامة الكبيرة مثل شركة اتصالات تونس، بإيرادات إجمالية قدرها 5557 مليون دينار. إضافة إلى ذلك، أدى عدم استعداد عدة قطاعات للانفتاح إلى الإبقاء على مستوى عالٍ من البطالة، تفاوت بحسب المصادر من 13% إلى 20%. ومع ذلك، فإن البطالة لا تؤثر فقط على الفئات السكانية الأكثر ضعفاً: وبالتالي فإن معدل بطالة خريجي التعليم العالي يتزايد منذ عدة سنوات. بينما كانت 4% في 1997 و 0.7% في 1984، وصلت إلى 20% مقابل متوسط وطني يبلغ 14%، أو حتى ما يقرب من 60% في قطاعات معينة وفقًا لتقرير أجراه البنك الدولي. في عام 1959، أجرت الدولة اتصالاتها الأولى مع الجماعة الاقتصادية الأوروبية. في يوليو 1966، قام الرئيس بورقيبة بجولة في أوروبا وأدى إلى إطلاق المفاوضات التي أدت إلى توقيع أول اتفاقية تجارية في 28 يوليو 1969 في تونس.
منذ سبعينيات القرن الماضي، تم وضع تونس في القطاعات التي تآكلت فيها قدرتها التنافسية، مثل المنسوجات، وأطلقت في أدنى المزايدة الاجتماعية للحفاظ على مواقعها، من خلال ممارسة نظام الحوافز الضريبية التي يعرف المستثمرون كيف يربحون من خلال زيادة هشاشة موظفيهم. بدأت السياحة أيضًا سباقًا للحصول على خصم على حساب الجودة. في ظل رئاسة زين العابدين بن علي، صدرت تعليمات للبنوك العامة بعدم المطالبة بسداد ديونها من أجل الحفاظ على هذا القطاع واقفًا على قدميها وحماية مصالح الحاشية القريبة من السلطة وأصحاب الفنادق. بدأ تحرير الاقتصاد في الثمانينيات. وغالبًا ما كان ذلك لصالح شبكات قريبة من الحكومة:
تم توقيع اتفاقية الشراكة أخيرًا مع الاتحاد الأوروبي في 17 يوليو 1995 ودخلت حيز التنفيذ في 1 مارس 1998، مما أدى من عام 1996 إلى التفكيك التدريجي للحواجز الجمركية حتى 1 يناير 2008.
| تونس                                              | كانت الخصخصة مكانًا فريدًا لنهب الحاشية. ولكنها كانت أيضًا مكانًا لتوزيع المزايا والإيجارات للبرجوازية التقليدية | تونس |
| — الشبكة الأوروبية المتوسطية لحقوق الإنسان، 2011. | |      |

### الفلاحة

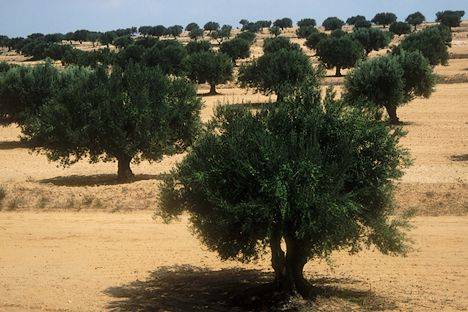
حقل شجر الزيتون في صفاقس.

منذ إعلان استقلال تونس، سجلت الزراعة معدلات نمو كبيرة ومكنت البلاد من تحقيق مستوى كافٍ من الأمن الغذائي. على الرغم من تطور القطاعات الأخرى للاقتصاد الوطني، تحتفظ الزراعة بأهمية اجتماعية واقتصادية: فهي توفر حوالي 12.3% من الناتج المحلي الإجمالي وتوظف 16.3% من القوة العاملة في عام 2006.
أهم المنتجات الزراعية هي الحبوب (القمح والشعير) والزيتون (المنتج الثاني والمصدر العالمي الثالث لزيت الزيتون 2007−2008) بالإضافة إلى التمور، القوارص والمأكولات البحرية. إذا كانت إدارة الزراعة لا تزال ملكًا للمؤسسات العامة، مثل مكتب الحبوب أو المكتب الوطني للزيوت، فإن القطاع الزراعي يتولى بشكل متزايد مجموعات خاصة موجودة غالبًا في المنطقة. صناعة المواد الغذائية مثل مجموعة بولينا، المجموعة الخاصة الرائدة في البلاد.

### الصناعة

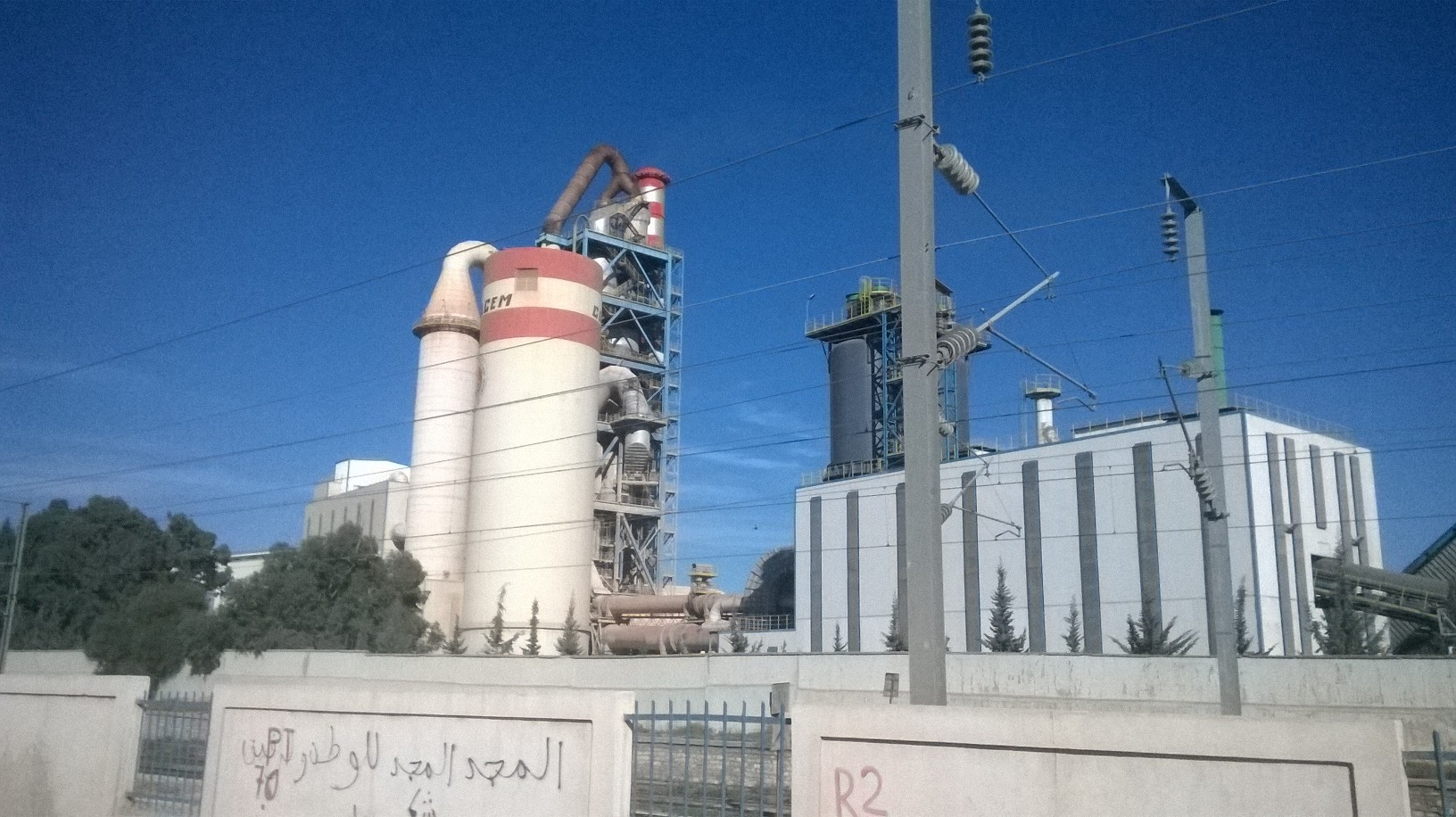
مصنع الإسمنت الاصطناعي التونسي في جبل الجلود.

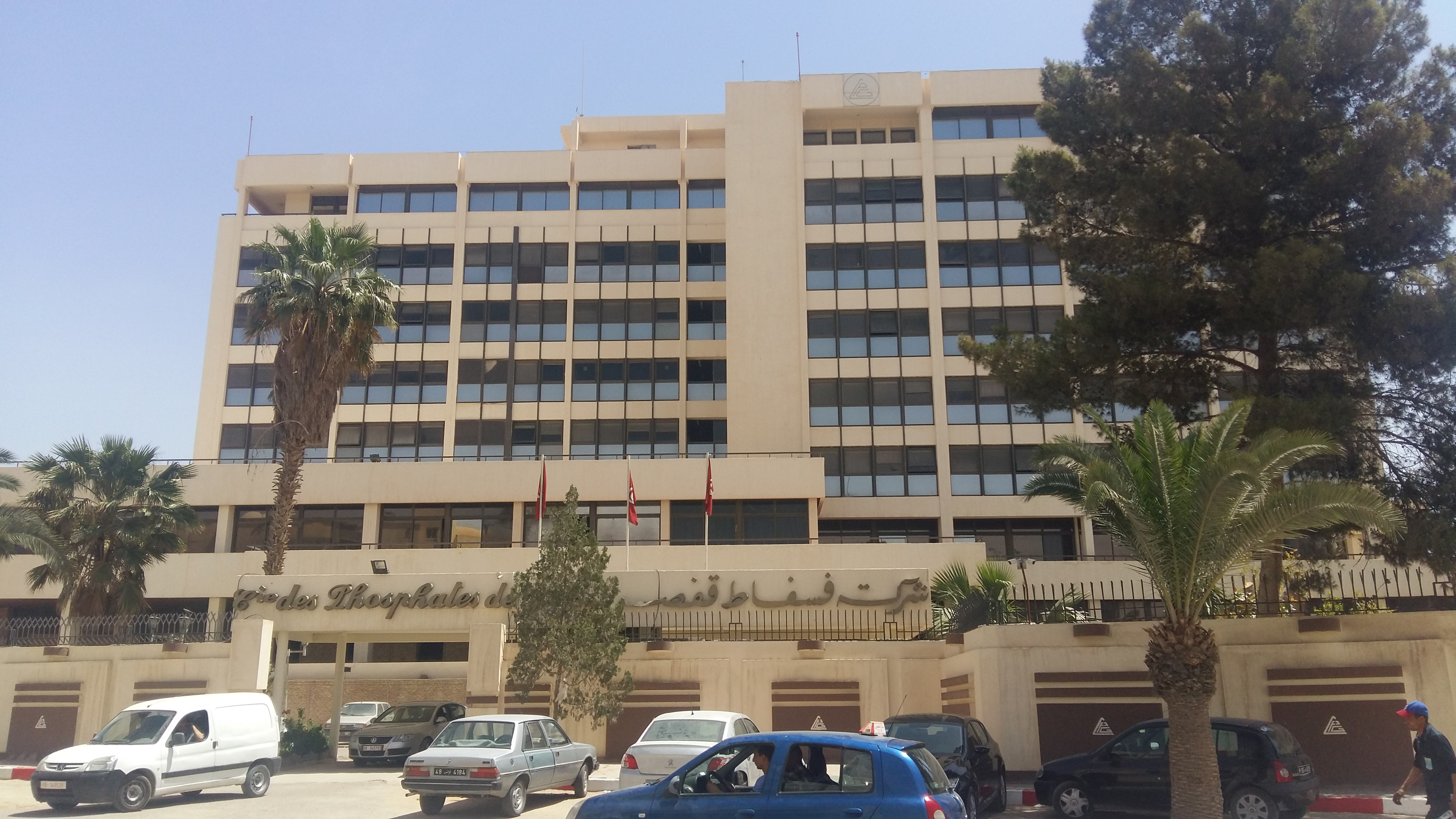
مقر شركة فسفاط قفصة.

من حيث الصناعة، تعد تونس أكبر مصدر في إفريقيا من حيث القيمة المطلقة: وبذلك تجاوزت جنوب إفريقيا في عام 1999. يمثل قطاعا المنسوجات وصناعة الغذاء 50% من الإنتاج و 60% من الإنتاج، والعمالة في الصناعة التحويلية زاد نموها بمعدل سنوي قدره 2.1% (بين 2000 و2005)، تواجه الصناعة التونسية الآن منافسة أجنبية ومع ذلك، زادت صادرات المنتجات الميكانيكية والكهربائية خمسة أضعاف بين عامي 1995 و2005. رابع أكبر مورد للاتحاد الأوروبي في منتجات المنسوجات، كانت حتى عام 2002 المورد الأول لفرنسا قبل أن تتفوق عليها الصين في عام 2003. ركزت تونس مجهوداتها على تطوير الاقتصاد، وجعله أكثر تنافسية حيث تحصلت على المرتبة 37 عالميا سنة 2006 من جملة 117 اقتصادا عالميا، والمرتبة 27 سنة 2007 من جملة 127 اقتصادا عالميا. وتحصلت على عدد 4.5 على 7 سنة 2006 و 4.7 على 7 سنة 2007.
ارتفعت نسبة النمو بمعدل 5.6% سنوّيا متجاوزة بذلك نسق تطوّر الناتج المحلي الإجمالي 4.5%، قطاع الصناعات المعملية يساهم بنسبة 20% في تجسيم نسق نموّ الاقتصاد عموما خلال تلك الفترة. تحسن الإنتاج الجملي لعناصر الإنتاج وبالتركيز خاصة على المساهمة الفعالة للأنشطة الموجهة للتصدير (لا سيما قطاعي النسيج والملابس والأحذية والصناعات الميكانيكية والكهربائية). تطوّرت الصادرات المعملية بنسق حثيث بلغ معدّل 13.3% سنويا، ممّا مكّن من تعزيز حصة تونس في الأسواق الخارجية وذلك بالاعتماد أساسا على المنتجات من النسيج والملابس والمكوّنات الكهربائية والميكانيكية والإلكترونية. علما وأن هاته الصادرات قد مثّلت زهاء 86% من صادرات الخيرات خلال تلك الفترة. ارتفع حجم الاستثمار بمعدل 7.8% سنويا بالاعتماد على الدفع الذي شهدته استثمارات قطاع الصناعات الغذائية (12.1%)، والصناعات المختلفة (13.8%) والمواد الميكانيكية والكهربائية (8.3%). انخرت ما يناهز 3606 مؤسسة في برنامج التأهيل الصناعي إلى موفى أغسطس 2006 إلى جانب التطوّر الحاصل في القطاعات الساندة على غرار البنية الأساسية. مزيد التنوّع ومن دعم قدرته على مجابهة المنافسة الخارجية تماشيا مع النسق المتسارع للتحولات الاقتصادية ووفقا لتعهدات تونس الخارجية بعد انضمامها إلى المنظمة العالمية للتجارة وإبرام اتفاقية شراكة مع الاتحاد الأوروبي.

### السياحة

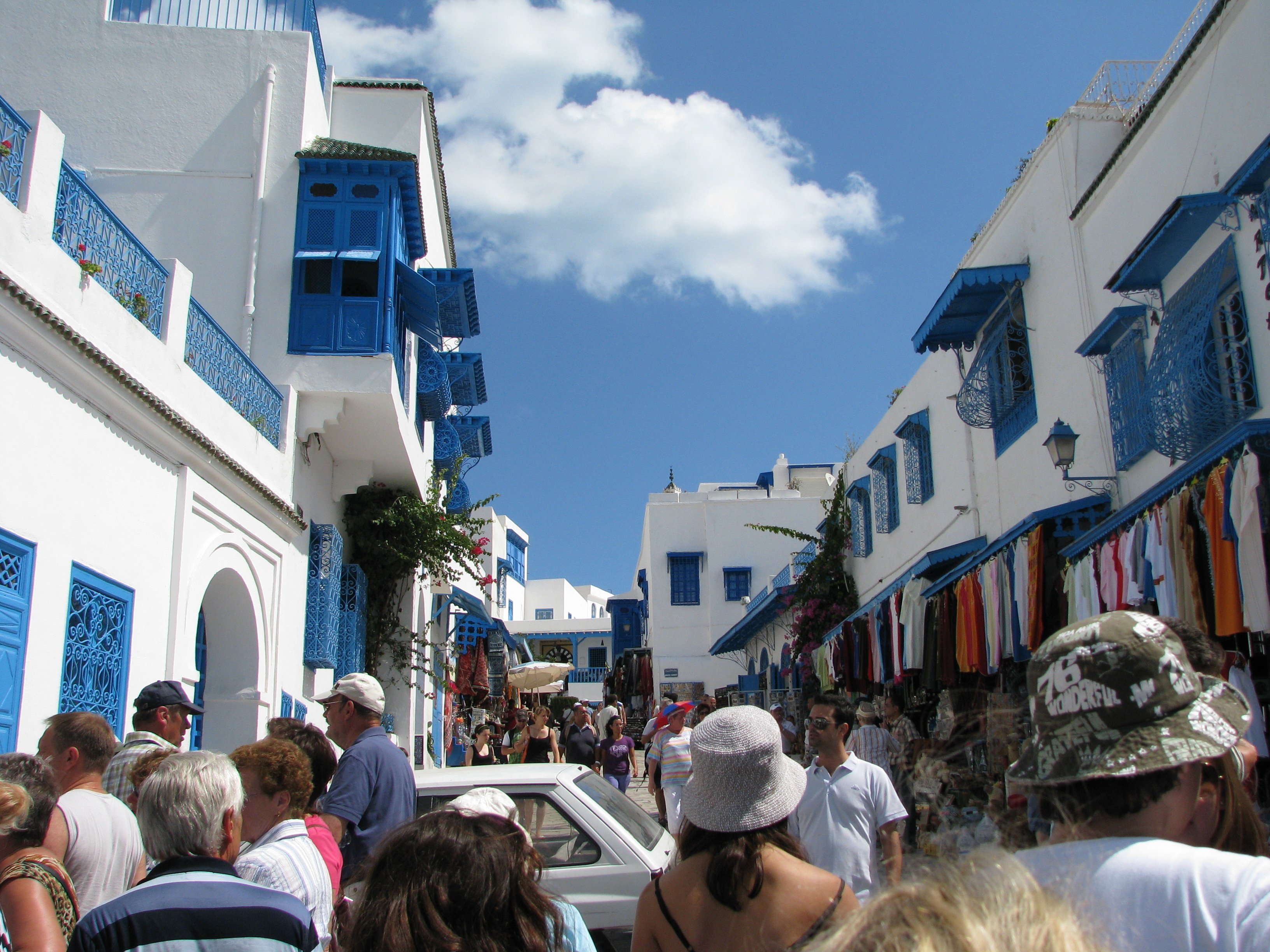
سياح في سيدي بوسعيد في 2009.

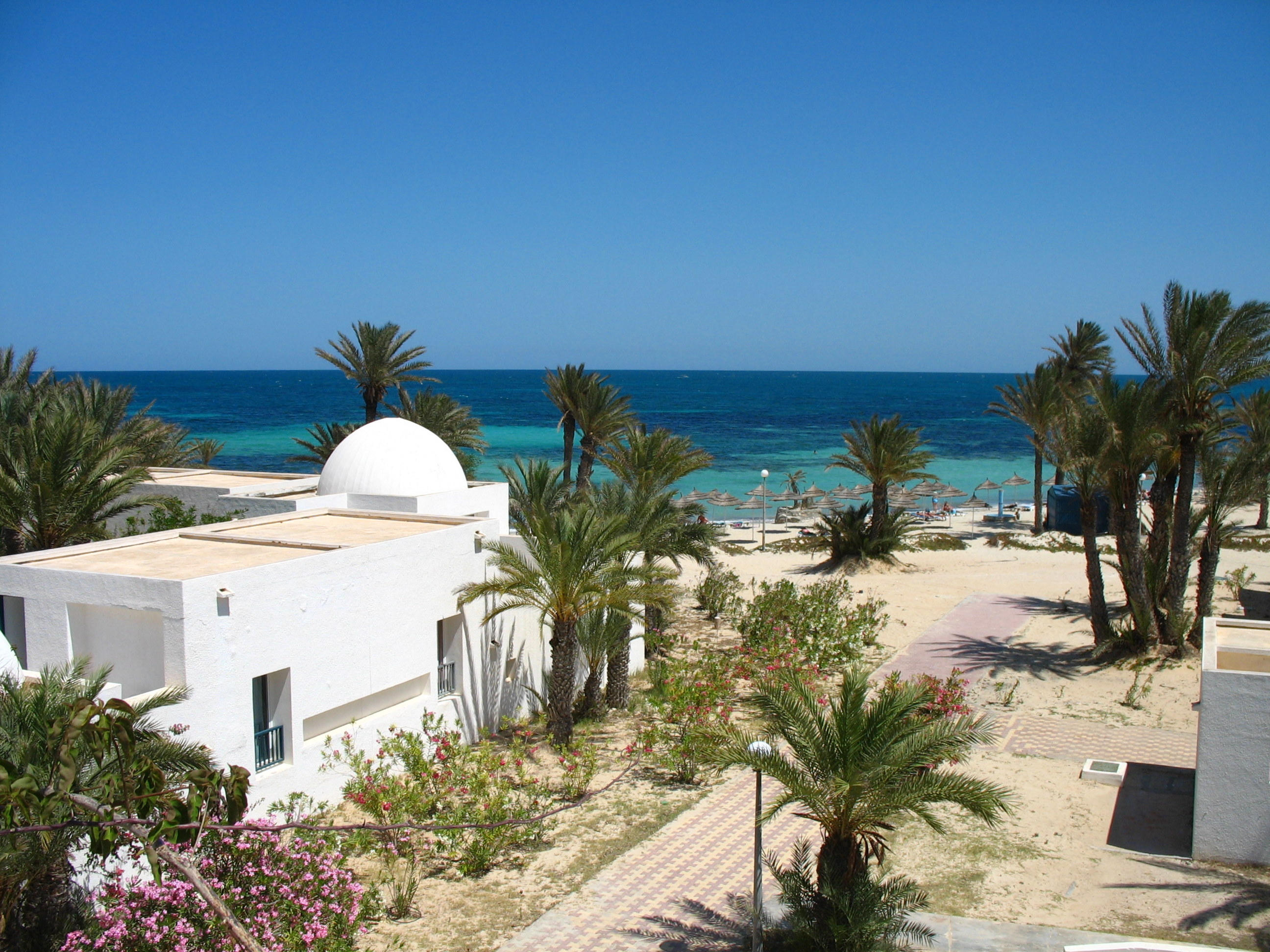
نزل المرادي في جربة.

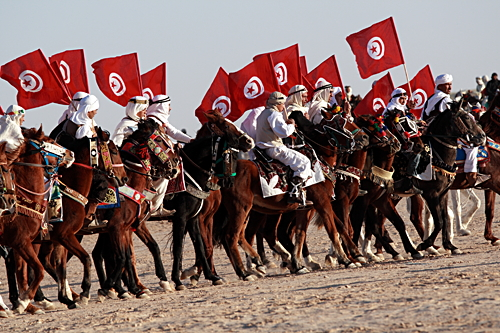
عرض فانتازيا في الدورة 43 من مهرجان الصحراء الدولي في دوز.

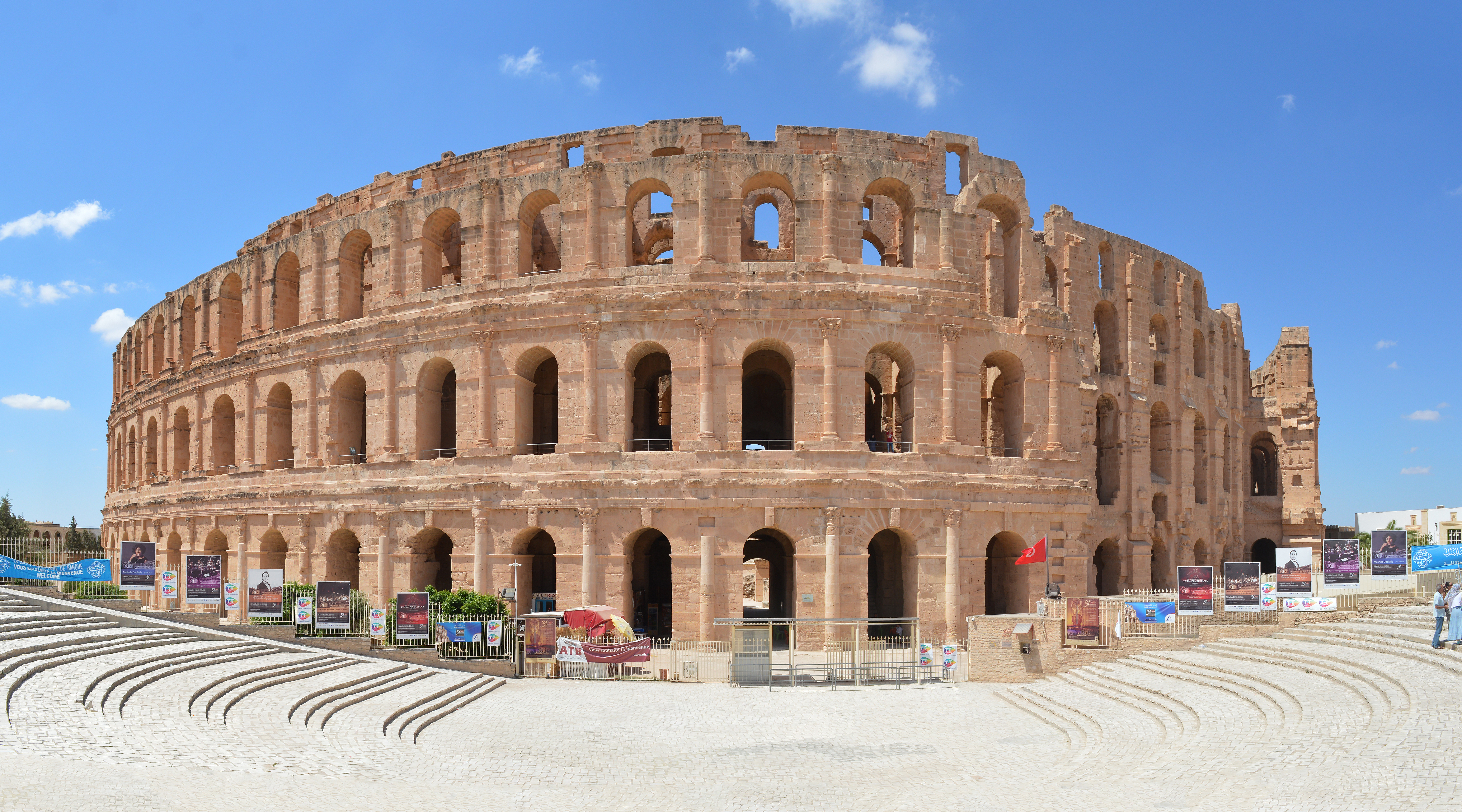
المسرح الأثري بالجم، أدرج ضمن مواقع التراث العالمي سنة 1979.

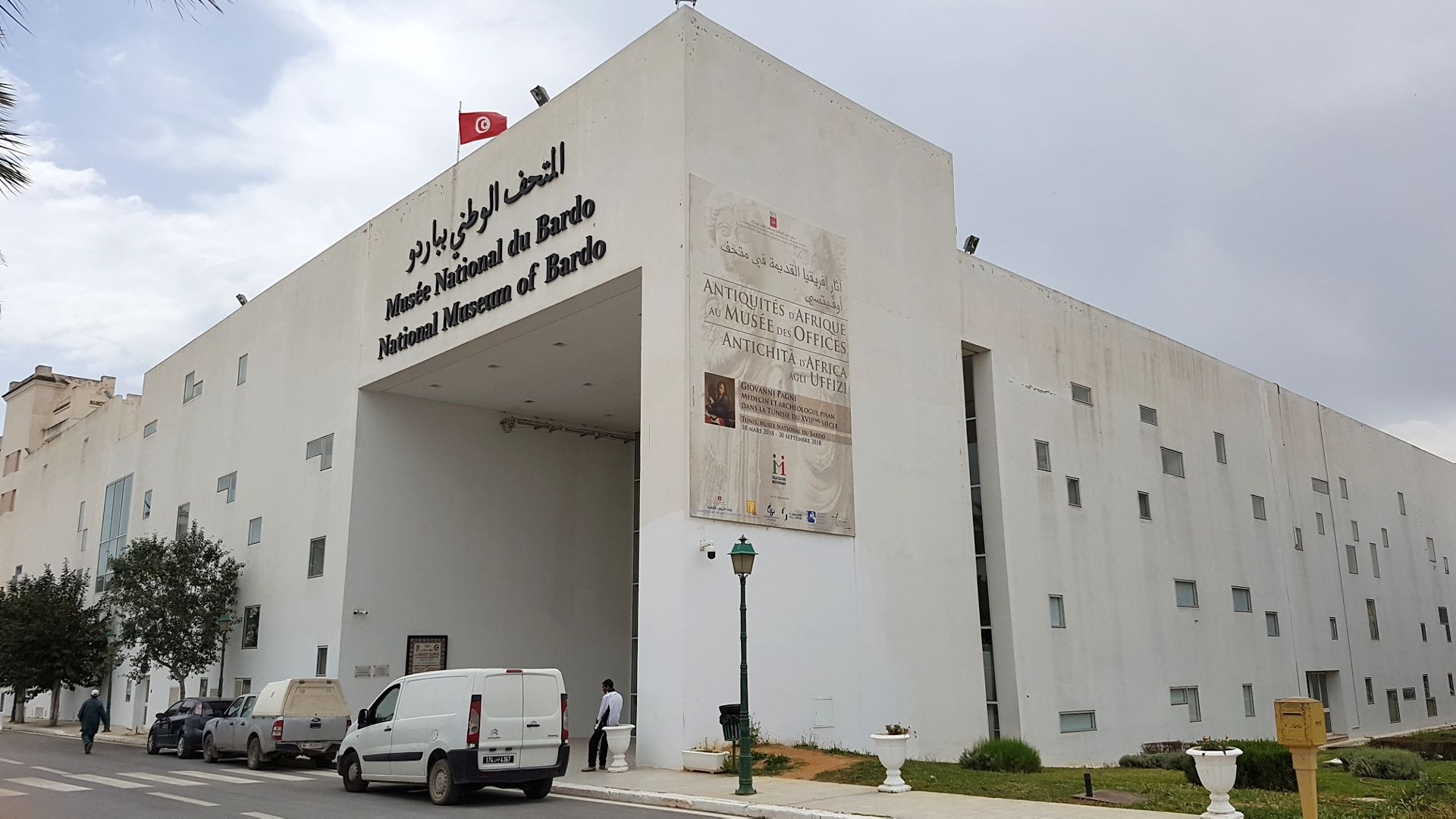
المتحف الوطني بباردو.

وفقًا لغاريت ناجل في كتابه الجغرافيا المتقدمة، فإن السياحة التونسية تستفيد من موقعها على البحر الأبيض المتوسط وتقليدها المتمثل في العطلات منخفضة التكلفة من أوروبا الغربية. يعود تطور السياحة إلى عام 1960 من خلال الجهود المشتركة للحكومة والمجموعات الخاصة. في عام 1962، حققت السياحة 52000 مدخل و 4000 سرير وعائدات تبلغ مليوني دولار وأصبحت المصدر الرئيسي للنقد الأجنبي في البلاد. تعد تونس أيضًا وجهة جذابة لعدد كبير من المهرجانات المهمة. وتقام غالبية هذه المهرجانات في الصيف مثل مهرجان قرطاج الدولي وهو أهم مهرجان في الوطن العربي يستضيف نجوم وفرق موسيقية من جميع أنحاء العالم بالإضافة لمهرجان طبرقة للجاز.
حتى وقت قريب، كان الجذب الرئيسي لتونس على الساحل الشمالي الشرقي حول تونس. ومع ذلك، فقد أنشأت خطة التنمية الوطنية السابعة لعام 1989 عدة مناطق سياحية جديدة بما في ذلك المنتجع في مرسى القنطاوي. يمثل قطاع السياحة الآن 6.5% من الناتج المحلي الإجمالي التونسي ويوفر 340000 فرصة عمل، 85000 منها هي وظائف مباشرة أو 11.5% من السكان العاملين مع نسبة عالية من العمالة الموسمية. فرنسا، ألمانيا،  إيطاليا والمملكة المتحدة هي الأسواق السياحية التقليدية الأربعة، على الرغم من أن تونس قررت منذ السنوات القليلة الماضية فتح صناعة السياحة لديها لأسواق جديدة مثل روسيا والصين.
تعرضت السياحة في تونس لضربات شديدة في أعقاب هجوم متحف باردو وهجوم سوسة في عام 2015، لكن تونس تمكنت من استعادة مكانتها كواحدة من أفضل الوجهات في إفريقيا والبحر الأبيض المتوسط بعد ذلك بوقت قصير، لتصل في 2018 إلى أرقام تجاوزت تلك في 2010 بنسبة 6 في المائة، وسجل 8.3 مليون زائر. وصفت عواقب جائحة فيروس كورونا في تونس على قطاع السياحة التونسي بأنها كارثية. في عام 2020، انخفضت الأرباح بنسبة 60% لتصل إلى 563 مليون دولار أمريكي. في ديسمبر 2024، صنّفت مجلة ناشونال جيوغرافيك تونس كواحدة من أفضل 25 وجهة ساحية في العالم.

#### قطاع الخدمات
في قطاع الخدمات، يعود تاريخ تطوير السياحة إلى الستينيات بفضل العمل المشترك للدولة والمجموعات الخاصة. يمثل قطاع السياحة 6.5% من الناتج المحلي الإجمالي ويوفر 340.000 فرصة عمل بما في ذلك 85.000 وظيفة مباشرة و 11.5% من القوى العاملة مع نسبة عالية من العمالة الموسمية. بالإضافة إلى غالبية السياحة الساحلية، فإن السياحة الصحراوية (دوز وتوزر تجتذب كل عام أكثر من 250000 سائح على مدار العام) في تطور قوي.
في الآونة الأخيرة، ظهرت السياحة البيئية، العلاج بمياه البحر والسياحة العلاجية وهي في نمو كبير. ينقسم قطاع التجارة والتوزيع، الذي يوظف أكثر من 500000 شخص ويسهم بنسبة 10.7% من الناتج المحلي الإجمالي الوطني، إلى فئتين. وهكذا، لا يزال القطاع يتسم بهيمنة التجارة التقليدية بنسبة 88% في عام 2006 من حجم الأعمال، ومعظم المعاملات التجارية يقوم بها صغار التجار. لم يظهر التوزيع الحديث، الذي يمثل 12% من إجمالي المبيعات ويجمع بين العلامات التجارية الوطنية والدولية، إلا عندما تم تحرير السوق في عام 1999.

#### مواقع التراث العالمي
تمكنت تونس من تسجيل 9 مواقع في لائحة التراث العالمي الرئيسية، معظمها في المدن القديمة والعتيقة. وقد صُنّف أغلبها ضمن القسم الثقافي، بينما سجلت موقعًا ضمن الصنف الطبيعي. وفي عهد الرئيس المنصف المرزوقي عرفت طفرة واضحة بتسجيل 10 مواقع في سنة 2012 ضمن اللائحة الإرشادية الأولية عرفت إعدادًا محكمًا لملفات ترشيحها والمصادقة عليها، سبعةٌ منها ثقافيّة وثلاثةٌ طبيعيّة، واحد منها موقعٌ مختلط (ثقافي–طبيعي).
في سنة 1979، أدُرجت ثلاثة مواقع في تونس ضمن برنامج مواقع التراث العالمي، هذه المواقع كانت مدينة تونس العتيقة وموقع قرطاج الأثري ومدرج الجم الروماني، وصنّفت جميعها كمواقع ثقافيّةٍ. في العام التالي أُدرجت محمية إشكل الوطنية الواقعة في ولاية بنزرت كأولى المواقع الطبيعيّة التونسية ضمن القائمة. حتى الآن، رفض ملف ترشيحٍ لموقعٍ واحدٍ مقترحٍ للتسجيل، من طرف لجنة التراث العالمي وذلك سنة 1979، الموقع كان أرخبيل زمبرة الواقع في ولاية نابل. في 18 سبتمبر 2023، تم إدراج جزيرة جربة التابعة لولاية مدنين في لائحة التراث العالمي كموقع ثقافي.

#### المتاحف
يعتبر المتحف الوطني بقرطاج أول متحفٍ تونسي، إذ تأسس سنة 1875 ويعرض مجموعة من القطع الأثرية التي وجدت في موقع توفاة قرطاج. أما المتحف الوطني بباردو الذي تأسس سنة 1888، يعتبر من أهم المتاحف في حوض المتوسط ويعرض أكبر مجموعة من اللوحات الفسيفسائية الرومانية في العالم. الإرث البحري للبلاد معروض في متحف دار الحوت بصلامبو. أما بالنسبة للموروث الإسلامي، فجزء منه معروض بمتحف باردو، لكن المتحف الوطني للفن الإسلامي برقادة يستأثر ويعرض مجموعة فنية كبيرة.
سنة 1970، وبالتشارك بين الحكومة التونسية واليونسكو، وضع برنامج لافتتاح عدة متاحف تتوزع بين متاحف عامة وجهوية ومحلية ومتخصصة وذلك بهدف إقرار لامركزية ثقافية. سنة 2010، بلغ عدد زوار المتاحف والمواقع الأثرية حوالي 2.5 مليون زائر، إلا أن هذا الرقم شهد انخفاضا كبيرا بعد الثورة التونسية حيث أنه في 2017، لم يسجل إلا 650 ألف زائر فقط.

### البنية التحتية

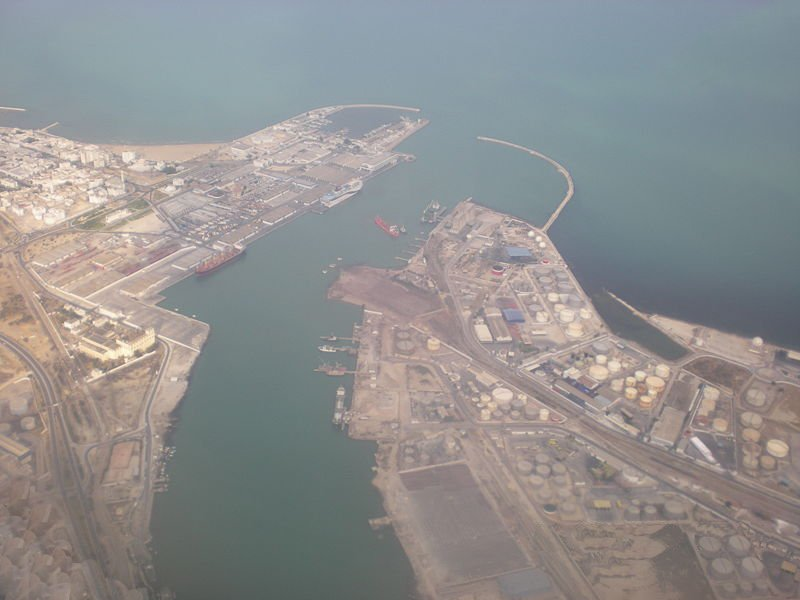
منظر جوي لميناء رادس.

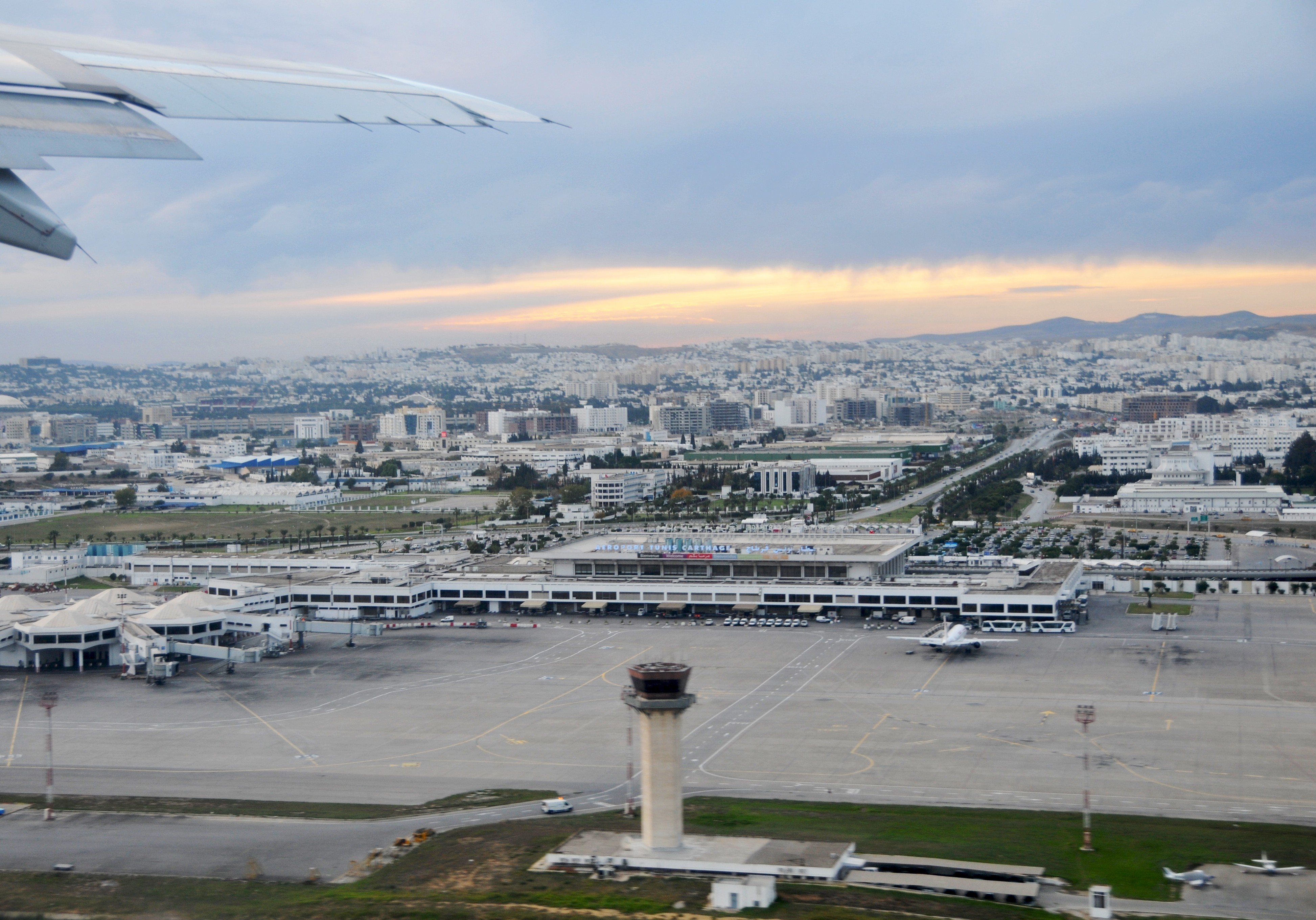
مطار تونس قرطاج الدولي.

من حيث النقل، يوجد في تونس الآن سبعة موانئ تجارية (رادس، صفاقس، بنزرت، قابس، سوسة، جرجيس، حلق الوادي) بينما سيتم بناء ميناء عميق المياه في النفيضة. وبوضعها تحت إدارة المكتب التجاري البحري والموانئ، فإنها وحدها توفر 96% من التجارة الخارجية التونسية. مع 550.000 مسافر و 415.000 من ركاب الرحلات البحرية المسجلة في عام 2004، يعد ميناء رادس أحد الوجهات الأكثر شعبية في حوض البحر الأبيض المتوسط الغربي. الشركة التونسية للملاحة وهي شركة عامة، المالك الرئيسي للسفن في البلاد وتوفر خطوطًا منتظمة تربط ضفتي البحر الأبيض المتوسط (إلى مارسيليا، جنوة، ليفورنو وبرشلونة).
كما يوجد في البلاد 32 مطارًا بما في ذلك ثمانية مطارات دولية (مطار تونس قرطاج الدولي، مطار الحبيب بورقيبة الدولي، مطار جربة جرجيس الدولي، مطار النفيضة الحمامات الدولي، مطار توزر نفطة الدولي، مطار صفاقس طينة الدولي، مطار طبرقة عين دراهم الدولي، مطار قفصة قصر الدولي). في عام 2005، تم نقل 39.2% من حركة المرور عبر مطار تونس قرطاج الدولي. يوفر النقل بالسكك الحديدية أكثر من ثلث الرحلات الوطنية عبر شبكة وطنية من 2167 كيلومترًا من السكك الحديدية. يتم تشغيل الشبكة من قبل الشركة الوطنية للسكك الحديدية التونسية وكذلك من قبل شركة النقل بتونس المتخصصة في النقل الحضري في مدينة تونس. وتمتد شبكة الطرق على مسافة 19300 كيلومترًا، منها 12655 كيلومترًا من الطرق المعبدة وثلاثة طرق سريعة تربط تونس بصفاقس في الجنوب وبنزرت في الشمال ووادي الزرقة في الغرب. يهيمن قطاع النقل البري على نقل الركاب والبضائع البري. ومع ذلك، فهي تخضع لسيطرة الشركات الأجنبية بسبب قلة عدد الشركات التونسية.
تم تطوير البنية التحتية للاتصالات على نطاق واسع: كان لشبكة الهاتف ما يقرب من سبعة ملايين مشترك في عام 2006، بما في ذلك ستة ملايين مشترك في الهاتف المحمول وحوالي 12.5 % من السكان لديهم إمكانية الوصول إلى الإنترنت في فبراير 2007. المشغل العام في البلاد هو اتصالات تونس، منذ فترة طويلة المزود الوحيد للهاتف الثابت في حين أن ثلاثة مشغلين يتنافسون في سوق الهاتف المحمول حتى الآن: اتصالات تونس، أوريدو تونس وأورنج تونس. تدير الوكالة التونسية للأنترنات شبكة الويب على المستوى الوطني التي تضم اثني عشر مزود خدمة الإنترنت (سبعة عام وخمسة خاص). بالإضافة إلى ذلك، يتم توزيع 281 نشرة عامة (الوصول العام إلى الإنترنت) في جميع أنحاء البلاد.

### النقل والمواصلات
تحافظ الدولة على 19،232 كيلومترًا (11،950 ميلًا) من الطرق، مع ثلاثة طرق سريعة: الطريق رقم 1 من تونس إلى صفاقس (الأعمال جارية صفاقس – ليبيا)، الطريق رقم 3 (أعمال جارية باجة – بوسالم، دراسات جارية بوسالم – الجزائر) والطريق رقم 4 (تونس العاصمة – بنزرت). يوجد في تونس 29 مطارا، أهمها مطار تونس قرطاج الدولي ومطار جربة جرجيس الدولي. تم افتتاح مطار جديد، مطار النفيضة الحمامات الدولي في عام 2011. يقع المطار شمال سوسة في النفيضة ويخدم بشكل أساسي منتجعات الحمامات ومرسى القنطاوي، إلى جانب المدن الداخلية مثل القيروان.
يقع المقر الرئيسي لخمس شركات طيران في تونس: الخطوط التونسية، سيفاكس أيرلاينز، قرطاج للطيران، الطيران الجديد تونس والخطوط التونسية السريعة. يتم تشغيل شبكة السكك الحديدية بواسطة الشركة الوطنية للسكك الحديدية التونسية ويبلغ إجماليها 2135 كيلومترًا (1،327 ميل). منطقة تونس مخدومة بشبكة سكة حديد خفيفة تسمى المترو الخفيف لمدينة تونس والتي تديرها شركة نقل تونس.
جزء كبير من السكك الحديدية التونسية ورثت عن الاستعمار الفرنسي. منذ الاستقلال، عملت الحكومات المتعاقبة على تحديث هذا المجال. في 2008، تحتوي تونس على 2،165 كلم من السكك الحديدية، وهناك خط يربطها بالجزائر وهو خط غار الدماء - سوق أهراس. في 2008، 471 كم من السكك هي ذات طريق طبيعي، و 1،694 هي خطوط مترية، منهم 65 كم مكهرب. الشركة الوطنية للسكك الحديدية التونسية تهتم بنقل المسافرين والبضائع على خطوط السكك الحديدية. تستغل الشركة كذلك خط ساحلي يربط بين سوسة والمنستير والمهدية يسمى مترو الساحل. لا توجد خطوط سكك حديدية حتى الآن مع ليبيا المجاورة على الرغم من أن بعضها كان قيد الإنشاء في عام 2008، قد تكون هناك حاجة إلى بعض تحويل المقياس للاتصالات الفعالة.

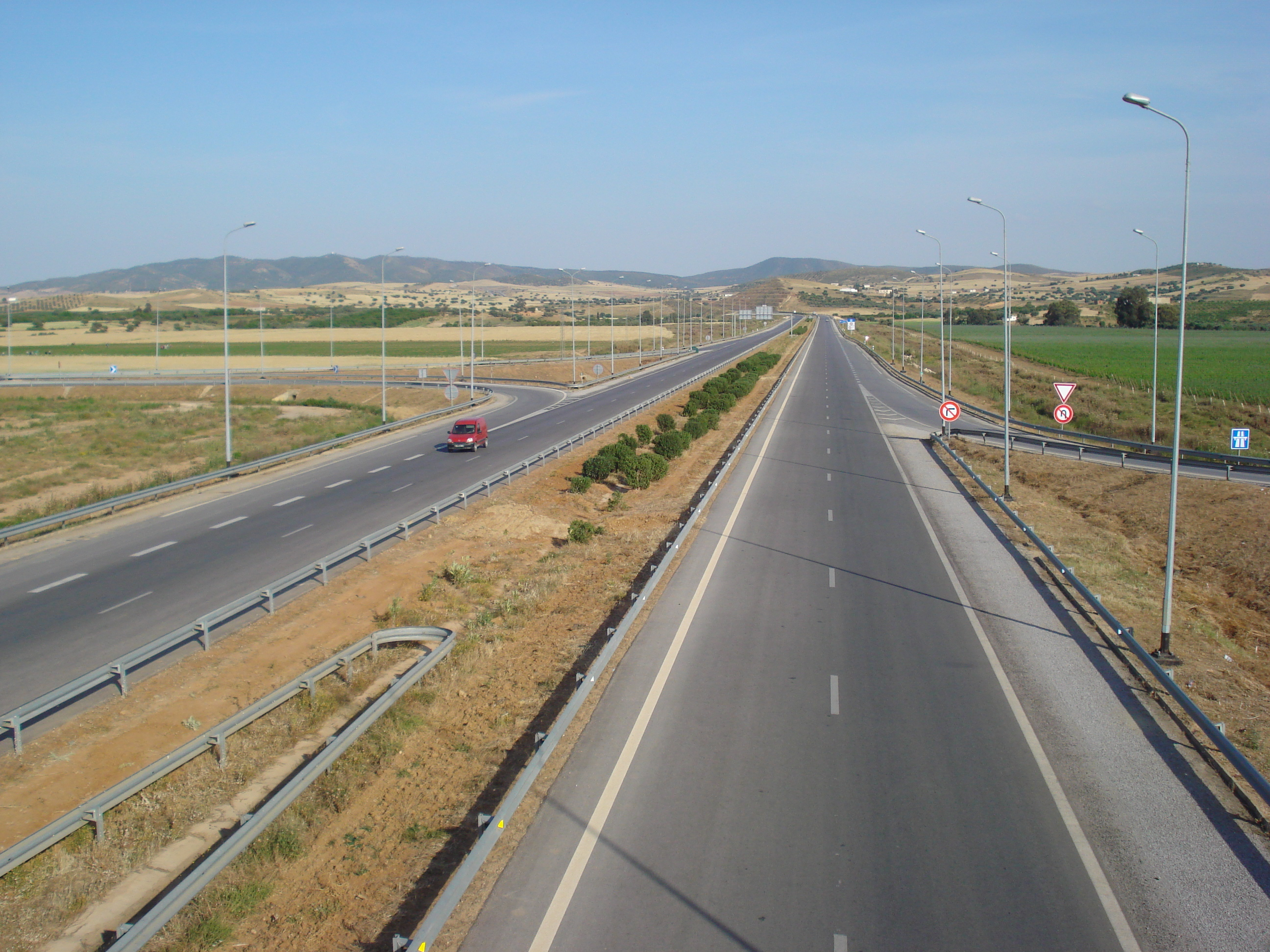
طريق السيارة رقم 3 تونس العاصمة – باجة.
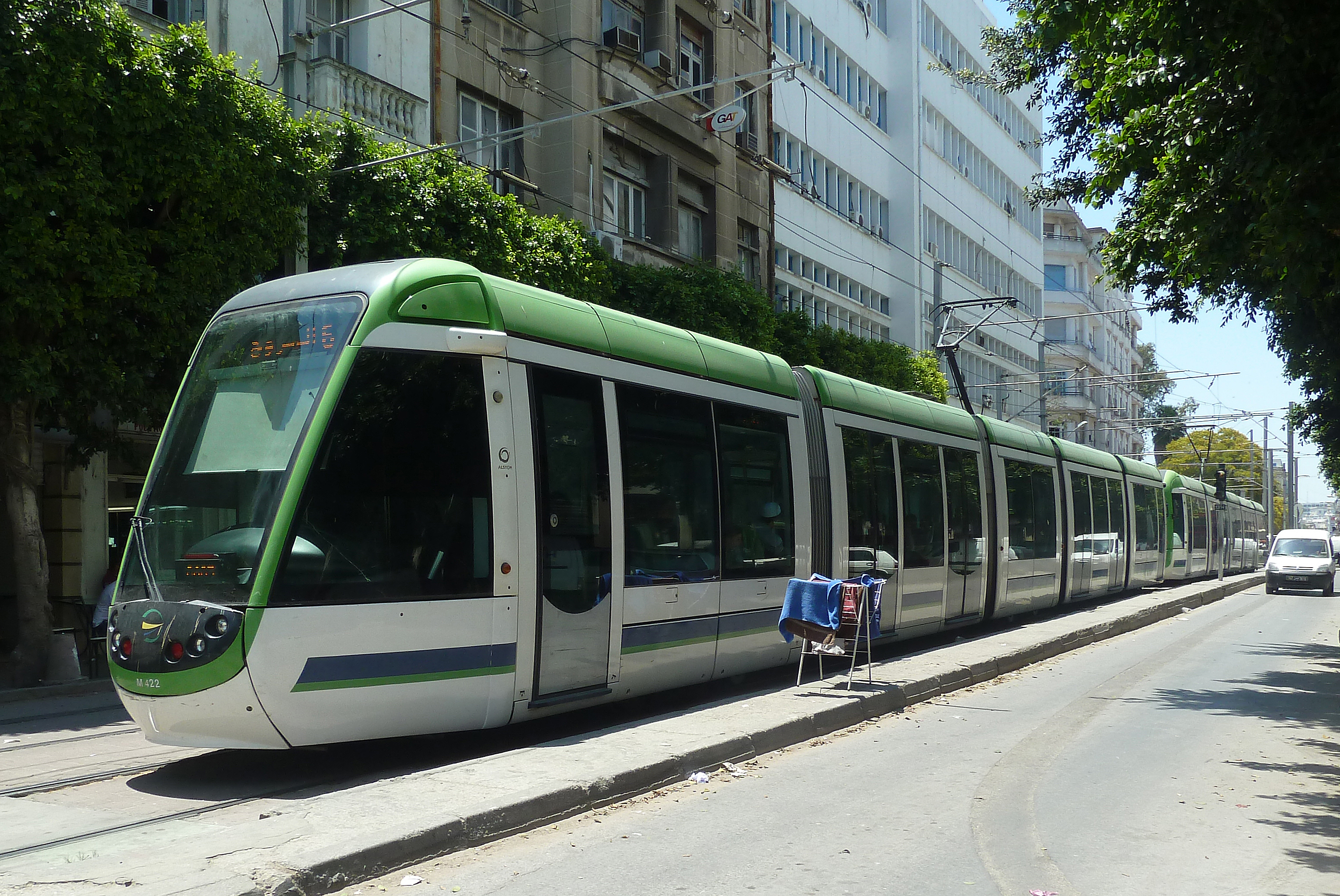
عربات المترو الخفيف لمدينة تونس.
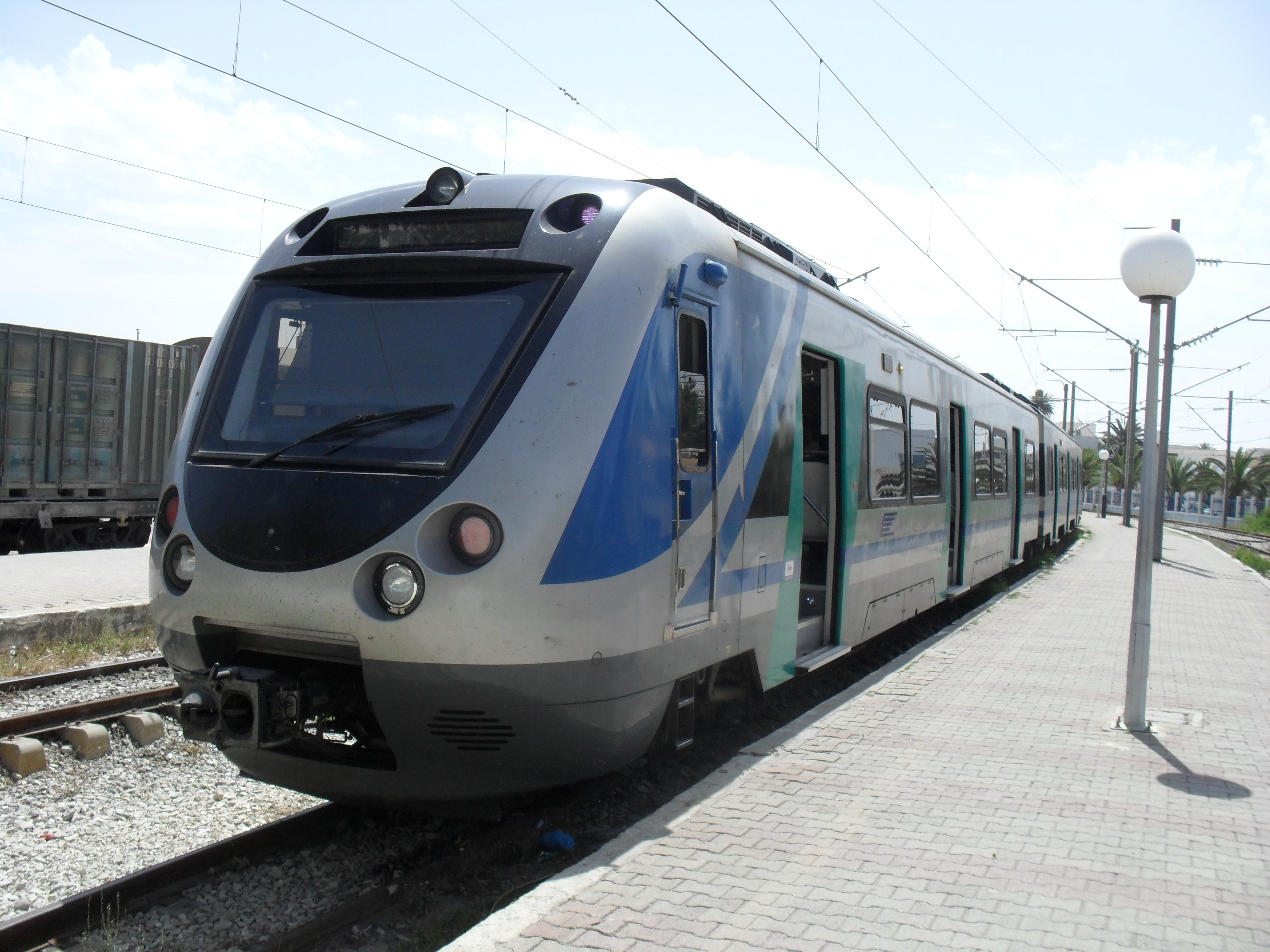
عربات هيونداي روتم تستعمل في خط الضاحية الجنوبية لمدينة تونس ومترو الساحل.
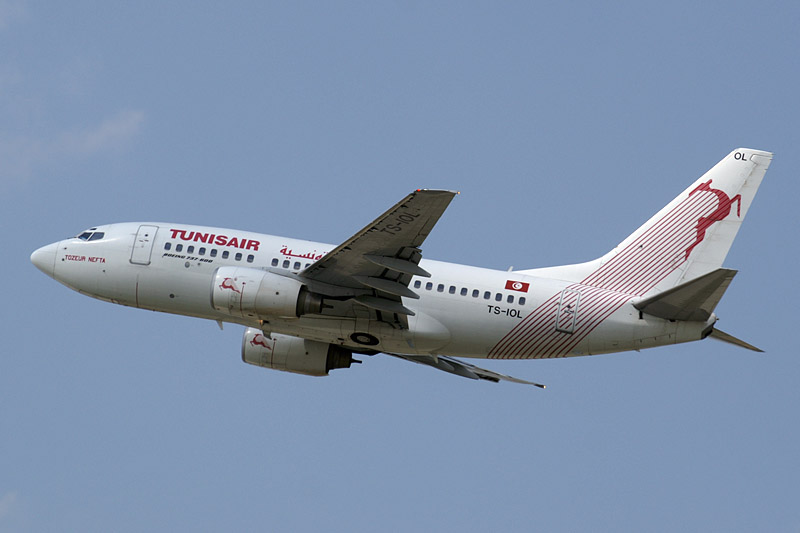
طائرة بوينغ 737-600 تابعة لشركة الخطوط التونسية.
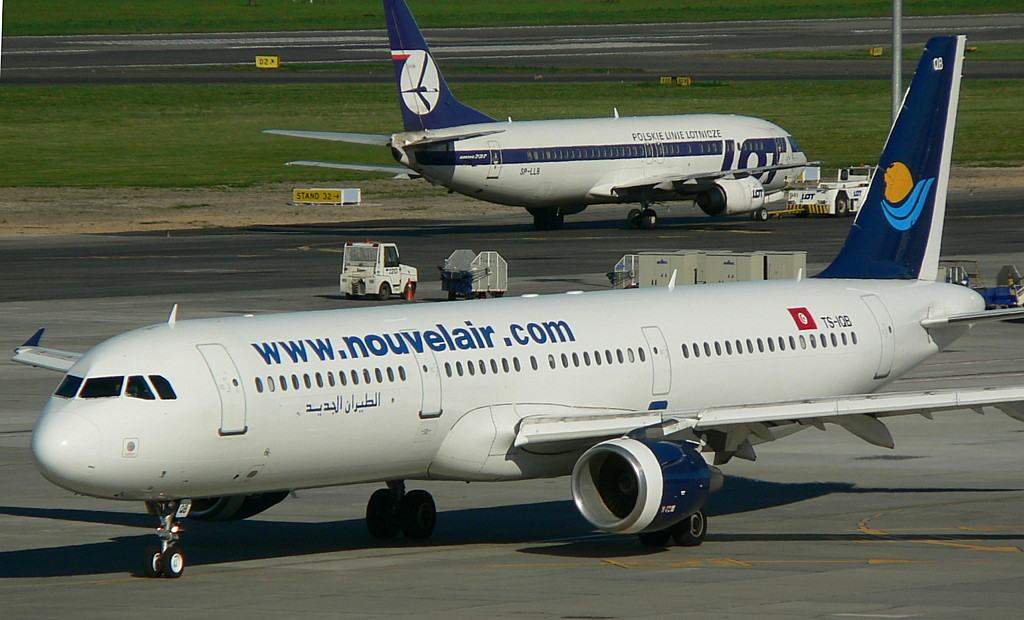
طائرة إيرباص إيه 320 تابعة لشركة الطيران الجديد تونس.
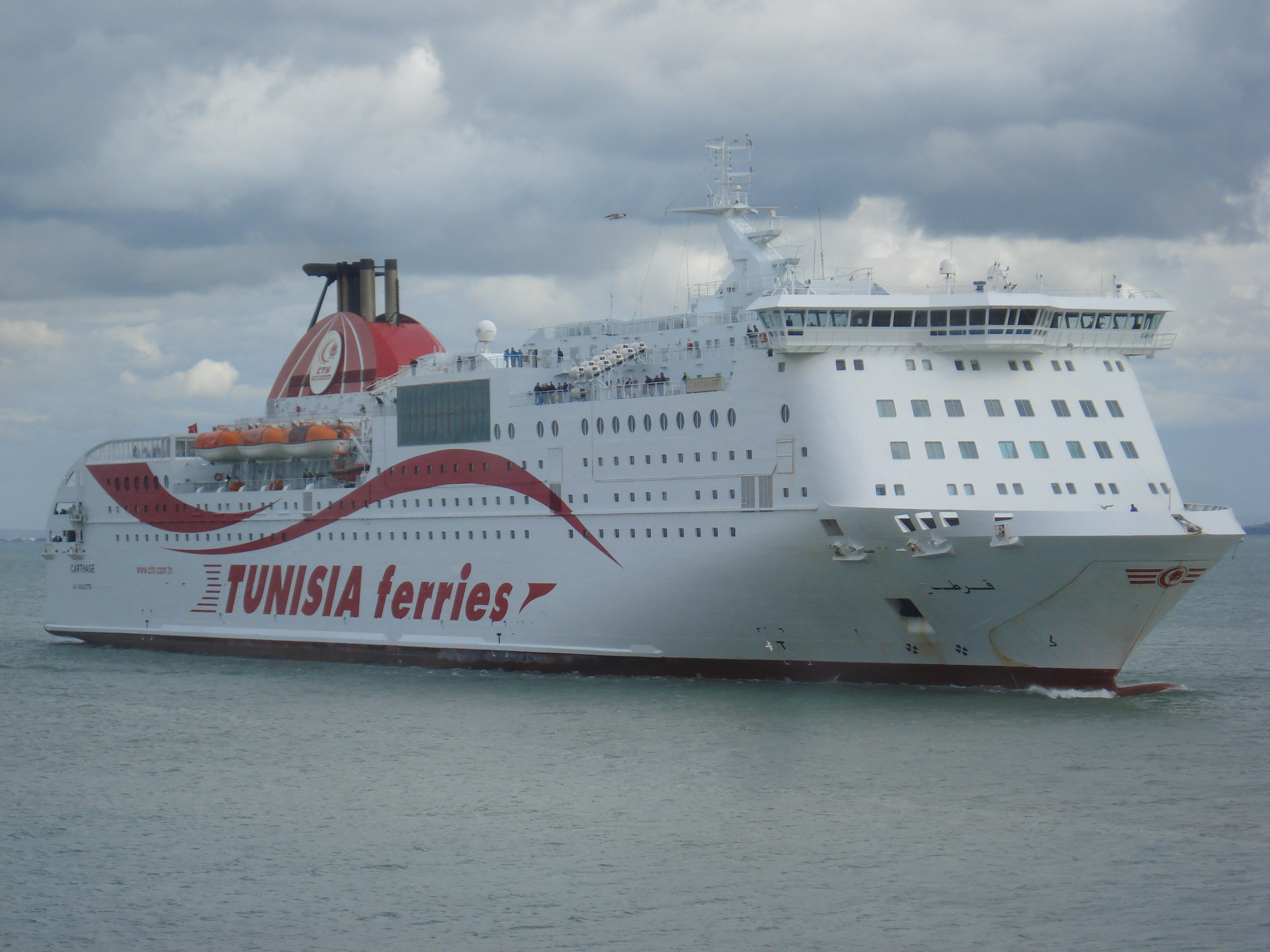
الباخرة قرطاج داخلةً ميناء حلق الوادي.

### الطاقة والموارد الطبيعية

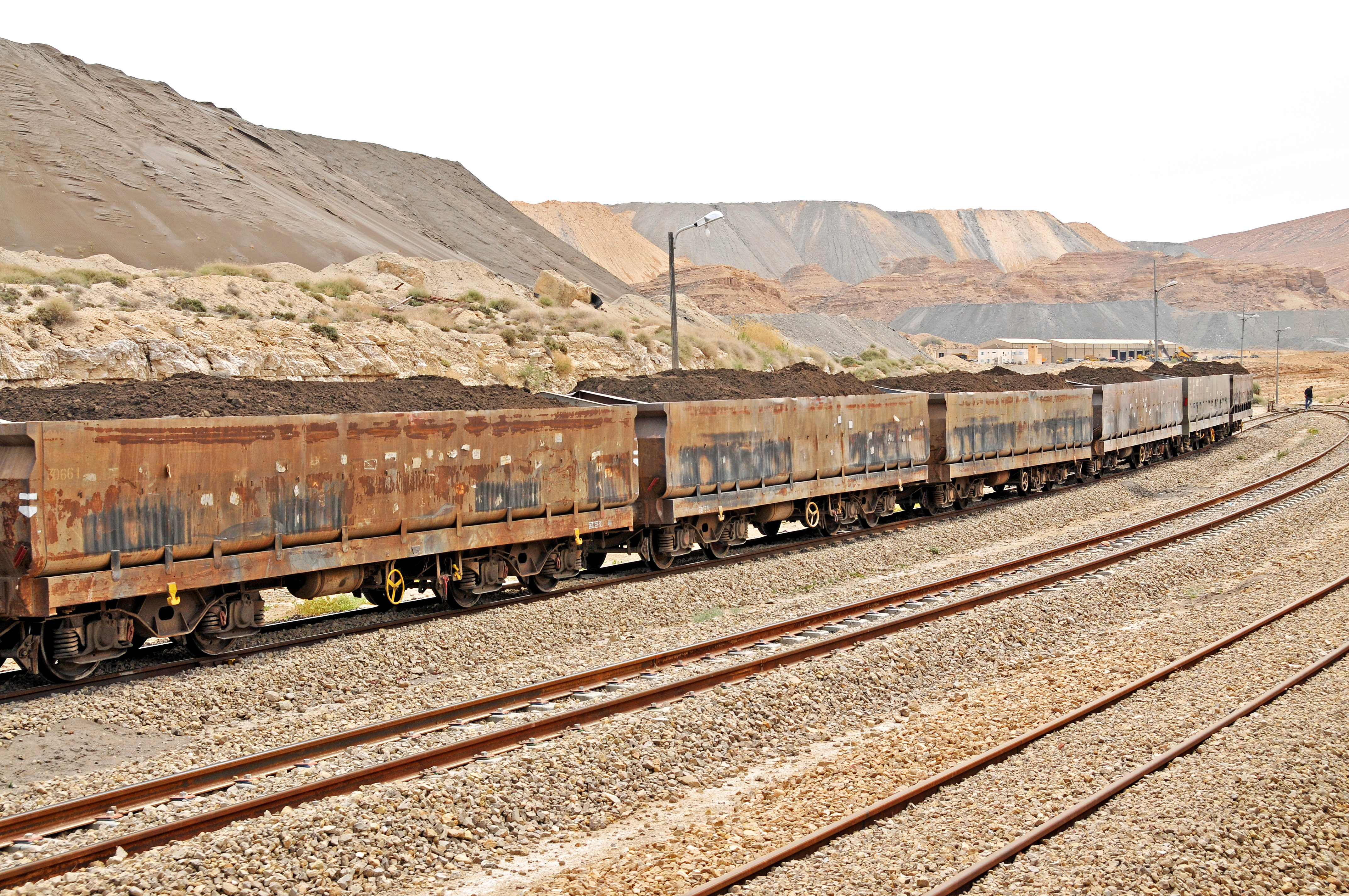
قطار الفوسفات قرب منطقة المتلوي.

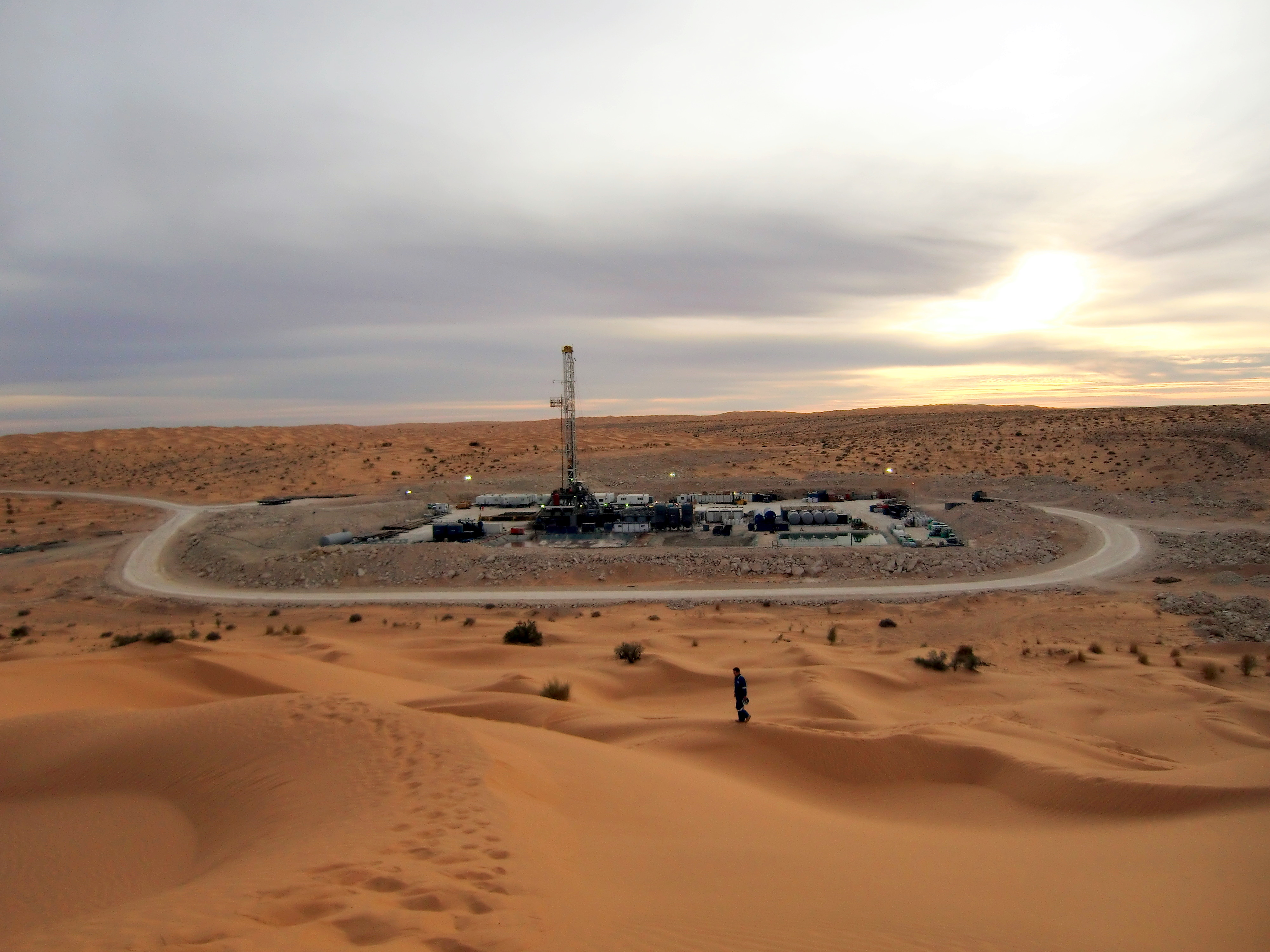
حقل نوارة الغازي بئر الفلة 1.

الموارد الطبيعية لتونس متواضعة بالمقارنة مع جيرانها: الجزائر وليبيا. يعتبر قطاع الصناعة المستهلك الرئيسي للطاقة، حيث يستحوذ على 36% من إجمالي الاستهلاك، يليه قطاع النقل بنسبة 30% من إجمالي الاستهلاك. يتم استخراج الفوسفات من قبل شركة فسفاط قفصة في عدة رواسب تقع في وسط البلاد وتحديداً في منطقة قفصة. 15% من الفوسفات المنتج يباع خام و 85% يتم معالجته من قبل المجمع الكيميائي التونسي. في عام 1999، كانت تونس خامس منتج عالميا للفوسفات بنسبة 5.5% من الإجمالي العالمي. وبحسب التقديرات، تمتلك تونس احتياطيات مؤكدة من النفط الخام تقدر بنحو 425 مليون برميل في يناير 2015. وتقع الغالبية في خليج قابس وحوض غدامس في جنوب البلاد. تنتج الدولة ما يقرب من 55000 برميل من النفط الخام يوميًا في عام 2015، يأتي معظمها من ستة حقول فقط (آدم، عشتارت، ديدون، البرمة، مسكار ووادي زار) التي أخفقت في تلبية الطلب المحلي، الذي انخفض إلى 86000. برميل يوميا عام 2013. تسيطر على القطاع شركة عامة هي المؤسسة التونسية للأنشطة البترولية، وتتمثل مهمتها في إدارة أنشطة التنقيب عن البترول وإنتاجه وكذلك الغاز الطبيعي لحساب الحكومة.
في مواجهة محدودية إنتاجها من النفط، تتجه البلاد بشكل متزايد إلى الغاز الطبيعي لتلبية طلبها على الطاقة. تمتلك الدولة احتياطيات مؤكدة تبلغ 65.13 مليار قدم مكعب في عام 2014، ثلثاها في الخارج. في عام 2013، أنتجت الدولة 1.879 مليار قدم مكعب بينما استهلكت 4.079 مليار قدم مكعب في نفس العام. 60% من الإنتاج يأتي من الحقول التي تستغلها شركة بريتش غاز، أكبر مستثمر في مجال الطاقة في تونس، في حقلي مسكار وصدربعل. تشكل الشركات التونسية 19% من سوق التنقيب والإنتاج في البلاد. تدير المؤسسة التونسية للأنشطة البترولية الاحتياطيات الوطنية وتعمل كشريك رئيسي في جميع أنشطة الاستكشاف والإنتاج تقريبًا حيث تمتلك 51% من جميع الامتيازات. لكن الشركات الأمريكية تهيمن على 38% من السوق، تليها الشركات الأوروبية بنسبة 19%، والكندية بنسبة 12% والآسيوية بنسبة 10%.
يتم إنتاج الغالبية العظمى من الكهرباء في البلاد، التي تديرها الشركة التونسية للكهرباء والغاز، من الوقود الأحفوري (95.9 % من إجمالي السعة)، ويتم إنتاج المخلفات من الطاقة الكهرومائية وطاقة الرياح. في عام 2012، بلغت الطاقة الإجمالية للدولة 16.9 مليار كيلوواط ساعة بينما بلغ الاستهلاك 13.31 مليار كيلوواط ساعة. في الوقت نفسه، تسعى الحكومة إلى تطوير الطاقات المتجددة.

### السياسة المائية والصرف الصحي
حققت تونس أعلى معدلات الوصول إلى خدمات إمدادات المياه والصرف الصحي في منطقة الشرق الأوسط وشمال إفريقيا. اعتبارًا من عام 2011، أصبح الوصول إلى مياه الشرب المأمونة قريبًا من الوصول الشامل إلى 100% في المناطق الحضرية و 90% في المناطق الريفية. توفر تونس مياه صالحة للشرب على مدار السنة. تم تعيين مسؤولية أنظمة إمدادات المياه في المناطق الحضرية والمراكز الريفية الكبيرة إلى الشركة الوطنية لاستغلال وتوزيع المياه، وهي هيئة وطنية لإمدادات المياه وهي كيان عام مستقل تابع لوزارة الفلاحة. تقع مسؤولية التخطيط والتصميم والإشراف على إمدادات المياه الصغيرة والمتوسطة في المناطق الريفية المتبقية على عاتق المديرية العامة للهندسة الريفية. في عام 1974، تم تأسيس الديوان الوطني للتطهير لإدارة قطاع الصرف الصحي. منذ عام 1993، يتمتع الديوان الوطني للتطهير بوضع المشغل الرئيسي لحماية البيئة المائية ومكافحة التلوث. معدل المياه غير المدرة للدخل هو الأدنى في المنطقة عند 21% في عام 2012.

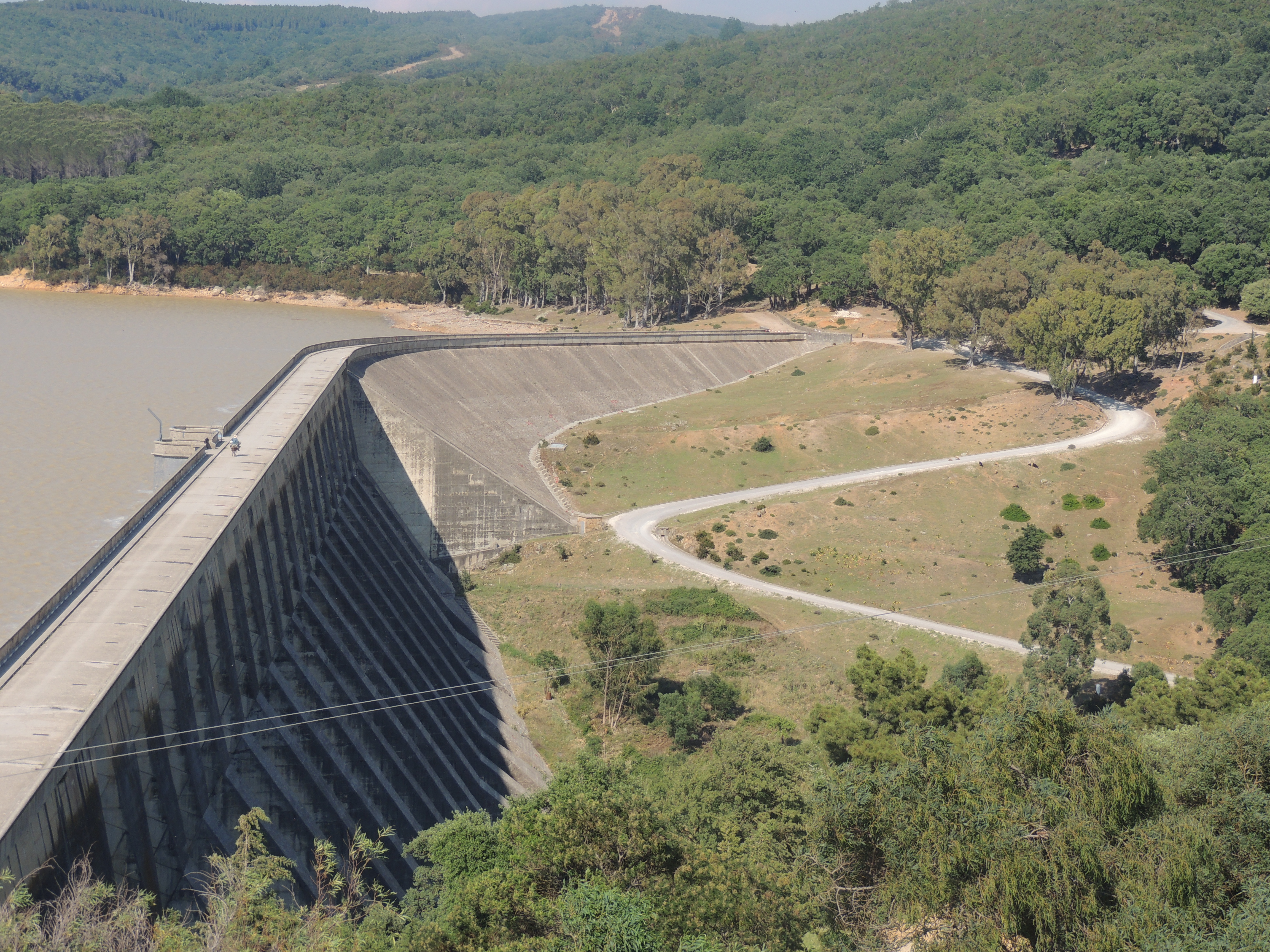
سد بني مطير، جندوبة.
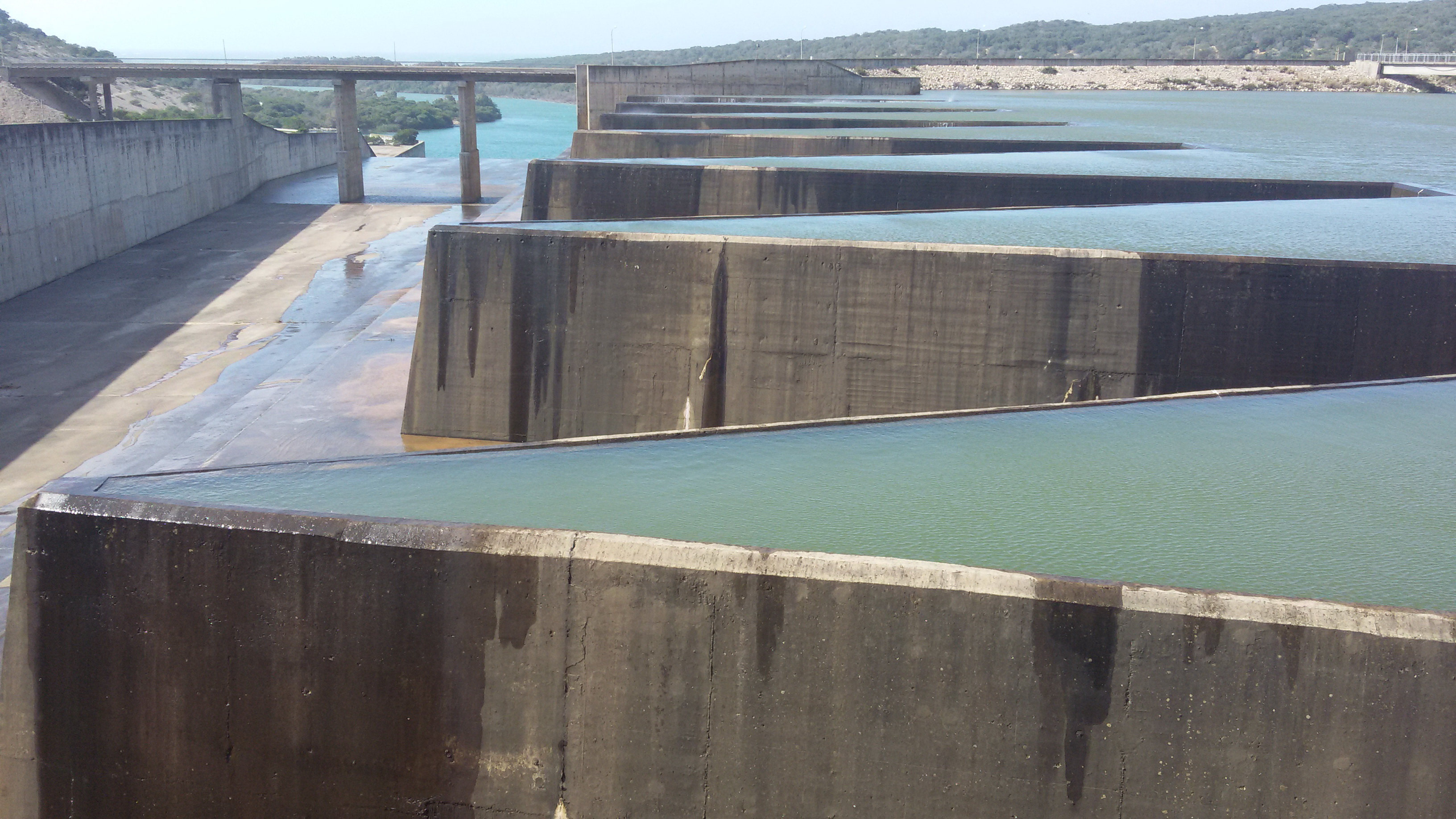
سد سيدي البراق، باجة.
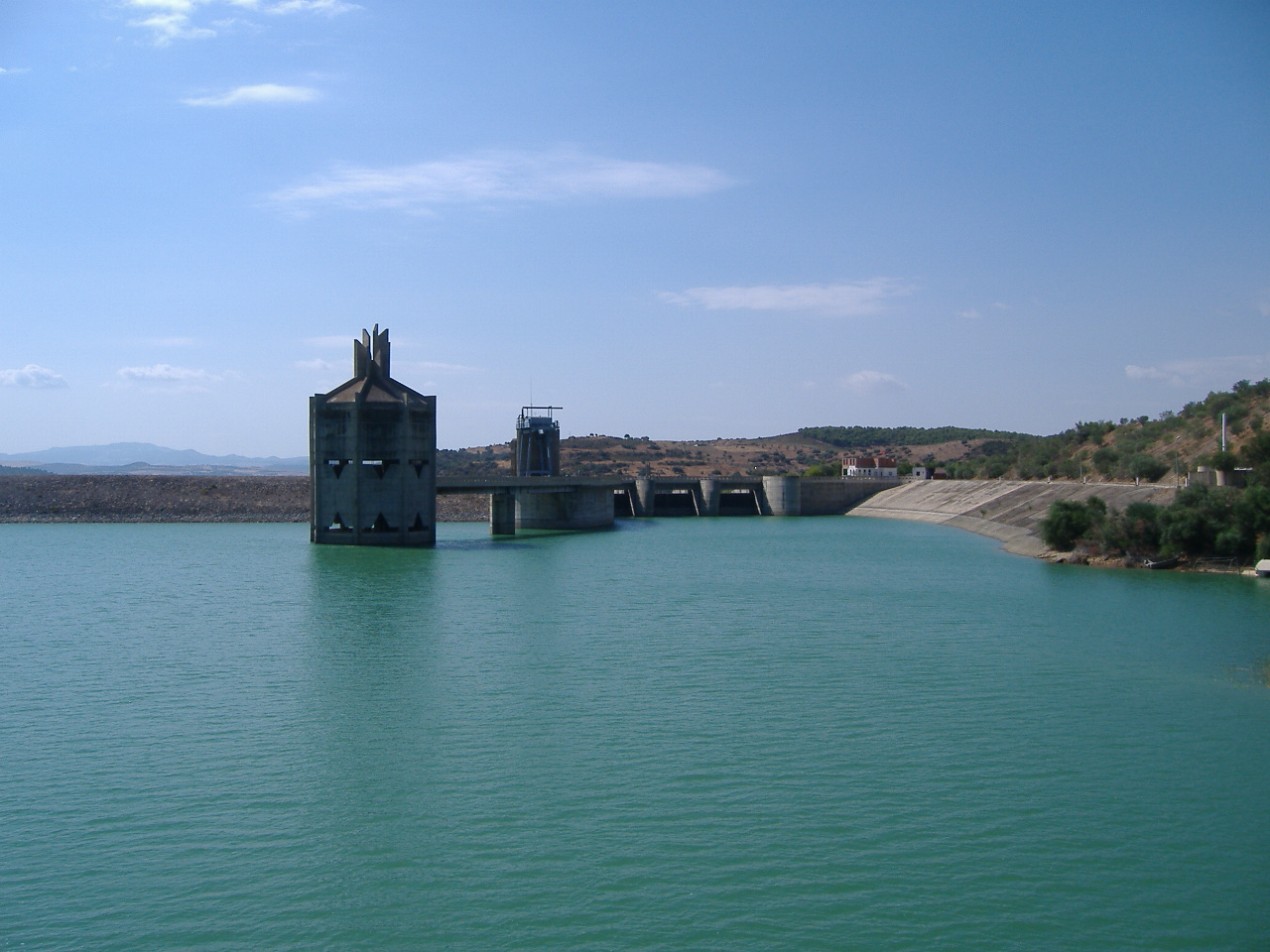
سد سيدي سالم، باجة.
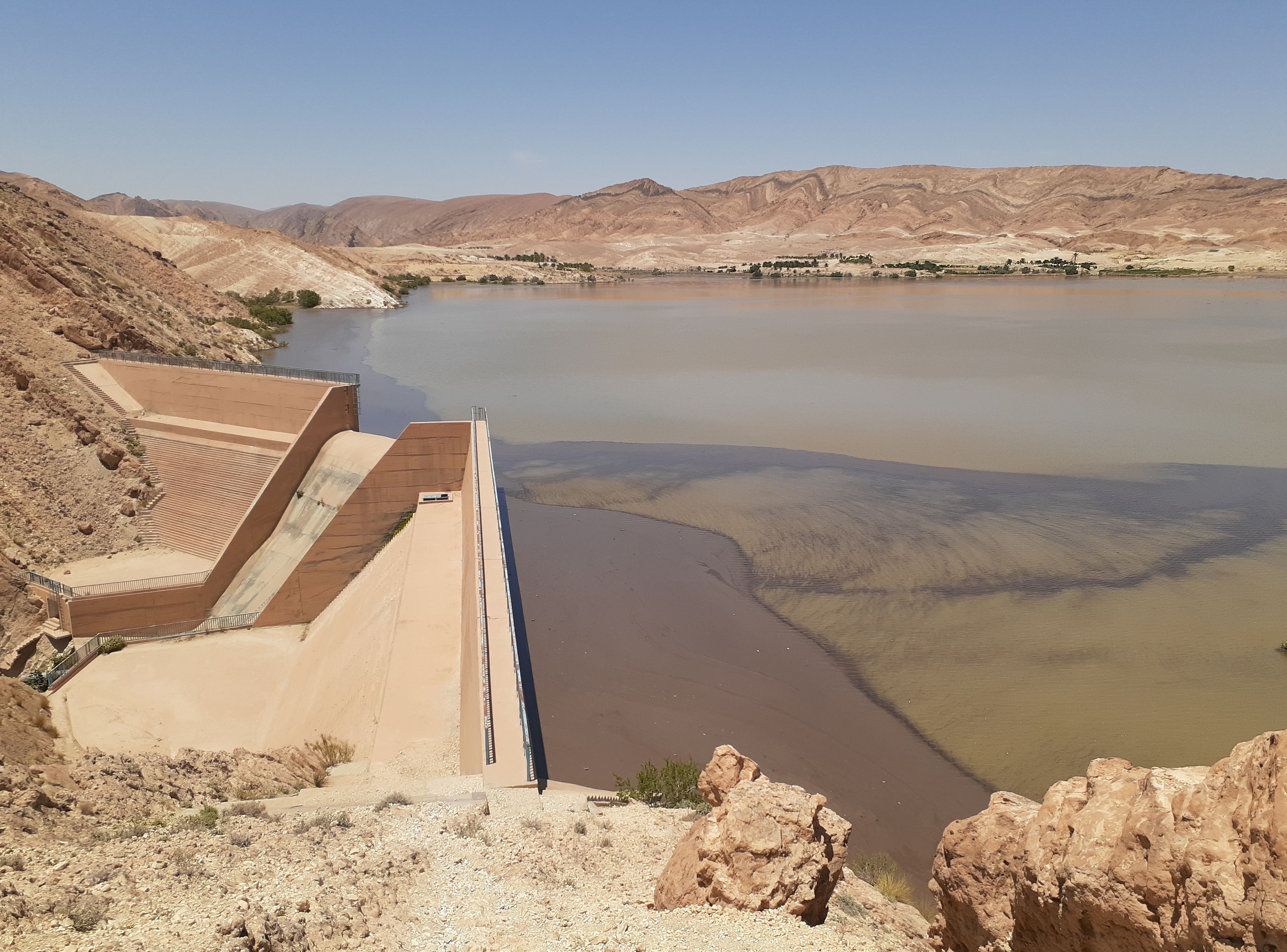
سد تمغزة–ميداس، توزر.
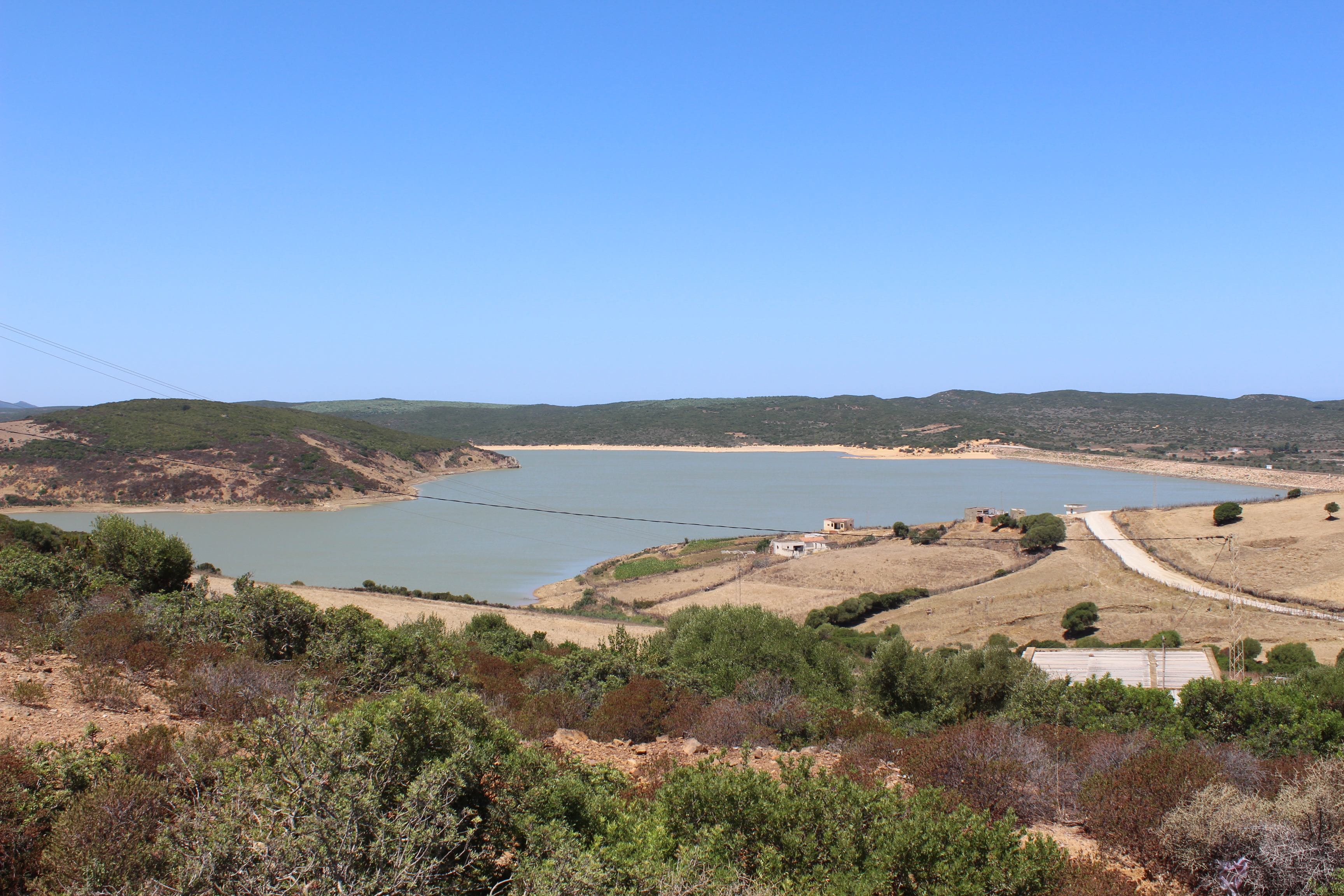
سد الزياتين، بنزرت.
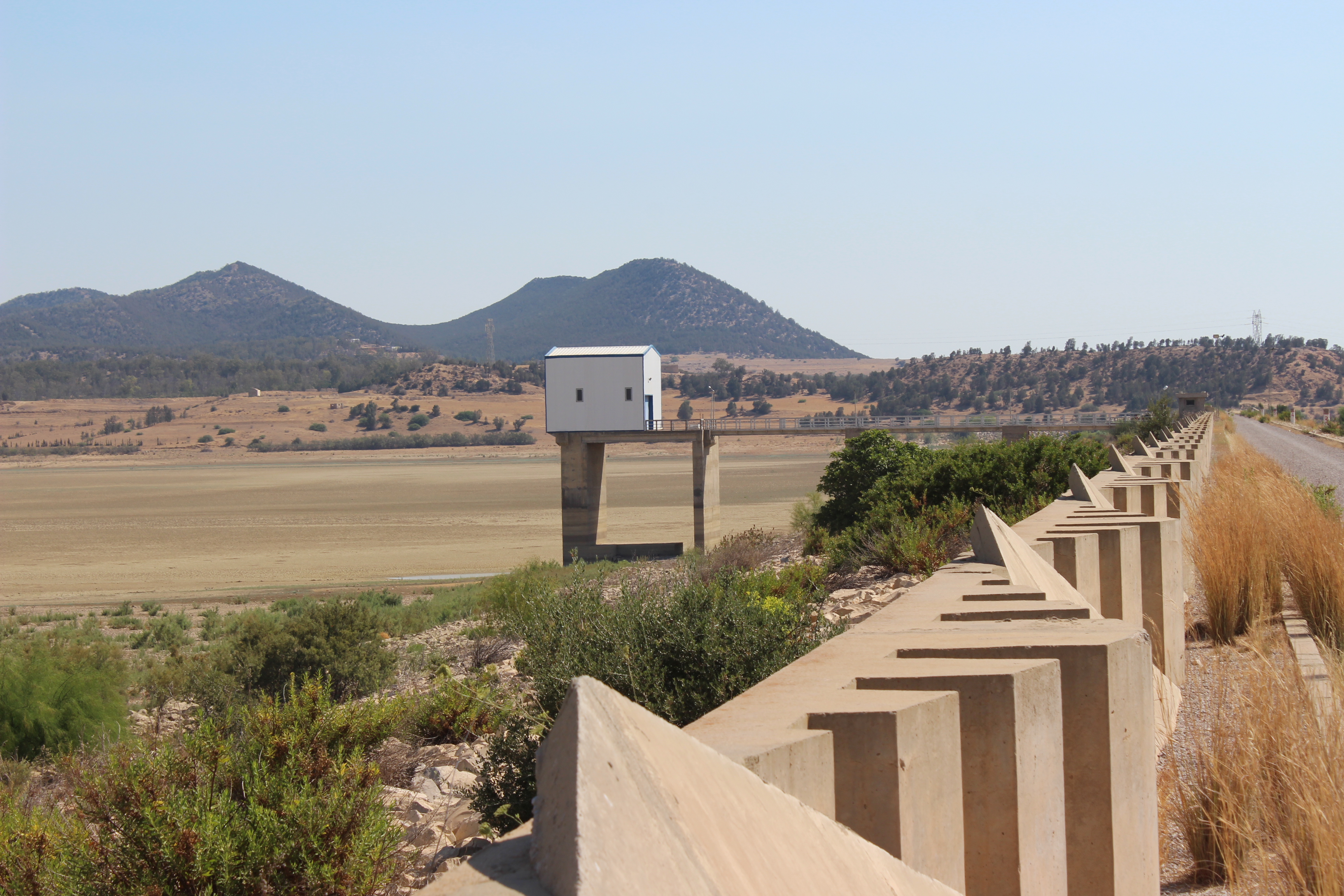
سد وادي الرمل، زغوان.

## التركيبة السكانية
في حين أن الغالبية العظمى من التونسيين تميل إلى التماهي ثقافيًا مع العرب، تميل بعض الدراسات إلى الإشارة إلى أنهم أقرب إثنيًا من الأمازيغ ولكن أيضًا إلى بعض الأوروبيين:
| تونس | مقارنة بالمجتمعات الأخرى، تشير نتيجتنا إلى أن التونسيين قريبون جدًا من سكان شمال إفريقيا وأوروبا الغربية، وخاصة الأيبيريين وأن التونسيين، الجزائريين والمغاربة قريبون من الأمازيغ، مما يشير إلى مساهمة وراثية صغيرة للعرب الذين سكنوا المنطقة في القرن السابع | تونس |

ومع ذلك، غزت العديد من الحضارات البلاد ثم تم استيعابها بدرجات متفاوتة: الفينيقيون، الرومان، الوندال، العثمانيون وأخيراً الفرنسيون. بالإضافة إلى ذلك، وصل العديد من المسلمين واليهود من الأندلس في نهاية القرن الخامس عشر. ساهم العرب الشرقيون الأوائل، الذين أتوا من القرن السابع مع الفتح الإسلامي للمغرب في إسلام معظم سكان إفريقية. بهذه المناسبة، تم إنشاء بعض المدن الجديدة، بما في ذلك القيروان والمهدية. منذ القرن الحادي عشر، مع وصول القبائل الهلالية التي طردت من مصر. ومع ذلك، فقد عرفت مجموعات معينة، من نسل الأمازيغ، كيفية الحفاظ على لغتهم وعاداتهم، غالبًا بسبب عزلتهم الجغرافية. في الواقع، في الوقت الحاضر، يسكنون غالبًا المناطق الجبلية (مطماطة، تطاوين، قفصة أو سبيطلة). ومع ذلك، فإن المتحدثين الأمازيغ، الذين يمثلون نسبة كبيرة في المغرب والجزائر، لا يزالون قليلين في تونس.
يُعتبر جميع التونسيين تقريبًا من المسلمين من مذهب أهل السنة والجماعة، وخاصة من المذهب المالكي، على الرغم من عدم وجود إحصاء سكاني يغطي المنطقة بأكملها. من بين عدد كبير من السكان اليهود الذين عاشوا منذ ألفي عام، لم يبق سوى جزء صغير منهم يعيشون بشكل رئيسي في مدينة تونس وجربة، حيث هاجر غالبية اليهود التونسيين إلى إسرائيل أو فرنسا. هناك أيضًا عدد قليل من السكان المسيحيين. تم دمج واستقرار قبائل الأقلية البدوية القليلة. تجاوز عدد سكان تونس عتبة العشرة ملايين نسمة في عام 2005، وهو ما يعادل ثلاثة أضعاف عدد سكانها منذ عام 1956 (3448000 نسمة) وتضاعف عددهم منذ بداية السبعينيات. ومع ذلك، فإن النمو السكاني يتباطأ وتسرع البلاد في التحول الديموغرافي في 1990. في عام 2012، قدر معدل الخصوبة بـ 2.2 طفل لكل امرأة. تونس هي أيضًا دولة ذات معدل هجرة مرتفع: يقدر عدد التونسيين الذين يعيشون في الخارج في عام 2012 بـ 1،223،213 شخصًا، 84.5 % منهم يقيمون في أوروبا.
| السنة | السكان (بالملايين) | رجال (%) | نساء (%) | 4−0 سنوات (%) | 14−5 سنة (%) | 59−15 سنة (%) | 60 سنة فأكثر (%) | البيئة المجتمعية (%) | بيئة غير مجتمعية (%) |
| ----- | ------------------ | -------- | -------- | ------------- | ------------ | ------------- | ---------------- | -------------------- | -------------------- |
| 1966  | 4،533              | 51       | 49       | 18،6          | 27،9         | 48            | 5،5              | 40،1                 | 59،9                 |
| 1975  | 5،588              | 50،8     | 49،2     | 16            | 27،8         | 50،4          | 5،8              | 47،5                 | 52،5                 |
| 1984  | 6،966              | 50،9     | 49،1     | 14،6          | 25،1         | 53،6          | 6،7              | 52،8                 | 47،2                 |
| 1994  | 8،785              | 50،6     | 49،4     | 11            | 23،8         | 56،9          | 8،3              | 61                   | 39                   |
| 2004  | 9،911              | 50،1     | 49،9     | 8،1           | 18،6         | 64            | 9،3              | 64،9                 | 35،1                 |
| 2014  | 10،983             | 49،8     | 50،2     | 9،2           | 15،1         | 64،3          | 11،4             | 67،7                 | 32،3                 |

### المجموعات العرقية

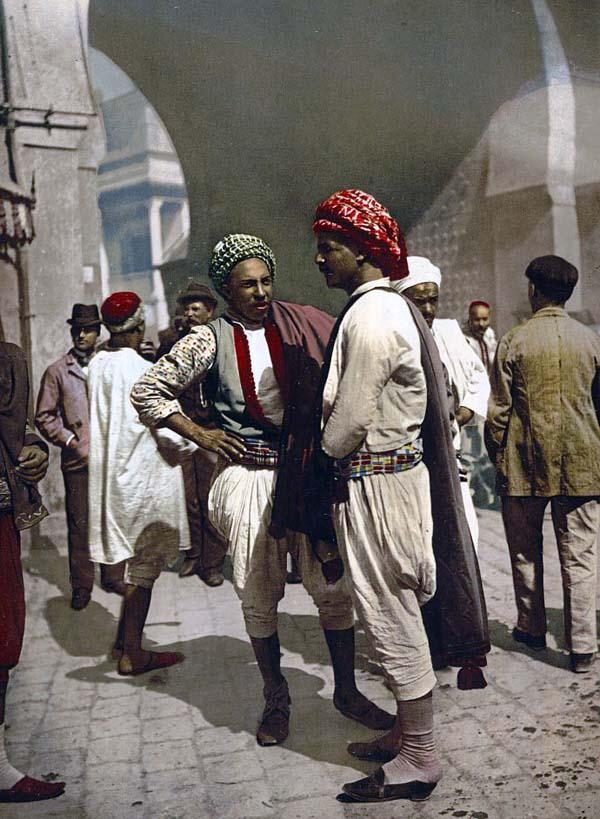
بعض سكان مدينة تونس عام 1899.

وفقًا لكتاب حقائق العالم لوكالة المخابرات المركزية، فإن المجموعات العرقية في تونس هي: العرب 98%، الأوروبيون 1%، اليهود وغيرهم 1%. وفقًا لتعداد تونس لعام 1956، كان عدد سكان تونس في ذلك الوقت 3783000 نسمة، 95 % منهم أمازيغ وعرب، 256000 أوروبي و 105000 يهودي. كان المتحدثون باللهجات البربرية 2% من السكان. ووفقًا لمصدر آخر، فإن تعداد العرب يقدر بـ 40% إلى 98% والأمازيغ بنسبة 1% إلى أكثر من 60%. يتركز الأمازيغ في جبال الظاهر وجزيرة جربة في الجنوب الشرقي وفي جبال خمير في الشمال الغربي. ومع ذلك، يشير عدد كبير من الدراسات الجينية والتاريخية الأخرى إلى هيمنة الأمازيغ في تونس. كان للتأثير العثماني أهمية خاصة في تشكيل المجتمع التركي التونسي. كما هاجرت شعوب أخرى إلى تونس خلال فترات زمنية مختلفة، بما في ذلك غرب إفريقيا، اليونانيون، الرومان، الفينيقيون، اليهود والمستوطنون الفرنسيون. بحلول عام 1870، كان التمييز بين السكان الناطقين بالعربية والنخبة التركية غير واضح.
من أواخر القرن التاسع عشر إلى فترة ما بعد الحرب العالمية الثانية، كانت تونس موطنًا لعدد كبير من الفرنسيين والإيطاليين (255000 أوروبي في عام 1956)، على الرغم من أن جميعهم تقريبًا، جنبًا إلى جنب مع السكان اليهود، إلا أنهم غادروا بعد إعلان استقلال تونس. يعود تاريخ اليهود في تونس إلى حوالي 2000 عام. في عام 1948، قدر عدد السكان اليهود بـ 105000 نسمة، ولكن بحلول عام 2013 بقي حوالي 1000 فقط بسبب هجرتهم إلى إسرائيل. أول الناس المعروفين في التاريخ فيما يعرف الآن بتونس هم الأمازيغ. لقد غزت العديد من الحضارات والشعوب السكان أو هاجروا إليها أو اندمجوا فيها على مدى آلاف السنين، مع تأثيرات السكان من الفينيقيين، القرطاجيين، الرومان، الوندال، العرب، الإسبان، الأتراك العثمانيين، الإنكشاريين والفرنسيين. كان هناك تدفق مستمر من البدو العرب القبائل من شبه الجزيرة العربية. بعد سقوط الأندلس وطرد غير المسيحيين والموريسكيين من إسبانيا، وصل العديد من المسلمين واليهود الإسبان إلى تونس. وبحسب ماثيو كار، «استقر ما يصل إلى ثمانين ألفًا من الموريسكيين في تونس، معظمهم في تونس العاصمة وأحوازها، والتي لا تزال تحتوي على ربع يعرف باسم زقاق الأندلس».

## الثقافة
تتنوع ثقافة تونس من خلال تراث يعود إلى حوالي 3000 عام من التاريخ وموقع جغرافي في وسط حوض البحر الأبيض المتوسط، مهد أعرق الحضارات والأديان السماوية الرئيسية. لقد كانت تونس بالفعل مفترق طرق للحضارات وتعكس ثقافتها آثار الثقافات البونية، العربية، التركية، الأفريقية والأوروبية والمسلمة بالإضافة إلى تأثير السلالات المتعاقبة التي حكمت البلاد.

### الدين
حسب الدستور التونسي، الإسلام هو الدين الرسمي للدولة والأغلبية المطلقة من سكانها حوالي 98% مسلمون، في حين أن حوالي 2% يتبعون المسيحية واليهودية أو الديانات الأخرى. يتمتع التونسيون بقدر كبير من الحرية الدينية وهو حق مكرس ومحمي في دستورها والذي يضمن حرية الفكر والمعتقد وممارسة شعائر الدين.
| تونس                         | تونس جزء من الأمّة الإسلاميّة، وعلى الدّولة وحدها أن تعمل، في ظلّ نظام ديمقراطيّ، على تحقيق مقاصد الإسلام الحنيف في الحفاظ على النّفس والعرض والمال والدّين والحرّية. | تونس |
| — الفصل 5 من دستور تونس 2022 | |      |

تتمتع البلاد بثقافة علمانية  فقط في الحياة السياسية ولكن في الحياة العامة الأفراد التونسيين غير متسامحون مع الحرية الدينية و يستفسرون عن المعتقدات الشخصية للفرد. ينتمي غالبية التونسيين إلى المذهب المالكي لأهل السنة والجماعة، ويمكن التعرف على مساجدهم بسهولة من خلال المآذن المربعة. ومع ذلك، فقد جلب الأتراك معهم تعليم المدرسة الحنفية أثناء الحكم العثماني، والتي لا تزال قائمة بين العائلات ذات الأصول التركية حتى اليوم، تحتوي مساجدهم تقليديًا على مآذن مثمنة الأضلاع. يشكل السنة الأغلبية، مع كون المسلمين غير الطوائف هم ثاني أكبر مجموعة من المسلمين، يليهم الأمازيغ الإباضيين.

يتألف المجتمع المسيحي الكبير في تونس من حوالي 35000 معتنق بشكل رئيسي من الكاثوليك، وبدرجة أقل من البروتستانت. استمر المسيحيون الأمازيغ في العيش في بعض قرى نفزاوة حتى أوائل القرن الخامس عشر. وكان المجتمع المسيحي التونسي موجودًا في مدينة توزر حتى القرن الثامن عشر. اليهودية هي ثالث أكبر ديانة، حيث يتراوح عدد أعضائها بين 1000 و 1400. يعيش ثلث السكان اليهود في تونس العاصمة وحولها. يعيش الباقون في جزيرة جربة مع 39 كنيسًا يهوديًا حيث يعود تاريخ الجالية اليهودية إلى 2600 عام في صفاقس، حمام الأنف وجربة وهي موطن لكنيس الغريبة، وهو أحد أقدم المعابد اليهودية في العالم وأقدمها. يعتبره العديد من اليهود موقعًا للحج، حيث تقام فيه الاحتفالات مرة واحدة في السنة بسبب عمره والأسطورة القائلة بأن الكنيس تم بناؤه باستخدام حجارة هيكل سليمان. في الواقع، قيل إن تونس والمغرب هما أكثر الدول العربية قبولًا لسكانها اليهود.

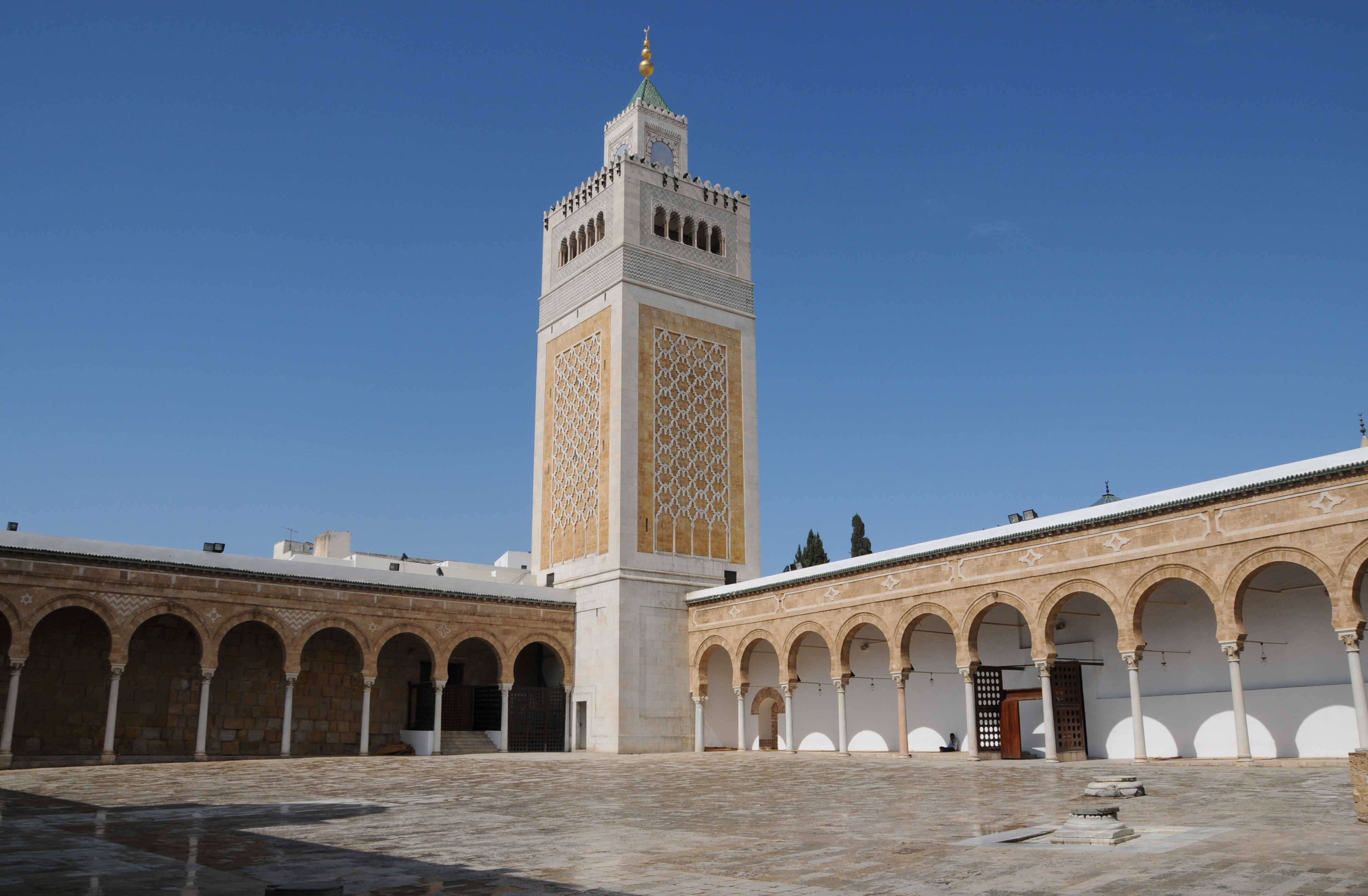
جامع الزيتونة أكبر صرح إسلامي في تونس. تأسس في 698.
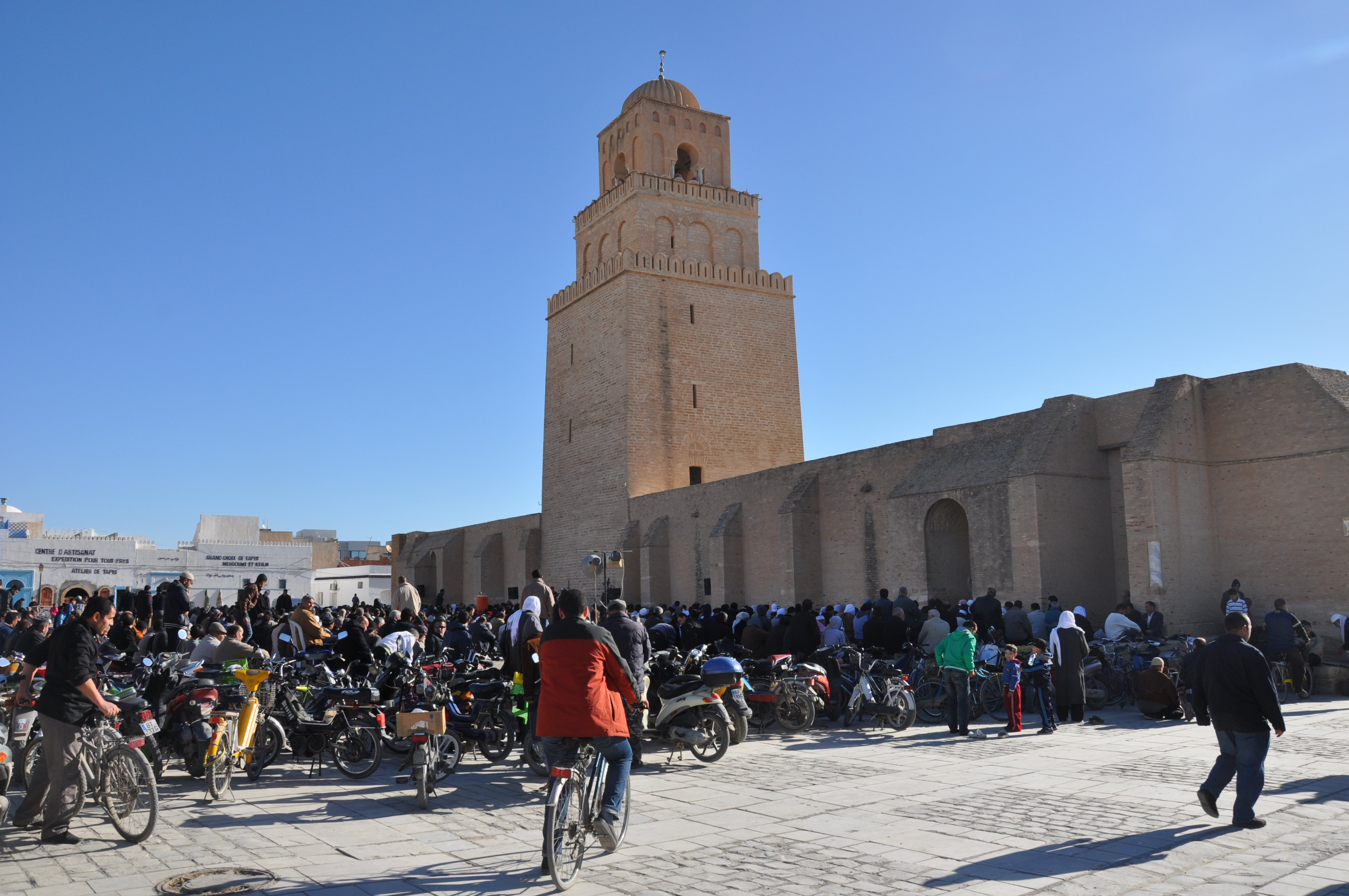
مصلون يغادرون جامع عقبة بن نافع في القيروان.
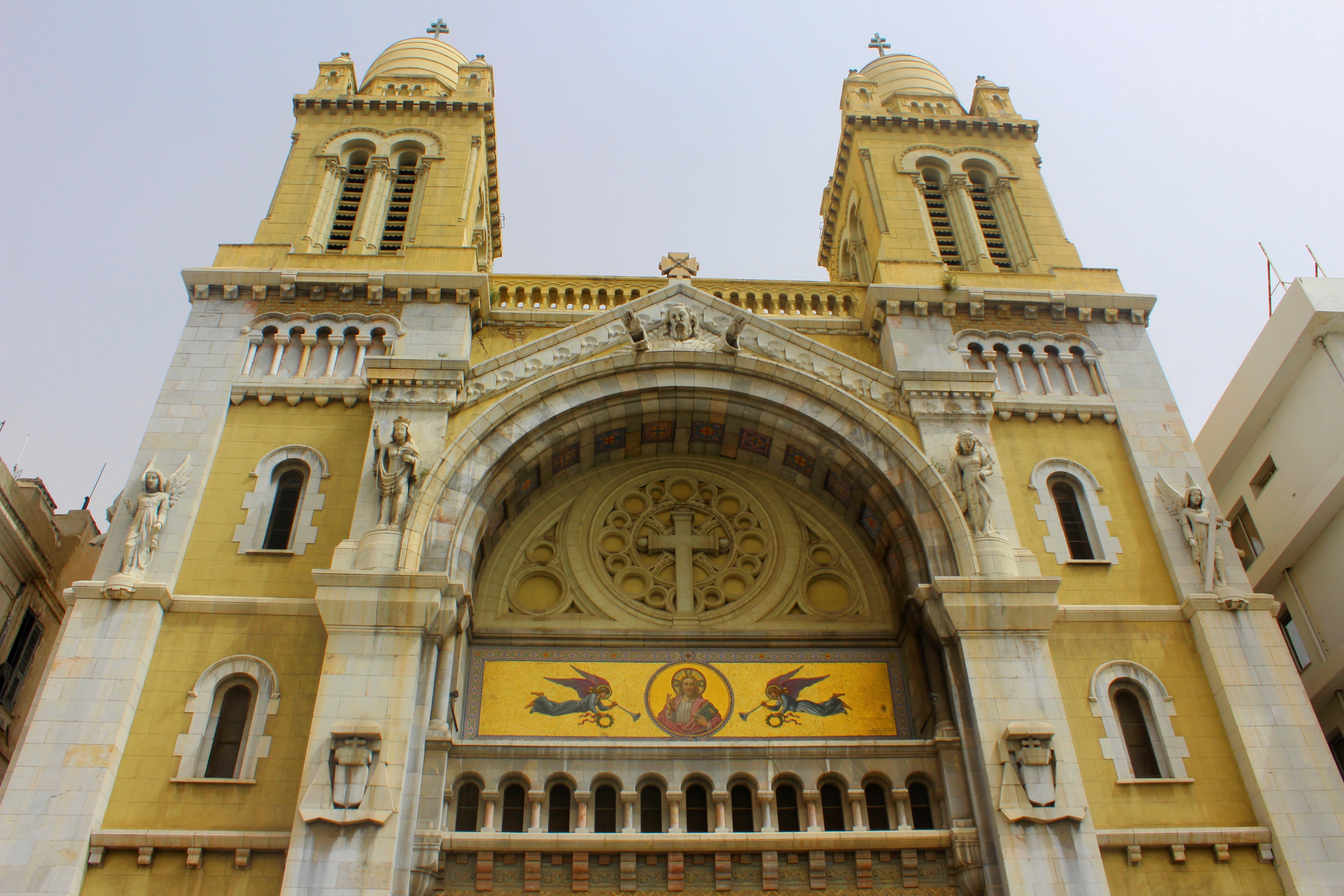
كاتدرائية القديس فنسون دو بول بتونس في شارع الحبيب بورقيبة.
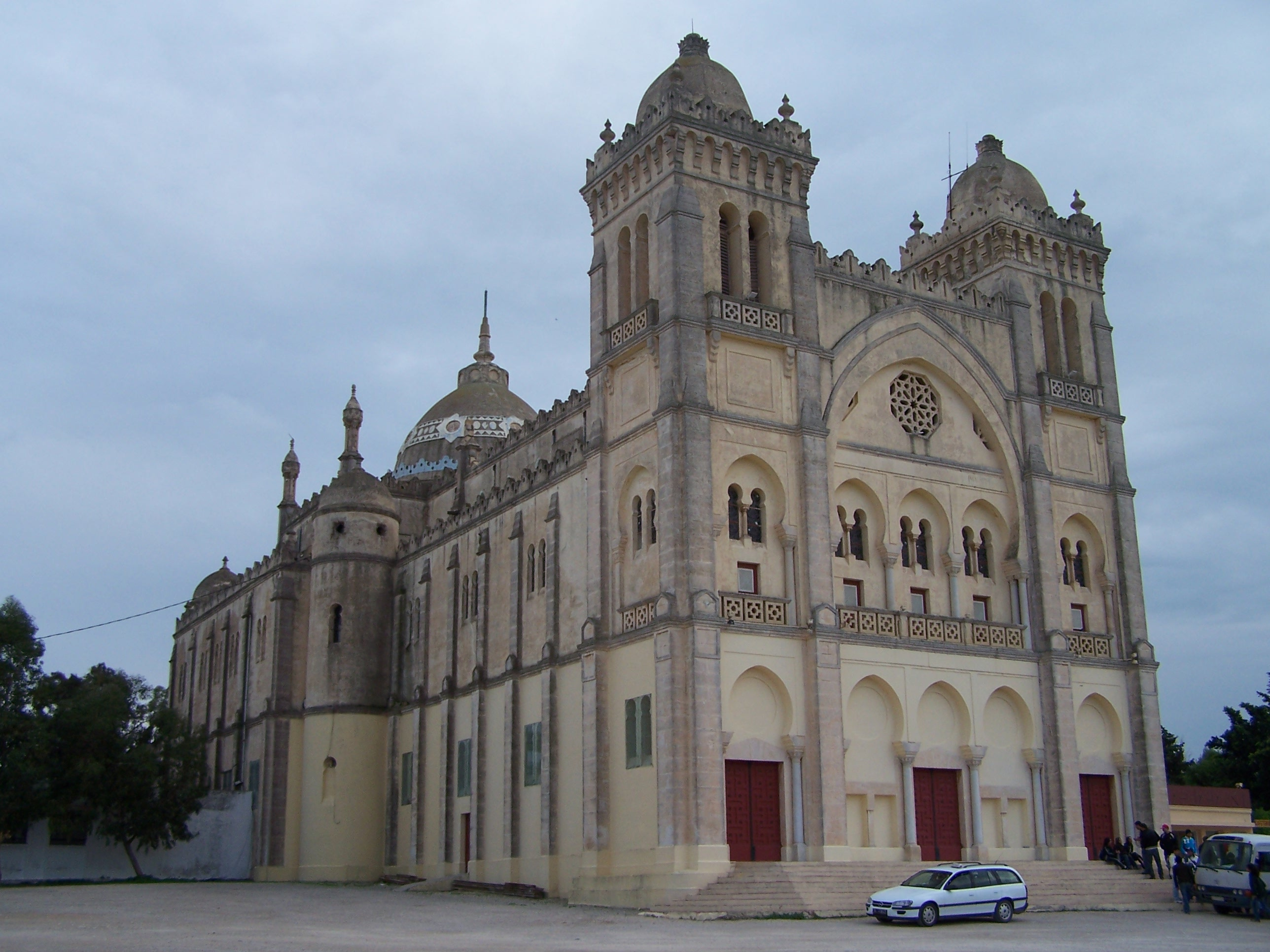
منظر خارجي لكاتدرائية القديس لويس بقرطاج.
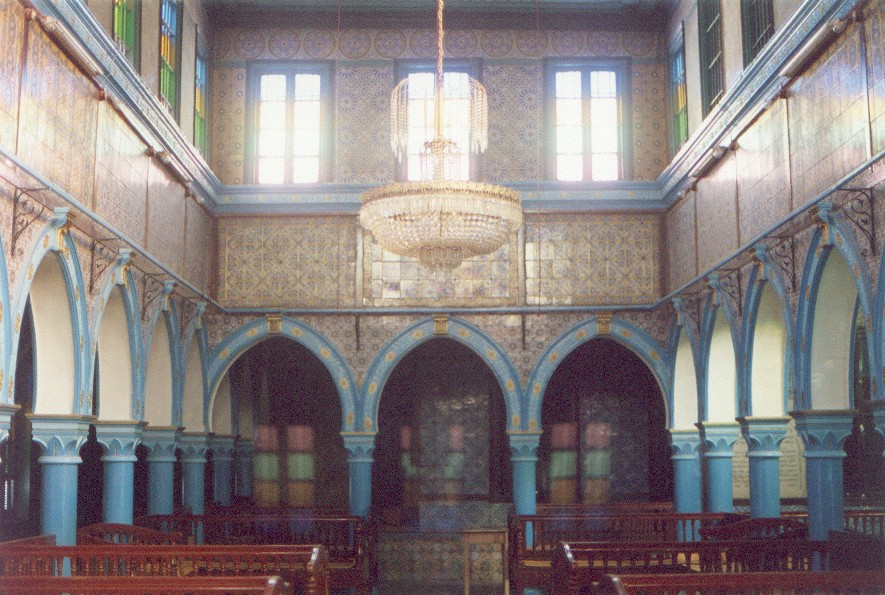
منظر داخلي لكنيس الغريبة في جربة أكبر صرح لليهود في تونس.
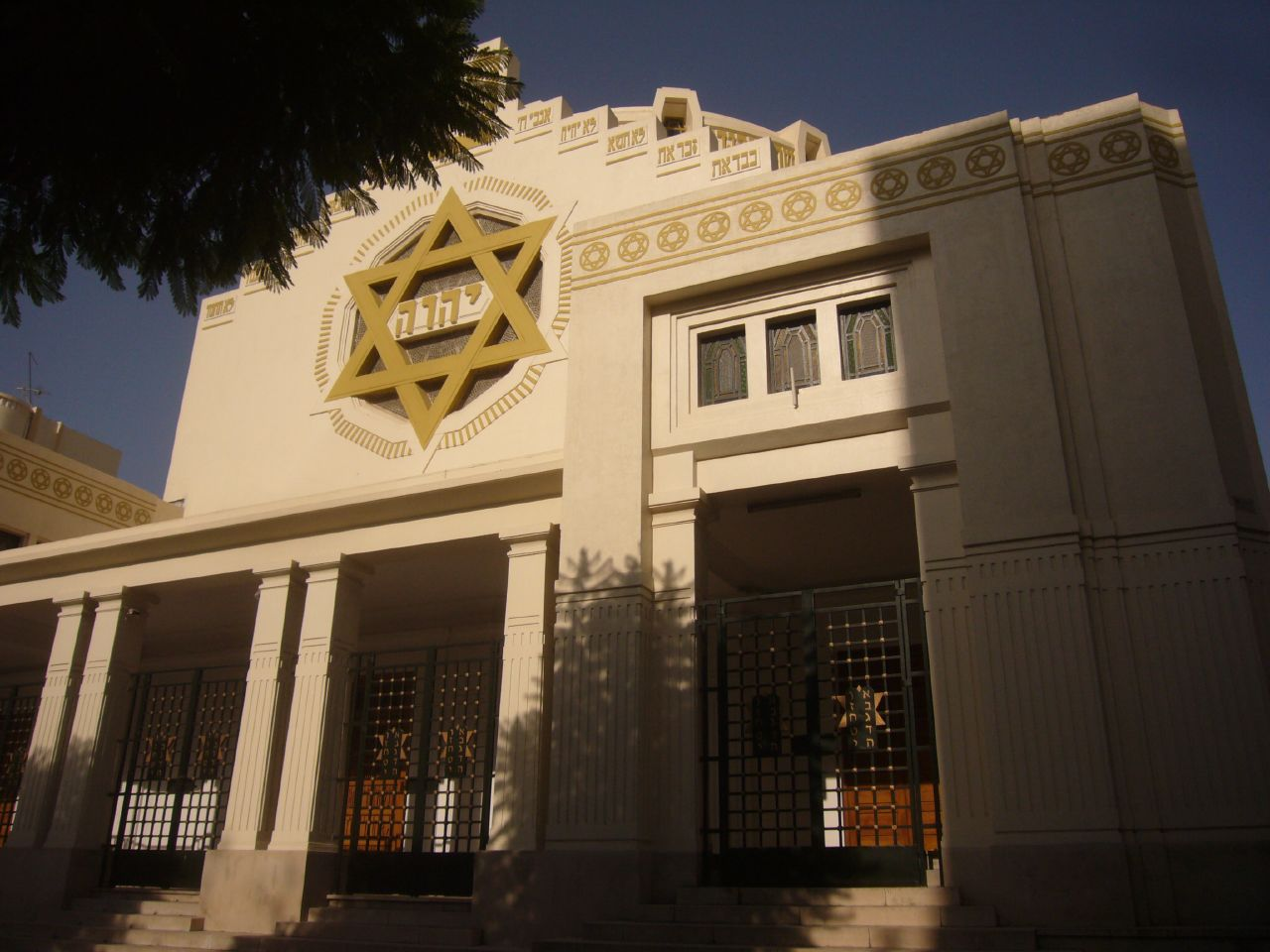
منظر خارجي لكنيس تونس.

### اللغات

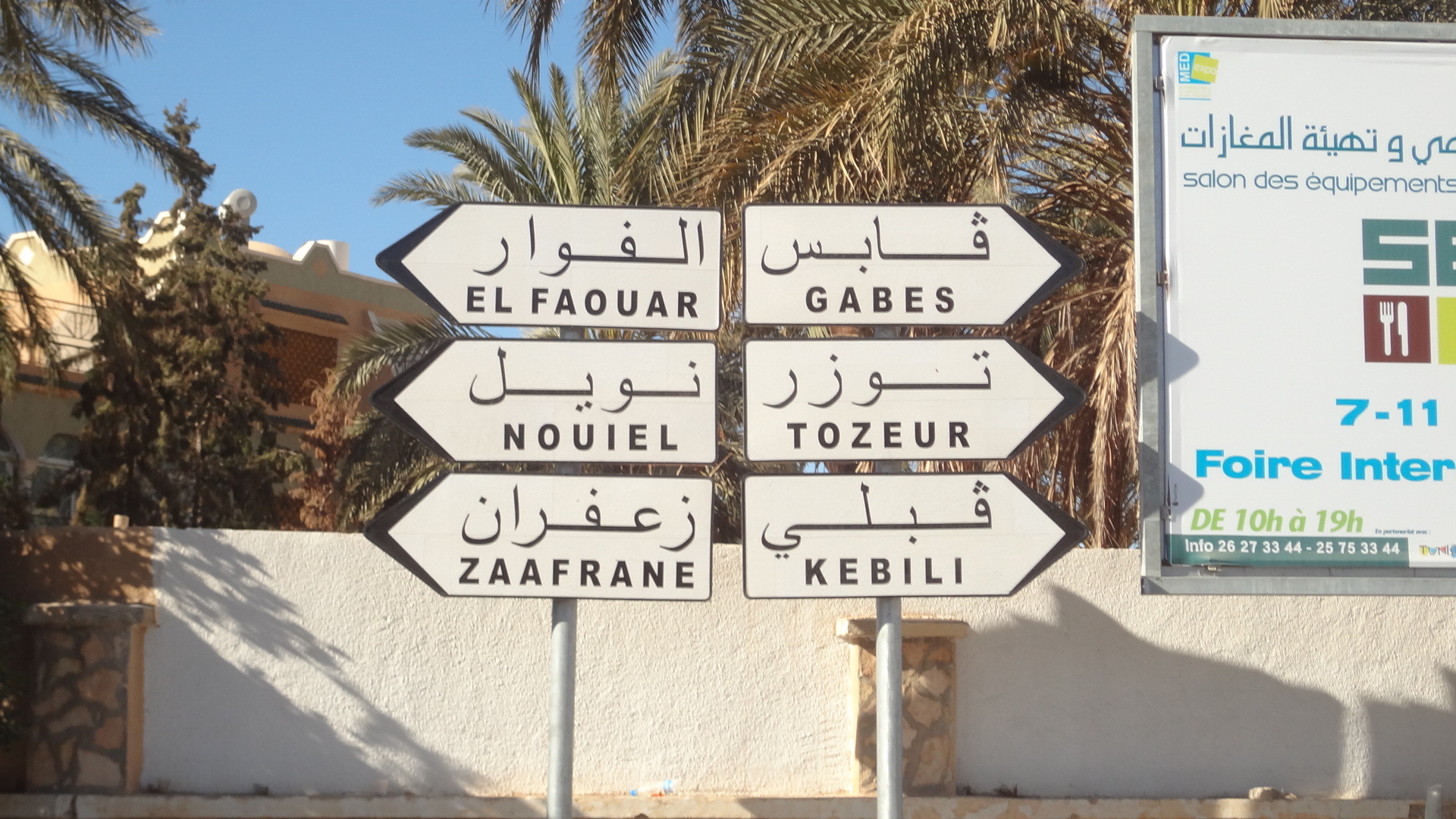
إشارات الطريق باللغتين العربية والفرنسية.

مزيج من اللغة العربية والدارجة التونسية على ملصق مزود خدمة إنترنت.

تونس هي الدولة الأكثر تجانسًا لغويًا في المغرب العربي لأن جميع السكان تقريبًا يتحدثون الدارجة التونسية ويفهمون اللغة العربية وهي اللغة الرسمية للبلاد فضلا عن اللغة الفرنسية. وفقًا للدراسات اللغوية، فهي قريبة من اللغة المالطية، والتي لا تعتبر مع ذلك لهجة عربية لأسباب اجتماعية لغوية. يتحدث الأمازيغ أقلية من الناطقين باللغة البربرية، خاصة في جنوب البلاد.
خلال فترة الحماية الفرنسية في تونس، فرضت فرنسا نفسها من خلال المؤسسات الوطنية ولا سيما التعليم، الذي أصبح ناقلًا قويًا للنشر. منذ الاستقلال، أصبحت البلاد أكثر عربية بشكل تدريجي، حتى لو بقيت الإدارة والتعليم ثنائية اللغة لفترة طويلة، بينما تعززت المعرفة باللغات الأوروبية من خلال تعرض تونس لهذه الظاهرة القارة من خلال التلفزيون والسياحة. البلد عضو في المنظمة الدولية للناطقين بالفرنسية منذ عام 1970. إضافة إلى ذلك، فإن ولايات باجة، قفصة، مدنين، المنستير، صفاقس، سوسة وتونس العاصمة أعضاء في الاتحاد الدولي للمناطق الفرنكوفونية.
شكلت التسعينيات نقطة تحول مع تعريب مقررات العلوم حتى نهاية الكلية، مع كل الصعوبات التي سببها هذا النوع من العملية، بهدف تسهيل الوصول إلى التعليم العالي وهذا في سياق إعادة تأهيل المرجع العربي الإسلامي. في الأماكن العامة. في أكتوبر 1999، اضطرت المؤسسات التجارية إلى إعطاء مساحة للحروف العربية ضعف مساحة الأحرف اللاتينية. في الوقت نفسه، فإن الإدارة مجبرة على التواصل باللغة العربية حصريًا، ولكن فقط وزارتي الدفاع والعدل والبرلمان معرّبتان بالكامل. في هذا السياق، يبدو أن استخدام اللغة الفرنسية آخذ في الانخفاض على الرغم من زيادة عدد الخريجين من نظام التعليم، مما يؤدي إلى حقيقة أن الممارسة الجيدة للغة الفرنسية تظل علامة اجتماعية مهمة. نظرًا لأنه لا يزال يُمارس على نطاق واسع في دوائر الأعمال والعالم الطبي والعالم الثقافي، يمكننا حتى اعتبار أنه أصبح مرهقًا. وفقًا لآخر التقديرات التي قدمتها الحكومة التونسية إلى المنظمة الدولية للناطقين بالفرنسية، يبلغ عدد الأشخاص الذين يجيدون اللغة الفرنسية إلى حد ما 6.36 مليون شخص، أو 63.6% من السكان.

### وسائل الإعلام

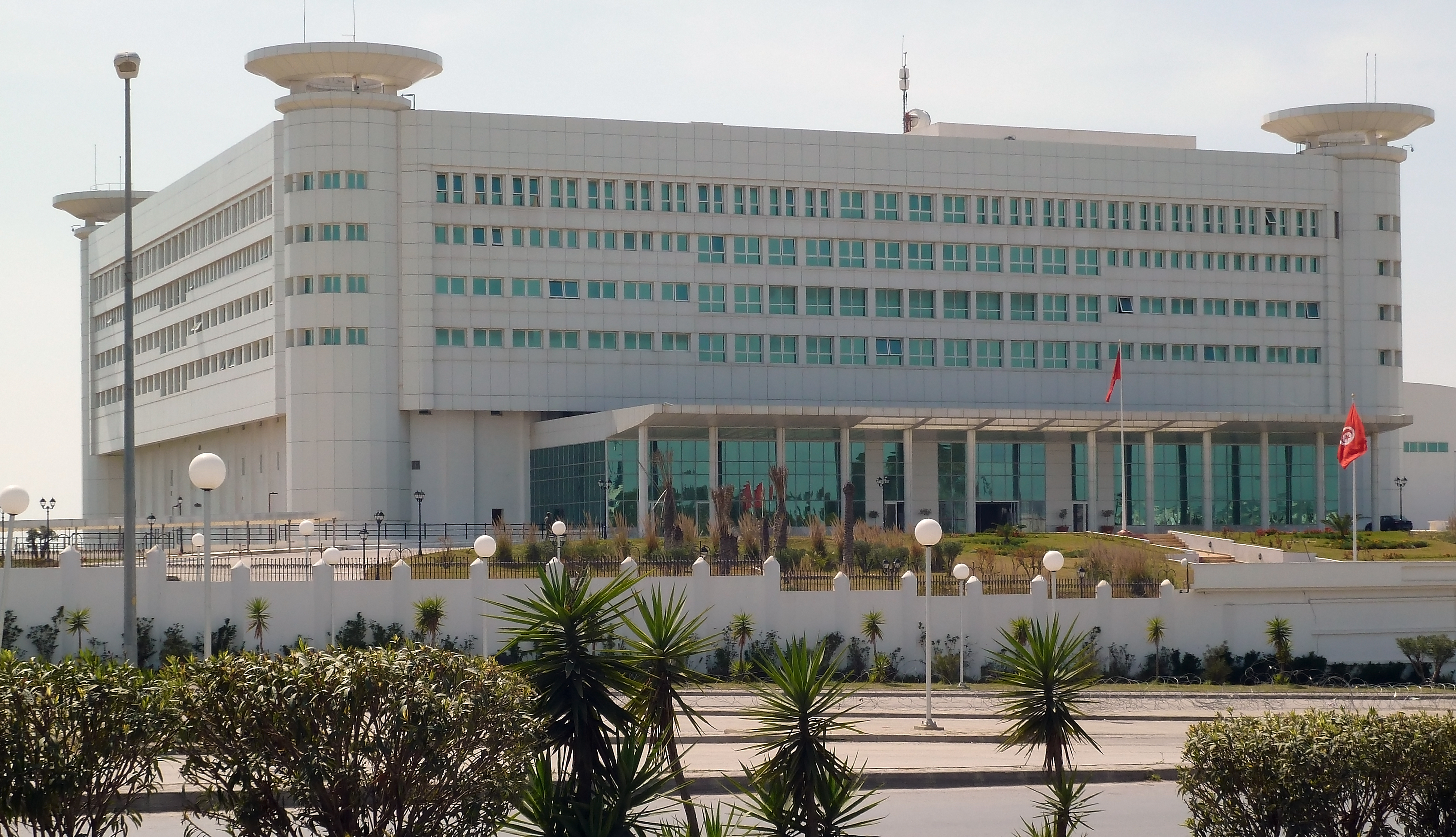
مبنى مؤسسة التلفزة التونسية.

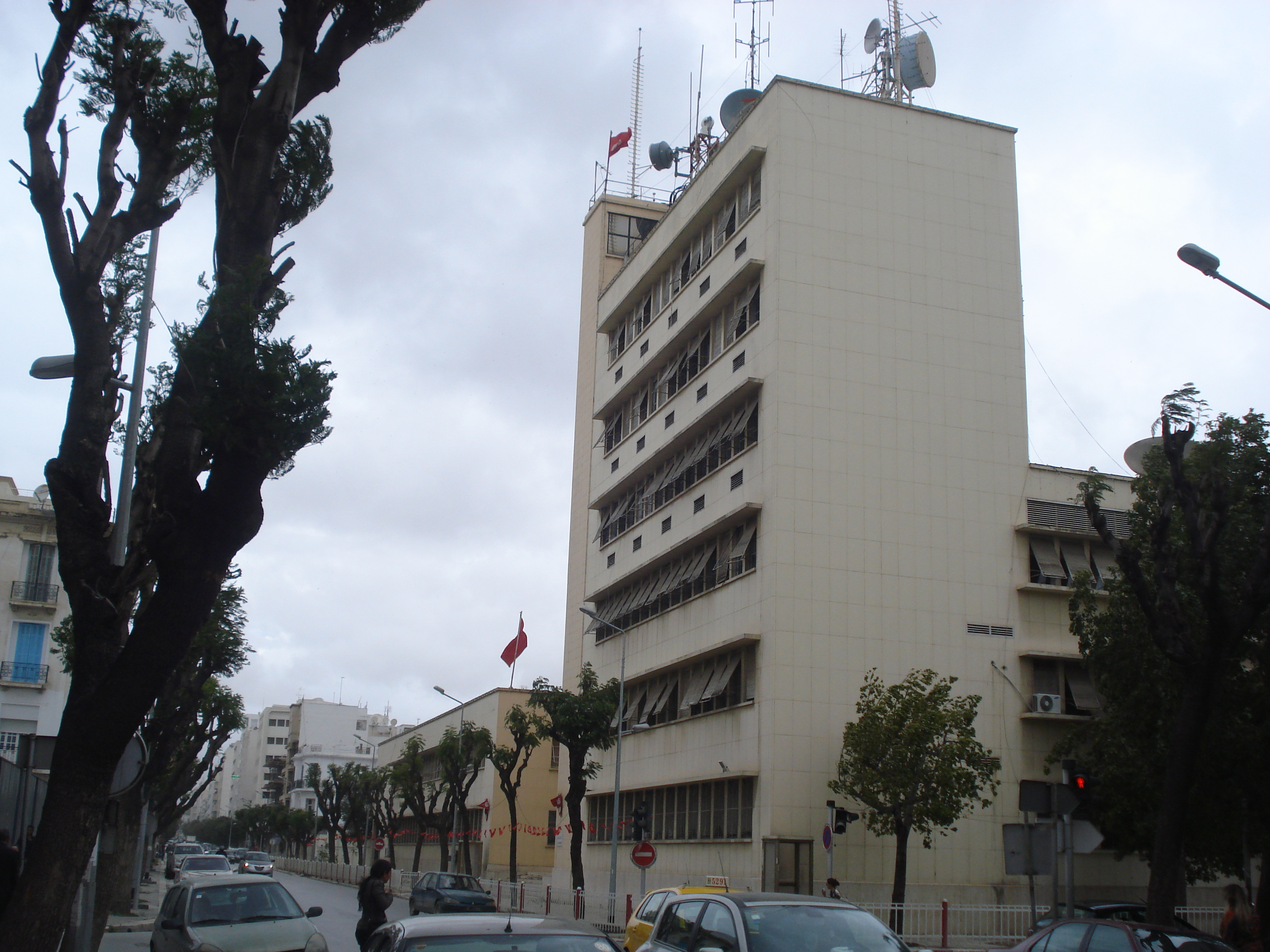
مبنى مؤسسة الإذاعة التونسية.

ظلت وسائل الإعلام التلفزيونية لفترة طويلة تحت سيطرة مؤسسة الإذاعة والتلفزة التونسية التي تأسست عام 1957. في 7 نوفمبر 2006، أعلن الرئيس زين العابدين بن علي فصل مؤسسة الإذاعة والتلفزة التونسية لتصبح مؤسسة التلفزة التونسية ومؤسسة الإذاعة التونسية، ذلك الأمر الذي أصبح ساريًا في 31 أغسطس 2007. حتى ذلك الحين، كانت مؤسسة الإذاعة والتلفزة التونسية تدير جميع محطات التلفزيون العامة (الوطنية 1 والوطنية 2 التي حلت محل إ.ت.ت. 2) وأربع محطات إذاعية وطنية (الإذاعة الوطنية، إذاعة تونس الثقافية، إذاعة الشباب وإذاعة تونس الدولية) وخمس محطات إقليمية (إذاعة قفصة، إذاعة الكاف، إذاعة المنستير، إذاعة صفاقس وإذاعة تطاوين). معظم البرامج باللغة العربية وبعضها باللغة الفرنسية.
شهد النمو التلفزيوني للقطاع الخاص إنشاء العديد من القنوات بما في ذلك (قناة الزيتونة، قناة المتوسط، قناة الجنوبية، قناة القلم، قناة حنبعل، الحوار التونسي، نسمة، تونسنا والتاسعة) والمحطات الإذاعية الخاصة (كاب أف أم، إكسبراس أف أم، إذاعة إي أف أم، جوهرة أف أم، راديو كلمة، موزاييك أف أم، أوازيس أف أم وشمس أف أم). في عام 2007، حوالي 245 صحيفة ومجلة (مقابل 91 فقط في عام 1987) مملوكة بنسبة 90% لمجموعات خاصة ومستقلين. للأحزاب السياسية التونسية الحق في إصدار صحفها الخاصة، لكن أحزاب المعارضة لها طبعات محدودة للغاية (مثل جريدة الموقف أو صحيفة المواطنون). قبل الانتقال الديمقراطي الأخير، على الرغم من أن حرية الصحافة كانت مضمونة رسميًا بموجب الدستور، إلا أن جميع الصحف تقريبًا اتبعت عمليًا تقرير الحكومة.
تم قمع النهج النقدي لأنشطة الرئيس والحكومة والتجمع الدستوري الديمقراطي (الذي كان في السلطة آنذاك). في الأساس، هيمنت سلطات الدولة على وسائل الإعلام من خلال وكالة تونس إفريقيا للأنباء. وقد تغير هذا منذ ذلك الحين، حيث تم إلغاء الرقابة على وسائل الإعلام من قبل السلطات إلى حد كبير، وانخفضت الرقابة الذاتية كثيرًا. ومع ذلك، فإن الإطار التنظيمي الحالي والثقافة الاجتماعية والسياسية تعني أن مستقبل الصحافة وحرية الإعلام لا يزال غير واضح.

### التعليم

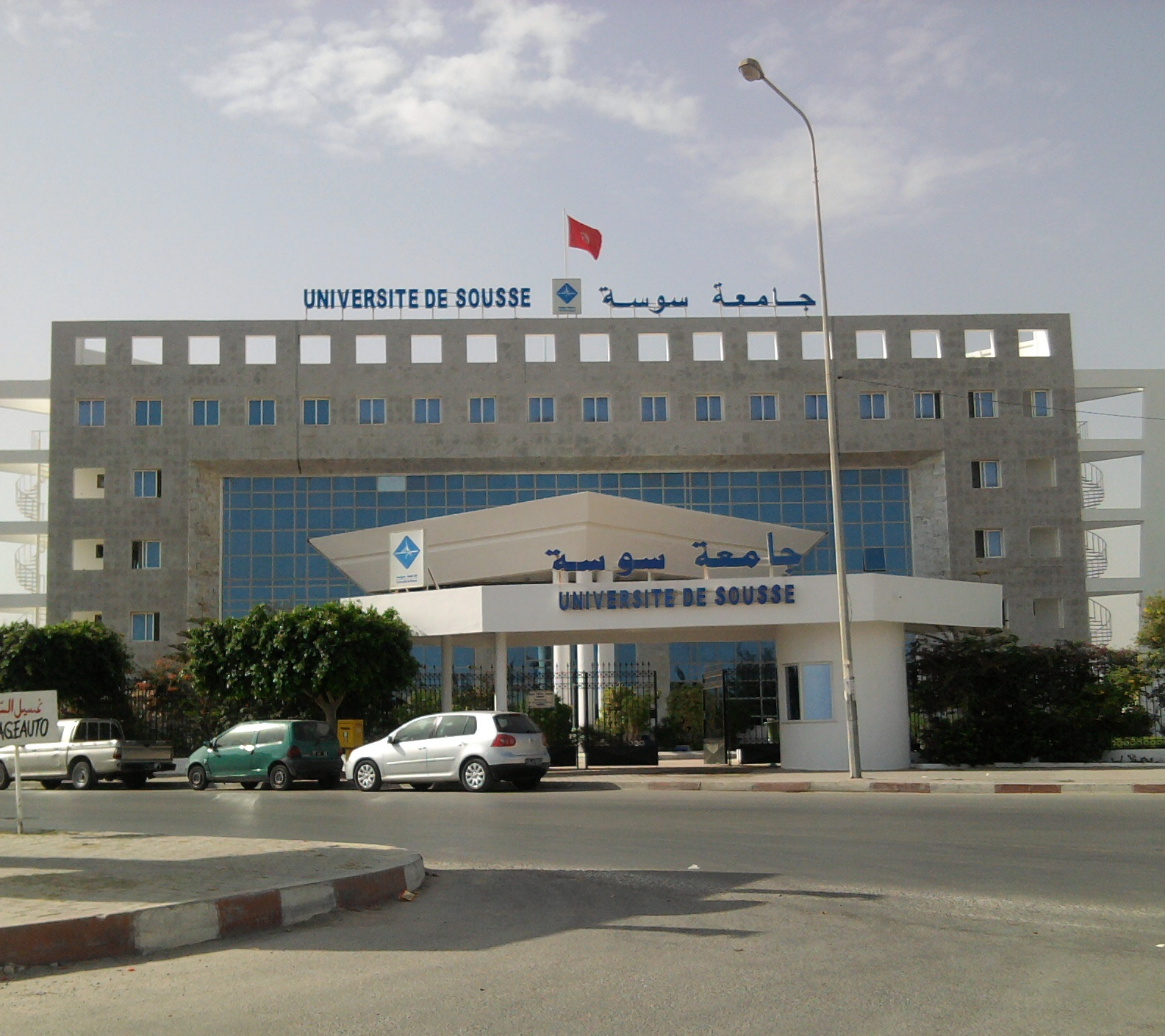
جامعة سوسة.

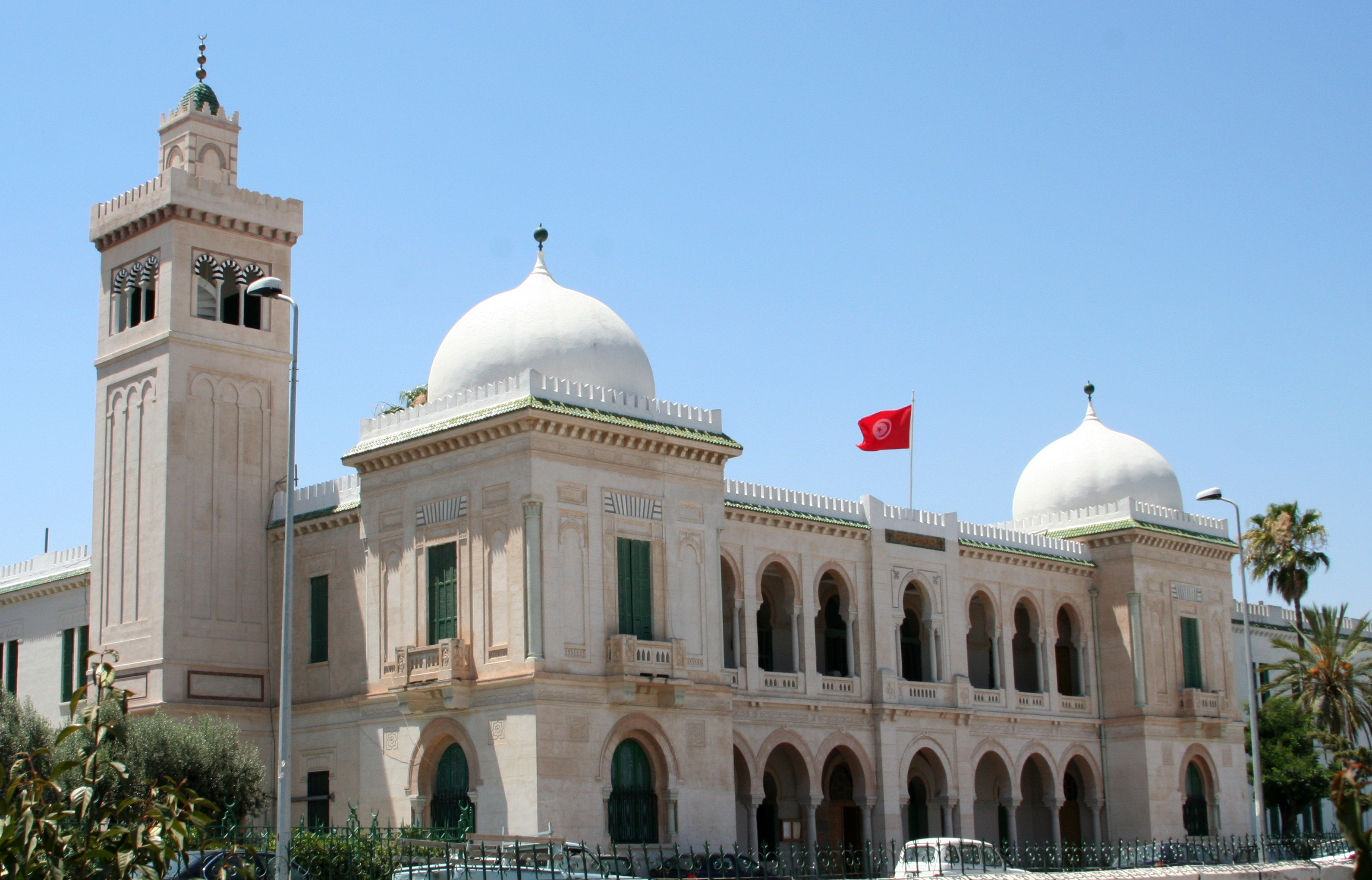
المدرسة الصادقية أسسها خير الدين التونسي عام 1875

يتم توفير التعليم قبل المدرسة غير الإلزامي والذي يستهدف الأطفال الذين تتراوح أعمارهم بين ثلاث إلى ست سنوات يتم ضمهم إلى رياض الأطفال. التعليم الأساسي إلزامي ومجاني، من ستة إلى ستة عشر عامًا، وينقسم إلى مرحلتين: المرحلة الأولى ومدتها ست سنوات تكون في المدرسة الابتدائية، بينما المرحلة الثانية ومدتها فترة ثلاث سنوات تكون في المدرسة الإعدادية.
تمت الموافقة على هذه الدورة من خلال دبلوم نهاية دراسات التعليم الأساسي الذي يسمح للخريجين بالالتحاق بالتعليم الثانوي (مجاني دائمًا) الذي يتم صرفه في المعاهد الثانوية لمدة أربع سنوات اعتبارًا من إصلاح عام 1995. ويشتمل على عام واحد مشترك (ثلاثة حتى عام 1991) في يتم توجيه التلاميذ في نهايتها نحو دورة ثانية مدتها ثلاث سنوات تتكون من سبعة تيارات (آداب، رياضيات، علوم تجريبية، علوم تقنية، علوم إعلامية، اقتصاد وتصرف ورياضة) ويقرها البكالوريا التي تتيح الوصول إلى التعليم العالي. لديها على وجه الخصوص 179 مؤسسة ملحقة بثلاث عشرة جامعة - بما في ذلك خمس في تونس العاصمة، واحدة في سوسة، واحدة في صفاقس، واحدة في القيروان، واحدة في قابس، واحدة في قفصة، واحدة في المنستير وواحدة في جندوبة ويوجد أيضًا 24 معهدًا عاليًا للدراسات التكنولوجية.
يتم توفير التكوين المهني من قبل مجموعة من المشغلين العموميين، بما في ذلك الوكالة التونسية للتكوين المهني، التي توفر الإشراف التربوي لجميع المشغلين في القطاعين العام والخاص. الدبلومات الصادرة بعد التدريب الأولي هي على ثلاثة مستويات: شهادة الكفاءة المهنية التي تصادق على دورة تدريبية تستمر لمدة عام واحد على الأقل بعد التعليم الأساسي، وشهادة الفني المحترف التي تصادق على دورة تدريبية تستمر لمدة عام واحد على الأقل بعد نهاية الدورة الأولى من التعليم الثانوي أو بعد الحصول على شهادة الكفاءة المهنية وشهادة الفني الأعلى التي تنص على دورة تدريبية تستمر لمدة عامين على الأقل بعد البكالوريا أو بعد الحصول على شهادة فني محترف.
وفي حين تم تخصيص 21% من الميزانية الوطنية عام 2008 للتعليم الوطني، بلغ عدد الطلاب الملتحقين بالمرحلتين الابتدائية والثانوية 2.1 مليون عام 2008 مقابل 2.4 مليون عام 2000 و 1.7 مليون عام 1987؛ تم تسجيل 370.000 طالب وطالبة في نفس الوقت في التعليم العالي، أي 27% من الفئة العمرية المعنية. في عام 2005، كان معدل الإلمام بالقراءة والكتابة 76.2% ومعدل الالتحاق للأطفال الذين تتراوح أعمارهم بين 12 و 17 عامًا، متساوٍ بين الأولاد والبنات 66%.

### الصحة

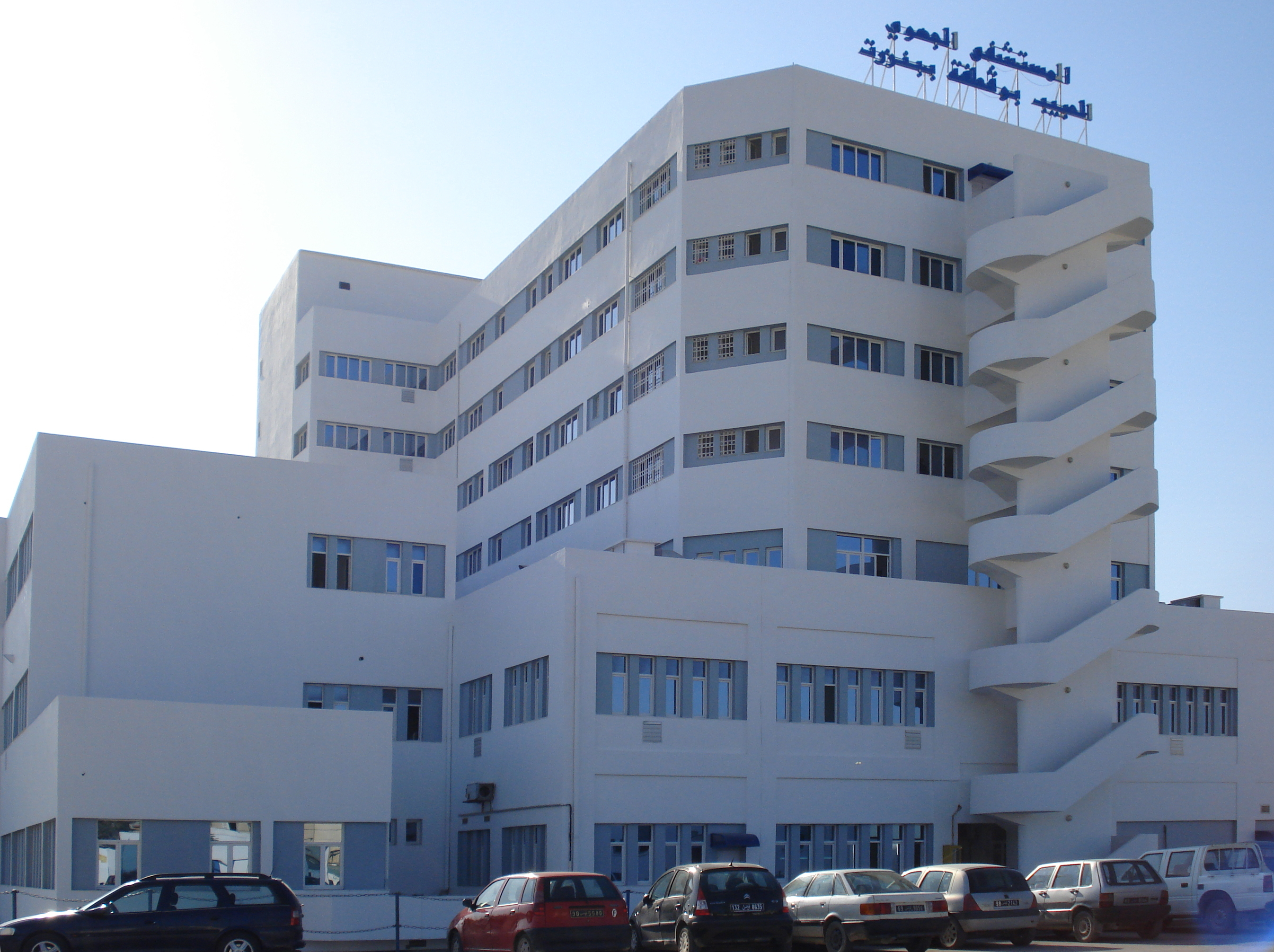
المستشفى الجامعي الحبيب بوقطفة في بنزرت.

في عام 2016، كان متوسط العمر المتوقع في تونس 74 عامًا للذكور و 78 عامًا للإناث. بالمقارنة، في الستينيات كانت 47.1 سنة فقط. بلغت وفيات الرضع في عام 2017 12.1 حالة لكل 1000 ولادة حية. تم القضاء على الحصبة، الكزاز وشلل الأطفال إلى حد كبير من خلال برنامج تحصين كبير. تعد داء البلهارسيا والملاريا نادرة الحدوث، على الرغم من أن داء الكلب واللسعات وداء الليشمانيات لا يزال يمثل مشكلة. الأمراض غير المعدية المرتبطة بنمط الحياة غير الصحي هي الآن الأسباب الرئيسية للوفاة.
تونس لديها نظام صحي عام ممول من الضرائب يديره الصندوق الوطني للتأمين على المرض الذي يوفر الرعاية لغالبية السكان. وهي تشمل المراكز الصحية التي تقدم الرعاية الأولية ومستشفيات المقاطعات والأقاليم والمستشفيات الجامعية. وحددت الاشتراكات في عام 2010 بنسبة 6.75%: 2.75% يدفعها الموظف من الراتب و 4% على صاحب العمل. يغطي النظام بعض العلاج في القطاع الخاص. تم إدخال المدفوعات المشتركة في عام 1994 بنسبة 10% وزادت إلى 20% في عام 1998. وتمثل المدفوعات الشخصية الآن أكثر من نصف إجمالي نفقات الرعاية الصحية. هناك قطاع رعاية صحية خاص، يتركز في المدن، مع كل من المنظمات الربحية وغير الربحية التي تدير المستشفيات والمرافق. يحتوي هذا على 12% من إجمالي سعة الأسرة و 70% من أفضل المعدات الطبية. أكثر من نصف الأطباء 73% من أطباء الأسنان و 80% من الصيادلة يعملون في القطاع الخاص. صناعة السياحة العلاجية هي ثاني أكبر دخل وثاني أعلى مصدر للعملة الأجنبية.

### الفنون

#### الأدب والشعر

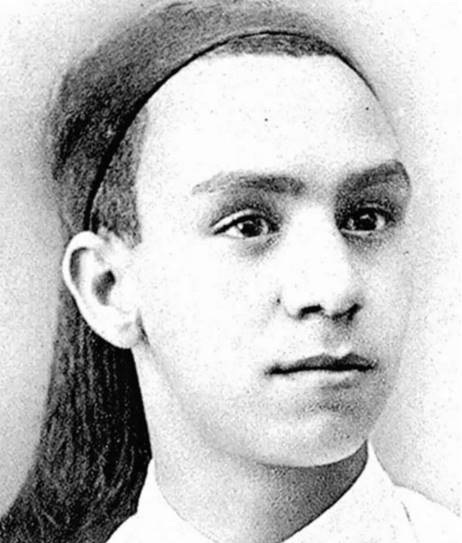
أبو القاسم الشابي من أشهر الشعراء العرب له عدة أبيات في النشيد الوطني التونسي حماة الحمى.

الأدب التونسي موجود في شكلين: عربي وفرنسي. يعود تاريخ الأدب العربي إلى القرن السابع مع ظهور الحضارة العربية في المنطقة. إنه أكثر أهمية من حيث الحجم والقيمة من الأدب الفرنسي، الذي تم تقديمه خلال فترة الحماية الفرنسية من عام 1881. ومن بين الشخصيات الأدبية علي الدوعاجي الذي أنتج أكثر من 150 قصة إذاعية وأكثر من 500 قصيدة وأغنية شعبية وحوالي 15 مسرحية. لأن الحوارات كُتبت باللهجة التونسية وأخرى مثل المنصف غشام، محمد الصالح بن مراد ومحمود المسعدي. أما بالنسبة للشعر، فإن الشعر التونسي عادة ما يختار عدم المطابقة والابتكار مع شعراء مثل أبو القاسم الشابي.
أما الأدب الفرنسي، فيتميز بمقاربته النقدية. على عكس تشاؤم ألبير ممي، الذي تنبأ بأن الأدب التونسي حُكم عليه بالموت في سن الشباب، عدد كبير من الكتاب التونسيين في الخارج بمن فيهم عبد الوهاب المدب، طاهر البكري، مصطفى التليلي، هالة الباجي وفوزي ملاح. موضوعات التجول والنفي وحسرة القلب هي محور كتاباتهم الإبداعية. تسرد الببليوغرافيا الوطنية 1249 كتابًا غير مدرسي نُشر عام 2002 في تونس، مع 885 عنوانًا باللغة العربية. في عام 2006، ارتفع هذا الرقم إلى 1500 و 1700 في عام 2007. ما يقرب من ثلث الكتب منشورة للأطفال. في عام 2014، قام الكاتب والمترجم التونسي الأمريكي المبدع محمد علي المكي الذي كتب العديد من الكتب، ليس للنشر ولكن فقط لقراءته الخاصة، بترجمة الدستور الجديد للجمهورية التونسية من العربية إلى الإنجليزية لأول مرة في التاريخ الببليوغرافي التونسي، تم نشر الكتاب في جميع أنحاء العالم في العام التالي وكان الكتاب التونسي الأكثر مشاهدة وتنزيلًا على الإنترنت.

#### الموسيقى والغناء

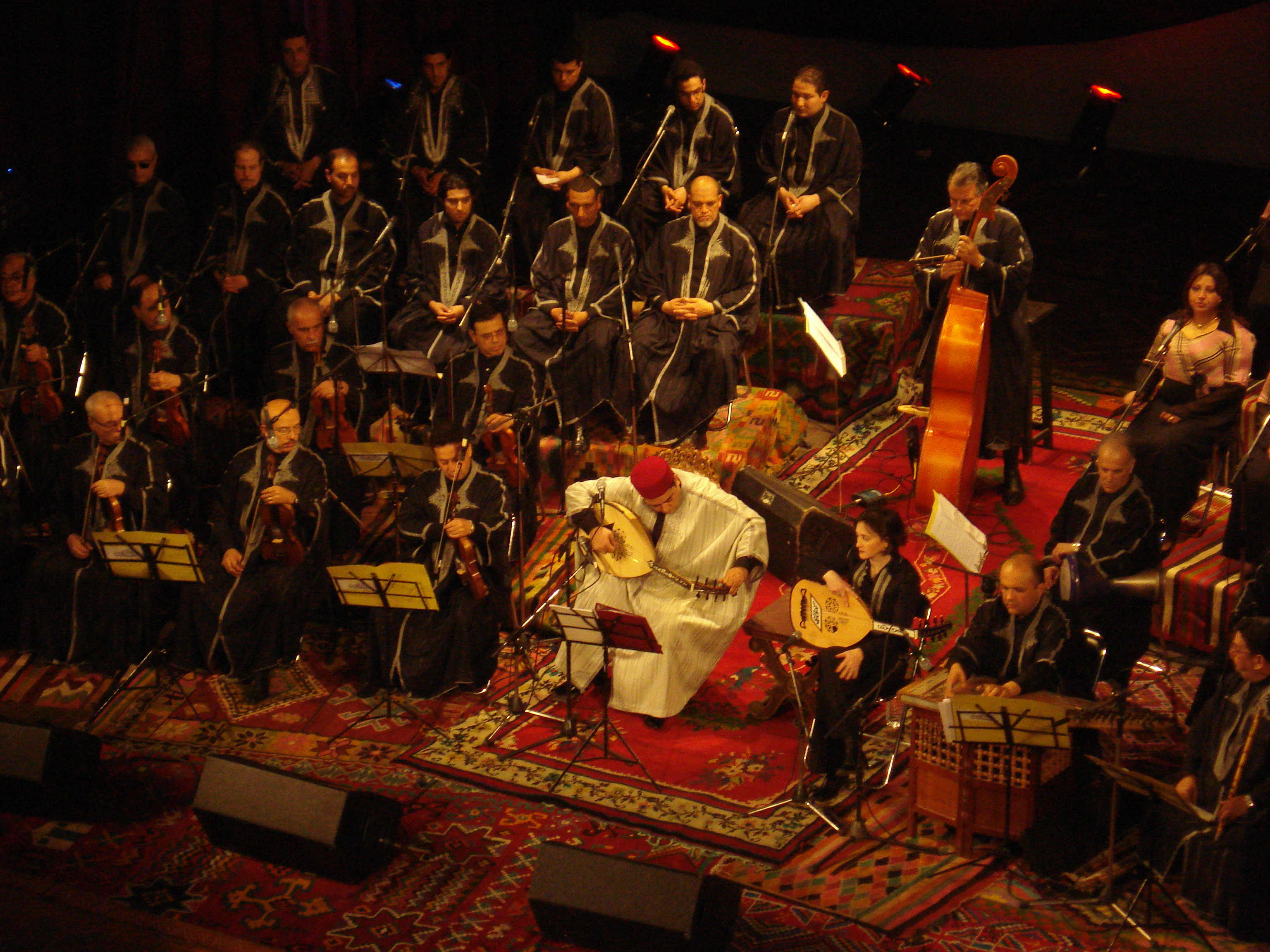
أوركسترا المدرسة الرشيدية صحبة زياد غرسة على ركح المسرح البلدي بتونس في 28 فبراير 2009.

في بداية القرن العشرين، سيطرت الذخيرة الليتورجية على النشاط الموسيقي المرتبط بالأخويات الدينية المختلفة والمرجع العلماني الذي يتألف من مقطوعات موسيقية وأغاني بأشكال وأنماط أصول أندلسية مختلفة، مستعارة بشكل أساسي خصائص اللغة الموسيقية. في عام 1930 تم تأسيس المدرسة الرشيدية بفضل فنانين من الجالية اليهودية. ساعد تأسيس مدرسة موسيقية عام 1934 على إحياء الموسيقى العربية الأندلسية إلى حد كبير في إحياء اجتماعي وثقافي بقيادة النخبة في ذلك الوقت الذين أدركوا مخاطر فقدان التراث الموسيقي والتي اعتقدوا أنها تهدد أسس الهوية الوطنية التونسية. لم تستغرق المؤسسة وقتًا طويلاً لتجميع مجموعة من الموسيقيين والشعراء والعلماء.
أتاح إنشاء راديو تونس عام 1938 للموسيقيين فرصة أكبر لنشر أعمالهم. الموسيقيون التونسيون البارزون هم صابر الرباعي، ظافر يوسف، بلقاسم بوقنة، سنية مبارك، لطيفة العرفاوي، صالح المهدي، أنور ابراهم ولطفي بوشناق. ومن بين القدماء نذكر صليحة، خميس ترنان، علي الرياحي، الهادي الجويني، محمد الجموسي، الشيخ العفريت، ذكرى محمد، رضا القلعي وعلي السريتي. في الوقت نفسه، ينجذب غالبية السكان إلى الموسيقى من أصل عربي (مصري أو لبناني أو حتى سوري). تتمتع الموسيقى الغربية المعاصرة أيضًا بنجاح كبير مع ظهور العديد من فرق ومهرجانات موسيقى الروك، الهيب هوب، الريغي والجاز.

#### السينما

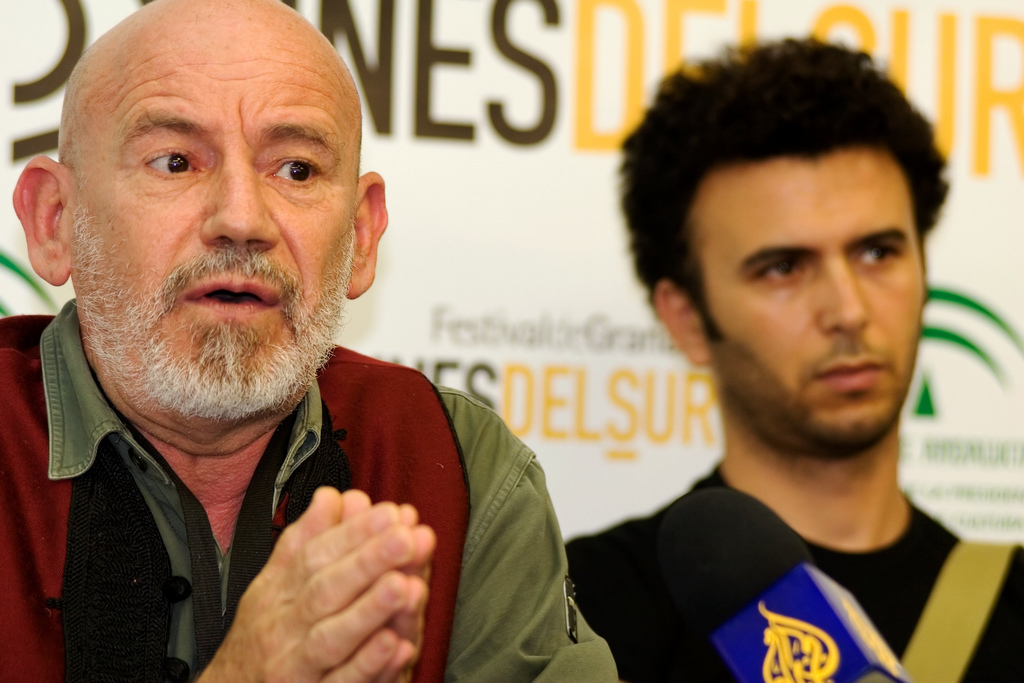
نوري بوزيد (يسار) ولطفي العبدلي (يمين) في مهرجان سينما الجنوب في غرناطة عام 2007 في ندوة صحفية أثناء تقديم فيلمهما آخر فيلم.

ترجع بدايات السينما في تونس إلى عام 1896 تاريخ تصوير الإخوة لوميير لمشاهد حية لأنهج تونس العاصمة. في العام التالي أقام ألبير شمامة شيكلي، رائد السينما التونسية، أول عرض سينمائي بتونس. سنة 1908 أفتتحت أمنية باتي كأول قاعة سينما في البلاد. عام 1922 صور ألبير شمامة شيكلي فيلم زُهْرَة، أول فيلم قصير في البلاد، تبعه سنة 1937 أول فيلم طويل بعنوان مجنون القيروان. سنة 1966 بعد الاستقلال أنتج أول فيلم تونسي بعنوان الفجر.
تنتج السينما التونسية حاليا معدل ثلاثة أفلام طويلة و6 أفلام قصيرة في السنة. تعد أيام قرطاج السينمائية، أهم فعالية سينيمائة في البلاد. تبقى الإنتاجات السينمائية التونسية نادرة وسرية حتى لو حقق بعضها بعض النجاح خارج تونس. ومن أشهرها صيف حلق الوادي (1996) وعصفور السطح (1990) لفريد بوغدير هذا الأخير، بلا شك أكبر نجاح للسينما التونسية. نوري بوزيد من جانبه ينظر إلى الواقع التونسي بنظرة لا هوادة فيها في ريح السد (1986) وبزناس (1991). في فيلم السفراء (1975)، يصور الناصر القطاري المهاجرين المغاربيين في فرنسا الذين يواجهون العنصرية هناك. فيلم صمت القصور (1994) لمفيدة التلاتلي، أول فيلم عربي من إخراج امرأة، نكتشف الحياة في منزل أرستقراطي في تونس من خلال عيون فتاة صغيرة. في عام 2007، شهد المشهد السينمائي التونسي إطلاق العديد من الأفلام التي لاقت نجاحًا معينًا مع الجمهور مثل آخر فيلم (2006) للنوري بوزيد أو في أش أس كحلوشة (2006) لنجيب بلقاضي.

#### المسرح

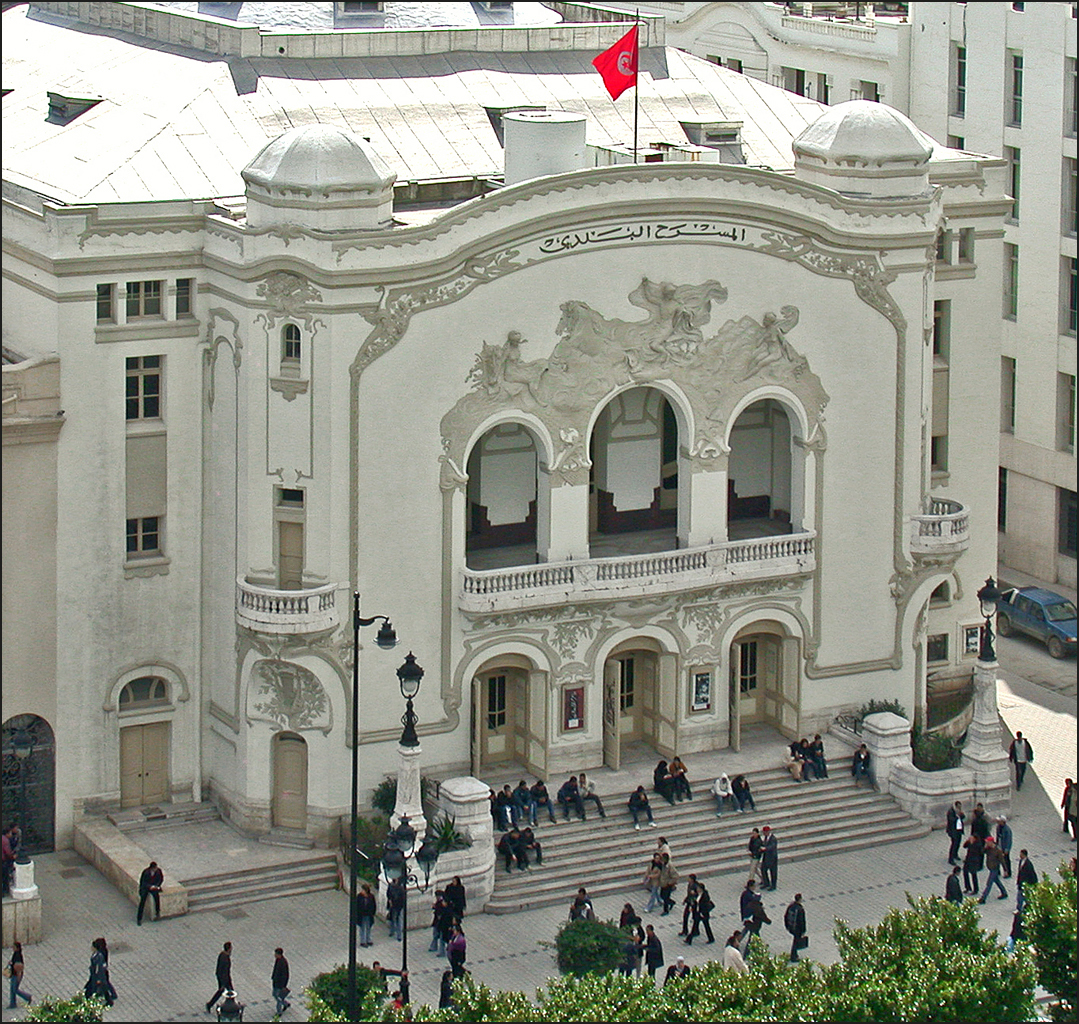
المسرح البلدي بتونس يقع في شارع الحبيب بورقيبة في تونس العاصمة.

تطور المسرح التونسي خصوصًا بين نهاية القرن التاسع عشر وبداية القرن العشرين خلال فترة الحماية الفرنسية. استقبل المسرح البلدي بتونس، الذي تأسس في ذلك الوقت، على مدار أكثر من قرن من الوجود أسماء كبيرة من الساحة التونسية والدولية. في 7 نوفمبر 1962، كرس الحبيب بورقيبة خطابه للمسرح، الذي اعتبره وسيلة قوية لنشر الثقافة، فضلاً عن أكثر الوسائل فعالية في التعليم الشعبي. ومع ذلك، فإن المسرح التونسي لم يشهد أي تطور حقيقي. في عام 1970، تحت قيادة الممثل علي بن عياد، تمت ترجمة مسرجية كاليجولا لألبير كامو إلى العربية وحافظت أعمال مراد الثالث أو زمن بوراق للحبيب بولاريس على نبرة العنف الدموي.
حتى لو تم تقييد عروض البوليفارد المزعومة أكثر فأكثر لصالح نوع أكثر تعقيدًا من العروض، فقد ابتكر المنصف السويسي وعز الدين مداني مسرحًا للتعبير الشعبي الساخر بالدارجة التونسية. كما أن المسرح الحالي المعروف باسم المسرح الجديد في تونس قد تناول موضوع السخرية. عُيِّن محمد إدريس عام 1988 على رأس المسرح الوطني التونسي، وعرض عليه عام 1996 غرفة جديدة، الفن الرابع، وافتتحها لعروض الباليه، السيرك والغناء. أما التياترو الذي يعد أول مسرح خاص في تونس، فيقدم عروضا مسرحية وعروض رقص وحفلات لموسيقى الجاز ومهرجانات موسيقية عربية ومعارض فنية وحفلات شعرية.

#### الرسم والفن التشكيلي

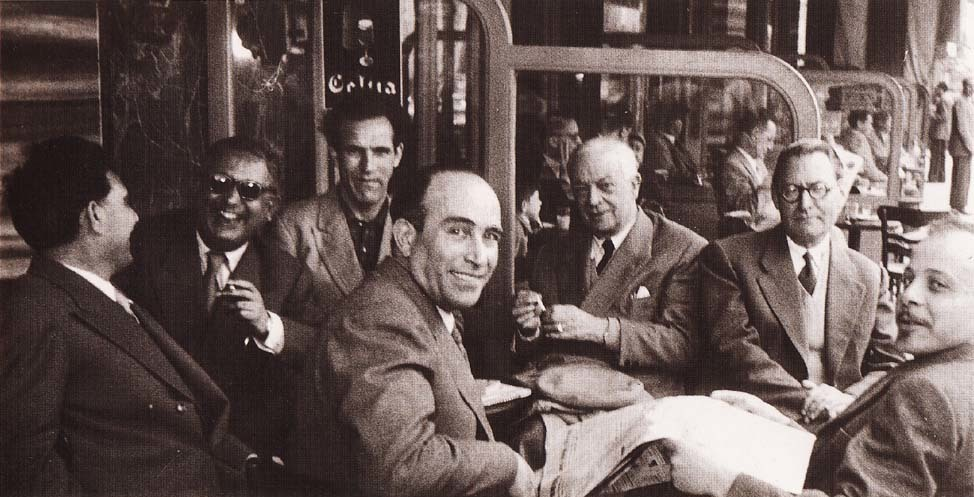
رسامي مدرسة تونس في مقهى باريس في تونس العاصمة سنة 1953 من اليسار إلى اليمين: إيمانويل بوشيري، يحيى التركي، عمار فرحات، مفسود، موسى ليفي، بيير بوشرلي وعبد العزيز القرجي.

ترتبط ولادة الرسم التونسي المعاصر ارتباطًا وثيقًا بمدرسة تونس، التي أنشأتها مجموعة من الفنانين من تونس توحدهم الرغبة في دمج مواضيع محلية ورفض تأثير الرسم الاستعماري الاستشراقي. تأسس عام 1949 ويجمع بين مسلمين فرنسيين وتونسيين ومسيحيين ويهود. كان بيار بوشارل الداعي الرئيسي عليها، إلى جانب يحيى التركي، عبد العزيز القرجي، موسى ليفي، عمار فرحات وجولز لولوش. نظرًا لعقيدتها، فقد لجأ بعض الأعضاء إلى مصادر جمالية الفن العربي الإسلامي: مثل فن العمارة الإسلامية المصغرة، وما إلى ذلك. رسامون مثل إدغار نقاش ونيلو ليفي والهادي التركي. بعد الاستقلال في عام 1956، دخلت الحركة التصويرية التونسية في ديناميكية بناء الأمة والفنانين الذين يخدمون الدولة. تم إنشاء وزارة الشؤون الثقافية، بقيادة وزراء مثل الحبيب بولعراس الذي أشرف على الفن، التعليم والسلطة. اكتسب الفنانون اعترافًا دوليًا مثل حاتم المكي أو زبير التركي وأثّروا في جيل جديد من الرسامين الشباب. يستمد الصادق قمش إلهامه من الثروة الوطنية بينما يتحول المنصف بن عمر إلى الخيال. وفي تطور آخر، أعاد يوسف الرقيق استخدام تقنية الرسم على الزجاج وأسس خط نجا المهداوي بأبعاده الصوفية. يوجد حاليًا خمسون صالة عرض فنية تضم معارض لفنانين تونسيين وعالميين. وتشمل هذه الصالات معرض يحيى بتونس وصالة قرطاج السعدي. افتتح معرض جديد في القصر الملكي بباردو أطلق عليه اسم «صحوة أمة». يفتخر المعرض بوثائق وقطع أثرية من الحكم الملكي الإصلاحي التونسي في منتصف القرن التاسع عشر.

### الحرف والصناعات التقليدية
تشتهر تونس بالعديد من المنتجات الحرفية التي تجعل مناطق البلاد المختلفة خاصة بها. يأتي الفخار التونسي بشكل أساسي من قلالة، وهي مدينة تقع في جنوب جزيرة جربة، أغلب سكانها من الأمازيغ ومهمتها الرئيسية هي صناعة الطين. توجد مراكز الخزافين الأخرى على الساحل التونسي، ولا سيما في تونس العاصمة، نابل والمكنين. ولكن إذا تم التعرف على الفخار المسامي مع قلالة، فإن الفخار المطلي بالمينا (أصفر أو أخضر أو بني) هو العلامة التجارية لنابل. يعود تاريخ صناعة الحديد إلى العصر الأندلسي عندما تم تزيين الأبواب المرصعة وهي زخرفة أصبحت من سمات الحديد المطاوع التونسي. وتهدف هذه البوابات المطلية باللون الأزرق تقليديا، إلى تزيين المنازل والحفاظ على خصوصية السكان، وتذكر بالمشاربيات من التراث العربي الأندلسي، وهي ألواح خشبية منحوتة تسمح للمرأة بالنظر في الشارع دون أن تُرى.
مدينة القيروان هي المركز الوطني لإنتاج السجاد. تونس لديها أخيرًا تقليد غني بالفسيفساء يعود تاريخه إلى العصور القديمة. الزي التقليدي هو الزي بامتياز لحفلات الزفاف والاحتفالات الأخرى. على المستوى الوطني، فإن الجبة هي التي رسخت نفسها على أنها لباس تقليدي. عادة ما تكون نعال الرجال هي اللون الطبيعي للجلد، حيث يتم تطريز معظم النساء بخيوط الحرير القطني، الذهبي والفضي مع أنماط الأزهار أو الهلال. في المناطق الشمالية والجنوبية، ترتدي النساء تقليديا ميليا أو حولي. استورد الأندلسيون في القرن السادس عشر، الياسمين (قانة) أصبح رمزا لتونس. بمجرد حلول الليل، يصنع الباعة باقات صغيرة (مشموم الفل والياسمين) ويبيعونها للمارة في الشارع أو لسائقي السيارات الذين يتوقفون عند مفترق طرق. بالإضافة إلى ذلك، الياسمين هو موضوع لغة معينة. وهكذا فإن الرجل الذي يلبسها في أذنه اليسرى يدل على أنه أعزب. بالإضافة إلى ذلك، فإن تقديم الياسمين الأبيض هو دليل على الحب بينما تقديم الياسمين الشتوي، عديم الرائحة هو علامة على الوقاحة.

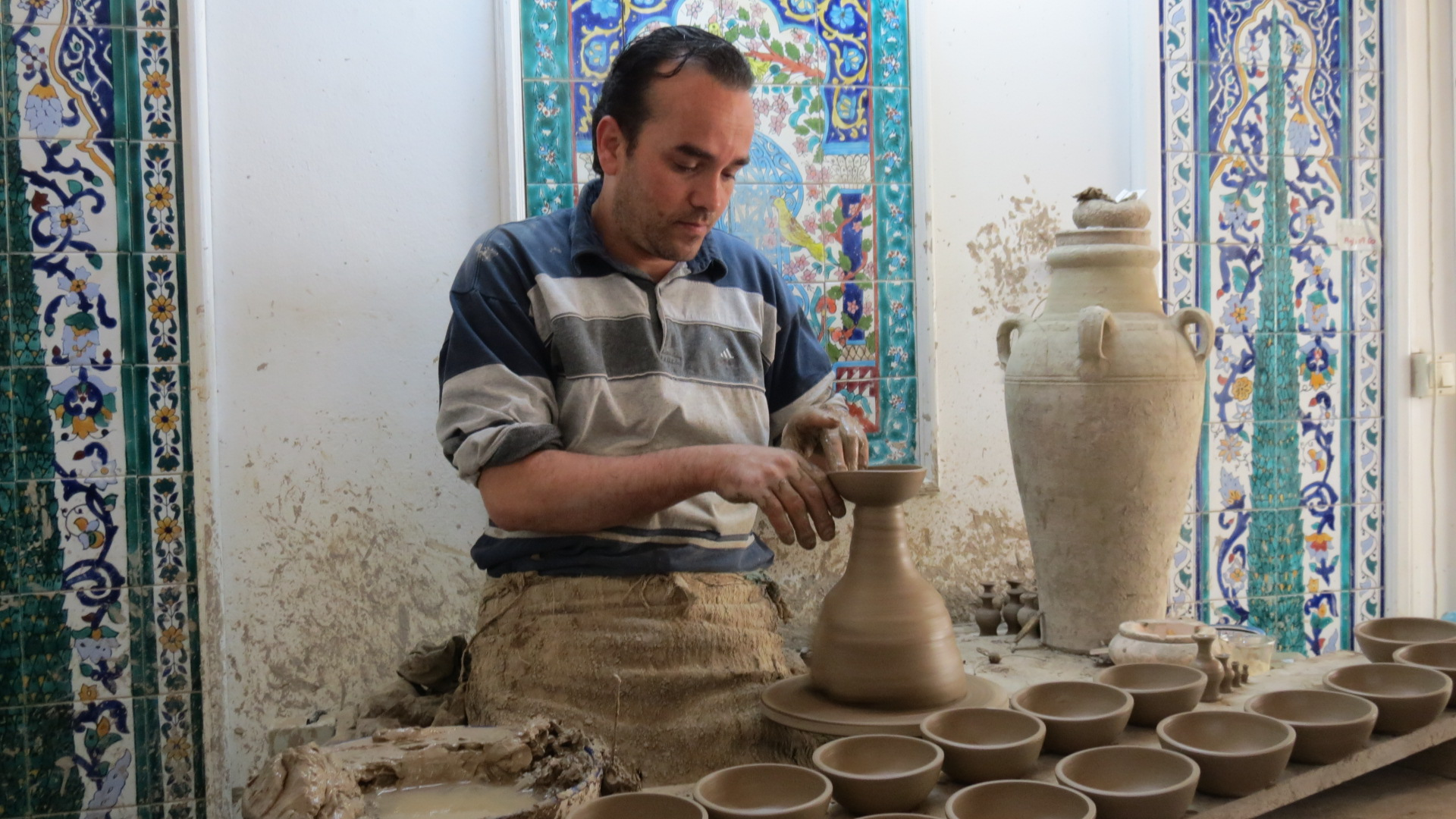
صانع خزف وقلال في نابل.
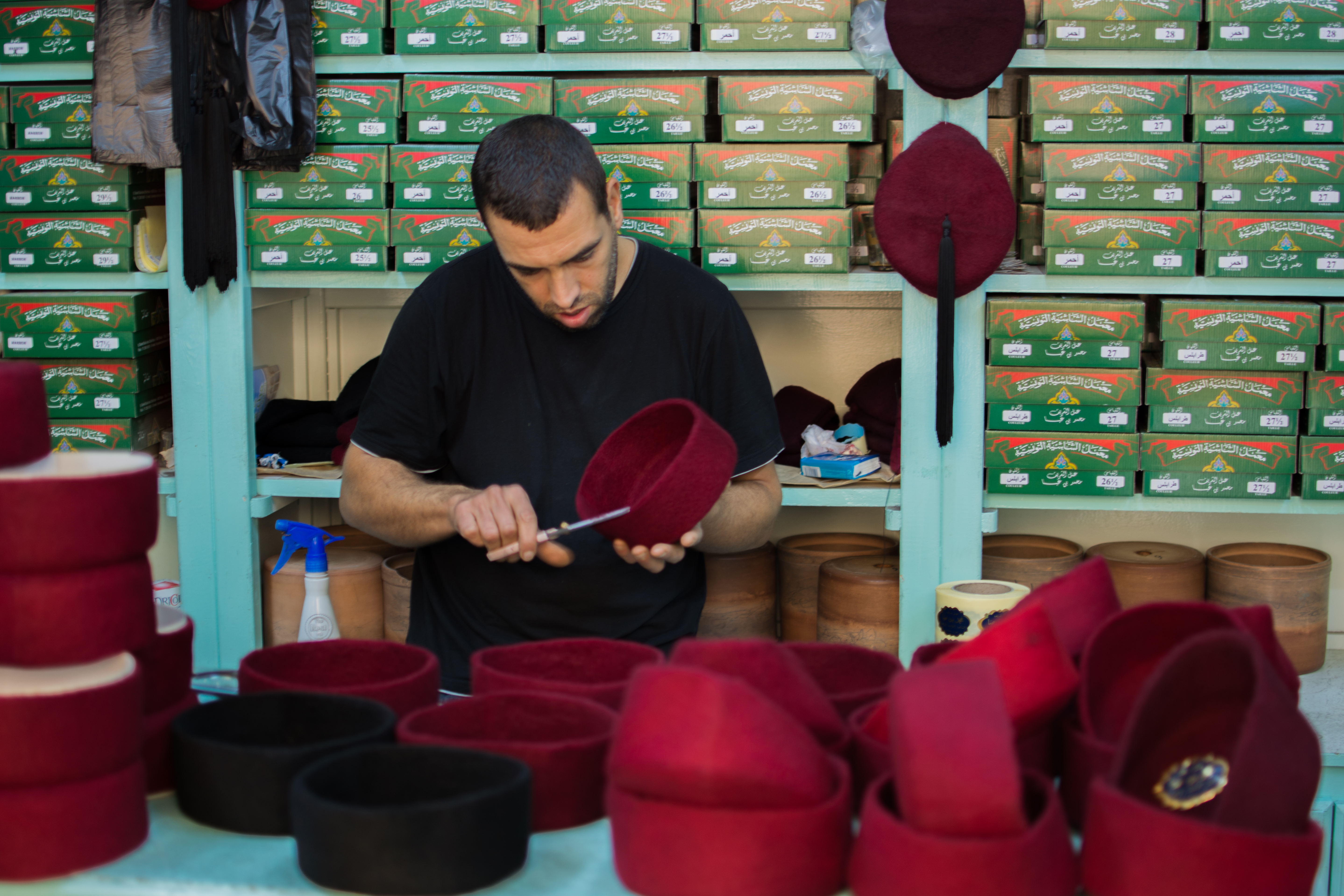
صانع شاشية في مدينة تونس العتيقة.
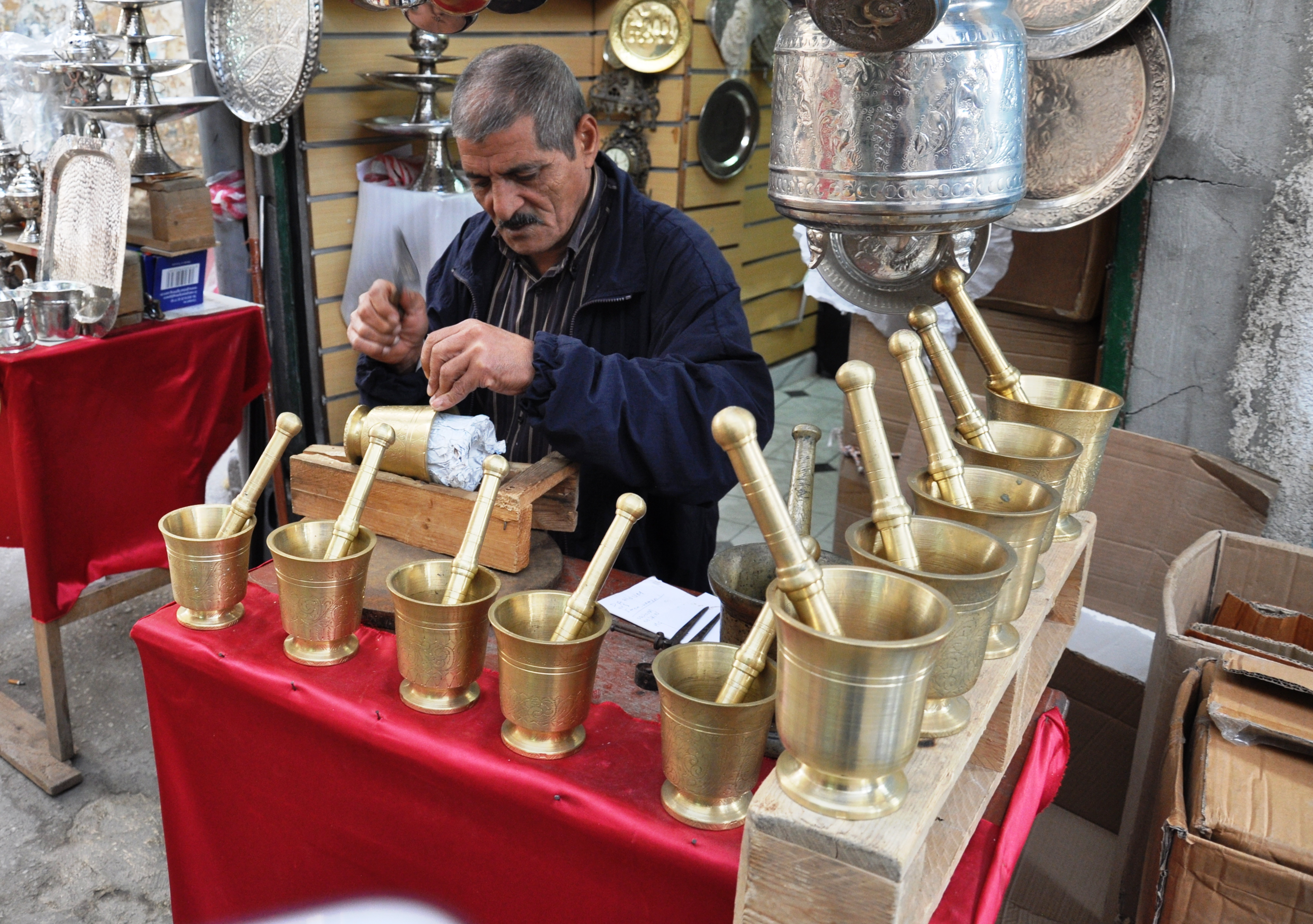
نحات على النحاس في مدينة تونس العتيقة.
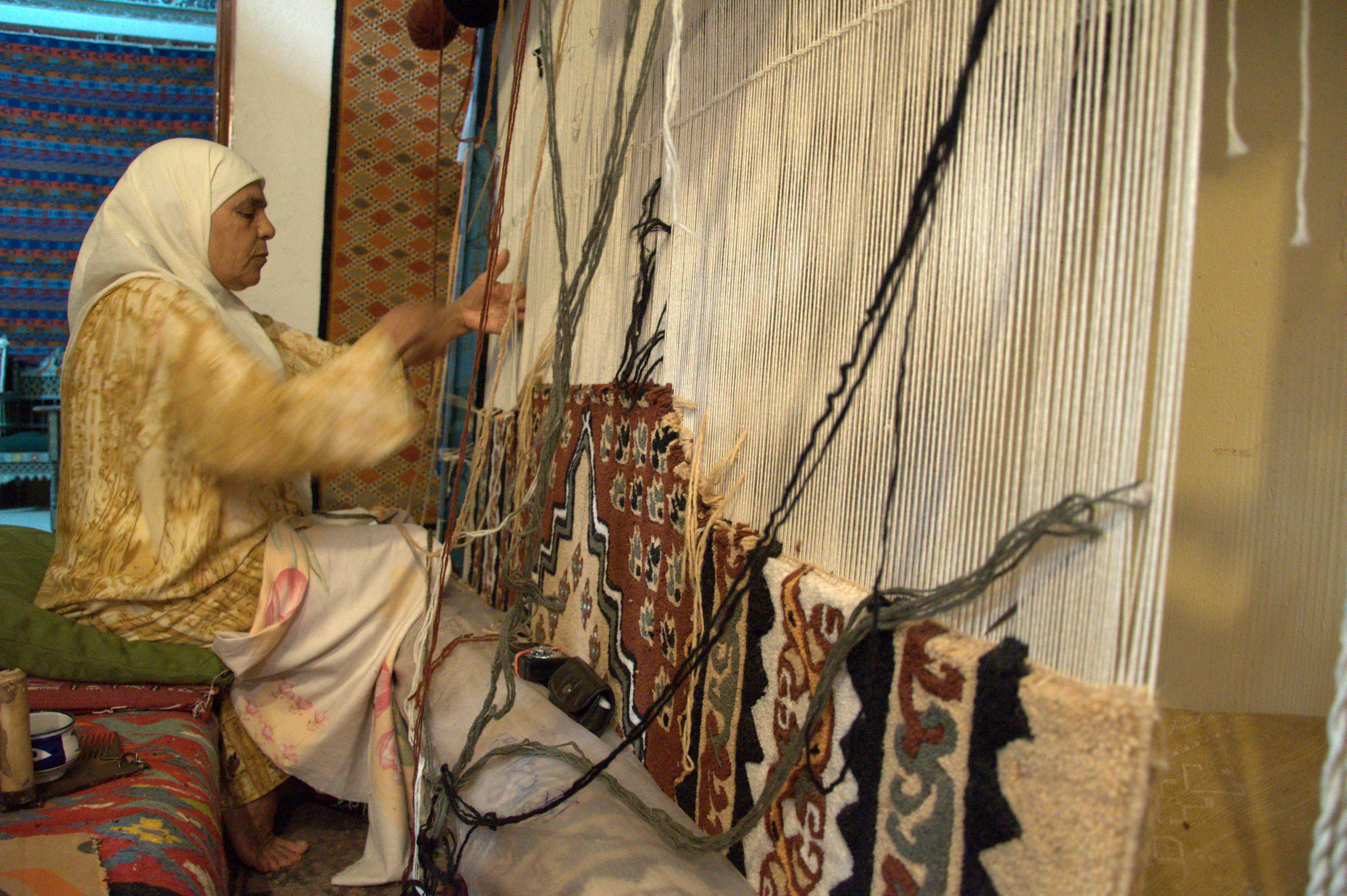
صانعة سجاد وزربية في القيروان.
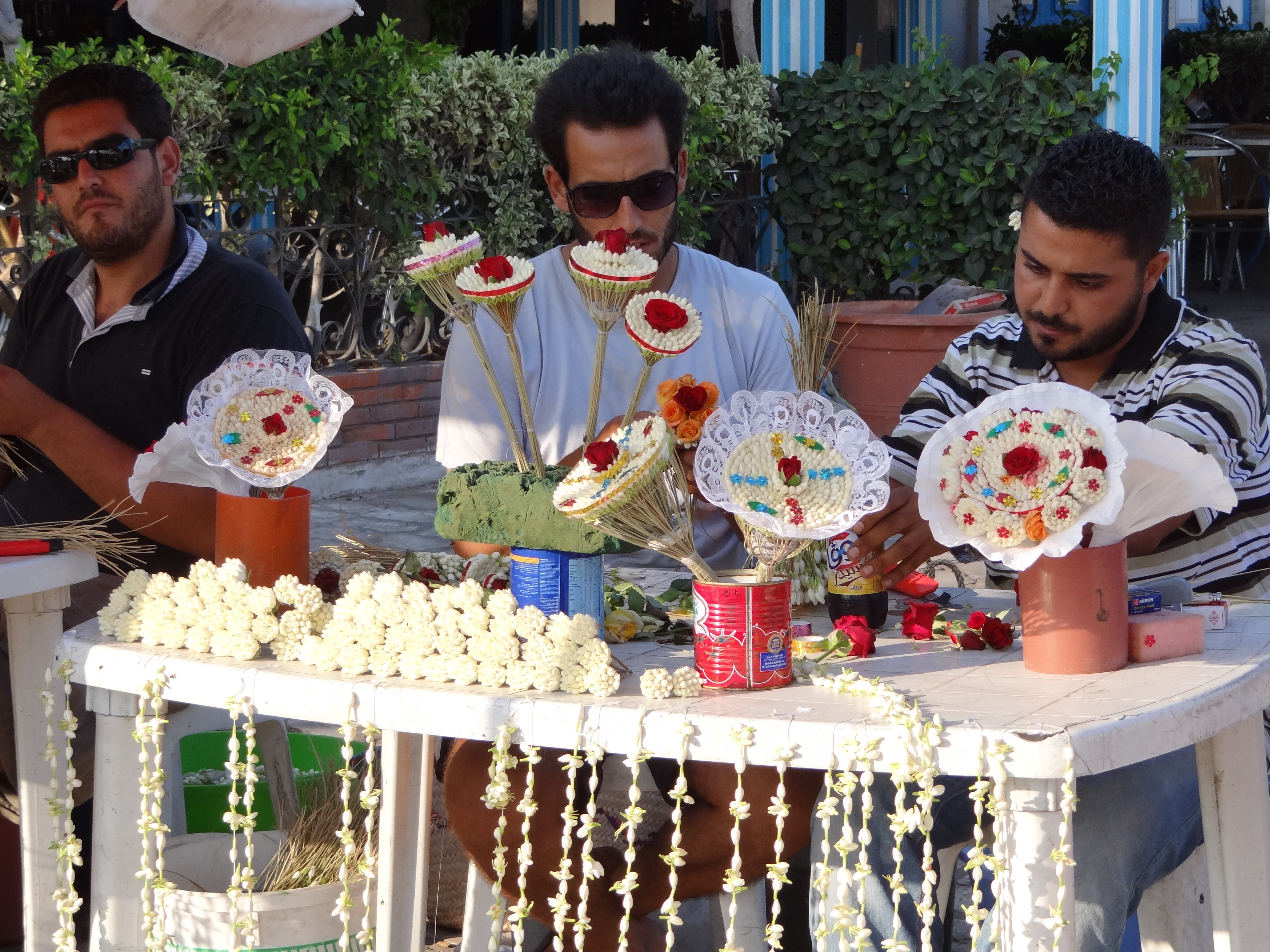
صناع مشموم الفل والياسمين في مدينة تونس.
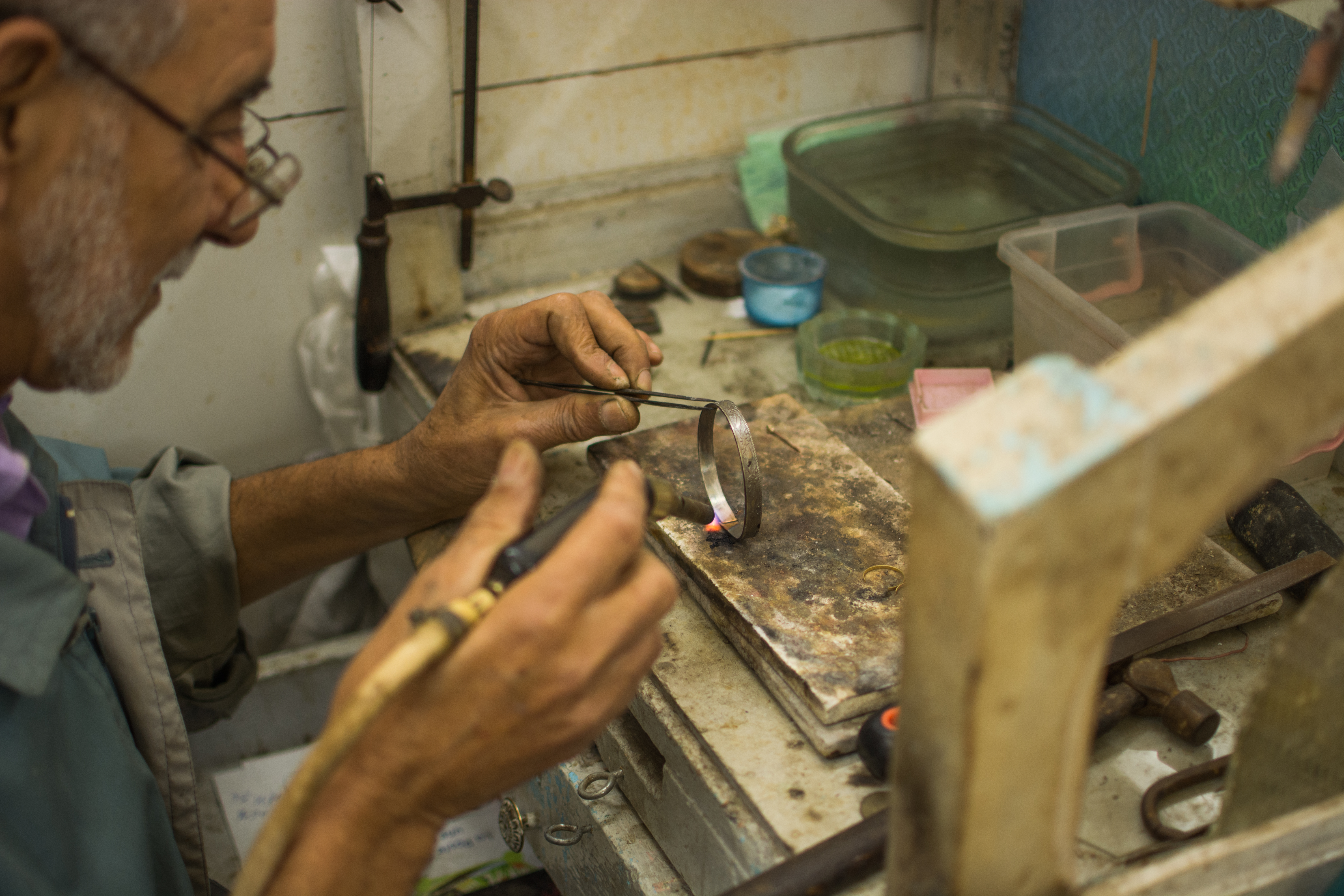
صناعة المصوغ والحلي في سوق البركة.

### المطبخ
يتميز المطبخ التونسي بالتنوع و الإختلاف فهو تراث لمختلف الشعوب التي سكنت واختلطت في تونس. يتميز بالاستخدام المكثف للبهارات والأعشاب العطرية، بما في ذلك الفلفل الحار والهريسة الحارة التونسية التي لا تغيب عن الأطباق التونسية، إضافة إلى الزعفران، الزنجبيل، الكمون، الكزبرة، الفلفل، الكركم والكروياء. تعتمد الأطباق بشكل أساسي على المنتجات المحلية: الأسماك، لحم الضأن، لحم البقر، القمح القاسي، القمح اللين أو مجموعة واسعة جدًا من الفواكه والخضروات. أساس النظام الغذائي هو السميد، ومن ثم الكسكس والمعكرونة.
المعكرونة هي بلا شك الطبق الأكثر استهلاكًا، وتحتل تونس المرتبة الثالثة في العالم بعد إيطاليا وفنزويلا بحصة 11.7 كجم للفرد في السنة، ولا سيما السباغيتي والمعكرونة التي تقدم عادةً مع صلصة الطماطم. حسب الحالة المزاجية والمنطقة حسب المكونات الملحقة لحم الضأن، اللحم البقري، السمك، الأرانب أو حتى الدجاج، حتى لو بقي الكسكس الطبق التقليدي الأول. الخبز، وخاصة خبز طابونة التقليدي (الذي يتكون بشكل أساسي من سميد القمح وليس الدقيق) هو أيضًا طعام شائع لدى العديد من التونسيين. الفريكاسي هو نوع من السندويشات المصنوعة من عجينة مطبوخة بالزيت ومليئة بالتونة والهريسة الحارة أحيانًا بالزيتون والكبار وشرائح من البيض المسلوق؛ يباع في العديد من أكشاك الوجبات السريعة، تمامًا مثل مطعم الوجبات الخفيفة التونسي الشهير الذي يحتوي على نفس المكونات. طبق آخر شهير هو البريك، تقليديا مع مقبلات مصنوعة من التونة، البطاطا، البقدونس، البيض والجبن. البرغل هو حساء مصنوع من القمح المكسر والفاصوليا المجففة الصغيرة بنكهة الكمون، الثوم، الهريسة وزيت الزيتون. عادة ما يتم تناول العجة والشكشوكة واليخنات المختلفة عن طريق غمس الخبز فيها.
يختلف المطبخ التونسي إلى حد ما عن جيرانه في شمال إفريقيا. الطاجين التونسي، على عكس النسخة المغربية، يتكون من نوع كيشي مصنوع من البيض، اللحوم، البطاطا والبقدونس. الملوخية، على عكس النسخة المصرية، تتطلب تحضيرًا وطهيًا طويلًا جدًا؛ يتم تقديمه بالأحرى مع اللحوم الحمراء (مثل لحم البقر أو الضأن) أو اللحوم البيضاء (مثل الأرانب) ويتم إعداده لرأس السنة الهجرية. المولد النبوي هو فرصة لتحضير كريمة المعجنات المصنوعة من حبوب الصنوبر، أو بما يعرف بعصيدة الزقوقو الشهيرة. تتنوع المعجنات التونسية: فنجد مقروض القيروان، زلابية العسل والكعك المصنوع من اللوز والفواكه المجففة والفستق، إضافة إلىالبقلاوة التونسية التي تقدم في الحفلات والأعراس و الأعياد إضافة إلى كعك الورقة. رمضان في تونس لدية طابع خاص و تقاليد خاصة به حيث نجد بريك بالبيض أو البطاطس الذي لا يغيب عن موائد الرمضانية إضافة إلى شوربة. في عيد الفطر يتم طبخ الملوخية و تقديم الحلويات التونسية للضيوف التي تتميز بطابع خاص مثل كعك الورقة، البقلاوة، الملبس، كعابر اللوز و كعك عنبر و غيرها من الحلويات التونسية.

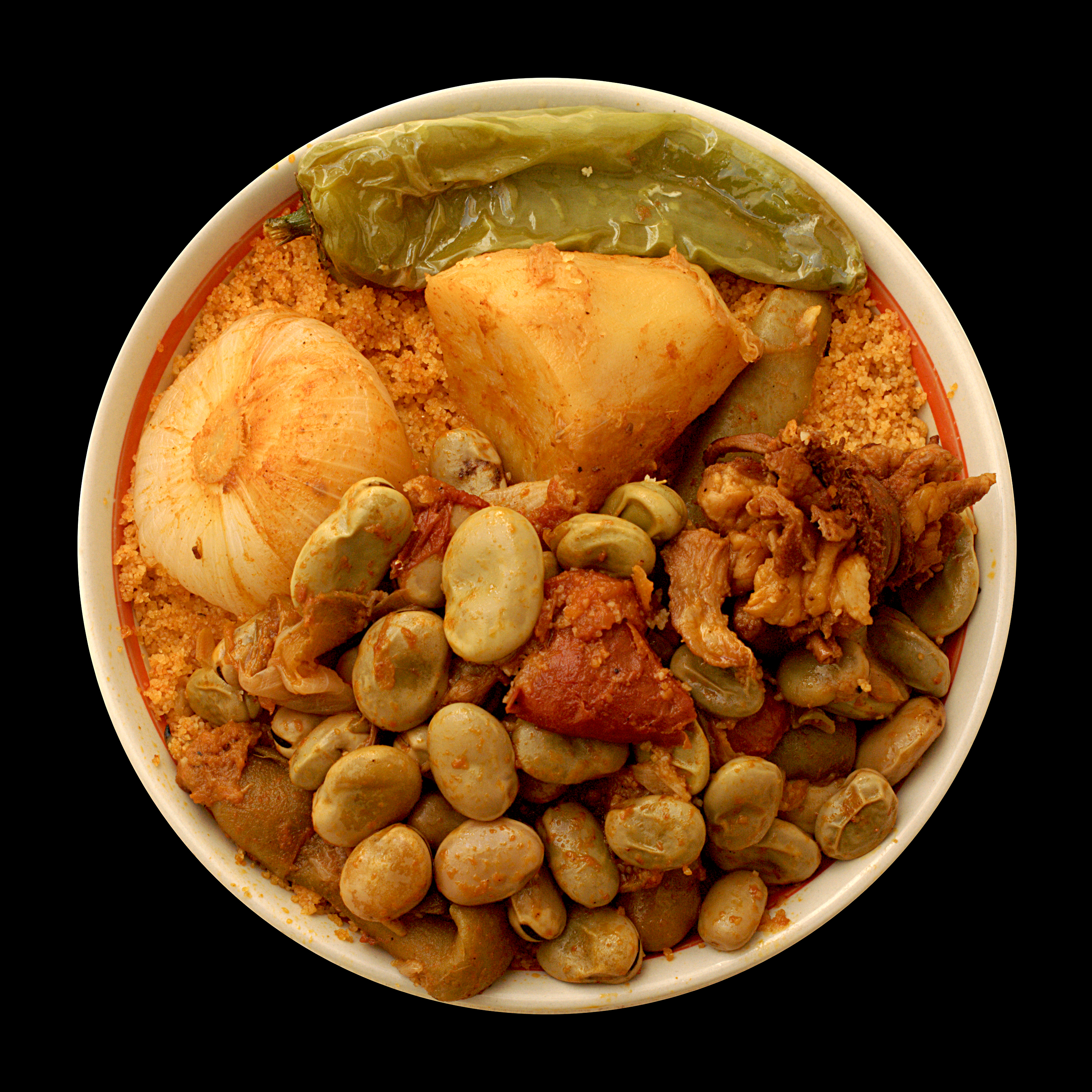
كسكسي بالخضار والقديد.
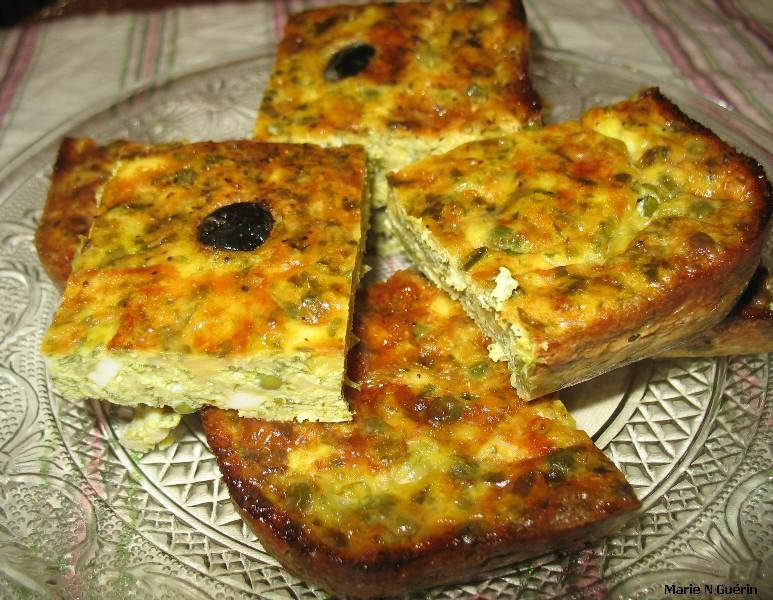
طاجين تونسي.
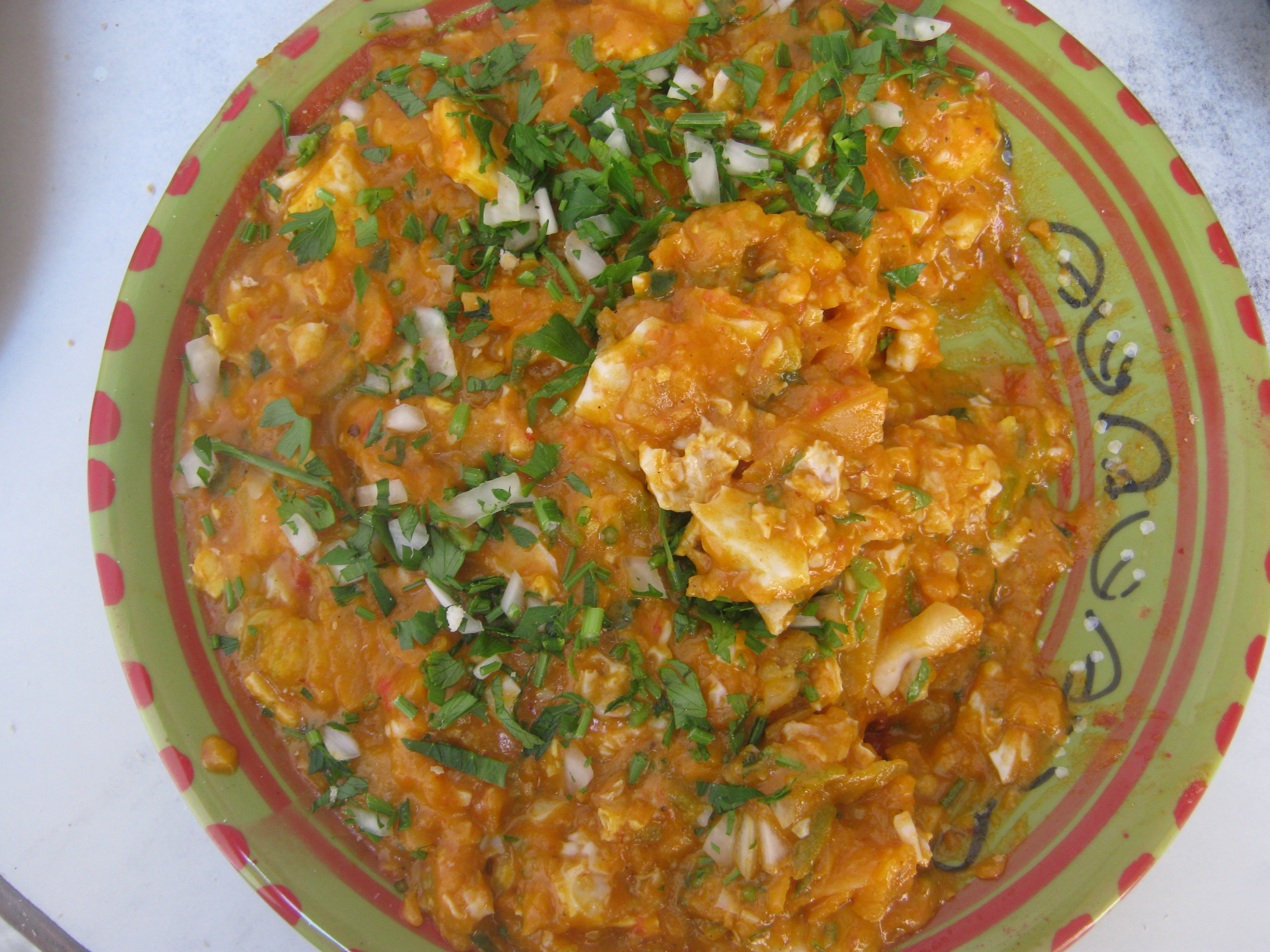
طبق كفتاجي.
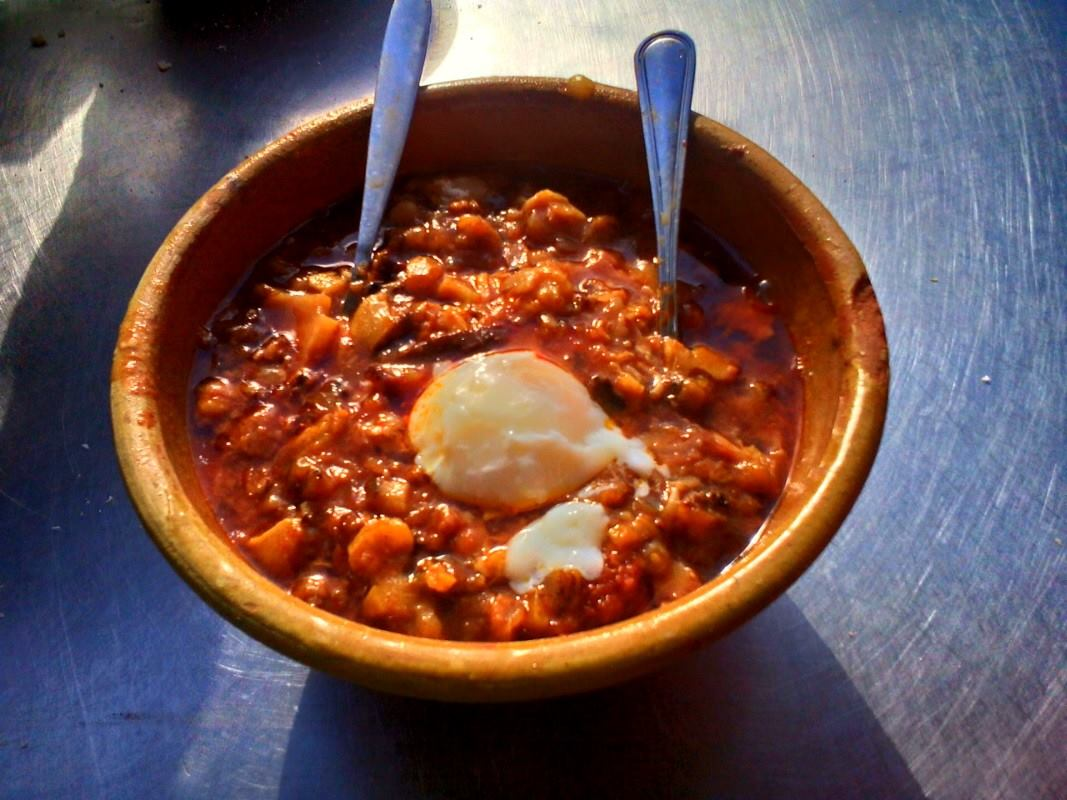
لبلابي من أشهر الأكلات التونسية.
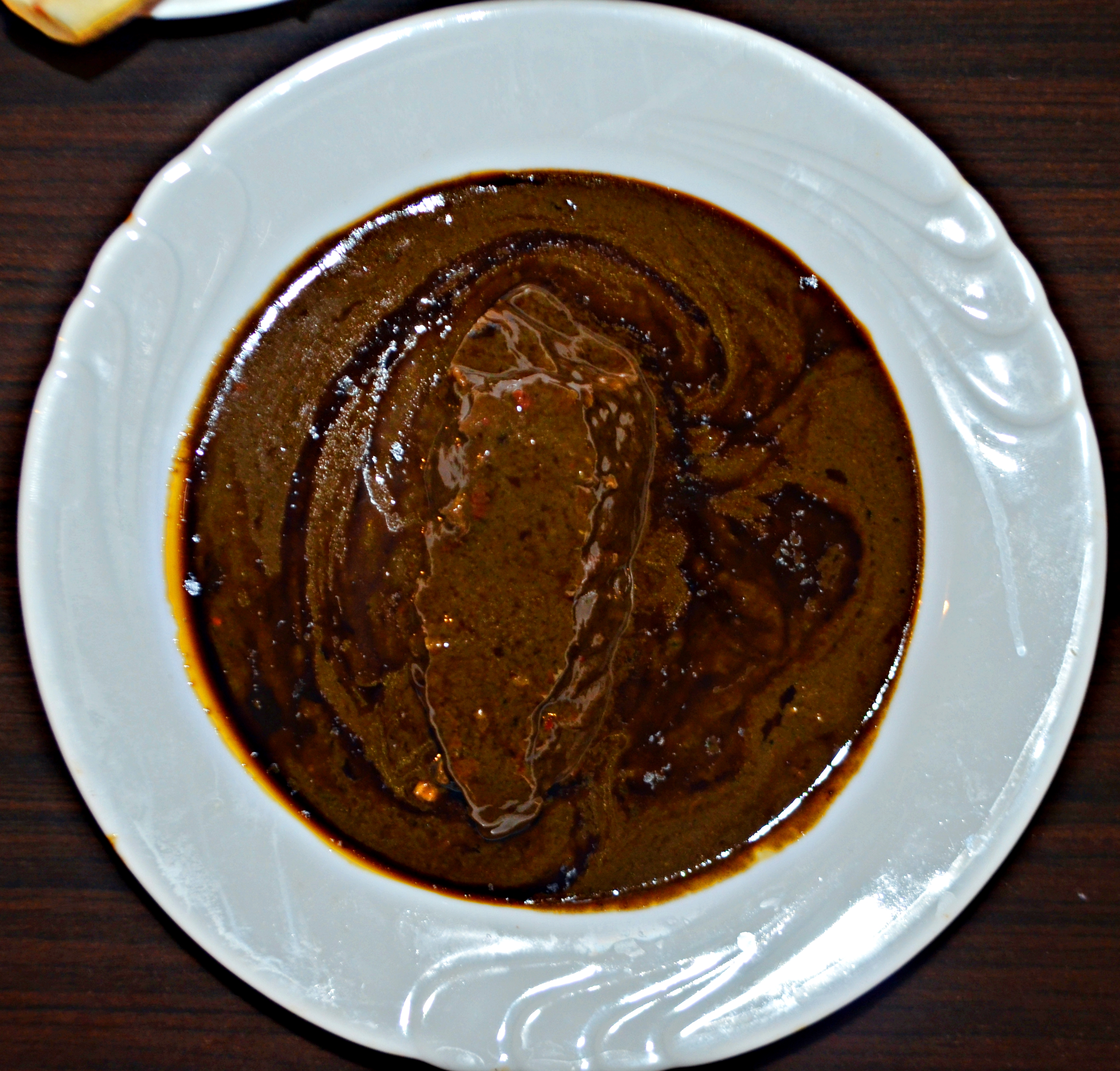
ملوخية على الطريقة التونسية.
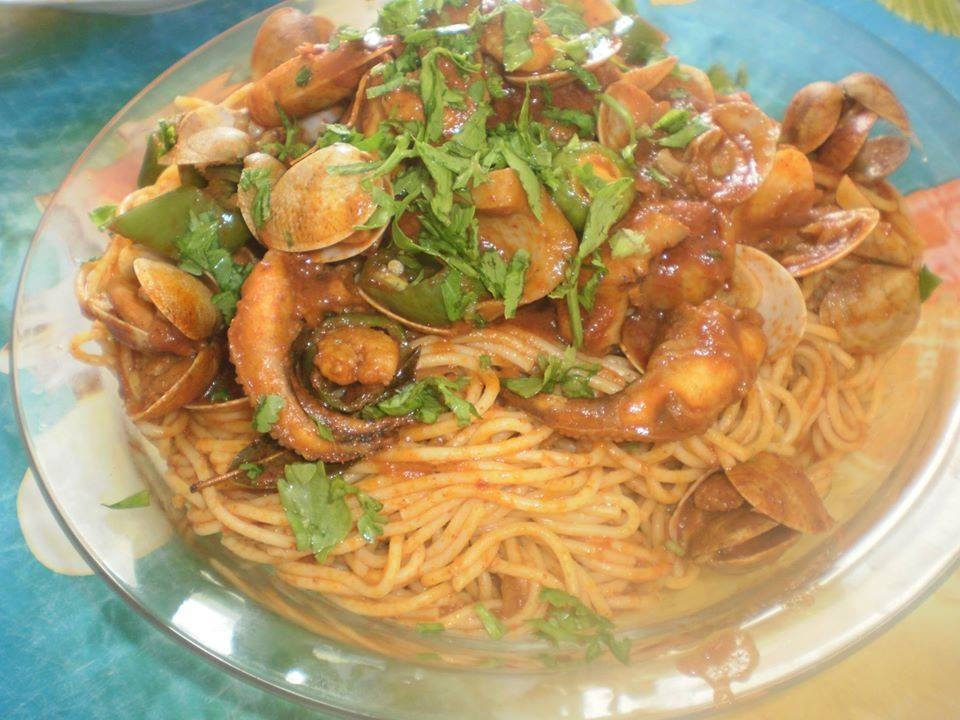
سباغيتي على الطريقة التونسية.

### الرياضة
تهيمن كرة القدم على الرياضة في تونس، سواء من حيث التغطية الإعلامية أو النجاح الشعبي، حيث بلغ عدد المرخصين 27،733 مرخصًا مقابل 13،992 مرخصًا لرياضة التايكواندو، وهي ثاني أكثر الرياضات ممارسة في البلاد. ومع ذلك، فإن الرياضات مثل الكرة الطائرة أو كرة اليد هي أيضًا من بين الرياضات الأكثر تمثيلً ولا سيما فنون الدفاع عن النفس (التايكوندو، الجيدو والكاراتيه) وألعاب القوى أو حتى كرة المضرب. من ناحية أخرى، فإن الرياضات الكبرى الأخرى مثل ركوب الدراجات تبقى أقل تمثيلا، بسبب الافتقار إلى البنية التحتية والمعدات والاهتمام الإعلامي الكافي. الترجي الرياضي التونسي هو أنجح الأندية الكروية في الرابطة التونسية المحترفة الأولى برصيد 32 لقباً والأكثر نجاحاً في كأس تونس بخمسة عشر لقباً، وهو أول ناد يشارك في مسابقة قارية عام 1971 خلال كأس إفريقيا للأندية البطلة. في عام 1988، أصبح النادي الرياضي البنزرتي أول فريق تونسي يفوز بكأس قاري: كأس إفريقيا للأندية أبطال الكؤوس. النادي الإفريقي هو أول ناد تونسي يفوز بلقب كأس إفريقيا للأندية البطلة في عام 1991. النجم الرياضي الساحلي هو أول ناد تونسي يفوز بلقب دوري أبطال إفريقيا في نسخته الجديدة يوم 9 نوفمبر 2007. النادي الرياضي الصفاقسي حقق كأس الكونفيدرالية الإفريقية 3 مرات كرقم قياسي. ويظل ديربي تونس العاصمة بين النادي الإفريقي والترجي الرياضي التونسي الحدث الكروي الرائد خلال السنة من خلال جمعه مرتين في كل موسم أكثر من 60 ألف متفرج في الملعب الأولمبي برادس.
يتخلل الموسم الرياضي التونسي منافسات كبرى مثل بطولات أشهر الرياضات (كرة القدم، كرة اليد، الكرة الطائرة وكرة السلة) وكؤوس (كرة القدم، كرة اليد، الكرة الطائرة وكرة السلة). في ركوب الدراجات، يتم تنظيم بطولات الدراجات التونسية، وبشكل غير منتظم، طواف تونس. نظمت تونس أيضًا مسابقات دولية. وهكذا أقيمت النسخة الأولى من كأس العالم تحت 20 سنة لكرة القدم سنة 1977، كما نظمت تونس كأس الأمم الإفريقية 3 مرات (1965، 1994، 2004 هي النسخة التي فاز بها المنتخب التونسي). وأقيمت في تونس أيضا بطولة العالم لكرة اليد للرجال 2005، وتمت استضافة بطولة إفريقيا لكرة اليد للرجال 5 مرات (1974، 1981، 1994، 2006، 2020)، بطولة إفريقيا للكرة الطائرة للرجال 6 مرات (1967، 1976، 1987، 1995، 2013، 2019) وبطولة أمم إفريقيا لكرة السلة (1965، 1987، 2015، 2017).

في مايو 2007، كان لدى الدولة 1673 ناديًا رياضيًا، أهمها تنشط في كرة القدم (250) والتايكوندو (206). ثم تأتي الكاراتيه ومشتقاته (166)، رياضة ذوي الاحتياجات الخاصة (140)، كرة اليد (85)، ألعاب القوى (80)، الجودو (66)، الكونغ فو (60)، الكيك بوكسينغ (59)، كرة السلة (48)، الكرة الحديدية (47). تنس الطاولة (45) كرة الطائرة (40) الملاكمة (37) السباحة (31) وكرة المضرب (30). ومن أشهر الرياضيين، تميز محمد القمودي بألعاب القوى، مما مكنه من الفوز بأربع ميداليات في الألعاب الأولمبية الصيفية، مما جعله أكثر الرياضيين التونسيين حصد للميداليات في تاريخ البلاد. كما شهدت تونس ظهور أبطال في الرياضات الفردية مثل أنيس الونيفي (بطل العالم في الجيدو) أو أسامة الملولي (بطل العالم والأولمبي في السباحة) أو أنس جابر التي تمكنت من احتلال المرتبة الثانية عالميا في رابطة محترفات التنس. وفي الرياضات الجماعية، فازت المنتخبات الوطنية بلقب كأس الأمم الإفريقية لكرة القدم مرة واحدة، عشر ألقاب في بطولة إفريقيا لكرة اليد للرجال، أحد عشر لقب في بطولة إفريقيا للكرة الطائرة للرجال وثلاث ألقاب في بطولة أمم إفريقيا لكرة السلة. تحتل تونس المرتبة الثانية في إفريقيا بعد مصر في مجموع الألقاب الإفريقية للمنتخبات في الرياضات الجماعية لفئة الرجال أكابر (كرة القدم، كرة اليد، الكرة الطائرة وكرة السلة) برصيد 25 لقب.

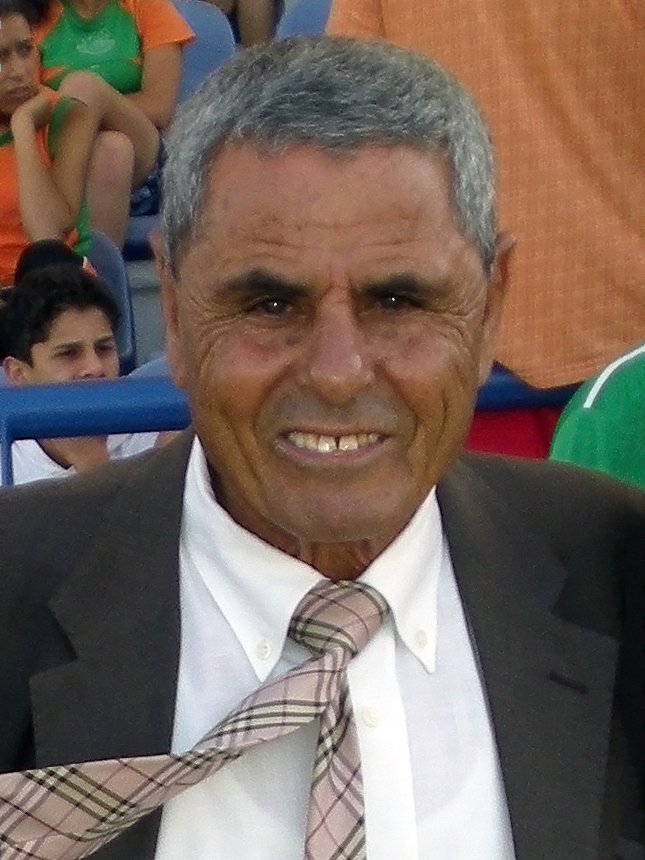
محمد القمودي أكثر تونسي تحقيقا للميداليات الأولمبية برصيد 4 ميداليات.
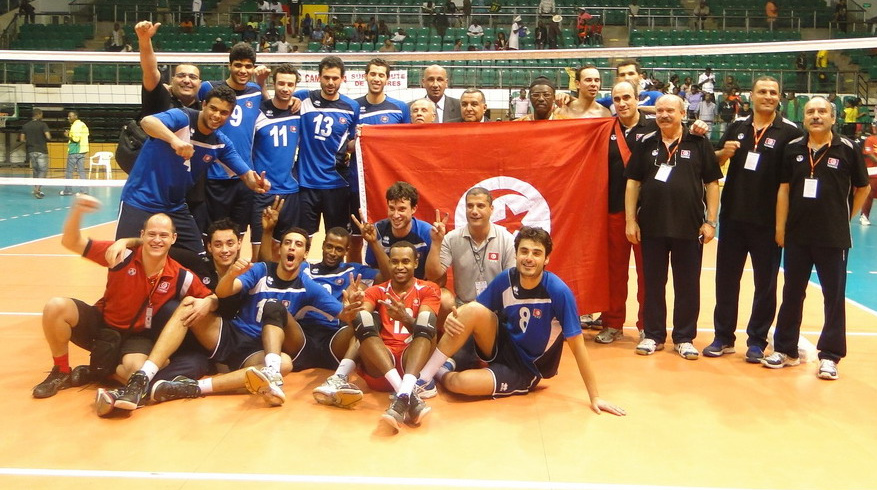
منتخب تونس لكرة الطائرة فاز بلقب بطولة إفريقيا للكرة الطائرة للرجال 11 مرة كرقم قياسي.
تتويج منتخب تونس لكرة القدم ببطولة كأس الأمم الإفريقية 2004 للمرة الأولى.
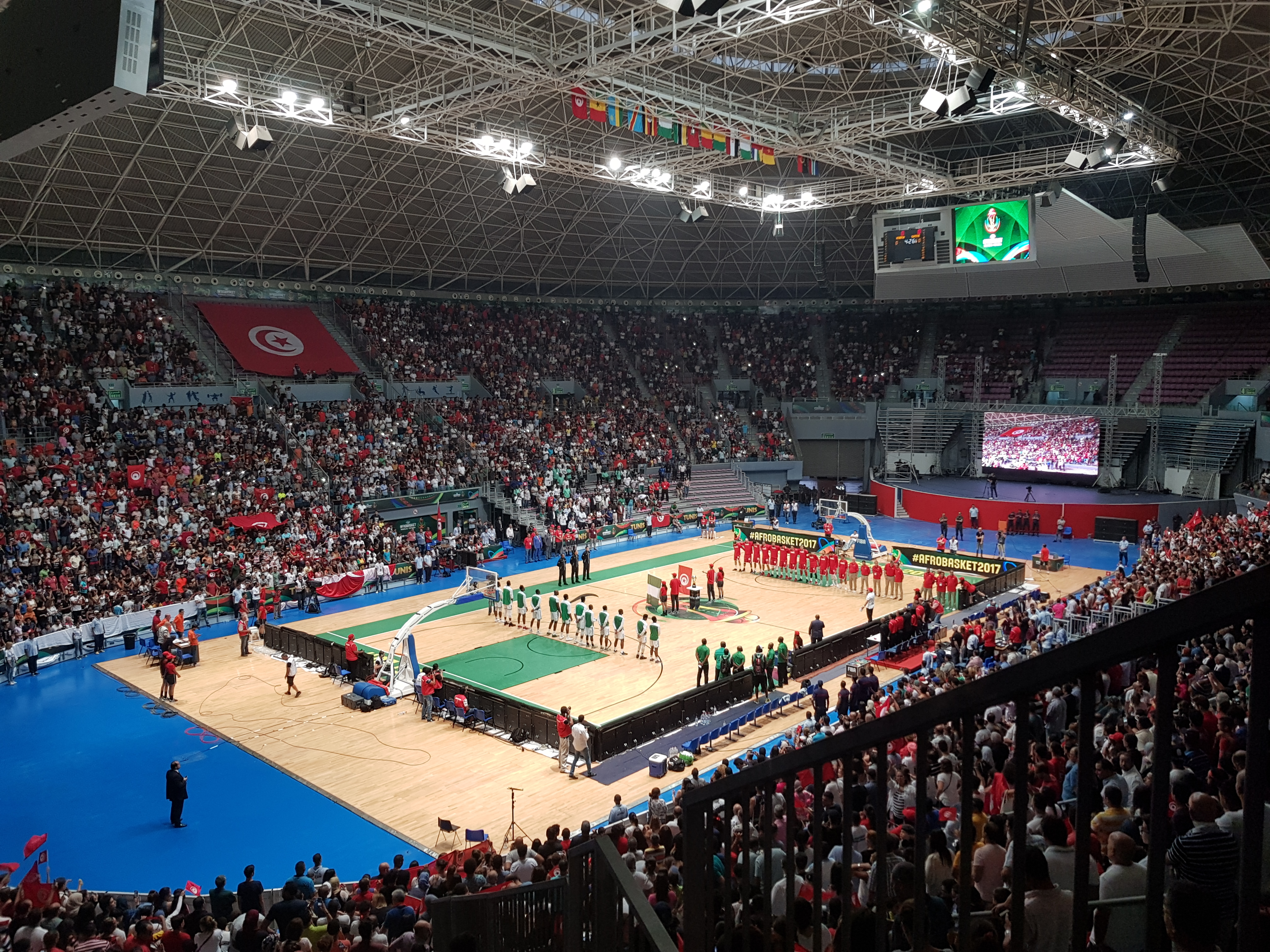
نهائي بطولة أمم إفريقيا لكرة السلة 2017 التي استضافتها تونس وفازت بها.
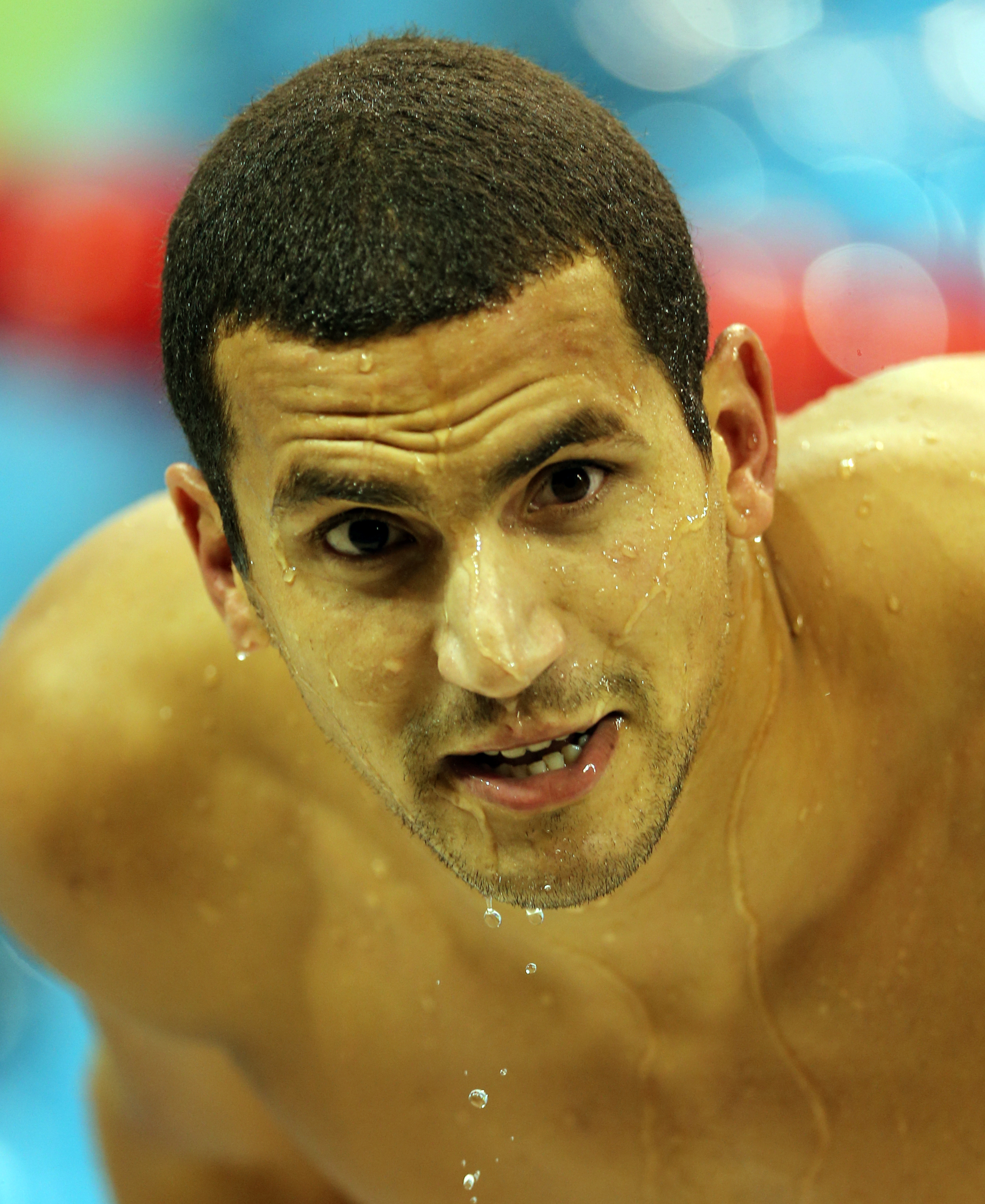
أسامة الملولي، حائز على ميداليتين ذهبيتين في الألعاب الأولمبية الصيفية سباحة.
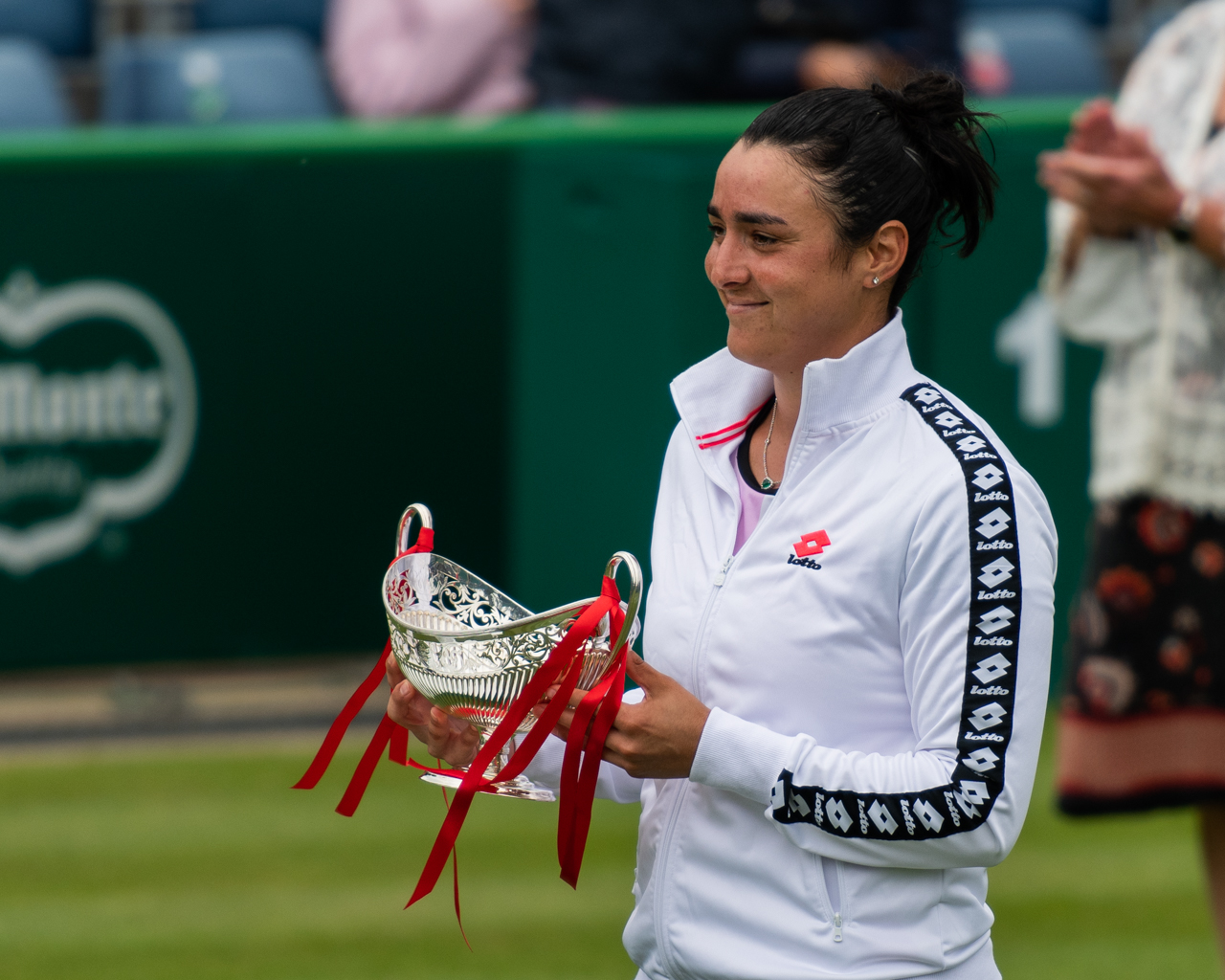
أنس جابر أول لاعبة تنس عربية تفوز بلقب في منافسات رابطة محترفات التنس.

## أيام العطل الرسمية
يتم الاعتراف بالعطل التالية بموجب المرسوم الصادر في 19 يونيو 1995 بشأن تحديد أيام العطل الرسمية لموظفي الدولة، المجتمعات المحلية والمؤسسات العامة. في أعقاب الثورة التونسية عام 2011، أعلنت الحكومة في 17 مارس 2011 إلغاء عطلة 21 مارس و7 نوفمبر واعتبار يوم 14 يناير وهو الإطاحة بالرئيس السابق زين العابدين بن علي رسميا عيدا للثورة التونسية وظل كذلك حتى يوم 7 ديسمبر 2021، حين أصدر الرئيس قيس سعيد أمرا رئاسيا يقضي بتغيير تاريخ عيد الثورة إلى يوم 17 ديسمبر وهو يوم إندلاعها.
| التاريخ (التقويم الميلادي) | المناسبة            | الذكرى                                                       |
| -------------------------- | ------------------- | ------------------------------------------------------------ |
| 1 يناير                    | رأس السنة الميلادية | السنة الميلادية الجديدة                                      |
| 17 ديسمبر                  | عيد الثورة والشباب  | الإطاحة بالرئيس زين العابدين بن علي خلال الثورة (2011)       |
| 20 مارس                    | عيد الاستقلال       | ذكرى الاستقلال (1956)                                        |
| 9 أبريل                    | عيد الشهداء         | قمع المظاهرات القومية من قبل القوات الفرنسية (1938)          |
| 1 مايو                     | عيد الشغل           | عيد الشغل - يوم التضامن مع العمال                            |
| 25 يوليو                   | عيد الجمهورية       | ذكرى إعلان الجمهورية التونسية (1957)                         |
| 13 أغسطس                   | عيد المرأة          | ذكرى إنشاء مجلة الأحوال الشخصية (1956)                       |
| 15 أكتوبر                  | عيد الجلاء          | مغادرة آخر جندي فرنسي للأراضي التونسية من قاعدة بنزرت (1963) |
| التاريخ (التقويم الهجري)   | المناسبة            | الذكرى                                                       |
| 1 محرم                     | رأس السنة الهجرية   | السنة الهجرية الجديدة                                        |
| 12 ربيع الأول              | المولد النبوي       | ذكرى ولادة النبي محمد                                        |
| 1 شوال                     | عيد الفطر           | نهاية شهر رمضان                                              |
| 10 ذو الحجة                | عيد الأضحى          | ذبيحة النبي إبراهيم                                          |

## التصنيفات الدولية
| مؤشر                                                | منظمة                                         | مرتبة                                                              | سنة / فترة | مصادر   |
| --------------------------------------------------- | --------------------------------------------- | ------------------------------------------------------------------ | ---------- | ------- |
| الناتج المحلي الإجمالي                              | صندوق النقد الدولي / وكالة المخابرات المركزية | 77 / 181 (صندوق النقد الدولي) 227 / 74 (وكالة المخابرات المركزية)  | 2009       | [ 388 ] |
| الناتج المحلي الإجمالي (تعادل القوة الشرائية للفرد) | صندوق النقد الدولي / وكالة المخابرات المركزية | 28 / 179 (صندوق النقد الدولي) 122 / 227 (وكالة المخابرات المركزية) | 2009       | [ 389 ] |
| مؤشر التنمية البشرية                                | برنامج الأمم المتحدة الإنمائي                 | 96 / 188                                                           | 2015       | [ 390 ] |
| مؤشر الديمقراطية                                    | وحدة استخبارات الإكونوميست                    | 57 / 167                                                           | 2015       | [ 391 ] |
| مؤشر الإبتكار                                       | وكالة بلومبرغ                                 | 45 / 200                                                           | 2017       | [ 392 ] |
| مقياس حرية الصحافة حول العالم                       | مراسلون بلا حدود                              | 96 / 180                                                           | 2016       | [ 393 ] |
| حرية الصحافة                                        | بيت الحرية                                    | 111 / 202                                                          | 2016       | [ 394 ] |
| مؤشر الحرية الاقتصادية                              | وال ستريت جورنال ومؤسسة التراث                | 95 / 179                                                           | 2010       | [ 395 ] |
| الحرية الاقتصادية في العالم                         | معهد فريزر                                    | 90 / 141                                                           | 2007       | [ 396 ] |
| مؤشر سهولة ممارسة الأعمال                           | البنك الدولي                                  | 69 / 183                                                           | 2010       | [ 397 ] |
| تقرير التنافسية العالمية                            | المنتدى الاقتصادي العالمي                     | 40 / 133                                                           | 2009–2010  |         |
| مؤشر القدرة التنافسية التجارية                      | المنتدى الاقتصادي العالمي                     | 26 / 121                                                           | 2006       | [ 398 ] |
| مؤشر جودة الحياة                                    | ذا إيكونومست                                  | 83 / 111                                                           | 2005       | [ 399 ] |
| الحكومة الإلكترونية العالمية                        | جامعة براون                                   | 110 / 198                                                          | 2006       | [ 400 ] |
| مؤشر جاهزية الشبكة                                  | المنتدى الاقتصادي العالمي                     | 38 / 134                                                           | 2008–2009  | [ 401 ] |
| مؤشر الفساد                                         | الشفافية الدولية                              | 65 / 180                                                           | 2009       | [ 402 ] |
| مؤشر التنافسية في السفر والسياحة                    | المنتدى الاقتصادي العالمي                     | 39 / 130                                                           | 2008       | [ 403 ] |
| مؤشر القدرة التنافسية للصناعة تكنولوجيا المعلومات   | وحدة استخبارات الإكونوميست                    | غير مدرجة في ال 66 دولة المختارة                                   | 2009       | [ 404 ] |
| التصنيف العالمي لبيئة الأعمال                       | وحدة استخبارات الإكونوميست                    | غير مدرجة                                                          | 2008       | [ 405 ] |
| الاستعداد الإلكتروني                                | وحدة استخبارات الإكونوميست                    | غير مدرجة                                                          | 2008       | [ 406 ] |
| مؤشر الأداء البيئي                                  | جامعة ييل                                     | 74 / 163                                                           | 2010       | [ 407 ] |
| دليل برتلسمان للتحول (دليل المكانة)                 | مؤسسة برتلسمان                                | 82 / 128                                                           | 2010       | [ 408 ] |
| دليل برتلسمان للتحول (دليل الإدارة)                 | مؤسسة برتلسمان                                | 87 / 128                                                           | 2010       | [ 409 ] |

## الانتماءات
| علم المنظمة | اسم المنظمة                                    | تاريخ الانضمام |
| ----------- | ---------------------------------------------- | -------------- |
|             | الأمم المتحدة                                  | 12 نوفمبر 1956 |
|             | الوكالة الدولية للطاقة الذرية                  | 14 أكتوبر 1957 |
|             | جامعة الدول العربية                            | 1 أكتوبر 1958  |
|             | اللجنة الدولية الأولمبية                       | 23 سبتمبر 1957 |
|             | حركة عدم الانحياز                              | 1 سبتمبر 1961  |
|             | الاتحاد الأفريقي                               | 25 مايو 1963   |
|             | مجموعة ال77                                    | 15 يونيو 1964  |
|             | منظمة التعاون الإسلامي                         | 25 سبتمبر 1969 |
|             | المنظمة الدولية للناطقين بالفرنسية             | 1 مارس 1970    |
|             | منظمة العالم الإسلامي للتربية والعلوم والثقافة | 1982           |
|             | اتحاد المغرب العربي                            | 17 فبراير 1989 |
|             | منظمة التجارة العالمية                         | 29 مارس 1995   |
|             | تجمع دول الساحل والصحراء                       | 2001           |
|             | الاتحاد من أجل المتوسط                         | 13 يوليو 2008  |
|             | شريك متقدم مع الاتحاد الأوروبي                 | 19 نوفمبر 2012 |
|             | حليف رئيسي خارج الناتو                         | 2015           |

## وصلات خارجية
| - (بالعربية) الموقع الرسمي لرئاسة الحكومة - (بالعربية) موقع وزارة الداخلية - (بالعربية) موقع وزارة الدفاع الوطني - (بالعربية) موقع وزارة الشؤون الخارجية - (بالعربية) موقع وزارة العدل - (بالعربية) موقع وزارة المالية - (بالعربية) موقع وزارة الإقتصاد والتخطيط - (بالعربية) موقع وزارة الصناعة والطاقة والمناجم | - (بالعربية) موقع وزارة التجارة وتنمية الصادرات - (بالعربية) موقع وزارة الفلاحة والموارد المائية والصيد البحري - (بالعربية) موقع وزارة الشؤون الإجتماعية - (بالعربية) موقع وزارة التربية - (بالعربية) موقع وزارة الشباب والرياضة - (بالعربية) موقع وزارة التكوين المهني والتشغيل - (بالعربية) موقع وزارة التعليم العالي والبحث العلمي | - (بالعربية) موقع وزارة النقل - (بالعربية) موقع وزارة تكنولوجيات الإتصال - (بالعربية) موقع وزارة التجهيز والإسكان - (بالعربية) موقع وزارة البيئة - (بالعربية) موقع وزارة الشؤون الدينية - (بالعربية) موقع وزارة الأسرة والمرأة والطفولة وكبار السن - (بالعربية) موقع وزارة الشؤون الثقافية |